# Hannover

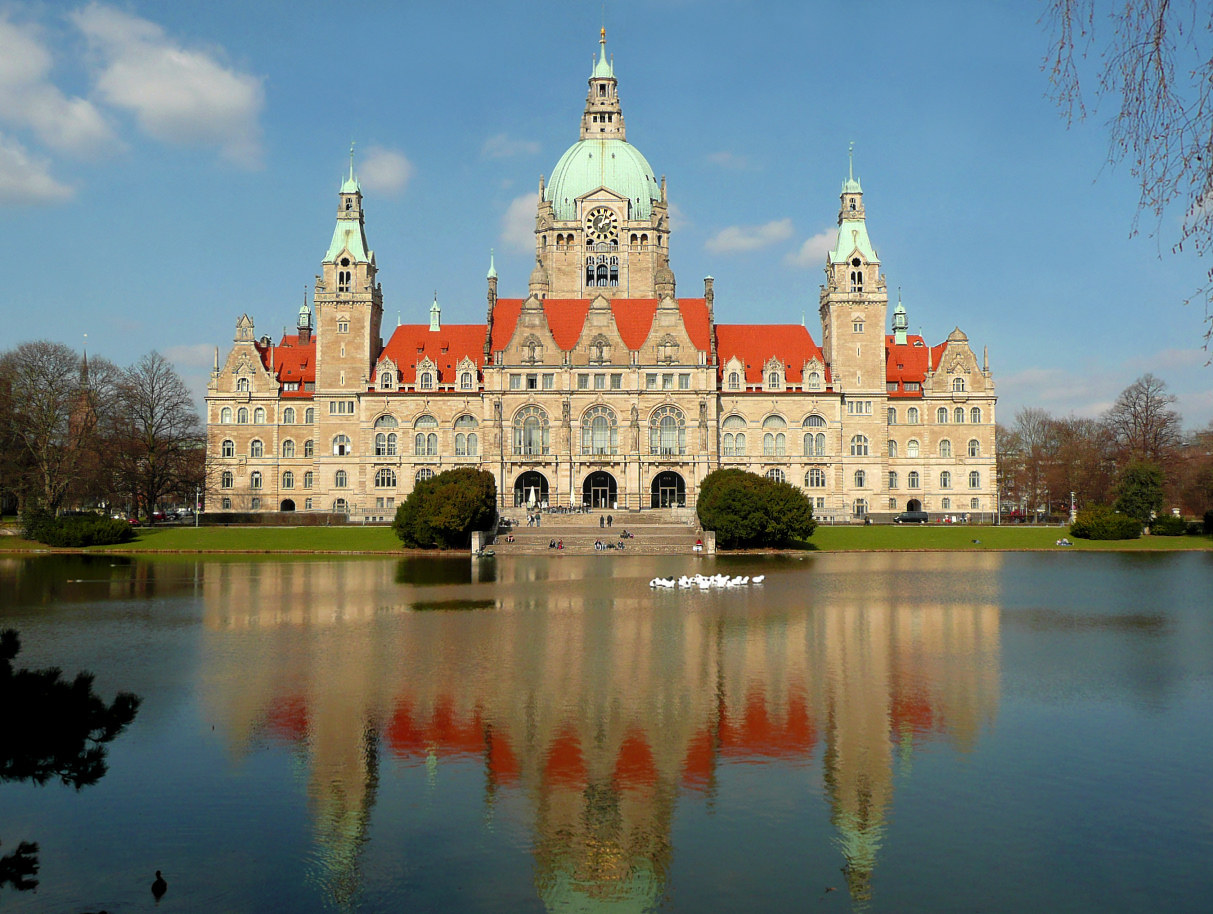
Neues Rathaus, Hannovers Wahrzeichen

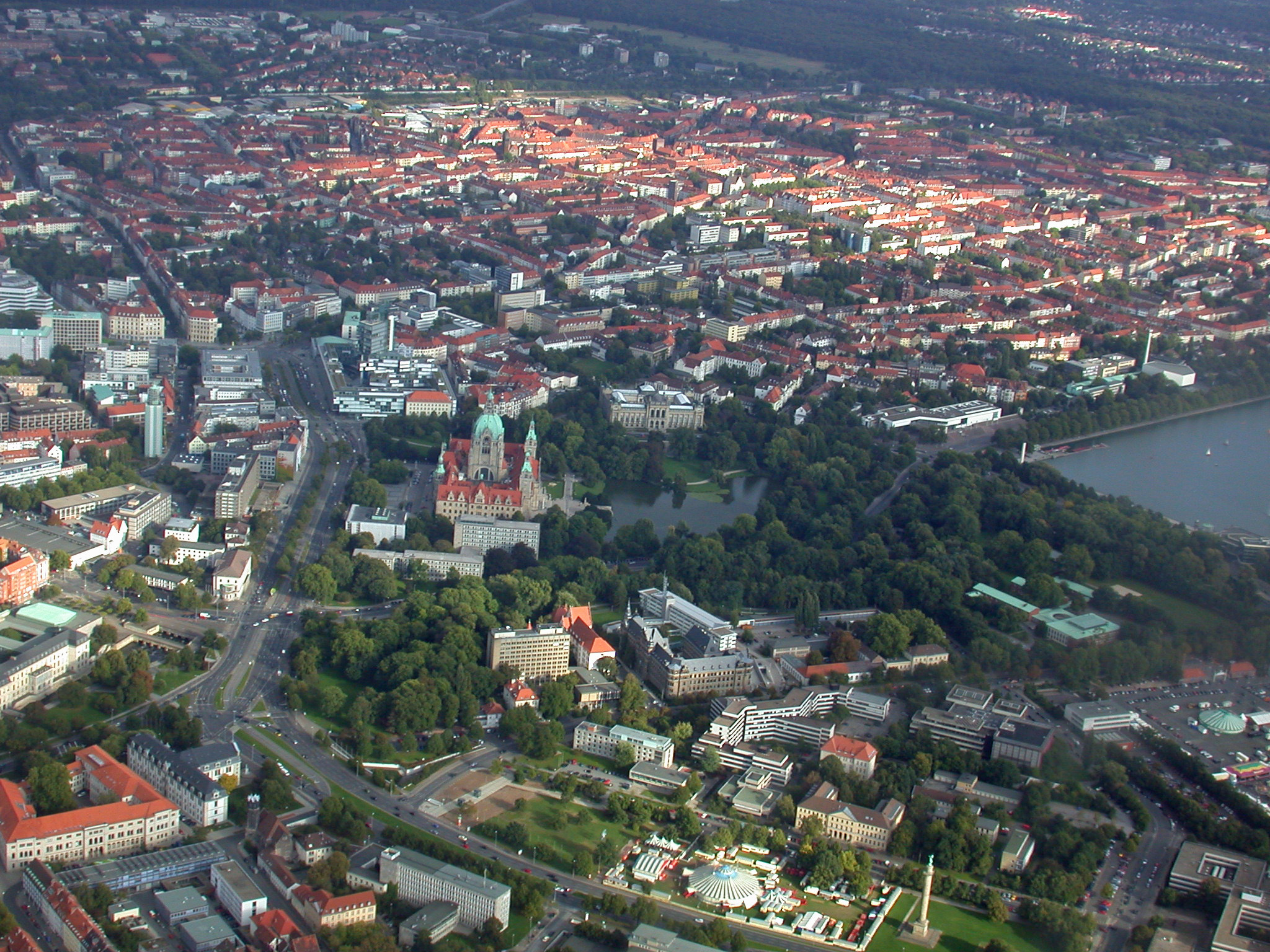
Neues Rathaus mit Maschpark, Aegidienkirche, Verwaltungsgebäude der Nord/LB, Landesmuseum, Südstadt, rechts der Maschsee

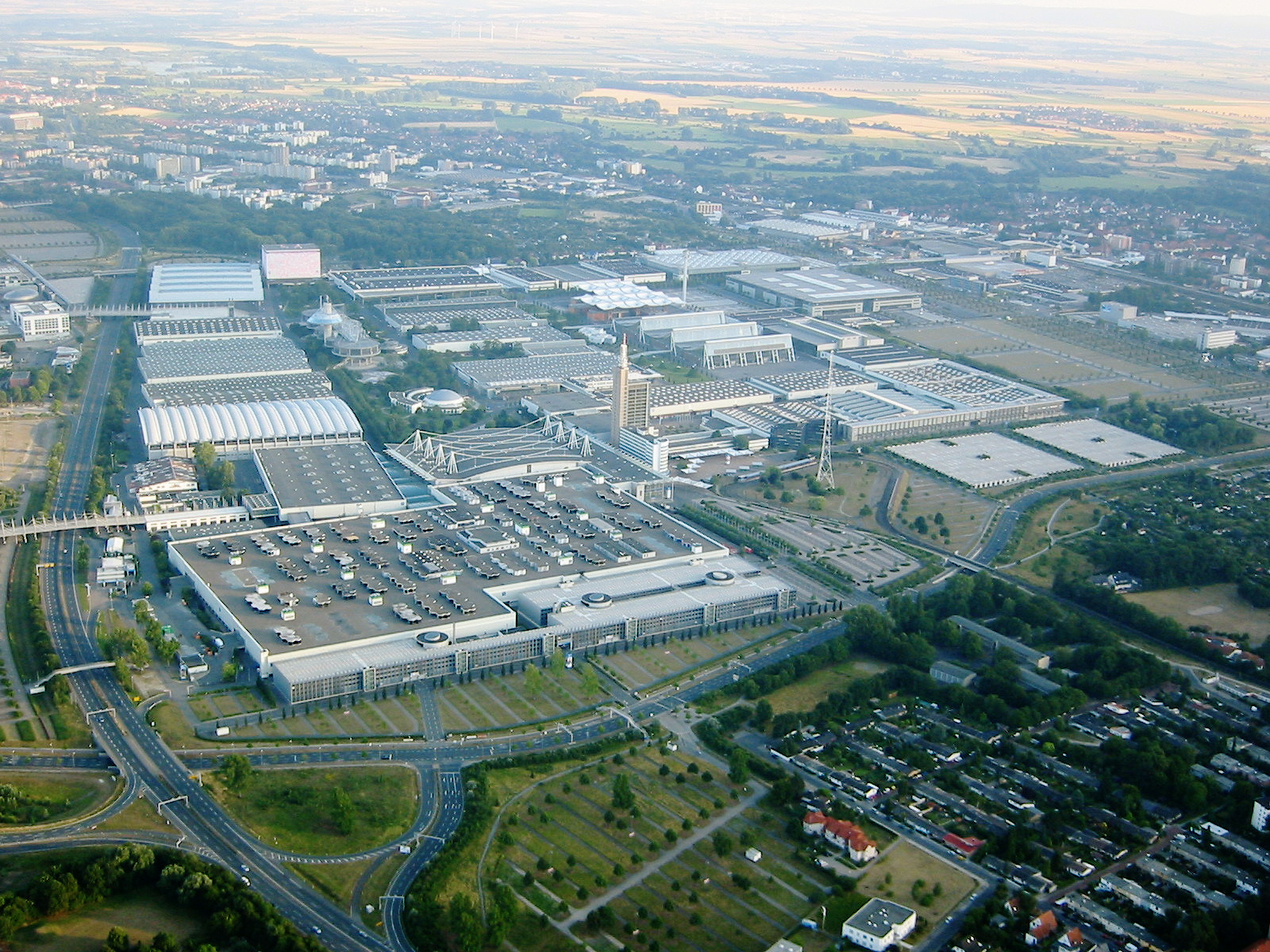
Messegelände Hannover von Norden, März 2008

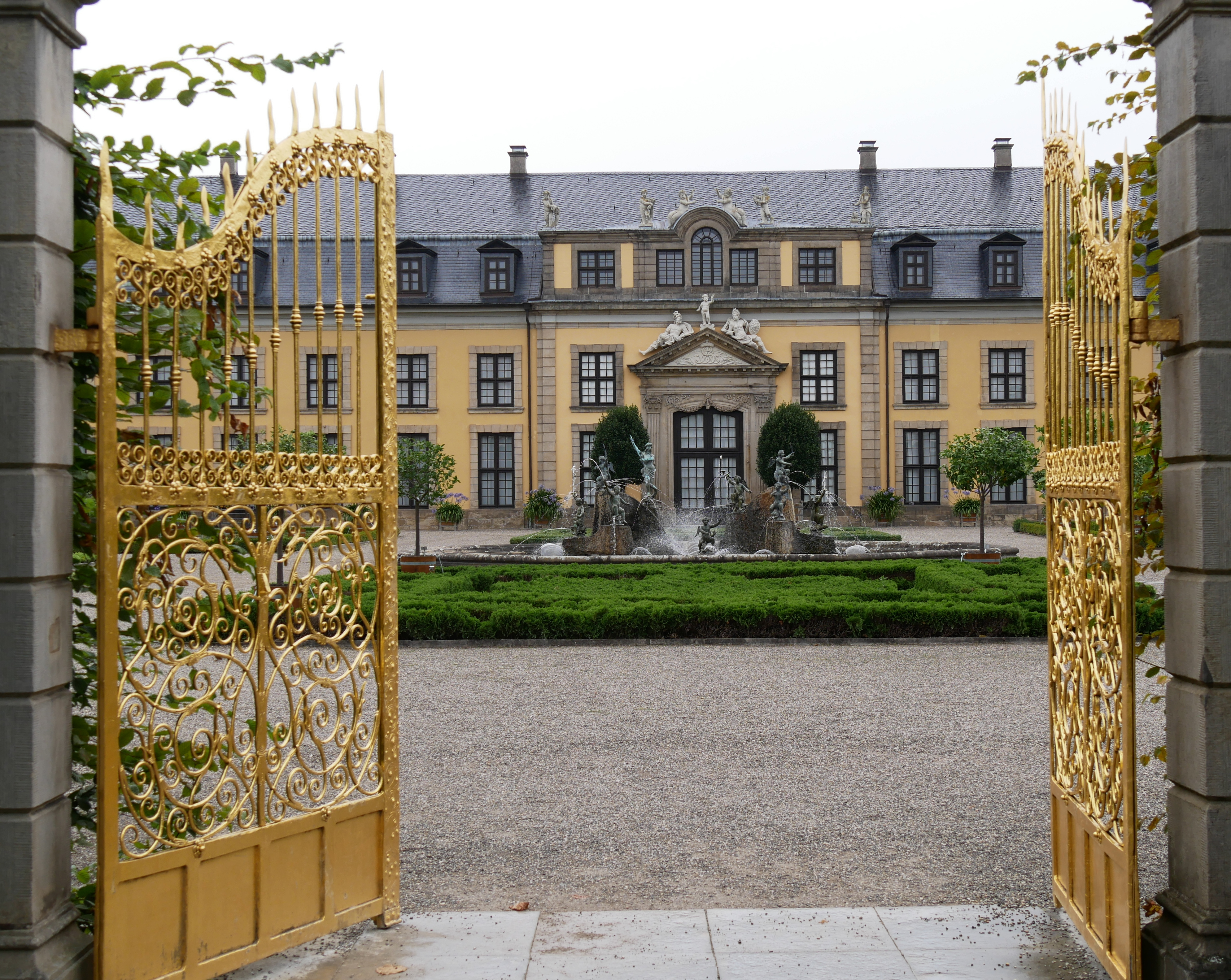
Das Goldene Tor in den Herrenhäuser Gärten

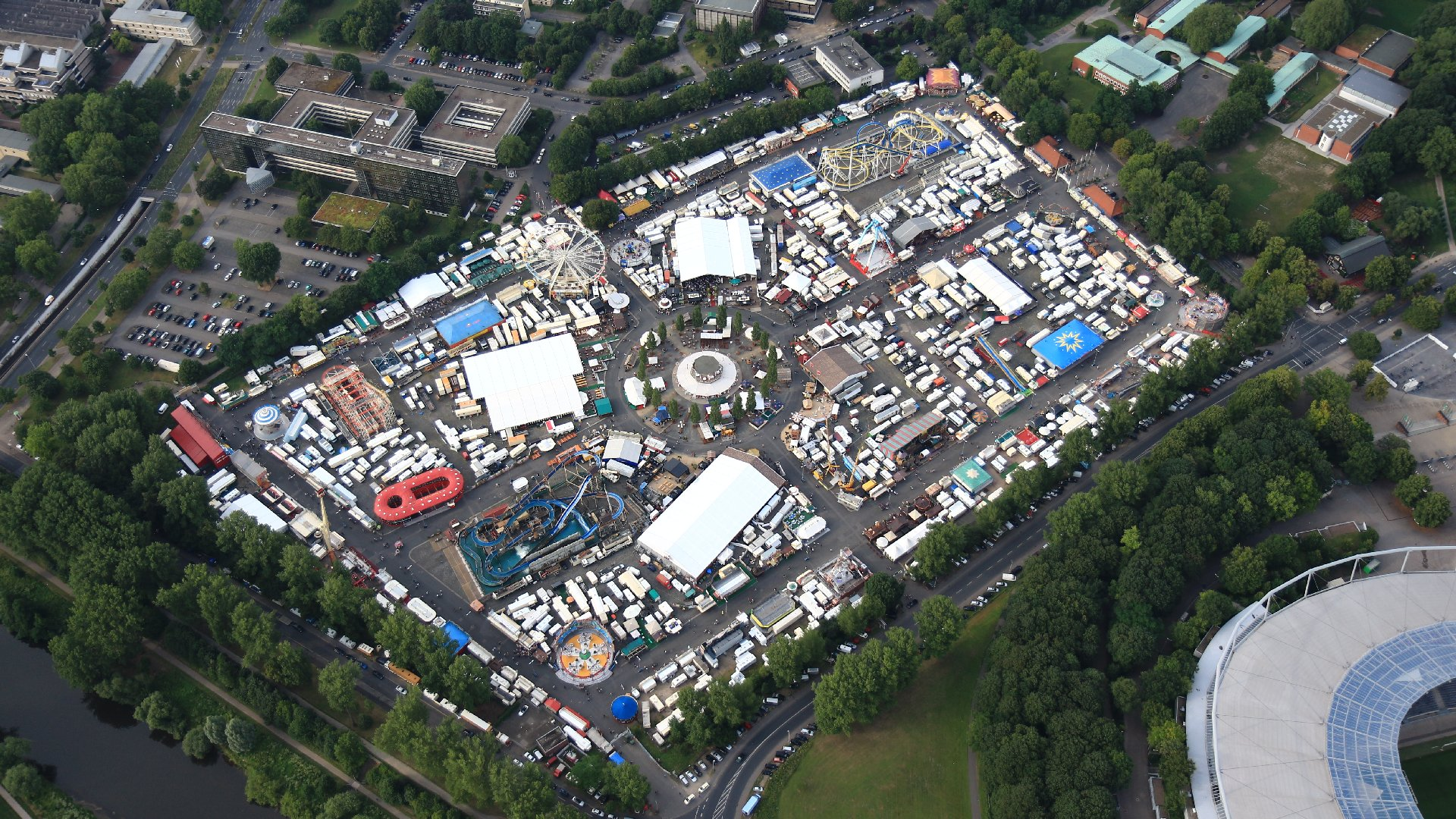
Schützenfest Hannover 2014 von oben

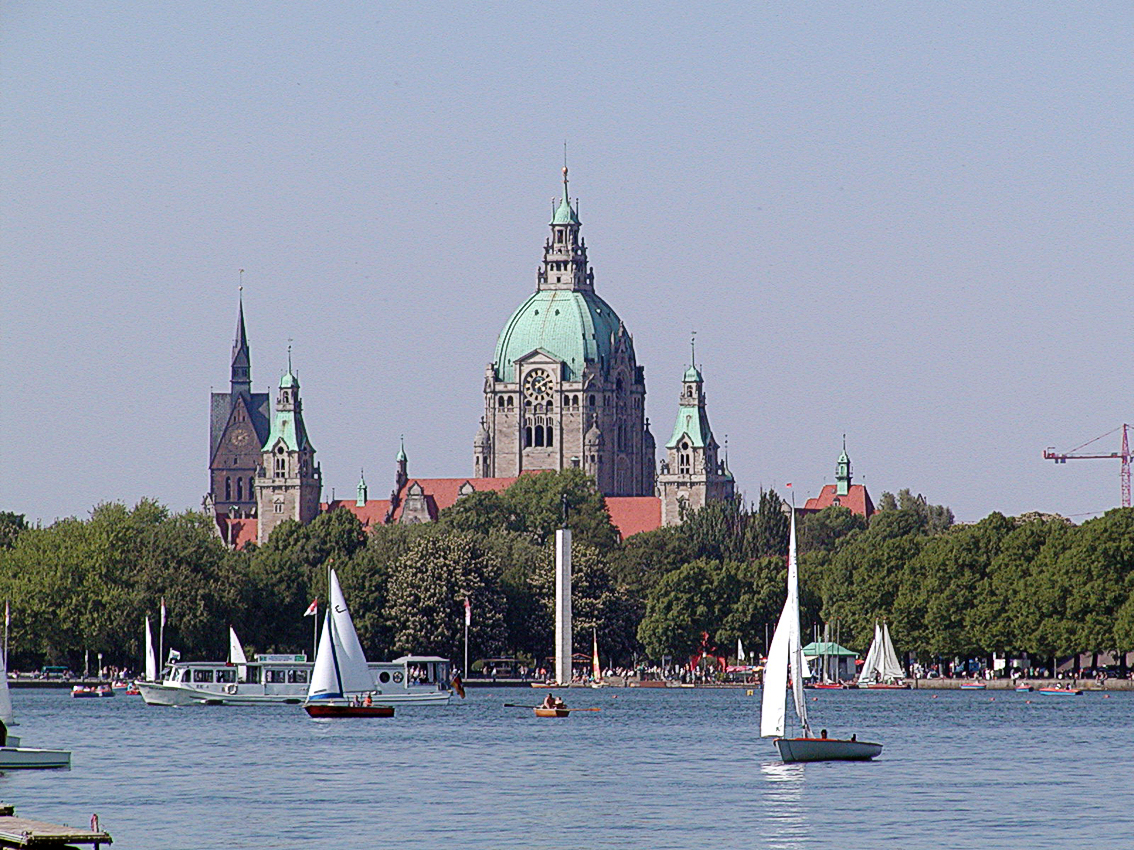
Maschsee

Hannover [haˈnoːfɐ] ⓘ ist die Hauptstadt des Landes Niedersachsen. Der am Südrand des Norddeutschen Tieflandes an der Leine gelegene Ort wurde 1150 erstmals erwähnt und erhielt 1241 das Stadtrecht. Hannover war ab 1636 welfische Residenzstadt, ab 1692 Residenz des Kurfürstentums Braunschweig-Lüneburg und ab 1814 Hauptstadt des Königreichs Hannover. Von 1714 bis 1837 bestand die Personalunion zwischen Großbritannien und Hannover, wonach Hannovers Monarchen auch gleichzeitig die Könige Großbritanniens waren. Nach der Annexion des Königreiches Hannover durch Preußen wurde Hannover ab 1866 Provinzhauptstadt der Provinz Hannover und nach Auflösung Preußens im August 1946 Hauptstadt des Landes Hannover. Seit dessen Fusion mit den Freistaaten Braunschweig, Oldenburg und Schaumburg-Lippe im November 1946 ist Hannover niedersächsische Landeshauptstadt. Seit 1875 Großstadt, zählte sie 2024 mit 522.131 Einwohnern zu den 14 einwohnerreichsten Städten Deutschlands.
Stadt und früherer Landkreis sind zu einem Kommunalverband besonderer Art, der Region Hannover, zusammengeschlossen, die der Metropolregion Hannover-Braunschweig-Göttingen-Wolfsburg angehört. In Hannover kreuzen sich wichtige Schienen- und durch Hannover verlaufen wichtige Straßenwege der Nord-Süd- und Ost-West-Richtung, der Hauptbahnhof, der ZOB und der Flughafen gehören jeweils zu den Top 10 in Deutschland. Über den Mittellandkanal ist die Stadt mit mehreren Häfen an das Binnenschifffahrtsnetz angebunden. Vom 13. Jahrhundert bis ca. 1620 war Hannover Hansestadt und ist seit Ende Juni 2019 Mitglied in der Neuen Hanse. Hannover ist Sitz der Evangelischen Kirche in Deutschland und Hauptsitz der Weltgemeinschaft Reformierter Kirchen.
Hannover ist Standort von fünfzehn Hochschulen und mehreren Bibliotheken. Der Briefwechsel von Gottfried Wilhelm Leibniz und der Goldene Brief, aufbewahrt in der Gottfried Wilhelm Leibniz Bibliothek, gehören zum Weltdokumentenerbe der UNESCO. Hannover ist ein bedeutender Forschungs-, Wirtschafts- und Medienstandort sowie eine überregional bedeutende Einkaufsstadt. Die Kulturszene gilt mit zahlreichen Theatern, Museen, Galerien und internationalen Theater-, Musik- und Tanzfestivals als vielfältig. Einige Museen besitzen Sammlungen von Weltrang. Im Georgenpalais sitzt das Wilhelm Busch – Deutsche Museum für Karikatur und Zeichenkunst. Das Niedersächsische Staatstheater mit Staatsoper und Schauspiel, das GOP, das Neue Theater und das TAK gehören zu den renommiertesten Theatern in Deutschland. Hannover ist eine bedeutende Sportstadt und auf Grund der vielfältigen Musikszene mit renommierten Orchestern, Chören und Bands auch eine UNESCO City of Music. Der Kuppelsaal ist Deutschlands größter klassischer Konzertsaal und der Jazz Club Hannover ist einer der renommiertesten Jazz-Clubs Europas.
Das Stadtbild ist geprägt durch zahlreiche öffentliche Grünanlagen, eine hohe Dichte an Straßenkunst und zahlreiche Baudenkmale, dazu gehören repräsentative Bauten der Norddeutschen Backsteingotik, der Hannoverschen Architekturschule, des Backsteinexpressionismus und des Klassizismus. Überregional bekannt sind der Erlebnis-Zoo Hannover, der Maschsee und die Herrenhäuser Gärten mit dem Schloss Herrenhausen, eine weltweite Rarität ist der Bogenaufzug im Neuen Rathaus. In der Marktkirche liegt der Deutsche Michel und in der Neustädter Kirche liegt Gottfried Wilhelm Leibniz begraben. Die Basilika St. Clemens ist Norddeutschlands größte Kirche mit rein italienischem Charakter und die Pagode Viên Giác ist eine der größten Pagoden Europas. Mit dem zweitgrößten Messegelände der Welt und zahlreichen Weltleitmessen (u. a. Hannover-Messe) ist Hannover eine der führenden Messestädte Europas. Jährlich findet das größte Schützenfest der Welt statt und seit 1955 trägt Hannover den offiziellen Ehrentitel „Schützenstadt“. Das Maschseefest ist das größte Seefest Deutschlands.

## Geografie

### Lage

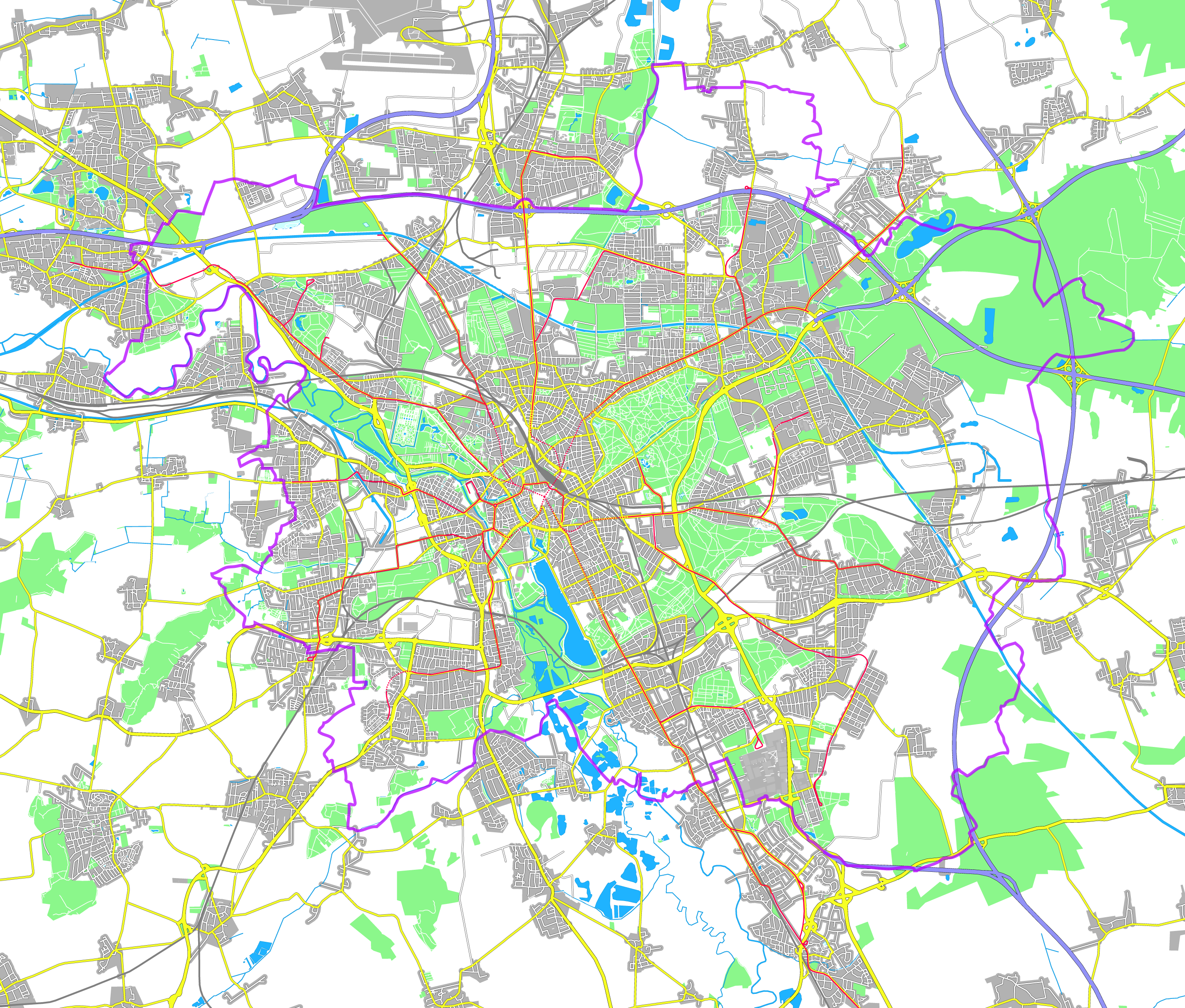
Hannover und Umgebung

Hannover liegt im Tal der Leine am Übergang des Niedersächsischen Berglands zum Norddeutschen Tiefland, die Stadtmitte auf 52°22'28" N und 9°44'19" O. Im Südwesten der Stadt grenzen die Ausläufer des Weserberglandes mit fruchtbaren Lössböden, im Norden die sandigen und moorigen Geestlandschaften der Burgdorf-Peiner und der Hannoverschen Moor-Geest an das Stadtgebiet.
Die naturräumliche und verkehrsgeographische Lage bot Hannover günstige Voraussetzungen für die Entwicklung vom mittelalterlichen Dorf zur Großstadt. Im Mittelalter passierte ein bedeutender Nord-Süd-Handelsweg durch das Leinetal die Ortsstelle an einer Flussfurt. Im 19. Jahrhundert folgte die Eisenbahn diesem Verlauf und durch den Bau des Mittellandkanals als Ost-West-Verbindung im 20. Jahrhundert lag Hannover am Kreuzungspunkt dieser wichtigen Verkehrswege. Gleiches gilt für den Straßenverkehr durch den Schnittpunkt der Bundesautobahnen A 2 und A 7 nahe Hannover.
Die nächstgelegenen Großstädte sind Hildesheim, Salzgitter, Braunschweig, Wolfsburg, Bielefeld und Göttingen. Die Nordseeküste liegt etwas näher an Hannover als die Ostseeküste.
| Bremen (130 km)                   | Hamburg (140 km)                            | Celle (41 km)        |
| Minden (78 km)                    | Kompassrose, die auf Nachbargemeinden zeigt | Braunschweig (66 km) |
| Bielefeld (135 km) Hameln (47 km) | Göttingen (120 km)                          | Hildesheim (34 km)   |

* Entfernungen sind gerundete Straßenkilometer bis zum Ortszentrum.

### Nachbargemeinden
Folgende Städte und Gemeinden der Region Hannover grenzen an die Stadt Hannover: Langenhagen, Isernhagen, Lehrte, Sehnde, Laatzen, Hemmingen, Ronnenberg, Gehrden, Seelze und Garbsen. Dabei ist die Umgebung geprägt durch städtisch geprägte Bebauung entlang der Verkehrsachsen sowie durch ländlich geprägte Bauweise in anderen Teilen. Im Ballungsraum Hannover lebten 2019 etwa 1.130.000 Menschen.

### Stadtgliederung

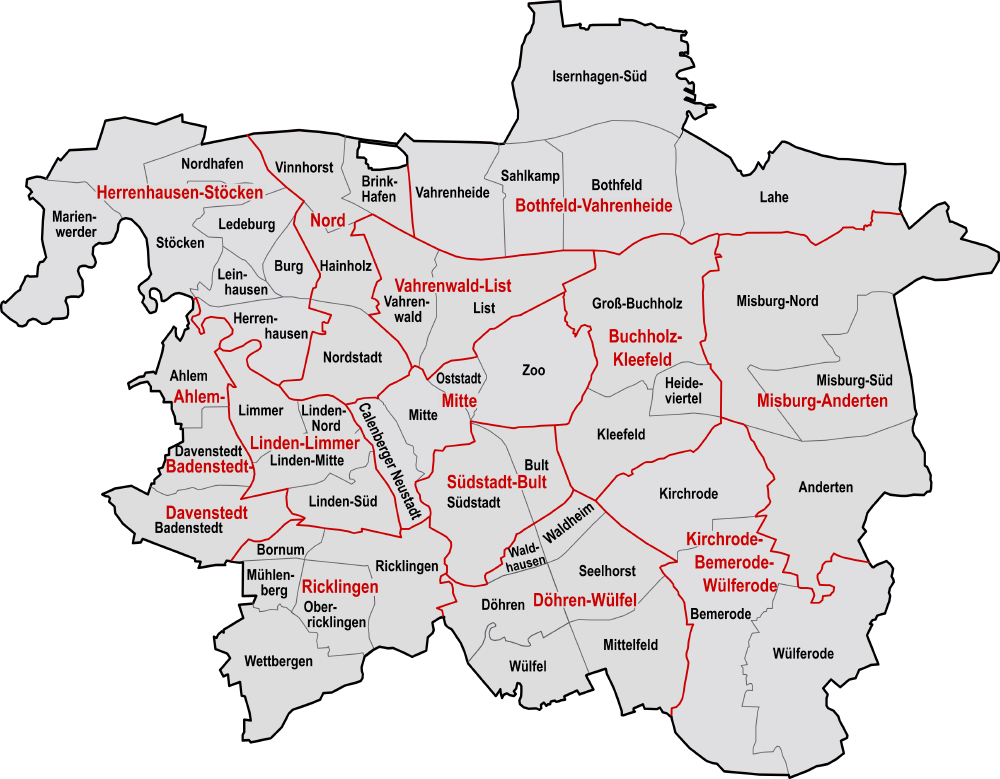
Stadtteile und Stadtbezirke von Hannover

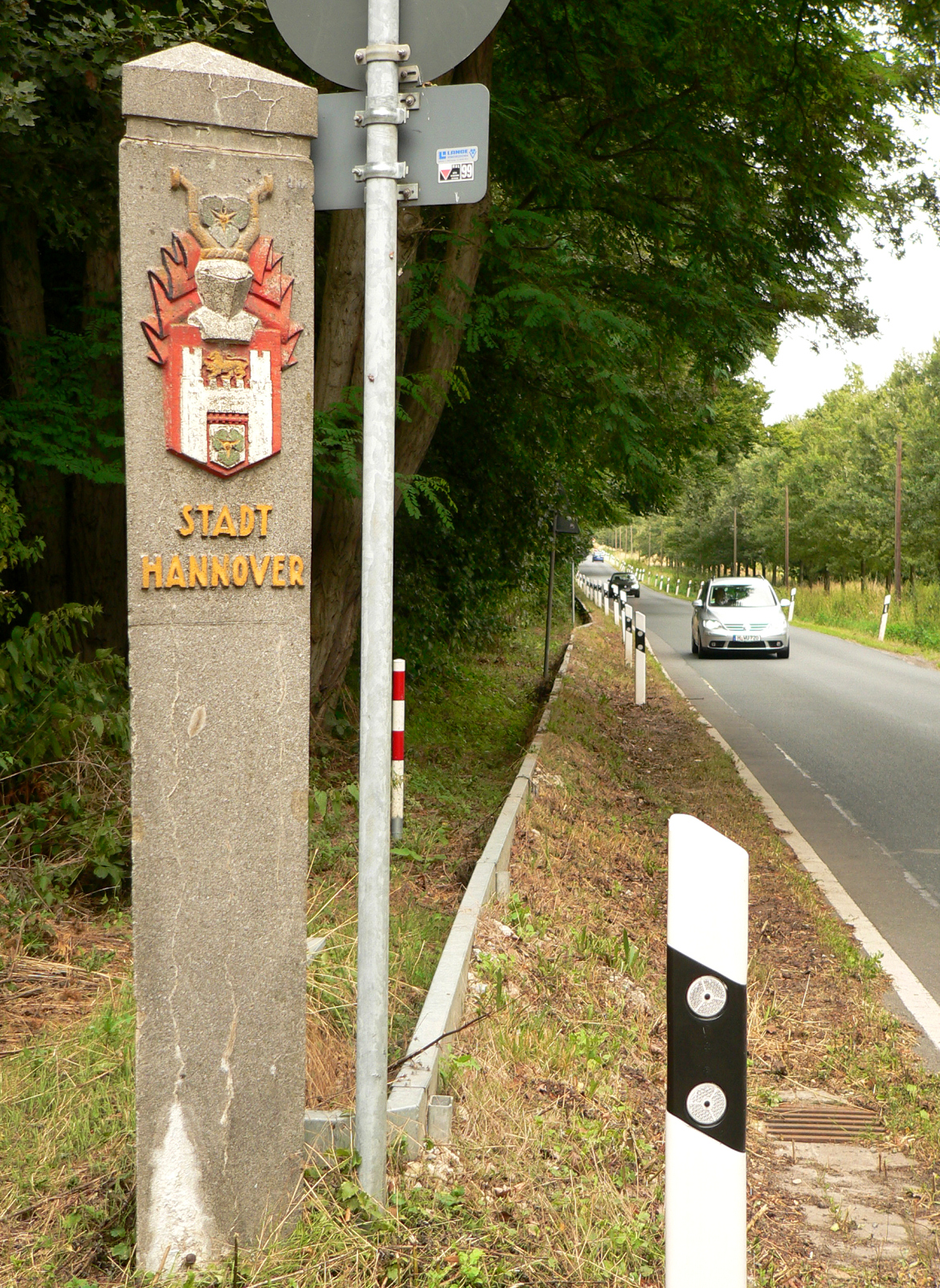
Grenzpfahl mit Wappendarstellung auf der Lenther Chaussee an der Stadtgrenze

Hannover ist eine Einheitsgemeinde und besteht aus 51 Stadtteilen. Jeweils zwei bis sieben dieser Stadtteile sind zu einem Stadtbezirk zusammengefasst, so dass folgende 13 Stadtbezirke bestehen: Mitte, Vahrenwald-List, Bothfeld-Vahrenheide, Buchholz-Kleefeld, Misburg-Anderten, Kirchrode-Bemerode-Wülferode, Südstadt-Bult, Döhren-Wülfel, Ricklingen, Linden-Limmer, Ahlem-Badenstedt-Davenstedt, Herrenhausen-Stöcken und Nord.
Über elf Prozent des etwa 200 Quadratkilometer großen Stadtgebietes sind öffentliche Grünflächen, weshalb Hannover auch als Großstadt im Grünen bezeichnet wird. Der zentrumsnahe Stadtwald Eilenriede hat allein eine Größe von 650 Hektar.

### Topographie

#### Gewässer
Südlich des Stadtzentrums befindet sich der Maschsee, ein circa 78 Hektar großer künstlich angelegter See ohne natürlichen Zu- und Ablauf.
Von Süden her kommend fließt die Leine durch Hannover nordwestlich in Richtung Aller. In Höhe des Maschsees wird über den Schnellen Graben Leinewasser zur Ihme geleitet. Das dortige Wehr dient neben der Regulierung des Wasserstandes der Stromerzeugung. Die Ihme ist ein kleiner Bach, der aus dem Calenberger Land kommt. Durch die Zuleitung von Leinewasser wird sie zum Fluss, der sich nach wenigen Kilometern wieder mit der Leine vereinigt. Ab hier ist die Leine schiffbar. In Limmer mündet die Fösse in die Leine.

#### Gelände
Hannover liegt durchschnittlich 55 m ü. NN. Die höchsten natürlichen Erhebungen im Stadtgebiet sind der am Südostrand gelegene Kronsberg, dessen höchster Punkt mit 118,2 Metern ein um einige Meter künstlich erhöhter Aussichtshügel ist, und der 89,0 Meter hohe Lindener Berg. Die höchste künstliche Erhebung ist der Nordberg mit 122 Metern am Nordostrand auf dem Gelände der Mülldeponie Lahe. Der tiefste Punkt befindet sich im Landschaftsschutzgebiet Klosterforst Marienwerder und liegt 44 m ü. NN.

### Klima
Hannover liegt in einer Region mit Seeklima (Typ Cfb). Die Jahresmitteltemperatur liegt bei etwa 10,6 °C. Im langjährigen Mittel erreichte die Lufttemperatur in Hannover 8,7 °C und es fielen 661 Millimeter Niederschlag. Zwischen Mai und August kann mit durchschnittlich 22 Sommertagen (klimatologische Bezeichnung für Tage, an denen die Maximaltemperatur 25 °C übersteigt) gerechnet werden.
|                        | Jan | Feb | Mär | Apr  | Mai  | Jun  | Jul  | Aug  | Sep  | Okt  | Nov | Dez |   |      |
| Mittl. Temperatur (°C) | 2,6 | 3,7 | 5,8 | 9,8  | 14,0 | 17,9 | 19,1 | 18,8 | 14,9 | 10,7 | 6,4 | 5,5 | ⌀ | 10,8 |
| Mittl. Tagesmax. (°C)  | 5,0 | 6,9 | 9,8 | 14,8 | 19,5 | 23,4 | 24,7 | 24,1 | 19,8 | 14,4 | 9,1 | 7,8 | ⌀ | 15   |
| Mittl. Tagesmin. (°C)  | 0,0 | 0,4 | 1,7 | 3,8  | 7,7  | 12,0 | 13,6 | 13,0 | 9,8  | 7,1  | 3,3 | 3,0 | ⌀ | 6,3  |
|                        |     |     |     |      |      |      |      |      |      |      |     |     |   |      |
| Niederschlag (mm)      | 47  | 48  | 44  | 31   | 31   | 62   | 78   | 63   | 55   | 59   | 58  | 49  | Σ | 625  |
|                        |     |     |     |      |      |      |      |      |      |      |     |     |   |      |
| Sonnenstunden (h/d)    | 1,3 | 2,2 | 3,4 | 4,8  | 6,7  | 6,7  | 6,4  | 6,4  | 4,5  | 3,4  | 1,7 | 1,1 | ⌀ | 4,1  |
|                        |     |     |     |      |      |      |      |      |      |      |     |     |   |      |
| Regentage (d)          | 17  | 15  | 16  | 13   | 12   | 13   | 14   | 14   | 14   | 16   | 18  | 19  | Σ | 181  |
|                        |     |     |     |      |      |      |      |      |      |      |     |     |   |      |
| Luftfeuchtigkeit (%)   | 87  | 84  | 80  | 75   | 72   | 73   | 75   | 75   | 81   | 84   | 86  | 88  | ⌀ | 80   |

| 0,0 |

| 0,4 |

| 1,7 |

| 3,8 |

| 7,7 |

| 12,0 |

| 13,6 |

| 13,0 |

| 9,8 |

| 7,1 |

| 3,3 |

| 3,0 |

| 0,0 |

| 0,4 |

| 1,7 |

| 3,8 |

| 7,7 |

| 12,0 |

| 13,6 |

| 13,0 |

| 9,8 |

| 7,1 |

| 3,3 |

| 3,0 |

### Natur- und Landschaftsschutzgebiete
Teilweise im Stadtgebiet liegen die Flora-Fauna-Habitat (FFH)-Gebiete Altwarmbüchener Moor, Mergelgrube bei Hannover, Leineaue zwischen Ruthe und Hannover, Bockmerholz-Gaim sowie Aller (mit Barnbruch), untere Leine, untere Oker. Teilweise darin enthalten sind, ganz oder teilweise im Stadtgebiet liegend, die Naturschutzgebiete Bockmerholz, Mergelhalde und Gaim sowie die Landschaftsschutzgebiete Wietzeaue, Obere Wietze, Laher Wiesen, Kugelfangtrift-Segelfluggelände, Altwarmbüchener See, Altwarmbüchener Moor-Ahltener Wald, Mardalwiese, Breite Wiese-Nasse Wiese, Alte Bult, Kronsberg, Obere Leine, Hirtenbach/Wettberger Holz, Benther Berg Vorland/Fössetal, Mittlere Leine und Mecklenheide/Vinnhorst.

## Geschichte

### Siedlungsspuren, Gründung und erste Blüte

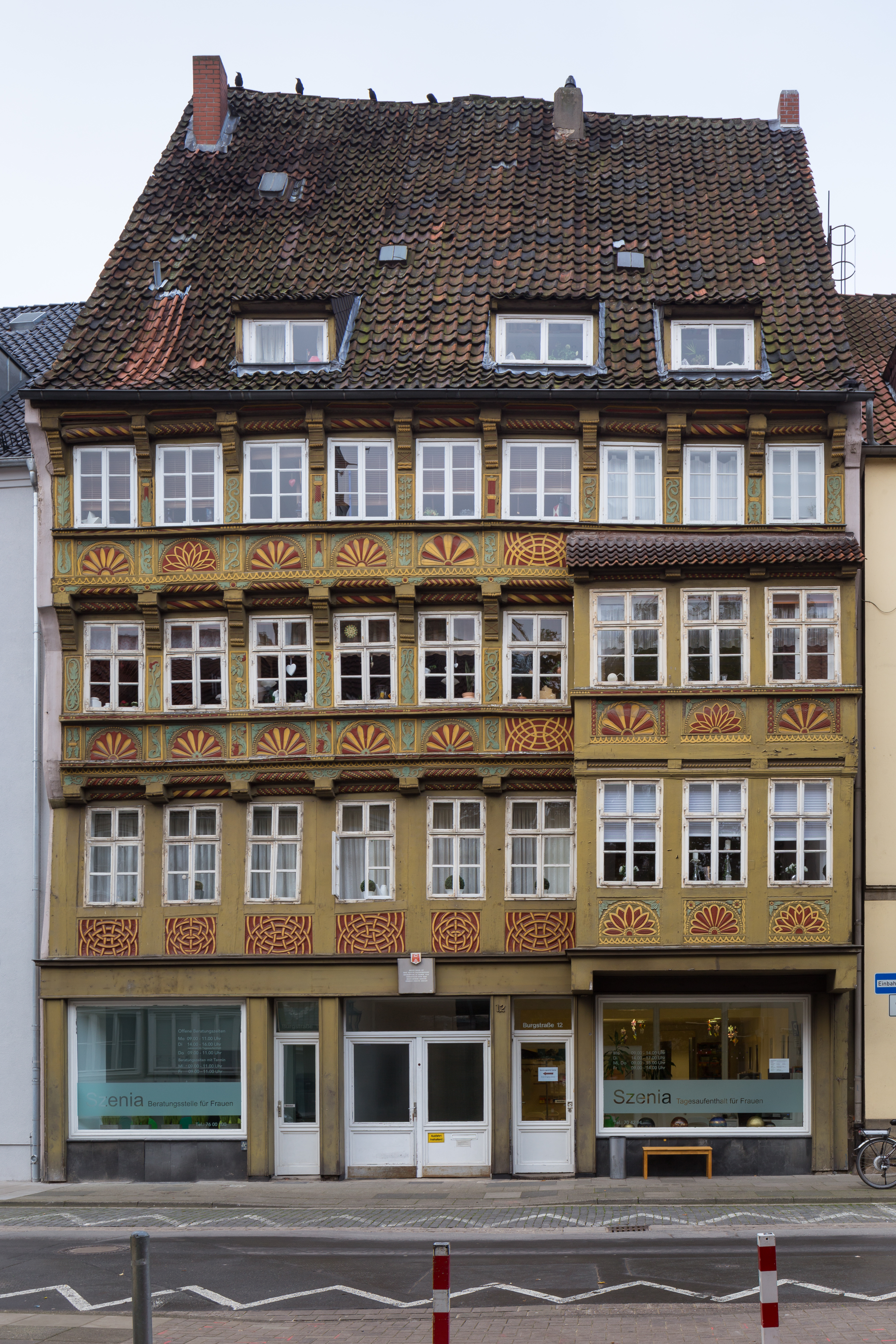
Ältestes Fachwerkhaus Hannovers von 1566 in der Burgstraße 12

Auf dem Gebiet der späteren Alt- und Neustadt Hannovers wurden Spuren einer Besiedlung „von nicht geringer Ausdehnung“ aus der römischen Kaiserzeit (1. bis 3. Jahrhundert n. Chr.) gefunden, wie der Stadthistoriker Helmut Plath schrieb. Reste von Tongefäßen aus dieser Zeit fanden sich unter der Aegidienkirche. In einem alten Leinearm wurde ein Denar des römischen Kaisers Severus Alexander (222–235) geborgen, für Plath der Beweis, dass die Siedlung „von dem mit den Römern in Zusammenhang stehenden Handel erreicht wurde“. Die Siedlung unbekannten Namens könnte mit dem Ort Touliphourdon (lateinisch Tulifurdum) identisch sein, den der Geograph Claudius Ptolemäus in einer um 150 n. Chr. entstandenen Karte der Germania magna einzeichnete. Wissenschaftler des Instituts für Geodäsie der TU Berlin lokalisierten Tulifurdum im Jahr 2010 mittels einer neuen Kartenprojektion „bei Hannover“. Sprachgeschichtlich ist der Name als Zusammensetzung der lateinischen Wörter tuli („ich habe getragen“) und furdum („Furt“), was auf den Leineübergang Hannovers hinweisen könnte, gedeutet worden.
Das heutige Hannover entstand aus einer mittelalterlichen Siedlung an einer hochwassergeschützten Stelle am Leineufer. Dieser Standort gab der späteren Stadt Hannover vermutlich ihren Namen – Honovere = „(Am) hohen Ufer“ –, was aber umstritten ist (siehe Namensgebung). In der Nähe gab es durch die nur 500 m breite Leineniederung und einen Werder eine Möglichkeit, die Leine an einer seichten Furt zu überqueren. Dort kreuzten sich zwei Fernstraßen. Auch heute heißt die Straße, die an dieser Stelle parallel zur Leine verläuft, Am Hohen Ufer. Hinweise auf eine Marktsiedlung an dieser Stelle gibt es bereits aus der Zeit um das Jahr 950. Der Vicus Hanovere (vicus = „Marktflecken“) wurde erstmals um 1150 im Hildesheimer Miracula Sancta Bernwardi erwähnt. Im 12. Jahrhundert ließ Heinrich der Löwe Hannover ausbauen und belehnte die Grafen von Roden damit, welche von der Burg Lauenrode, einer Wasserburg in der Leineniederung bei Limmer, aus herrschten. 1241 erhielt Hannover, als Teil des Herzogtums Braunschweig-Lüneburg, das Stadtprivileg vom Braunschweiger Herzog; seit dieser Zeit ist auch ein Rat nachweisbar. Gegen Ende des 13. Jahrhunderts standen zwei Bürgermeister an der Spitze der Stadt. Daneben gab es einen aus zwölf Mitgliedern bestehenden, sogenannten sitzenden Rat mit dem regierenden Bürgermeister. Im Lüneburger Erbfolgekrieg bekam die Stadt 1371 das Große Privileg verliehen, was ihr weitgehende Rechte einräumte, wie Zoll- und Mühlenrechte und die Befestigung der Stadt.

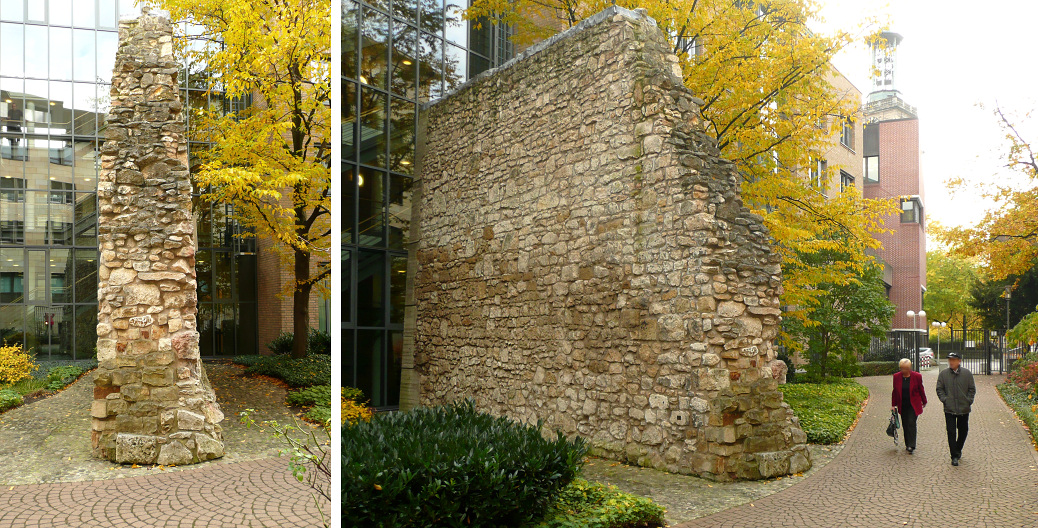
Rest der Stadtmauer Hannover

Zum Schutz der Stadt löste ab 1350 eine acht Meter hohe Stadtmauer mit 34 Mauertürmen die zuvor bestehende Befestigung aus palisadenbestandenen Wällen und Gräben ab. Zur Stadtbefestigung Hannover gehörte ab 1392 auch eine Landwehr, die das städtische Vorfeld sicherte. Von der früheren Hannoverschen Landwehr mit Wällen, Hecken, Warthäusern und -türmen gibt es noch Einrichtungen wie den Turm auf dem Lindener Berg, den Döhrener Turm, den Pferdeturm, den Lister Turm und weitere. Die Stadt erlebte zu dieser Zeit eine erste wirtschaftliche Blüte und trat der Hanse bei. Die Mitgliedschaft begann wahrscheinlich schon im 13. Jahrhundert, mit Sicherheit aber im 14. Jahrhundert. Der Fernhandel hannoverscher Kaufleute hatte im 15. Jahrhundert beispielsweise den Export von Leinwand nach London, den Tuchhandel mit Flandern, den Import von Pelzen und Häuten aus Nowgorod, von Tran und Wachs aus Norwegen sowie von Heringen und Butter aus Südschweden zum Gegenstand. Die Vernetzung der Wirtschaft über die Hanse begann im 16. Jahrhundert nachzulassen. Hannover schied um 1620 herum aus der Hanse aus. 1636 wurde Hannover zur Welfen-Residenz erhoben. Die Einwohnerzahl stieg auf 4000.
In der Zeit der Reformation wuchs in der Bevölkerung die Neigung, die evangelische Lehre anzunehmen. Am 26. Juni 1533 schwor eine Versammlung auf dem Marktplatz, zu Luthers Wort zusammenzustehen. Obwohl sich die führenden Kreise der Stadt der Reformation nicht anschlossen, wurde sie durch die Opposition der Bürger, die keine politischen Ämter innehatten, durchgesetzt. Der Rat der Stadt musste schließlich ins altgläubig gebliebene Hildesheim flüchten. 1580 unterzeichneten „Bürgermeister und Ratname der Stadt Hannover“ die lutherische Konkordienformel von 1577.
In Hannover wurden von 1514 bis 1657 mindestens 30 Personen in Hexenprozessen angeklagt, davon wurden 27 auf dem Scheiterhaufen hingerichtet oder starben im Gefängnis. Letztes Opfer der Hexenverfolgung war Alheit Snur 1648.

### Festungs- und Residenzstadt

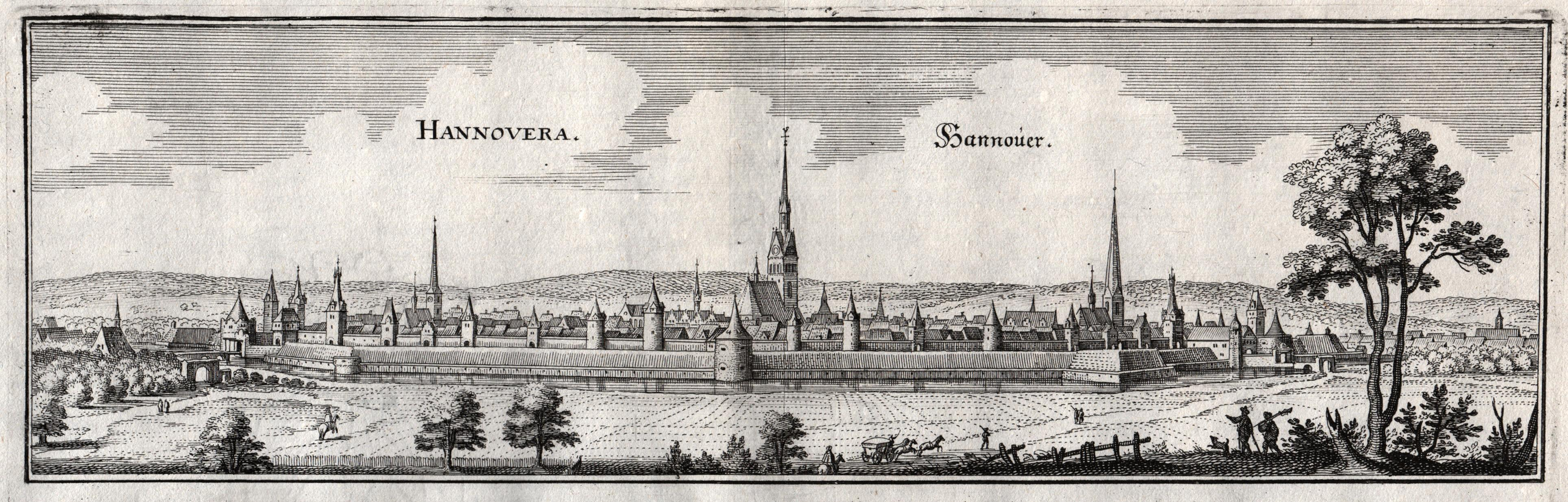
Hannover vom Nordosten gesehen, befestigt mit Wassergraben, Wall und Stadtmauer mit Mauertürmen;
1641 erstmals veröffentlichter Merian-Stich

Modell von Hannover um 1689 mit hoher Ausbaustufe der Stadtbefestigung

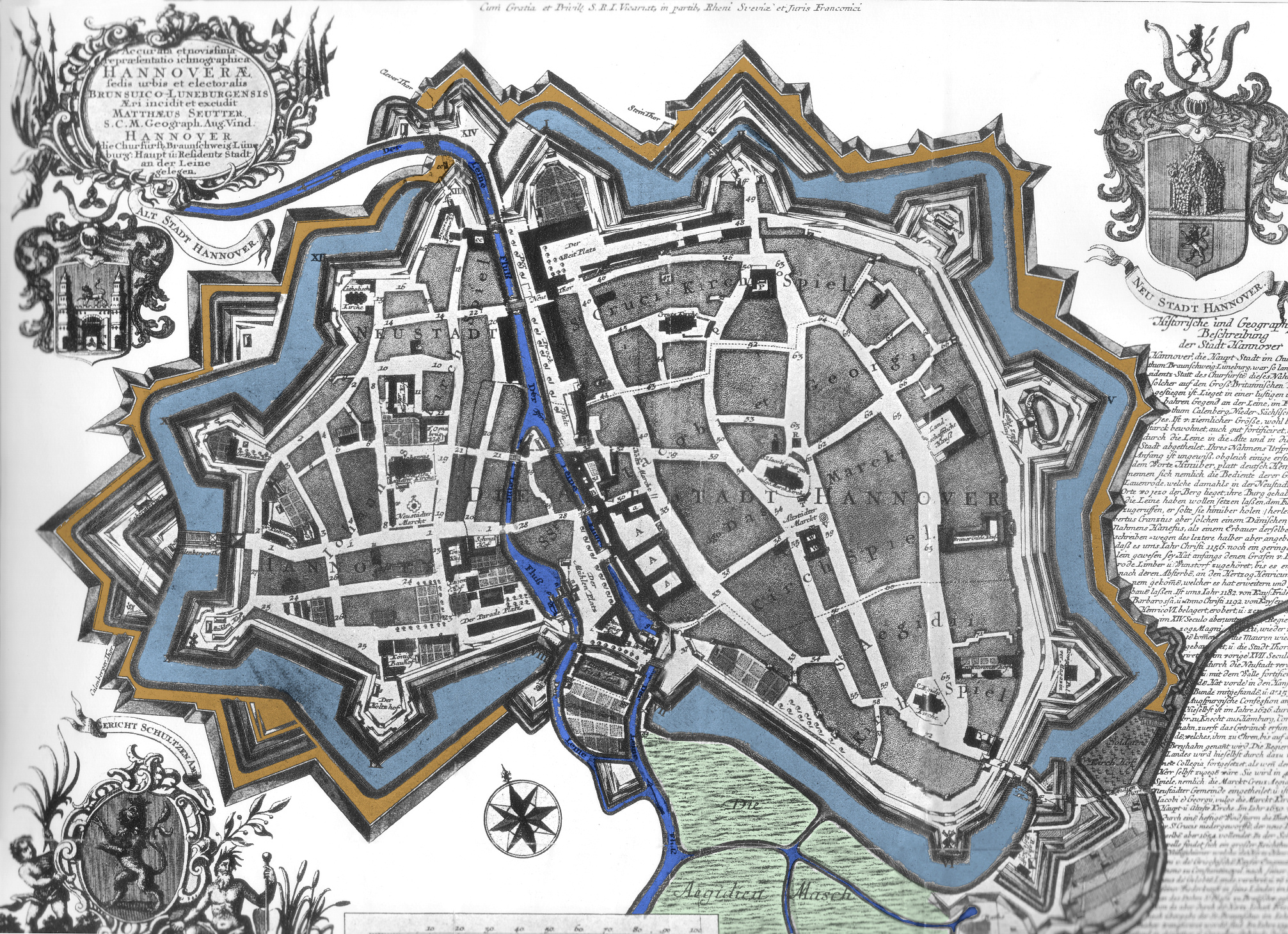
Hannover 1745 als sternförmige Festungsstadt mit Schanzen, Bastionen und Wassergräben. Westlich der Leine liegt die einbezogene Calenberger Neustadt.

Während des Dreißigjährigen Krieges machte Herzog Georg von Calenberg 1636 die festungsartig ausgebaute Stadt zu seiner Residenz. Als Residenzstadt erlebte Hannover in den folgenden 80 Jahren eine erneute Blütezeit. Die Bauten dieser Epoche der Geschichte Hannovers setzten nachhaltige Akzente im Stadtbild.
1676 wurde Gottfried Wilhelm Leibniz (1646–1716) von Herzog Johann Friedrich zum Hofrat und Leiter seiner Bibliothek berufen. Der in Leipzig geborene Philosoph und Mathematiker, der unter anderem das Dualsystem erfand, lebte bis zu seinem Tod in Hannover. 2005 wurde die Landesbibliothek und 2006 die Universität nach ihm benannt.
Ab 1699 gehörten dem Rat zwei Bürgermeister, ein Syndikus, ein Sekretär, zwei Kämmerer und sechs Senatoren an. Von 1725 bis 1761 war Christian Ulrich Grupen stets einer der Bürgermeister der Stadt.
Hannover war ab 1692 das 9. Kurfürstentum des Heiligen Römischen Reiches (offizieller Name: Chur-Braunschweig-Lüneburg, inoffiziell auch Chur-Hannover, Kurhannover oder Hannover), nachdem Herzog Ernst August als Voraussetzung 1682 die Primogenitur eingeführt hatte.
Nachdem Kurfürst Georg Ludwig als Georg I. 1714 den britischen Thron bestiegen hatte, verlegte er seine Residenz von Hannover nach London. In Hannover festigte sich dadurch in der inneren Verwaltung ein Kreis von Adeligen- und Beamtenfamilien. Die Residenzstadt, die in den Jahren zuvor stark vom Hof abhängig war, verödete dabei immer mehr. Auch Schloss und Garten Herrenhausen wurden bald nicht mehr genutzt. Diesem Umstand ist es letztlich zu verdanken, dass der Garten nicht mehr zeitgenössisch umgebaut wurde und der ursprüngliche Barockzustand erhalten blieb.
Während des Siebenjährigen Krieges wurde Hannover am 9. August 1757 kurz nach der Schlacht bei Hastenbeck durch bis zu 20.000 französische Soldaten besetzt. Die Anlagen der Stadtbefestigung Hannover konnten dies nicht verhindern. Vor dem französischen Abzug im Februar 1758 musste die Stadt 100.000 Reichstaler als Kontribution aufbringen.
1801 kam es zu einer einjährigen Besetzung Hannovers durch preußische Truppen unter General von Kleist, der mit 24.000 Mann einmarschierte.
Zu einer weiteren Besetzung der Stadt durch französische Truppen kam es 1803 unter General
Édouard Adolphe Mortier, der sich im Hardenbergschen Haus einquartierte. Während der folgenden Franzosenzeit war Hannover ab 1810 Hauptort des Departements Aller im Königreich Westphalen. Die Völkerschlacht bei Leipzig von 1813 beendete auch in Hannover die französische Fremdherrschaft. Im gleichen Jahr nahm Herzog Ernst August für seinen Vater Georg III. die Stadt wieder in Besitz.
Im Jahr 1747 wurde die Aegidienneustadt eingemeindet, es folgten 1824 die Calenberger Neustadt und 1847 die Ernst-August-Stadt. Mit der Eingemeindung der Vorstadt Hannovers im Jahr 1859 mit den Ortschaften Königsworth, Schloßwende, Nordfeld, Vorort, Fernrode, Bütersworth, Kirchwende, Bult, Heidorn, Tiefenriede, Emmerberg und Kleefeld wuchs die Stadtfläche von 157 auf 2354 Hektar und die Einwohnerzahl stieg von 38.000 auf 68.000.
Hannover war innerhalb des Königreichs Hannover eine autonome Stadt. 1823 wurde sie Sitz der Landdrostei Hannover, aus der später der Regierungsbezirk Hannover hervorging. 1824 wurde sie Sitz des Amtes Hannover, das durch Vereinigung des Gerichtsschulzenamtes Hannover und des Amtes Koldingen gegründet wurde. Ab 1825 gab es in Hannover ein Magistratskollegium, das bis 1935 Bestand hatte. Während dieser Zeit trug das Stadtoberhaupt Hannovers den Titel Stadtdirektor.
1837 ging mit dem Tod Wilhelms IV. die 123 Jahre währende Personalunion der Königreiche Großbritannien und Hannover zu Ende. In Hannover bestieg König Ernst August I. den Thron. Am 22. Oktober 1843 wurde die Eisenbahnstrecke von Hannover bis Lehrte eröffnet, am 19. Mai 1844 war die Bahnstrecke Hannover–Braunschweig durchgängig befahrbar. Gegen den Anschluss seiner Residenzstadt an das entstehende Eisenbahnnetz hatte sich der konservative König zunächst gewehrt. Wegen seiner Skepsis planten die Königlich Hannöverschen Staatseisenbahnen die ersten abzweigenden Strecken nicht in Hannover, sondern in Lehrte.

### Preußische Provinzhauptstadt

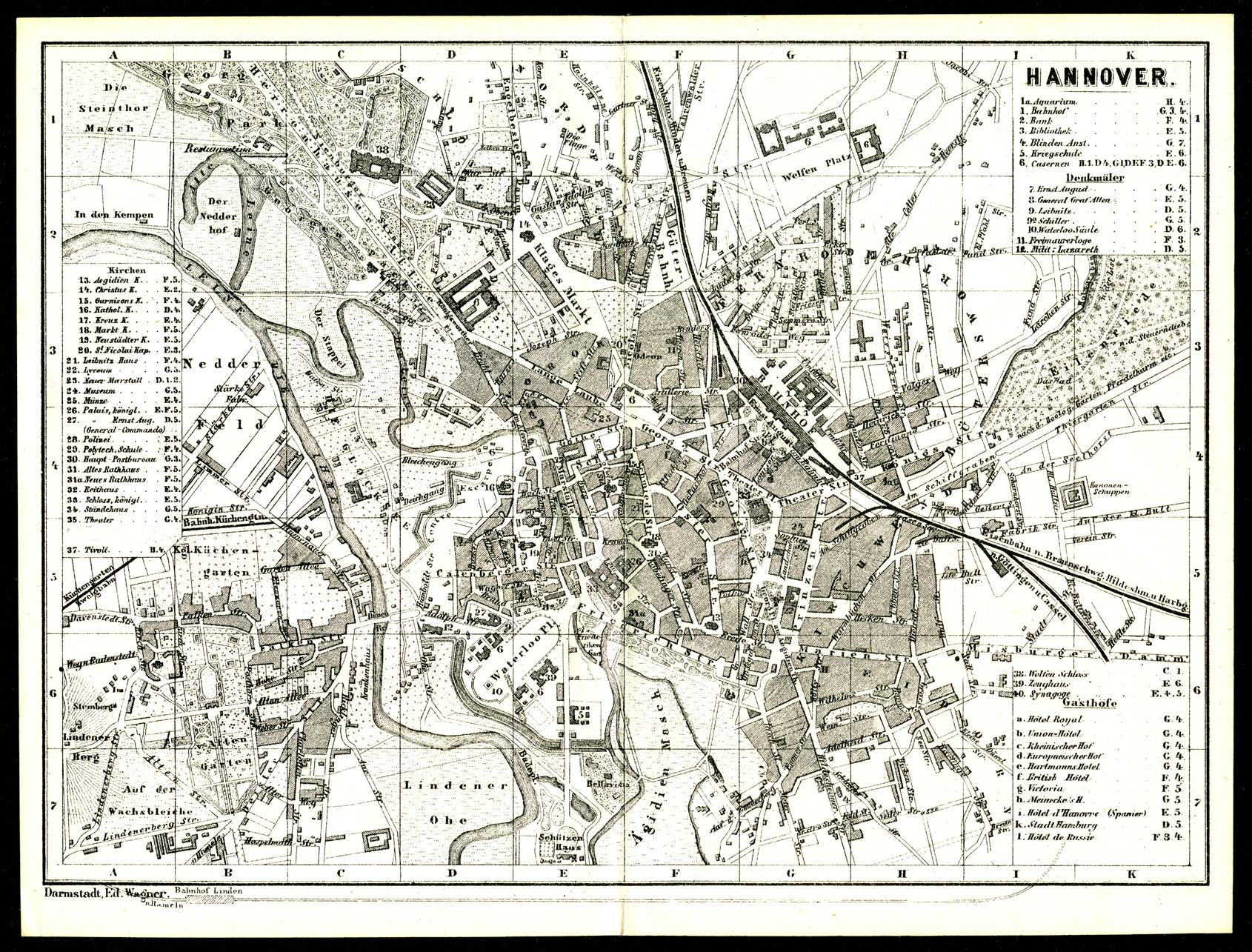
Hannover und Linden 1873

Georgstraße mit Straßenbahn um 1895

Im Deutschen Krieg von 1866 kämpfte das Königreich Hannover unter Georg V. auf Seiten des Deutschen Bundes und Österreichs gegen Preußen und erfocht in der Schlacht bei Langensalza einen Pyrrhussieg, denn kurz nach der Schlacht musste die Hannoversche Armee kapitulieren. In der Folge wurde Hannover von Preußen annektiert und somit preußische Provinz: Aus der Residenzstadt Hannover wurde eine preußische Provinzhauptstadt.
Für die hannoversche Industrie bedeutete der Anschluss an Preußen eine Verbesserung der Rahmenbedingungen. Die Aufhebung des Zunftzwanges und die Einführung der Gewerbefreiheit förderten das Wirtschaftswachstum und führten zum Aufschwung der Gründerzeit. In der Zeit zwischen 1871 und 1912 wuchs die Bevölkerung von 87.600 auf 313.400. Die Grenze zur Großstadt mit 100.000 Einwohnern wurde 1873 überschritten.
1872 wurde die erste Pferdebahn eingeweiht, die ab 1893 zur elektrischen Straßenbahn weiterentwickelt wurde. 1881 erfand Ferdinand Sichel den ersten gebrauchsfertigen Tapetenkleister.
Der Aufschwung in Hannover fiel in die Ära des Stadtdirektors Heinrich Tramm. Er wurde 1891 in dieses Amt gewählt und versah es 27 Jahre. In dieser Zeit war er die dominierende Person in Politik und Verwaltung der Stadt.
1883 wurde Hannover eine kreisfreie Stadt und Sitz des aus dem Amt Hannover entstandenen Landkreises Hannover sowie des aus der Landdrostei Hannover hervorgegangenen Regierungsbezirks Hannover.
Die Stadt wurde 1870 mit der Vorstadt Ohe-Glocksee vergrößert, es folgten 1882 der Königsworther Platz und der Welfengarten, 1891 die Gemeinden Herrenhausen, Hainholz, Vahrenwald und List und zum 1. Oktober 1907 die Gemeinden Stöcken, Bothfeld, Klein-Buchholz, Groß-Buchholz, Kirchrode, Döhren und Wülfel sowie der Gutsbezirk Mecklenheide und der Flurbuchbezirk Kirchrode-Stadt.
1902 installierte Hermann Bahlsen eine der ersten Leuchtreklamen Deutschlands.

### Weimarer Republik

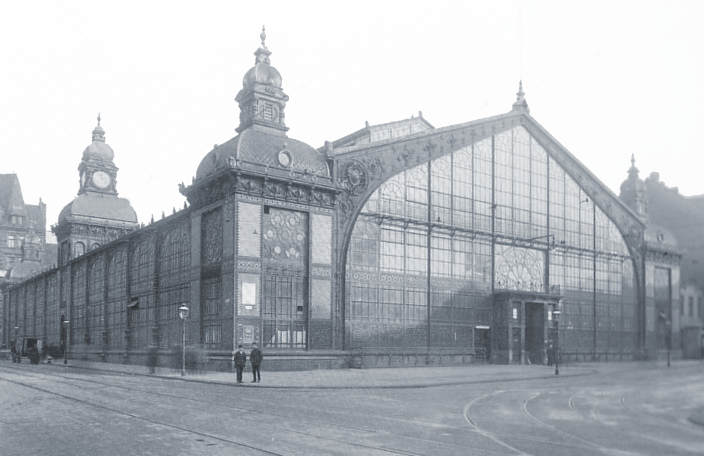
Alte Markthalle von 1892 im Zentrum Hannovers, 1943 zerstört, Nachfolgebau 1954

1920 wurde die Stadt Linden mit den Stadtteilen Alt- und Neu-Linden, Limmer, Davenstedt, Badenstedt, Bornum und Ricklingen nach Hannover eingemeindet. Die Einwohnerzahl wuchs dadurch um etwa 80.000 auf 400.000. 1928 folgten der Schloss- und Gartenbezirk Herrenhausen, die Gutsbezirke Leinhausen und Marienwerder, 1937 Teile von Bemerode und Laatzen.
Seit 1918 heißt das Oberhaupt der Stadt Oberbürgermeister und nicht mehr Stadtdirektor. Erster Oberbürgermeister war der Sozialdemokrat Robert Leinert. 1925 folgte Arthur Menge von der konservativen DHP, der bis 1937 im Amt blieb. In Menges Amtszeit fiel 1936 der mit Arbeitsbeschaffungsmaßnahmen ermöglichte Bau des Maschsees und die Anlage des Hermann-Löns-Parks.
In kultureller Hinsicht war Hannover in den 1920er Jahren insbesondere wegen Kurt Schwitters ein „Vorort der Moderne“. Sein Dadaismus, seine Zeitschrift MERZ und die von ihm gegründete Gruppe die abstrakten hannover hatten Weltruf.

1938 zerstört: Die 1870 eröffnete Neue Synagoge in der Calenberger Neustadt

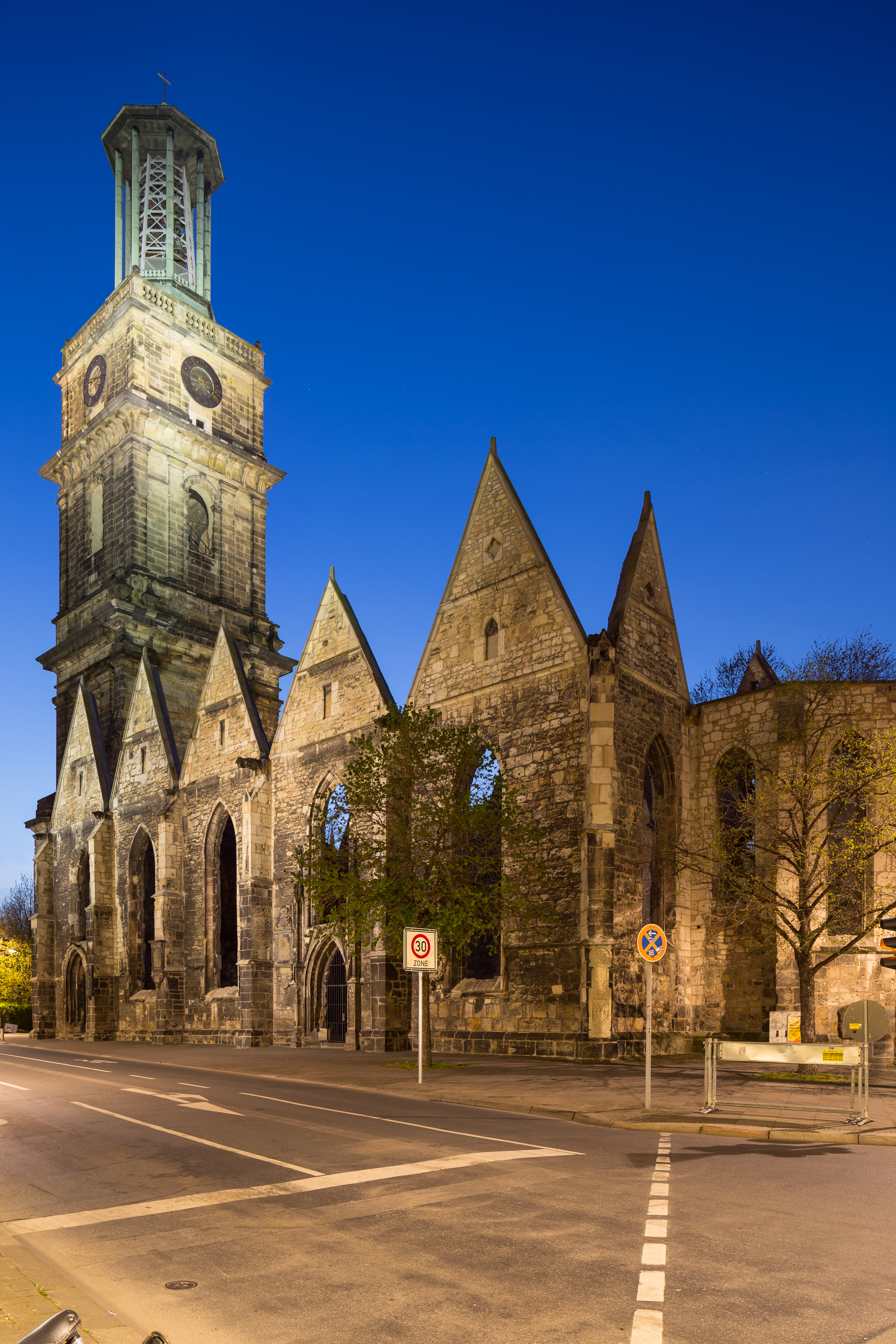
Mahnmal Aegidienkirche

### In der Zeit des Nationalsozialismus
Ab 1937 gehörten die Oberbürgermeister Henricus Haltenhoff, Ludwig Hoffmeister und Egon Bönner (1942–1945 „Staatskommissar“) der NSDAP an. Wie überall in Deutschland wurden auch in Hannover zahlreiche Minderheiten verfolgt. 484 hannoversche Juden polnischer Herkunft wurden im Rahmen der „Polenaktion“ Ende Oktober 1938 nach Polen ausgewiesen, darunter die Familie Grünspan. Deren zweitältester Sohn Herschel Grynszpan befand sich in Paris. Als er von der Vertreibung seiner Familie erfuhr, fuhr er zur deutschen Botschaft und schoss dort auf den Legationsrat Ernst Eduard vom Rath, der zwei Tage später starb. Das NS-Regime nahm diese Tat als Vorwand für die von ihm inszenierten deutschlandweiten Novemberpogrome. Dabei wurde in Hannover am 9. November 1938 die Neue Synagoge in der Calenberger Neustadt niedergebrannt. Im September 1941 initiierte der NSDAP-Gauleiter Süd-Hannover-Braunschweig mit der „Aktion Lauterbacher“ die Ghettoisierung der verbliebenen jüdischen Familien in 15 sogenannten Judenhäusern.
Noch vor der Wannseekonferenz wurden am 15. Dezember 1941 die ersten 1001 Juden aus Hannover nach Riga deportiert. Bis 1945 mussten so in acht Transporten mindestens 2400 Menschen die Stadt verlassen, von denen wenige überlebten. Organisiert hatte die Deportationen der Juden und die „Arisierung“ von Kunst- und Kulturgütern der Stadtbaurat Karl Elkart. Von den etwa 4800 Juden, die 1938 in Hannover lebten, gab es keine hundert mehr, als am 10. April 1945 Truppen der US-Armee in die Stadt einrückten. Heute erinnern an die Judenverfolgung in Hannover das Mahnmal für die ermordeten Juden Hannovers am Opernplatz und über 400 Stolpersteine (2018), die im Gehweg vor den letzten frei gewählten Wohnhäusern von NS-Opfern verlegt sind. In Ahlem wurde 1987 auf dem Gelände der ehemaligen Israelitische Gartenbauschule Ahlem die Gedenkstätte Ahlem  eingerichtet.
Neben einem Zwangslager für Sinti und Roma und sogenannten Erziehungslagern gab es in Hannover mehrere Außenlager des KZ Neuengamme mit mehreren tausend Insassen, die unter menschenunwürdigen Verhältnissen lebten. Während des Krieges arbeiteten etwa 60.000 Zwangsarbeiter in Hannover, die überwiegend aus der UdSSR, Polen, Frankreich, den Niederlanden und Belgien verschleppt und in rund 500 Lagerunterkünften lebten. Sie wurden vorwiegend in der Rüstungsindustrie eingesetzt. Vier Tage vor der Befreiung Hannovers wurden 154 von ihnen auf dem Stadtfriedhof Seelhorst erschossen. Sie wurden kurz nach Kriegsende zusammen mit weiteren 230 Leichen in einem Trauerzug zum Nordufer des Maschsees überführt und dort in einer Gedenkstätte beigesetzt.
Im Zweiten Weltkrieg hatten zahlreiche Divisionen und Wehrverwaltungen ihren Sitz in Hannover. Dazu zählten neun Militärgerichte, vor denen auch Soldaten zum Tode verurteilt wurden, die den Gehorsam verweigert hatten. Die Daten von 51 Soldaten wurden ermittelt, die wegen „Fahnenflucht“ (Desertion), „Wehrkraftzersetzung“ und „Kriegsverrat“ in Hannover oder aus Hannover stammend anderenorts hingerichtet wurden. Vereinzelt gab es in Hannover auch Widerstand, der von Rüstungssabotage über „abweichendes Jugendverhalten“ bis zur Vorbereitung eines Umsturzes von kommunistischer, sozialdemokratischer und bürgerlicher Seite ging. Nach dem Attentat vom 20. Juli 1944 wurden im Raum Hannover-Südniedersachsen etwa neunzig Personen verhaftet, darunter der spätere SPD-Vorsitzende Kurt Schumacher.
Hannover war als bedeutender Verkehrsknotenpunkt und Standort kriegswichtiger Betriebe ab 1940 Ziel von über hundert alliierten Luftangriffen. Dabei wurde die Stadt zu 48 Prozent zerstört – Rang sieben unter den großen Städten Deutschlands – 50 Prozent der Wohnhäuser und 40 Prozent der Industriearbeitsplätze wurden zerstört und 6782 Menschen starben. Die Aegidienkirche wurde nicht wieder aufgebaut; ihre Ruine ist ein Mahnmal für die Opfer von Krieg und Gewaltherrschaft. Am 10. April 1945 besetzte die 9. US-Armee Hannover, der Krieg in Europa endete am 8. Mai mit der bedingungslosen Kapitulation der Wehrmacht.

### Wiederaufbau und Entwicklung bis zur Gegenwart
1946 führte die Militärregierung der Britischen Besatzungszone die Kommunalverfassung nach britischem Vorbild ein. Der vom Volk gewählte Rat wählte aus seiner Mitte den ehrenamtlich tätigen Oberbürgermeister als Vorsitzenden und Repräsentanten der Stadt. Langjähriger Oberbürgermeister war von 1972 bis 2006 Herbert Schmalstieg. Als hauptamtlichen Leiter der Stadtverwaltung gab es von 1946 bis 1996 einen ebenfalls vom Rat gewählten Oberstadtdirektor.

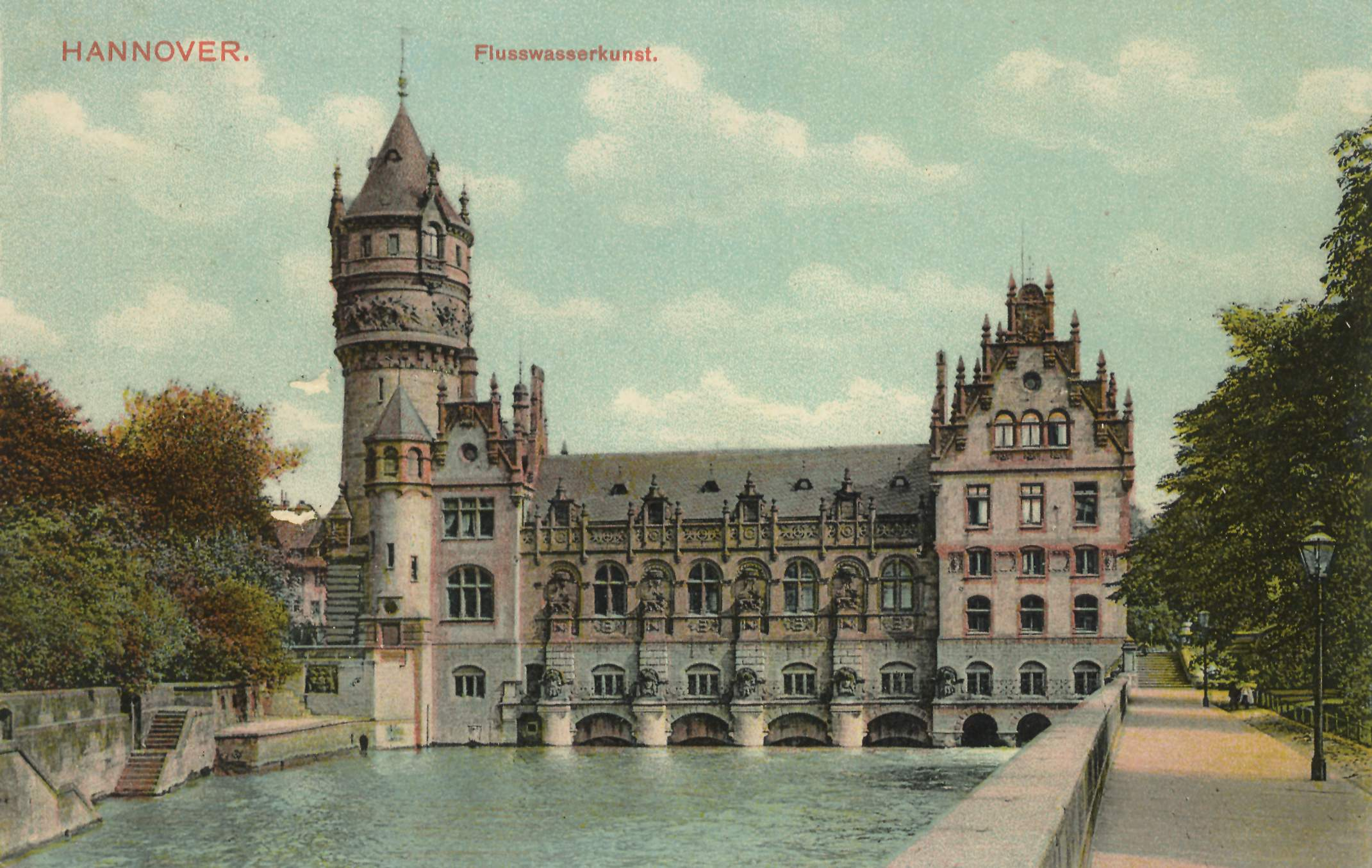
Die 1898 fertiggestellte Flusswasserkunst von Hubert Stier, 1963 abgerissen

Unter der Leitung des Stadtbaurats Rudolf Hillebrecht erfolgte nach dem Krieg der Wiederaufbau der Stadt in planvoll-rigoroser Weise: Nach den schweren Kriegszerstörungen wurden die ehemalige, eher „Kleinteiliges“ betonende Stadtstruktur und das Straßennetz völlig neu geordnet und den damals postulierten Anforderungen einer „autogerechten Stadt“ angepasst. Besonders die Innenstadt im zentralen Bereich des Aegidientorplatzes und der Georgstraße wurde mit mehrspurigen Straßen (Lavesallee, Leibnizufer, Hamburger Allee, Berliner Allee) umfahren und deren Verknüpfung durch Kreisverkehre hergestellt. Der früher durch das Zentrum fließende Fernverkehr der ehemaligen Reichsstraßen Nr. 3 und Nr. 6 wurde über Schnellstraßen um das Zentrum herumgeführt.
Für den Messeschnellweg wurde eine Schneise mitten durch den Stadtwald Eilenriede geschlagen. Der historische Stadtgrundriss blieb nur oberflächig bestehen, da das verbleibende grobmaschige Netz der Straßen nur in etwa die Hauptlinien der historischen Straßen nachzeichnet. Kennzeichnend für den Wiederaufbau Hannovers ist die Entstehung von Stadträumen, die von der historischen Struktur abweichen.
Durch diese damals als vorbildlich geltende und noch heute nachwirkende Stadtplanung erlangte die Stadt überregionale Bekanntheit. In späterer Zeit erwiesen sich die städtebaulichen Konzepte der Wiederaufbauzeit als überholt: In der architektonischen Strömung des Postmodernismus bekamen jene Straßenführungen und Plätze wieder Modellcharakter, wie sie das 19. Jahrhundert geprägt hatte, und nicht der Nachkriegsstädtebau, der mit der autogerechten Planung unkritisch Konzepte aus den USA übernommen hatte. Der Verlust an historischer Bausubstanz durch die Luftangriffe auf Hannover und die Planungen der Nachkriegszeit (siehe auch: Liste abgegangener Bauwerke in Hannover) ließ vereinzelt den Wunsch zu Rekonstruktionen ehemals prägender Gebäude aufkommen: So wurden die im Krieg zerstörten Fassaden des Leibnizhauses bis 1983 und des Schlosses Herrenhausen im Großen Garten bis 2013 wieder aufgebaut.
1951 fand im Stadtpark Hannover die erste Bundesgartenschau statt.

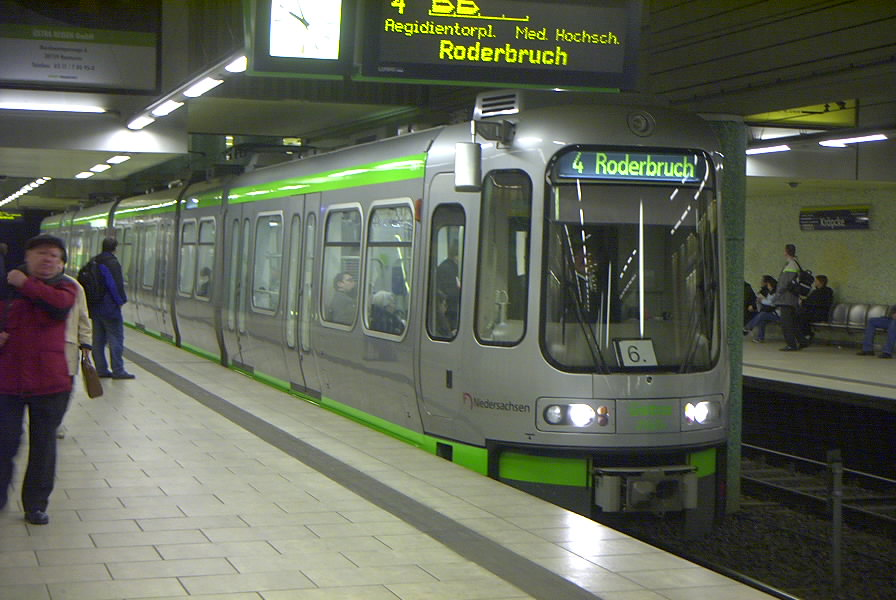
U-Bahn-Station Kröpcke der Stadtbahn Hannover

1965 beschloss der Rat der Stadt, eine U-Bahn zu bauen. Es folgten jahrzehntelange Bauarbeiten am Tunnelnetz, die im Wesentlichen 1993 mit der Eröffnung der C-Nord-Strecke in der Nordstadt beendet waren. Dabei wurden im Innenstadtbereich Tunnel gebaut und diese an die bestehenden Straßenbahnstrecken angeschlossen, wodurch die Stadtbahn Hannover entstand. Nach dem Ende der Bauarbeiten wurden in der City um den Kröpcke und in der Lister Meile Fußgängerzonen eingerichtet, wodurch diese Gebiete eine erhebliche Aufwertung erfuhren.
Nachdem bereits 1967 und 1968 Teile von Wettbergen eingemeindet worden waren, folgte am 1. März 1974 die große niedersächsische Gebietsreform: Die Stadt Misburg sowie die Gemeinden Ahlem, Anderten, Bemerode, Vinnhorst, Wettbergen, Wülferode wurden ebenso eingemeindet wie Teile von Isernhagen Niedernhägener Bauerschaft (heute Isernhagen-Süd), Laatzen und Langenhagen. Am 1. Januar 1981 wurden Gebietsteile mit damals mehr als 100 Einwohnern an die Nachbarstadt Laatzen abgetreten. Am 1. November 1981 trat auf Grundlage der Niedersächsischen Gemeindeordnung die Einteilung der Stadt in 13 Stadtbezirke in Kraft.
Nachdem Hannover bereits im Jahr 1888 den 13. Deutschen Feuerwehrtag ausrichtete, fand vom 7. bis 15. Juni 1980 der 25. Deutscher Feuerwehrtag ebenfalls dort statt. Der 29. Feuerwehrtag wurde zusammen mit der Interschutz (beides in Hannover) wegen der COVID-19-Pandemie von 2020 zunächst auf Juni 2021, dann auf Juni 2022 verschoben.
Mit der Expo 2000 fand in Hannover das erste Mal eine Weltausstellung in Deutschland statt. 155 Nationen beteiligten sich an der Ausstellung mit dem Motto „Mensch, Natur, Technik“. Mit 18 Millionen Besuchern wurden die anfänglichen Erwartungen an die Besucherzahlen nicht erfüllt.
Bis zur Abschaffung der vier Bezirksregierungen Niedersachsens am 31. Dezember 2004 war die Stadt Sitz der Bezirksregierung Hannover.
2019 wurde Hannover wieder eine Hansestadt. Die Wiederaufnahme in den Städtebund erfolgte auf der Delegiertenversammlung in der russischen Stadt Pskow.

### Eingemeindungen
- 1824: Calenberger Neustadt
- 1859: Vorstadt Hannover
- 1891: Hainholz, List, Vahrenwald, Herrenhausen
- 1907: Stöcken, Groß-Buchholz, Klein-Buchholz, Bothfeld, Lahe, Kirchrode, Döhren, Wülfel
- 1920: Linden
- 1928: Marienwerder
- 1974: Vinnhorst, Anderten, Misburg, Bemerode, Wülferode, Wettbergen, Ahlem sowie Teile von Isernhagen, Rethen und Laatzen

### Bevölkerungsentwicklung

Bevölkerungsentwicklung Hannovers seit 1871 mit Aufteilung nach Geschlechtern ab 1968

Bis zum Ende der Frühen Neuzeit wuchs die Bevölkerungszahl Hannovers nur langsam. Während des Spätmittelalters lebten 1435 in der Stadt etwa 5.000 Menschen, bis 1766 hatte sich die Zahl auf 11.874 mehr als verdoppelt. Mit dem Beginn der Industriellen Revolution Ende des 18. Jahrhunderts beschleunigte sich das Bevölkerungswachstum. 1811 lebten 16.816 Menschen in der Stadt. Die Eingemeindung umliegender Orte (Vorstadt Hannover) mit rund 20.000 Menschen im Jahr 1859 führte zu einem Anwachsen auf 60.120 Menschen im Jahr 1861.
Mit der Hochindustrialisierung in Deutschland wurde Hannover im Jahre 1875 zur Großstadt. 1901 waren es 250.000 Einwohner. Durch Eingemeindungen in den Jahren 1907 und 1909 stieg die Bevölkerung 1910 auf über 300.000. Am 1. Januar 1920 wurde die Stadt Linden mit 73.379 Einwohnern (1919) eingemeindet. Die Einwohnerzahl stieg bis Ende 1920 auf über 400.000.
Im Verlauf des Zweiten Weltkriegs verlor die Stadt mehr als die Hälfte ihrer Bewohner: Neben der Deportation von Juden sank die Bevölkerungszahl von 471.000 im Mai 1939 durch Flucht und Evakuierung wie der Kinderlandverschickung auf 217.000 Personen im April 1945. 1952 lebten wieder so viele Menschen in der Stadt wie vor dem Krieg, 1954 waren es eine halbe Million. 1962 erreichte die Einwohnerzahl mit 574.754 ihren historischen Höchststand. Am 1. März 1974 brachte die Eingliederung der Stadt Misburg mit 21.721 Einwohnern (1972) und weiterer umliegender Orte einen Bevölkerungszuwachs von 64.711 Personen. Spätestens seit 1960 ist Hannover in jedem Jahr eine der 15 größten deutschen Städte. Am 30. Juni 2019 betrug die amtliche Einwohnerzahl 536.055, die Einwohnerzahl laut Melderegister 545.107. Zum Jahreswechsel 2019/2020 betrug die Einwohnerzahl laut Melderegister 543.319 (Hauptwohnung).

## Politik
Am 1. November 2001 wurde aus den Städten und Gemeinden des Landkreises Hannover und der Stadt Hannover die Region Hannover gebildet. Hannover ist seither eine regionsangehörige Gemeinde mit der Rechtsstellung einer kreisfreien Stadt.

### Rat
| Ratswahl Hannover 2021Wahlbeteiligung: 51,3 % (-0,2 %p) %3020100 27,827,620,76,05,64,32,31,31,23,1 GrüneSPDCDUFDPLinkeAfDPARTEIVoltPiratenSonst.Gewinne und Verlusteim Vergleich zu 2016 %p 12 10 8 6 4 2 0 −2 −4 −6+11,5−3,7+0,9−1,4−4,3+0,6+1,3−0,9+0,8GrüneSPDCDUFDPLinkeAfDPARTEIVoltPiratenSonst. | Sitzverteilung im Rat der Landeshauptstadt Hannover seit 2023Insgesamt 64 Sitze - Linke: 3 - SPD: 19 - Grüne: 19 - Volt: 1 - Piraten: 1 - FDP: 4 - CDU: 13 - HAN: 1 - AfD: 3 |

Der Rat ist die kommunale Vertretung und Hauptorgan der Stadt Hannover und beschließt über alle wichtigen Selbstverwaltungsangelegenheiten der Stadt. Er handelt als Vertretungskörperschaft durch Beschlüsse. Über die Vergabe der 64 Sitze entscheiden die Bürger alle fünf Jahre in allgemeiner, unmittelbarer, freier, gleicher und geheimer Wahl. Die erste Wahl zum Rat der Stadt nach dem Zweiten Weltkrieg fand am 13. Oktober 1946 statt. Die Mitglieder werden Ratsherr bzw. Ratsfrau der Stadt Hannover genannt. Seit der Kommunalwahl 2021 bestand ein Bündnis aus Grünen (18 Sitze) und SPD (18 Sitze).
Der Oberbürgermeister ist kraft Amtes Mitglied des Rates. Der Rat bildet Fachausschüsse. In den einzelnen Fraktionen und Ausschüssen arbeiten weitere beratende Mitglieder ohne Stimmrecht mit, die von den Fraktionen benannt werden. Der Oberbürgermeister und die Dezernenten nehmen an den Sitzungen des Rates und seiner Ausschüsse teil und erstatten dem Rat Bericht. Die Dezernenten vertreten einander. Vorsitzende des Rates ist seit November 2021 Uta Engelhardt (Grüne). Vertreten wird sie von den Bürgermeistern Thomas Hermann (SPD) und Thomas Klapproth (CDU). Die Ratsvorsitzende, die Bürgermeister und die Mitglieder sind ehrenamtlich tätig und bekommen eine Entschädigung nach der Entschädigungssatzung der Stadt Hannover. Die Sitzungen werden durch das Bürgerfernsehen H1 übertragen. Durch den Wechsel des Ratsmitgliedes Lea Sankowske von der Links-Fraktion zur SPD-Fraktion im Februar 2023 veränderte sich das Kräfteverhältnis der bis dahin grün-roten Koalitionspartner im Rat, so dass fortan von einer rot-grünen Koalition die Rede war. Im November 2023 verkündete die SPD das Ende der Ratskoalition mit den Grünen. In der Folge schlossen sich die Ratsmitglieder der PARTEI und Volt der grünen Ratsfraktion an, die so vor der SPD mit 20 Ratsmitgliedern stärkste Fraktion wurde. Anfang Dezember folgte der Wechsel des Ratsmitglieds der Piratenpartei zu den Grünen, so dass die grüne Ratsfraktion nun über 21 Sitze verfügt. Der Rat der Stadt Hannover beschließt zudem über die höchsten Auszeichnungen der Stadt, die Ehrenbürgerschaft der Stadt Hannover und über die Vergabe der Plakette für Verdienste um die Landeshauptstadt Hannover (Stadtplakette Hannover).
Die Mitglieder des Rates bekommen seit 1963 bei Vollendung von drei Amtszeiten, das sind i. d. r. 15 Jahre Mitgliedschaft, den goldenen Ehrenring des Rates der Stadt Hannover verliehen.

#### Vorsitzende des Rates seit 1946
- 1946–1956: Oberbürgermeister Wilhelm Weber (SPD)
- 1956–1972: Oberbürgermeister August Holweg (SPD)
- 1972–1996: Oberbürgermeister Herbert Schmalstieg (SPD)
- 1996–2014: erster Bürgermeister Bernd Strauch (SPD)
- 2014–2021: erster Bürgermeister Thomas Hermann (SPD)
- seit November 2021: Uta Engelhardt (Grüne)

### Verwaltungsausschuss
Der Verwaltungsausschuss ist neben dem Rat der Stadt das zweite Organ der Stadt, dem Aufgaben zur eigenen Entscheidung zugewiesen sind. Zu seinen Aufgaben gehört es, die Beschlüsse des Rates vorzubereiten. Er ist zuständig und beschlussfähig über die Angelegenheiten, die nicht der Beschlussfassung des Rates, der Stadtbezirksräte oder der Betriebsausschüsse bedürfen und die nicht dem Oberbürgermeister obliegen. Er kann in bestimmten Fällen Zuständigkeiten an den Oberbürgermeister übertragen. Ihm gehören der Oberbürgermeister als Vorsitzender, die weiteren Bürgermeister, weitere Mitglieder des Rates als Beigeordnete und als beratende Mitglieder die Dezernenten/Stadträte an. Er tagt in der Regel einmal in der Woche in nicht öffentlichen Sitzungen.

### Stadtbezirksräte
Neben dem Rat der Stadt als Hauptorgan gibt es seit 1981 in den 13 Stadtbezirken Hannovers Stadtbezirksräte, die kommunalverfassungsrechtlich Organstellung haben. Sie sind mit eigenen Zuständigkeiten, Entscheidungs-, Anhörungs- und Initiativrechten ausgestattet. Die Stadtbezirksräte sorgen für den Unterhalt der öffentlichen Einrichtungen, die in ihrem Bezirk liegen, fördern das Gemeindeleben und repräsentieren ihren Stadtbezirk. Den Bezirksräten gehören 19 bis 21 Mitglieder, „Bezirksratsherr“ oder „Bezirksratsfrau“ genannt, an. Die Stadtbezirksräte haben Anhörungsrecht in den Gremien der Stadt Hannover (Rat, Verwaltungsausschuss, Fachausschüsse). Sie können von sich aus kommunalpolitisch initiativ werden. Jedem Stadtbezirk steht ein Bezirksbürgermeister vor, der Vorsitzender des Bezirksrates ist und in den Gremien der Stadt und des Rates Anhörungsrecht hat. Den Stadtbezirksräten stehen beratend Integrationsbeiräte zur Seite. In der Stadtverwaltung Hannover gibt es für jeden Stadtbezirk ein Stadtbezirksmanagement, das als Ansprechpartner und Vermittler zwischen Stadtverwaltung und Akteuren in den Bezirken dient und die Besonderheiten der Stadtbezirke in der Arbeit der Verwaltung berücksichtigt und die Arbeit koordiniert. Die Mitglieder und Bezirksbürgermeister sind ehrenamtlich tätig. Die Mitglieder des Rates, die nicht Mitglied eines Stadtbezirksrates sind, sind beratende Mitglieder des Stadtbezirksrates, in dem sie wohnen bzw. ihren Wahlbereich haben. Die Stadtbezirksräte werden alle fünf Jahre gewählt, zuletzt 2021. Seitdem verteilen sich die Sitze wie folgt:
| Nr. | Stadtbezirk                  | SPD | Grüne | CDU | FDP | Linke | AfD | PARTEI | Volt | Piraten | WG   | ∑   |
| --- | ---------------------------- | --- | ----- | --- | --- | ----- | --- | ------ | ---- | ------- | ---- | --- |
| 01  | Mitte                        | 04  | 07    | 04  | 02  | 01    | 0–  | 01     | 0–   | 0–      | 0–   | 019 |
| 02  | Vahrenwald-List              | 06  | 07    | 03  | 01  | 01    | 01  | 01     | 01   | 0–      | 0–   | 021 |
| 03  | Bothfeld-Vahrenheide         | 07  | 04    | 06  | 02  | 01    | 01  | 0–     | 0–   | 0–      | 0–   | 021 |
| 04  | Buchholz-Kleefeld            | 06  | 05    | 06  | 01  | 01    | 0–  | 01 B   | 0–   | 0–      | 01 A | 021 |
| 05  | Misburg-Anderten             | 07  | 04    | 05  | 01  | 01    | 01  | 0–     | 0–   | 0–      | 0–   | 019 |
| 06  | Kirchrode-Bemerode-Wülferode | 05  | 04    | 06  | 02  | 01    | 01  | 0–     | 0–   | 0–      | 0–   | 019 |
| 07  | Südstadt-Bult                | 06  | 07    | 04  | 02  | 01    | 0–  | 01     | 0–   | 0–      | 0–   | 021 |
| 08  | Döhren-Wülfel                | 06  | 05    | 04  | 01  | 01    | 01  | 01     | 0–   | 0–      | 0–   | 019 |
| 09  | Ricklingen                   | 07  | 04    | 05  | 01  | 01    | 02  | 0–     | 01   | 0–      | 0–   | 021 |
| 10  | Linden-Limmer                | 04  | 10    | 01  | 01  | 03    | 0–  | 01     | 0–   | 01      | 0–   | 021 |
| 11  | Ahlem-Badenstedt-Davenstedt  | 07  | 04    | 04  | 01  | 01    | 02  | 0–     | 0–   | 0–      | 0–   | 019 |
| 12  | Herrenhausen-Stöcken         | 06  | 04    | 04  | 01  | 01    | 01  | 01     | 01   | 0–      | 0–   | 019 |
| 13  | Nord                         | 05  | 07    | 02  | 01  | 02    | 01  | 01     | 0–   | 0–      | 0–   | 019 |
| 0–  | ∑                            | 76  | 72    | 54  | 17  | 16    | 11  | 08     | 03   | 01      | 01   | 259 |

### Oberbürgermeister

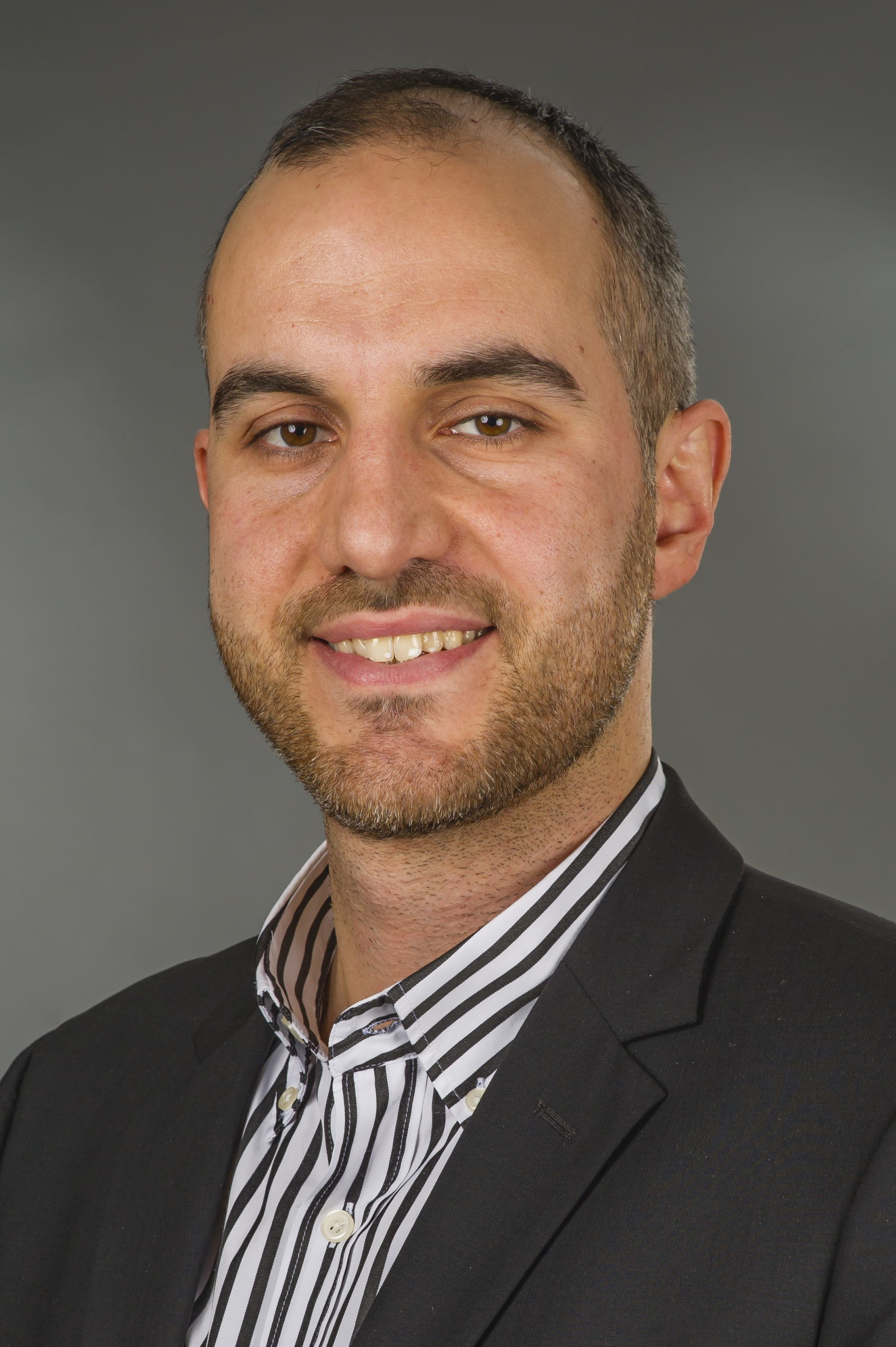
Belit Onay, amtierender Oberbürgermeister von Hannover seit 2019

1996 wurde in Niedersachsen die bisherige Doppelspitze aus ehrenamtlichem Oberbürgermeister als oberster Repräsentant und Oberstadtdirektor als Leiter der Verwaltung aufgegeben. Seither gibt es in Hannover einen direkt gewählten hauptamtlichen Oberbürgermeister. Im Oktober 2013 wurde Stefan Schostok (SPD) gewählt und in die achtjährige Amtsperiode eingeführt. Seine Versetzung in den vorzeitigen Ruhestand erfolgte am 27. Mai 2019. Die Nachwahl eines neuen Oberbürgermeisters wurde durch eine Stichwahl zwischen Belit Onay (Grüne) und Eckhard Scholz (parteilos, von der CDU nominiert) am 10. November 2019 entschieden. Es gewann mit 52,9 % der Stimmen Belit Onay. Die Amtseinführung fand am 22. November 2019 statt. Der Oberbürgermeister ist Leiter der Stadtverwaltung und oberster Repräsentant der Stadt.

### Bürgermeister

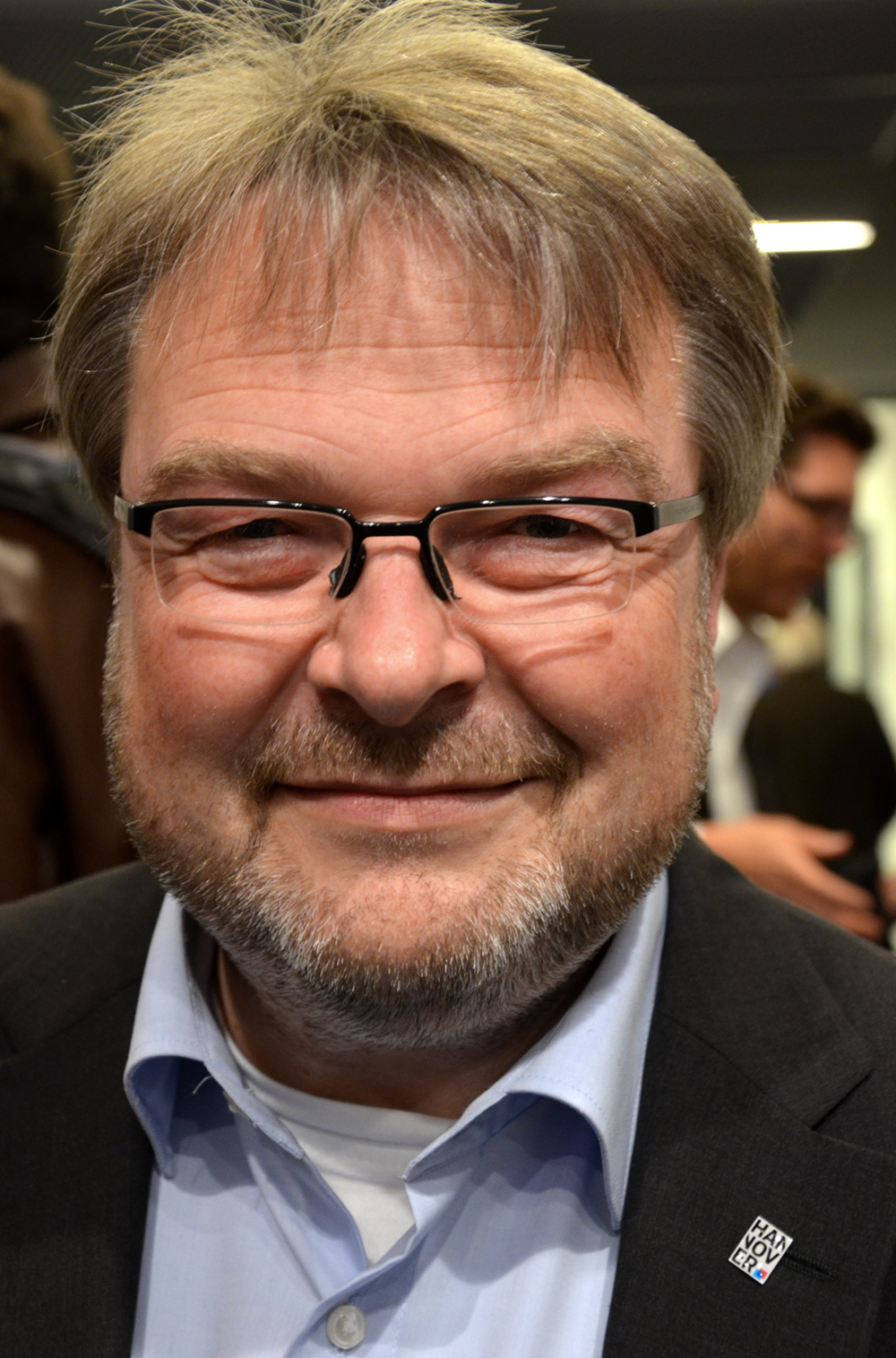
Thomas Hermann, Bürgermeister der Stadt Hannover seit 2014

Neben dem Oberbürgermeister gibt es drei ehrenamtliche Vertreter für Aufgaben der Repräsentation der Stadt. Sie werden vom Rat aus ihrer Mitte gewählt und tragen den Titel Bürgermeisterin oder Bürgermeister. Bürgermeister bzw. Bürgermeisterin sind seit dem 19. Juni 2014 Thomas Hermann (SPD) als erste Vertretung sowie seit dem 4. November 2021 Monica Plate (Grüne) als zweite und Thomas Klapproth (CDU) als dritte Vertretung.
Seit 1996 ist der Erste Bürgermeister auch Vorsitzender der Ratsversammlung. Aufgrund des Stimmenverhältnisses bei der Kommunalwahl 2021 und der Koalitionsverhandlungen wurde von dieser Regel abgewichen. Bis 1996 waren die Bürgermeister Vertreter des Oberbürgermeisters im Vorsitz des Rates und in der Repräsentation der Stadt.

### Verwaltung
Die Stadtverwaltung ist die Kommunale Selbstverwaltung der Landeshauptstadt Hannover und gliedert sich in den Geschäftsbereich des Oberbürgermeisters als Hauptverwaltungsbeamter der Stadt und sieben Dezernate (seit 2020). Die Dezernenten tragen die Bezeichnung Stadtrat bzw. Stadträtin (der Stadtrat für Finanzen auch Stadtkämmerer). Allgemeiner Vertreter des Oberbürgermeisters in der Verwaltung ist der Erste Stadtrat, seit Juli 2021 hat der Dezernent für Finanzen und öffentliche Ordnung, Axel von der Ohe, das Amt inne. Die Dezernenten werden auf Vorschlag des Oberbürgermeisters vom Rat der Stadt für acht Jahre gewählt. Im Neuen Rathaus wird das Goldene Buch der Stadt Hannover verwahrt, in das sich ausgewählte Gäste der Stadtverwaltung eintragen.

### Beiräte
Der Seniorenbeirat ist die offizielle neutrale Vertretung der Senioren in Hannover. Der Eilenriedebeirat wurde 1956 von der Stadt ins Leben gerufen. Er ist der Hüter des Stadtwaldes, bemüht sich um die Erhaltung sowie Pflege der Eilenriede und berät die Gremien der Stadt.

### Wappen
| Wappen von Hannover | Blasonierung: „Das Wappen der Stadt Hannover zeigt eine silberne Mauer mit zwei Zinnentürmen auf rotem Grund; in dem offenen Tor befindet sich unter schwarzem Fallgatter ein goldenes Schildchen mit einer grünen Marienblume oder Kleeblatt (ungeklärt); zwischen den Türmen steht ein goldener Löwe.“ |
| Wappen von Hannover | Wappenbegründung: Das Wappen ist bereits ab 1266 als Siegel nachweisbar, mit Marienblume/Kleeblatt (vorher Münzzeichen) ab 1534, wobei der Löwe das Symbol der Welfen beziehungsweise der Herrschaft des Herzogtums Braunschweigs ist, zu dessen Herrschaftsgebiet die Stadt gehörte. Seit 1929 hat das Stadtwappen seine heutige Form. Die alten Stadtfarben Rot, Gelb und Grün wurden 1897 durch Rot-Weiß ersetzt. |

### Städtepartnerschaften

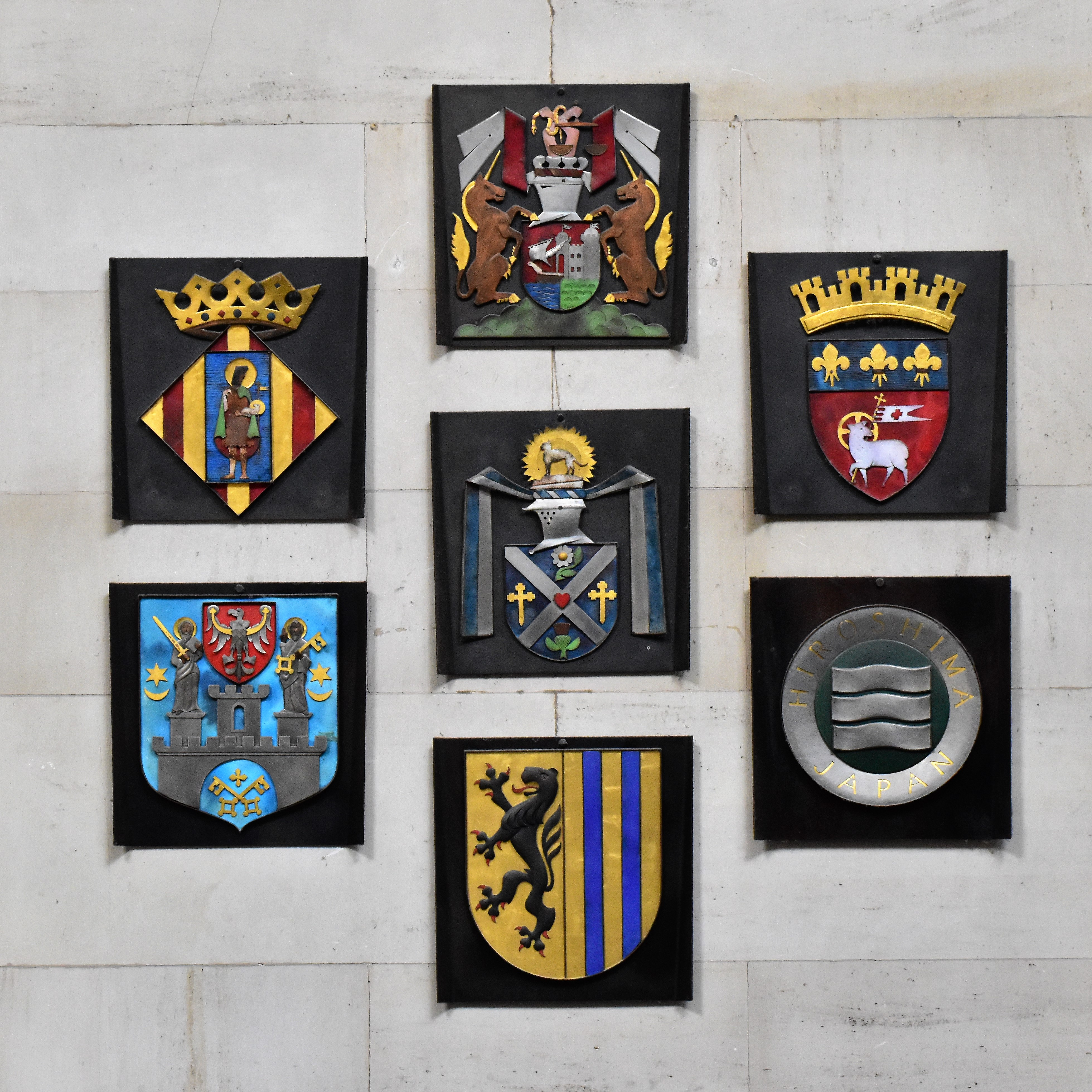
Partnerstadtwappen im Foyer des Neuen Rathauses

Hannover unterhält mit folgenden Städten eine Städtepartnerschaft:
- Bristol (Vereinigtes Königreich, seit 1947)
- Perpignan (Frankreich, seit 1960)
- Rouen (Frankreich, seit 1966)
- Blantyre (Malawi, seit 1968)
- Posen (Polen, seit 1979)
- Hiroshima (Japan, seit 1983, siehe Städtepartnerschaft zwischen Hannover und Hiroshima)
- Leipzig (Deutschland, seit 1987, damals DDR)

Im Juni 2022 erklärte die Stadt Hannover, eine „Solidaritätspartnerschaft“ mit der ukrainischen Stadt Mykolajiw anzustreben.
Eine weitere Städtepartnerschaft bestand zwischen 1971 und 1976 mit Utrecht (Niederlande). Mit Iwanowo (Russland) besteht ein Freundschaftsvertrag. Mit der Eröffnung eines hannoverschen Viertels in der chinesischen Stadt Changde entstand eine Städtefreundschaft. Die dortige Ladenstraße wurde vom Oberbürgermeister eröffnet. Die vor ihrer Eingemeindung begonnenen Städtepartnerschaften von Ahlem, Anderten und Misburg werden auf Stadtbezirksebene fortgeführt. Im Maschpark sind Wege nach den Partnerstädten benannt, was ihm die Bezeichnung „Park der Partnerstädte“ einbrachte.

### Wahlen zum Niedersächsischen Landtag, zum Deutschen Bundestag und zum Europäischen Parlament in Hannover
In der folgenden Tabelle sind die Ergebnisse von Bundestags-, Landtags- und Europawahlen in Hannover dargestellt.
| Jahr | Wahl           | Wahlbeteiligung | Grüne | CDU  | SPD  | AfD | FDP | BSW | Linke | Sonst. |
| ---- | -------------- | --------------- | ----- | ---- | ---- | --- | --- | --- | ----- | ------ |
| 2024 | Europawahl     | 66,0            | 21,9  | 20,6 | 19,1 | 8,5 | 5,4 | 4,6 | 4,0   | 15,9   |
| 2022 | Landtagswahl   | 61,5            | 25,5  | 19,7 | 31,0 | 7,3 | 5,1 | —   | 4,4   | 7,0    |
| 2021 | Bundestagswahl | 74,3            | 26,8  | 17,0 | 29,5 | 5,3 | 9,8 | —   | 5,4   | 6,2    |
| 2019 | Europawahl     | 63,7            | 31,1  | 19,7 | 19,5 | 6,8 | 4,7 | —   | 5,8   | 12,4   |

### Direkt gewählte Abgeordnete für Hannover

#### Bundestag
- Wahlkreis 41 Stadt Hannover I: Adis Ahmetovic (SPD)
- Wahlkreis 42 Stadt Hannover II: Boris Pistorius

#### Landtag
- Wahlkreis 23 Hannover-Döhren: Doris Schröder-Köpf (SPD)
- Wahlkreis 24 Hannover-Buchholz: Stephan Weil (SPD)
- Wahlkreis 25 Hannover-Linden: vakant
- Wahlkreis 26 Hannover-Ricklingen: Stefan Politze (SPD)
- Wahlkreis 27 Hannover-Mitte: Julia Willie Hamburg (Grüne)

## Sehenswürdigkeiten

### Bauwerke

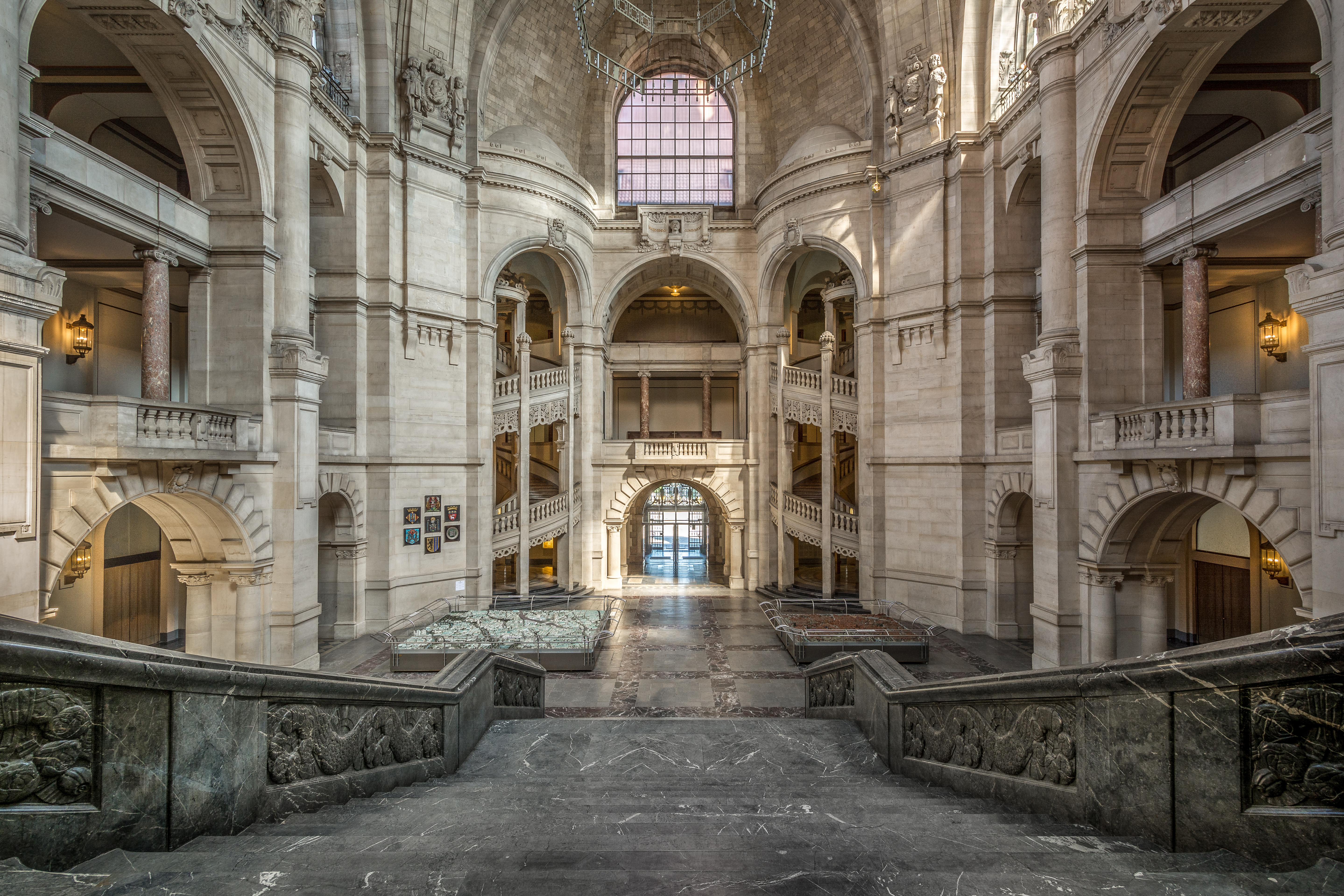
Haupthalle Neues Rathaus

Das eklektizistische, 1913 eröffnete Neue Rathaus liegt zwischen Altstadt und Maschpark. Die Aussichtsplattform in der Kuppel ist durch den einzigartig bogenförmigen Kuppelaufzug zu erreichen. In der Empfangshalle des Rathauses befinden sich vier Stadtmodelle, welche die Innenstadt 1689, 1939, 1945 und der Gegenwart zeigen. Das Neue Rathaus gilt heute als das Wahrzeichen Hannovers und zählte 2015 laut einer DZT-Onlineumfrage unter ausländischen Touristen zu den 80 beliebtesten Sehenswürdigkeiten in Deutschland. 36 Sehenswürdigkeiten der Innenstadt sind durch den sogenannten Roten Faden verbunden. Diese 4,2 Kilometer lange, auf das Pflaster gemalte rote Linie führt an der Tourist-Information am Ernst-August-Platz beginnend in einem Rundgang durch die Innenstadt.

#### Altstadt und Norddeutsche Backsteingotik

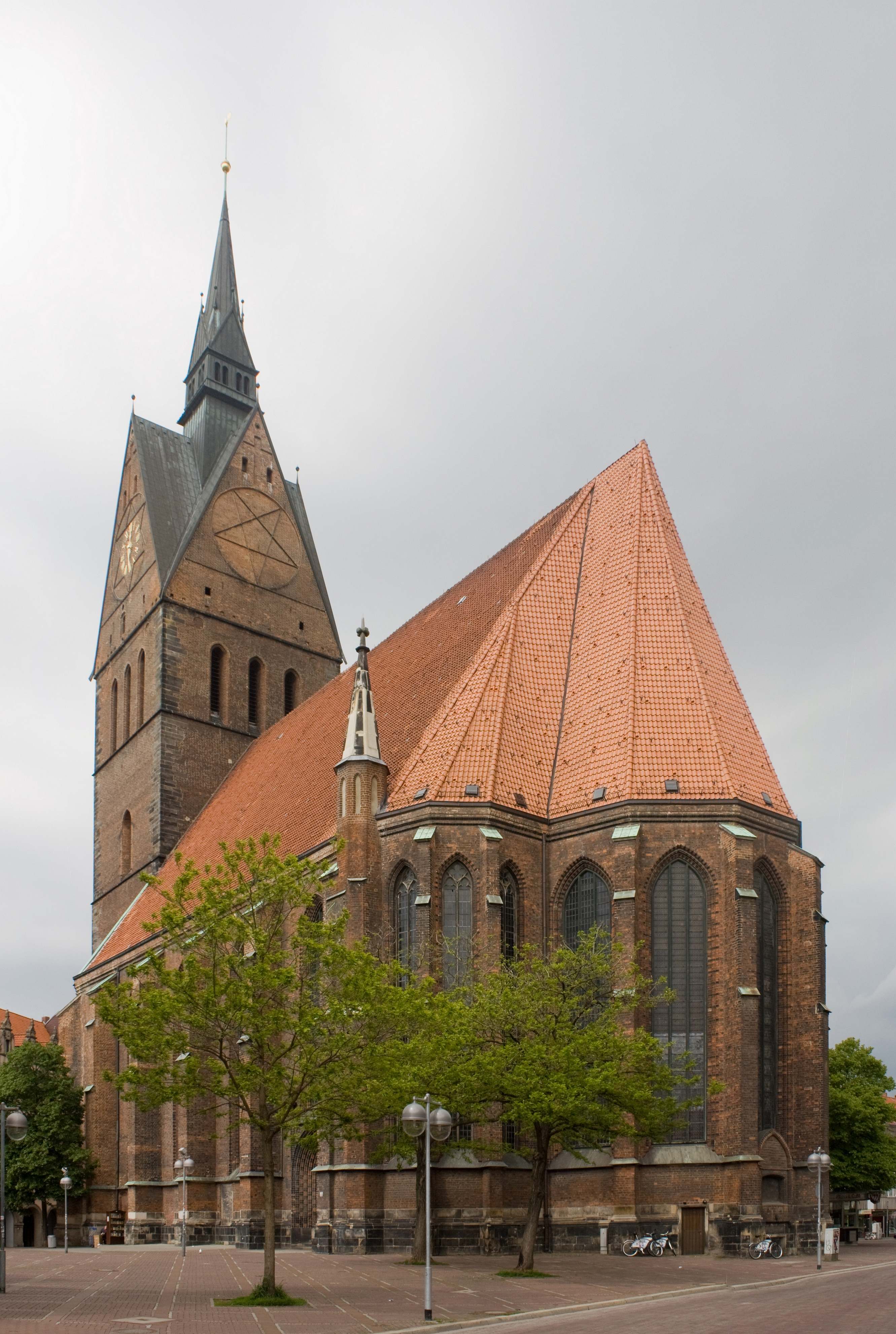
Marktkirche

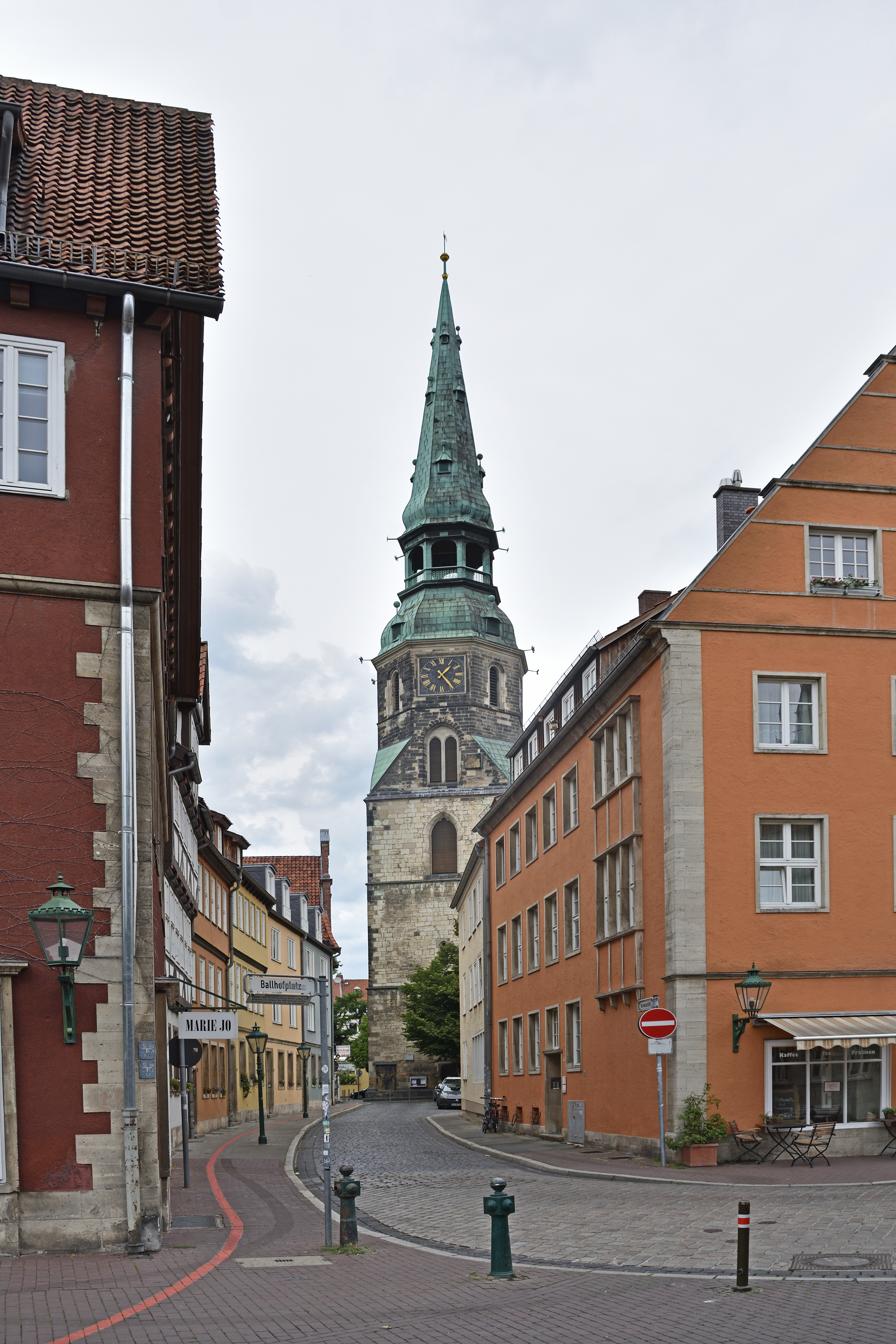
Kreuzkirche

Die heutige Altstadt von Hannover unterscheidet sich deutlich von der ursprünglichen Altstadt vor dem Zweiten Weltkrieg. Hannovers Innenstadt wurde zu 90 % zerstört, dazu gehörte auch die Altstadt. Daher hat man um die Marktkirche herum eine Art von Traditionsinsel geschaffen. Hierfür wurden die großen Wahrzeichen, wie die Marktkirche, wieder aufgebaut, von anderen Teilen der Stadt wurden Fachwerkhäuser und andere Bauten transloziert und es wurden im Rahmen des Wiederaufbaus Nachkriegsbauten erschaffen, die sich harmonisch in das Altstadtbild einfügen. Das heutige Tor zur Altstadt ist das Marstalltor von Louis Remy de la Fosse. Es ist das erhalten gebliebene Mittelportal eines Reithauses der Hofmarställe am Hohen Ufer. Im Zentrum der Altstadt befindet sich, wie bereits erwähnt, die im 14. Jahrhundert erbaute Marktkirche mit dem Marktplatz nebst Marktbrunnen Hannover. Zusammen mit dem Alten Rathaus ist sie Zeugnis der norddeutschen Backsteingotik. In der Nachbarschaft der Marktkirche stehen das Broyhanhaus, das Hanns-Lilje-Haus und das Georg-von-Cölln-Haus. Die Kreuzkirche im Kreuzkirchenviertel besitzt ein wertvolles Altargemälde von Lucas Cranach d. Ä.; ihr gegenüber befindet sich das Restaurant Kreuzklappe. In der Burgstraße 12 steht das älteste erhaltene Fachwerkhaus Hannovers von 1564/1566. Der in den Jahren 1649 bis 1664 errichtete Ballhof war lange der größte Veranstaltungssaal der Stadt und ist heute eine der Spielstätten des Niedersächsischen Staatstheaters. Am Holzmarkt mit dem Oskar-Winter-Brunnen steht neben dem kurz vor 1900 errichteten Nolte-Haus ein Haus mit der 1983 rekonstruierten Renaissancefassade des kriegszerstörten Leibnizhauses (ursprünglich ab 1499 in der Schmiedestraße errichtet). Von den mittelalterlichen Stadtverteidigungstürmen ist lediglich der Beginenturm am Historischen Museum vollständig erhalten. Die Altstadt grenzt an das Hohe Ufer der Leine, wo sich das Leineschloss und eine 2018 neugestaltete Uferpromenade mit Cafés und Restaurants befindet. Seit Mai 2023 ist hier auch die Leinewelle in Betrieb, sie ist die erste Anlage zum Flusssurfen in Norddeutschland.

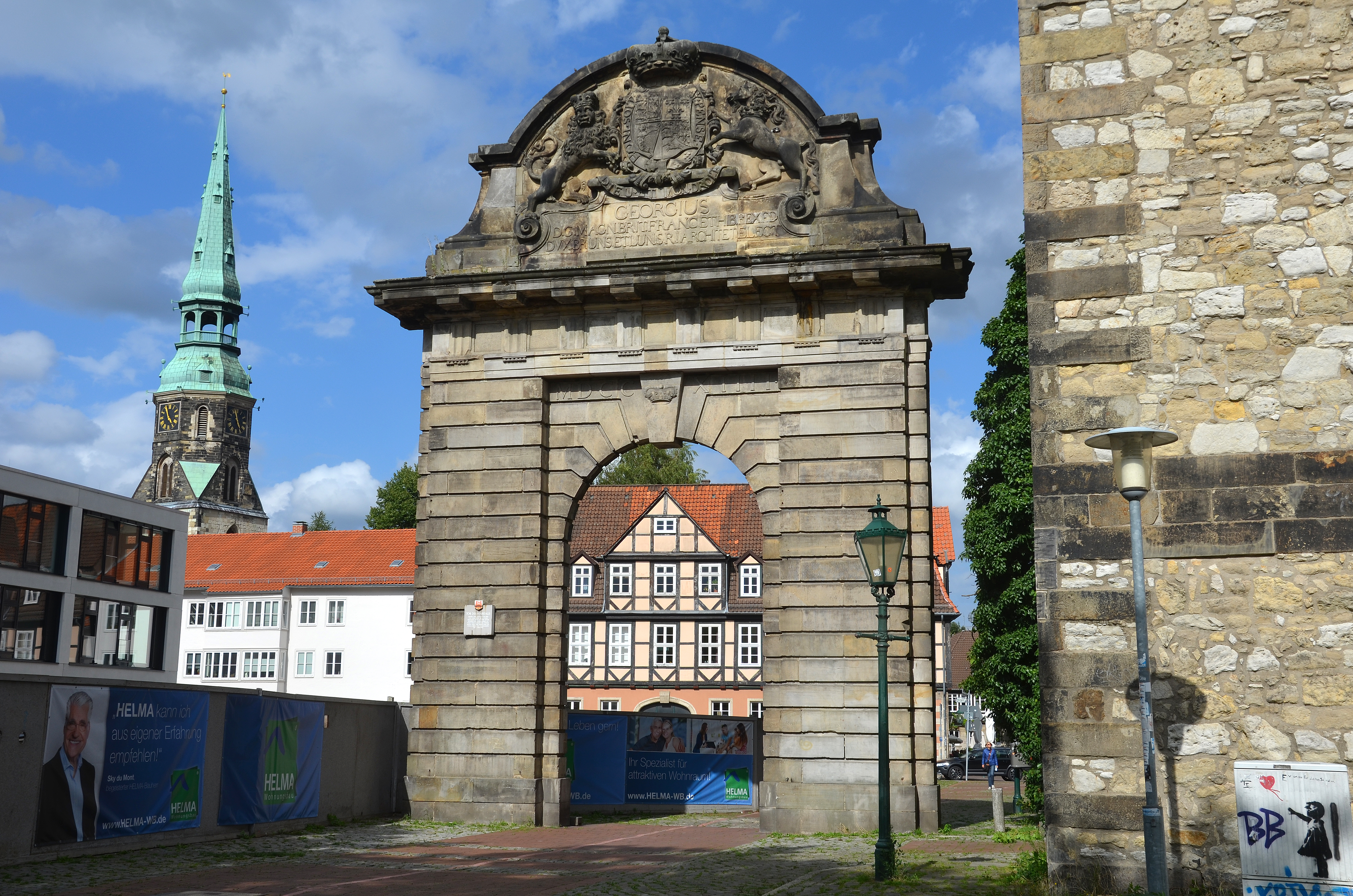
Das Marstalltor ist das heutige Tor zur Altstadt
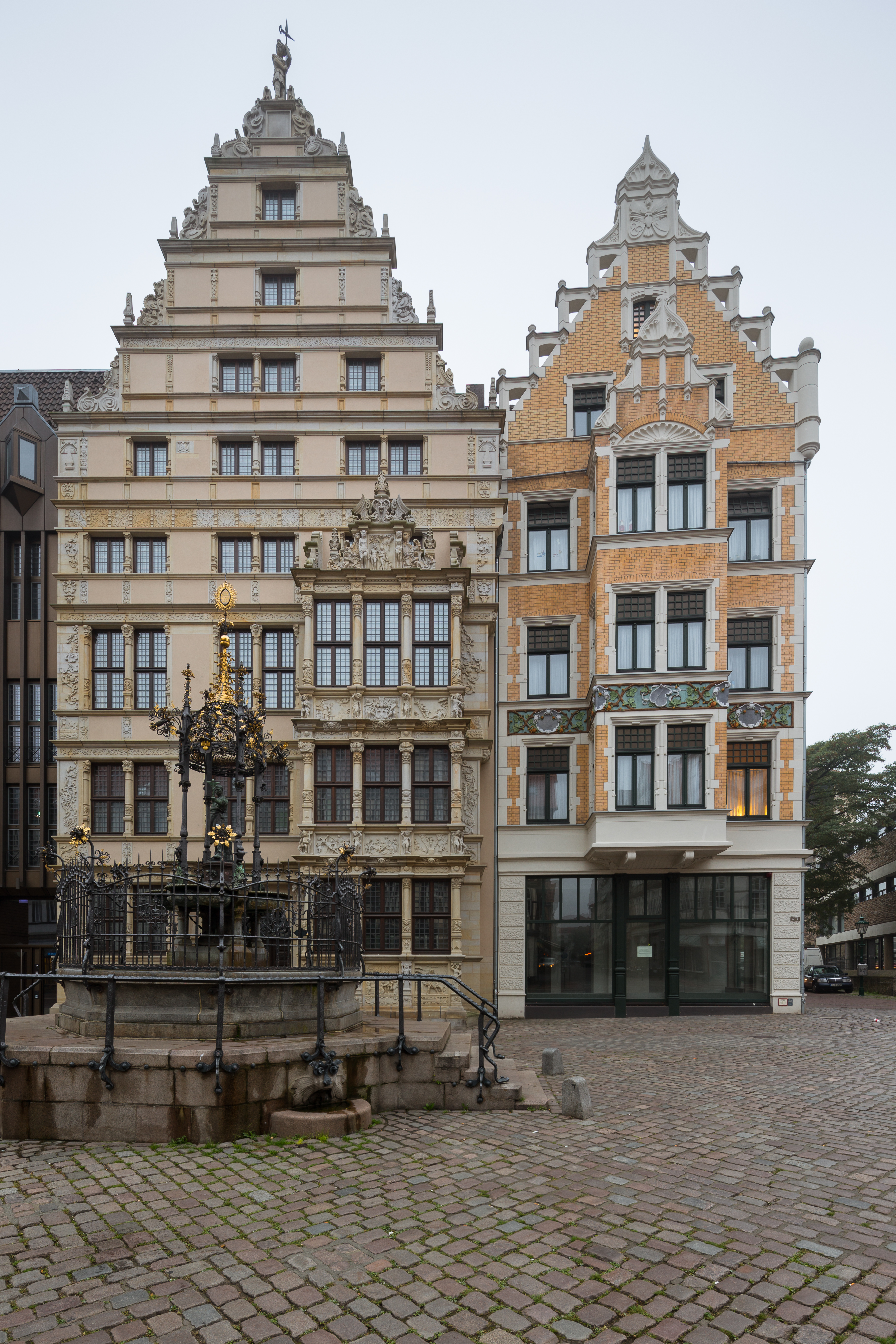
Leibnizhaus (links) und davor der Holzmarktbrunnen
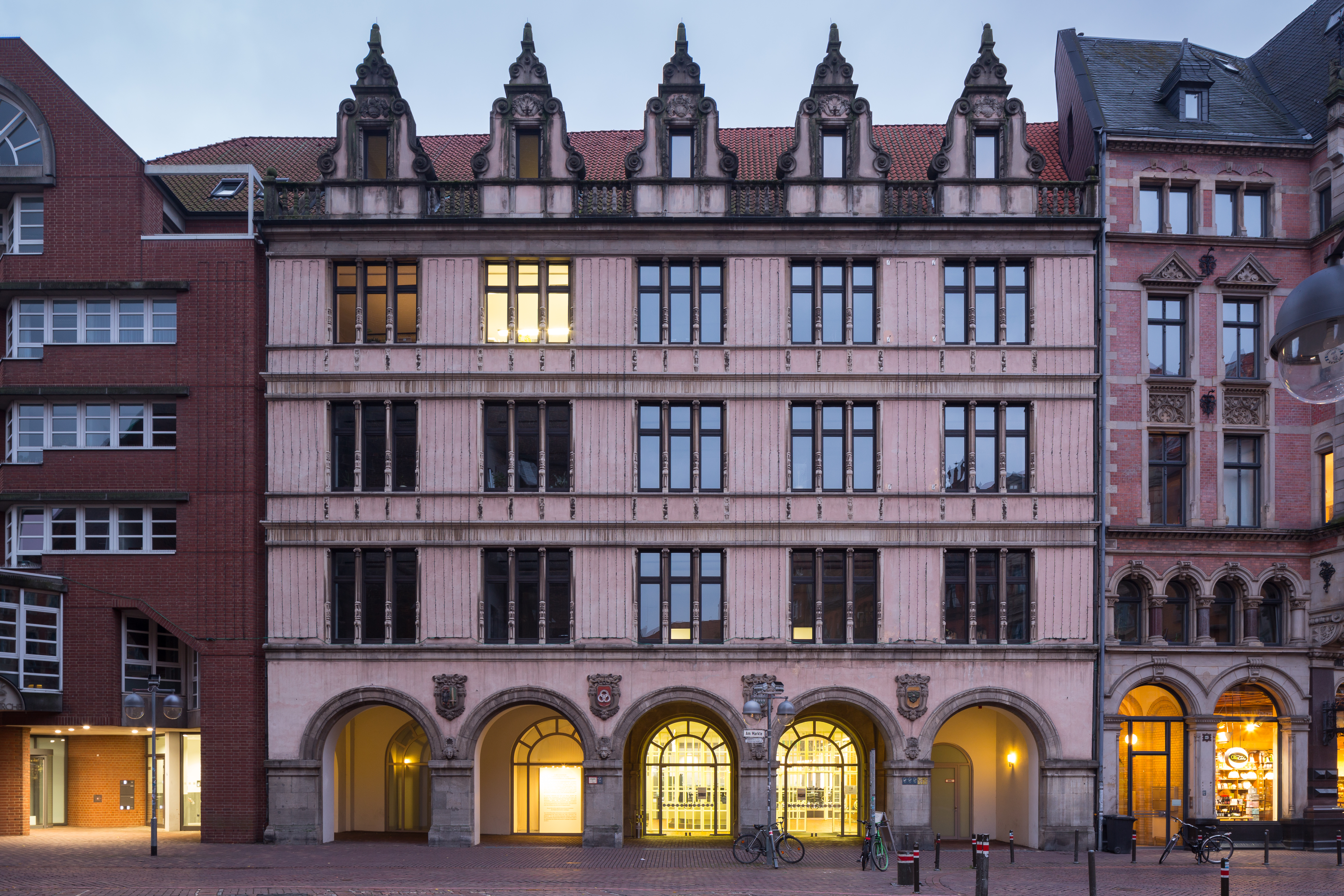
Georg-von-Cölln-Haus
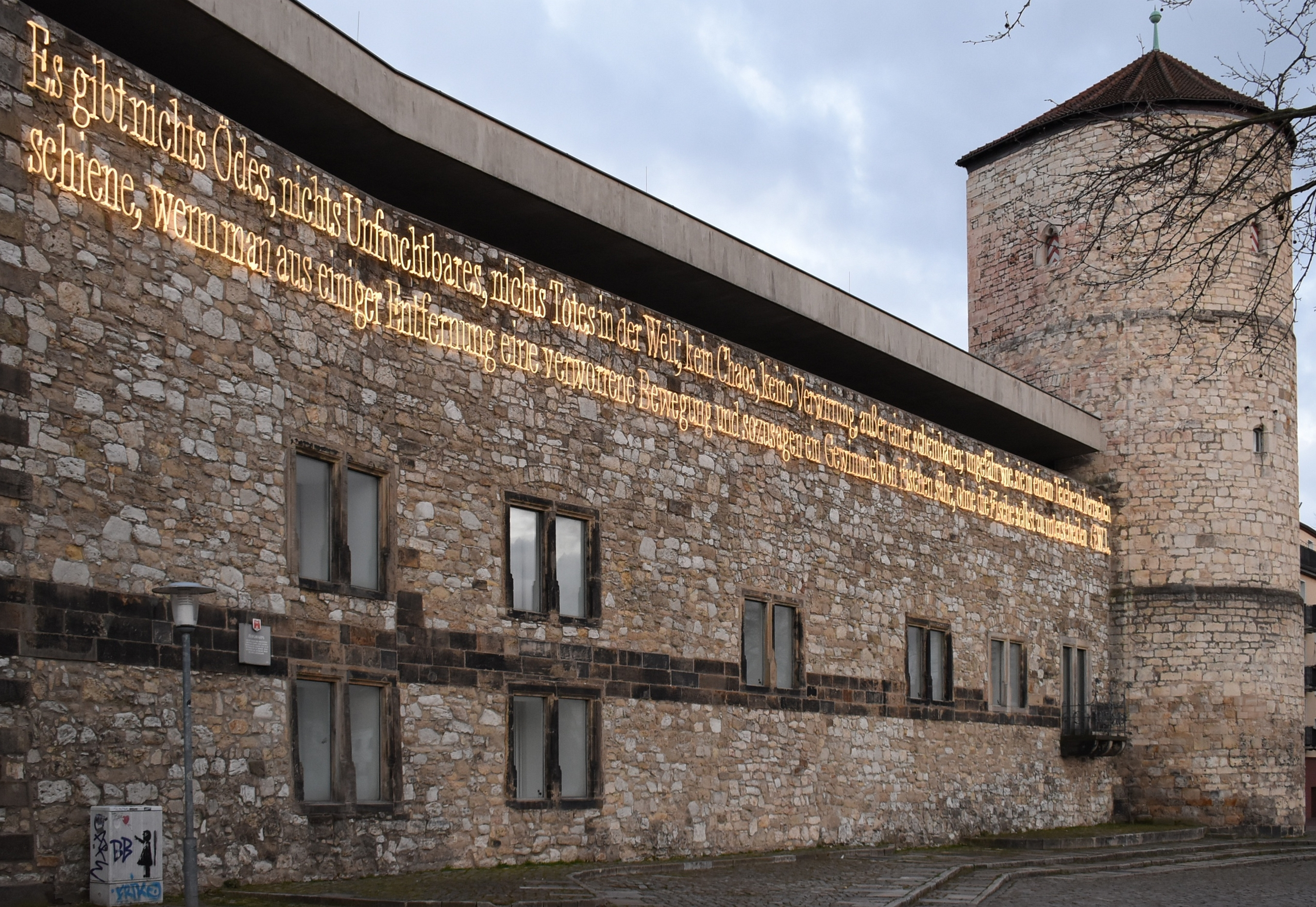
Beginenturm am früheren Zeughaus
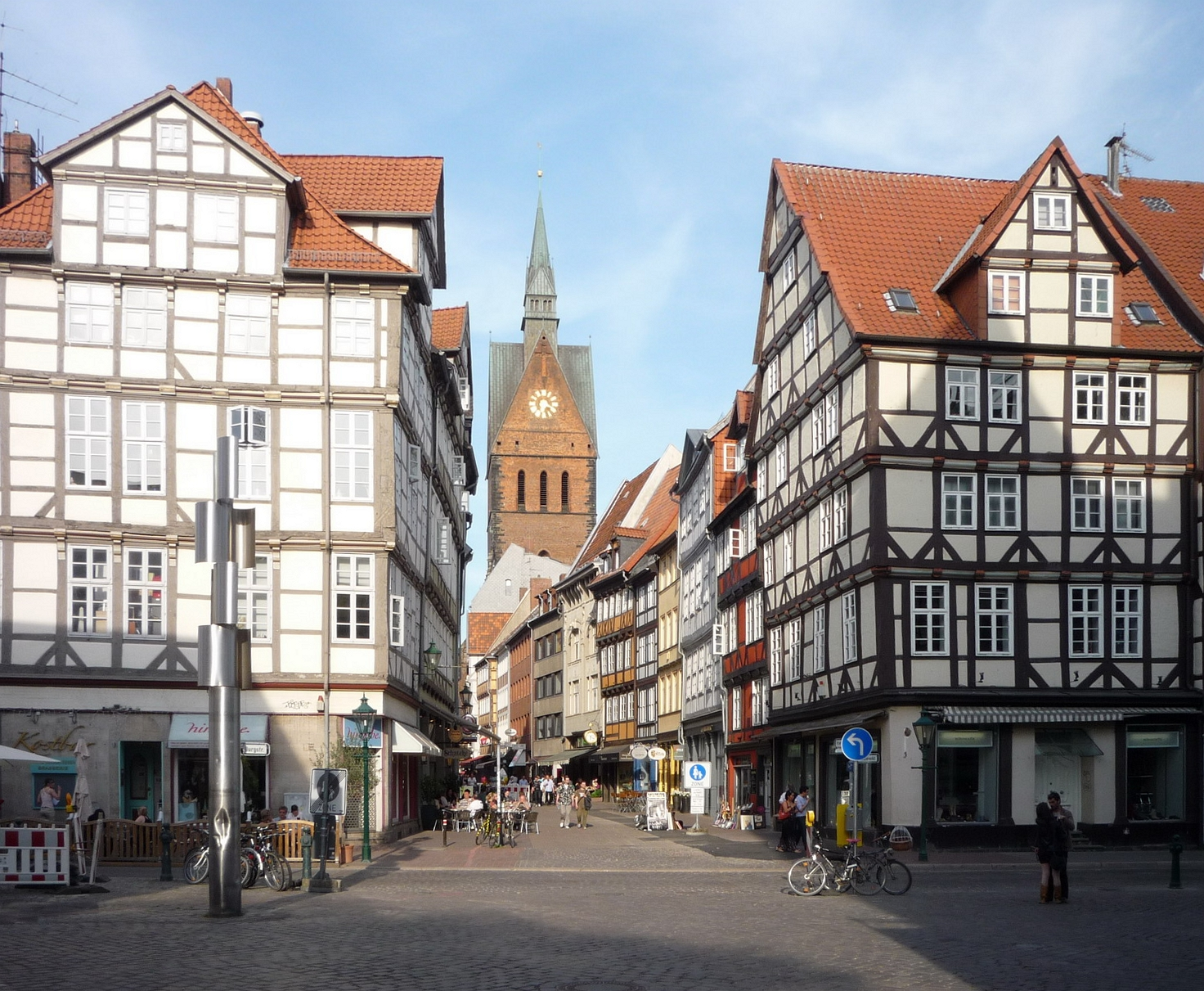
Kramerstraße

#### Calenberger Neustadt

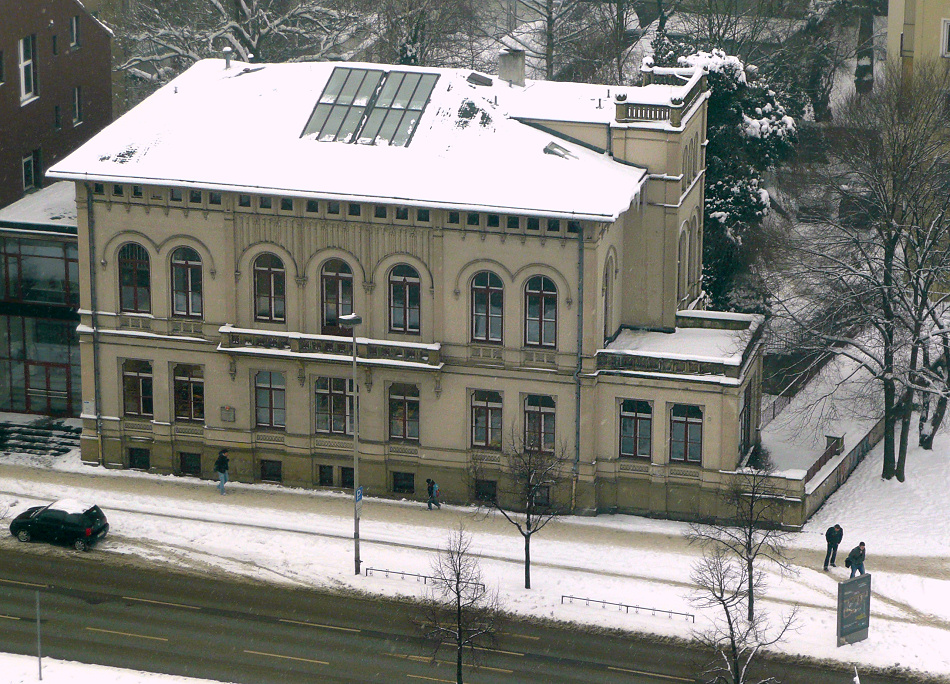
Villa Simon

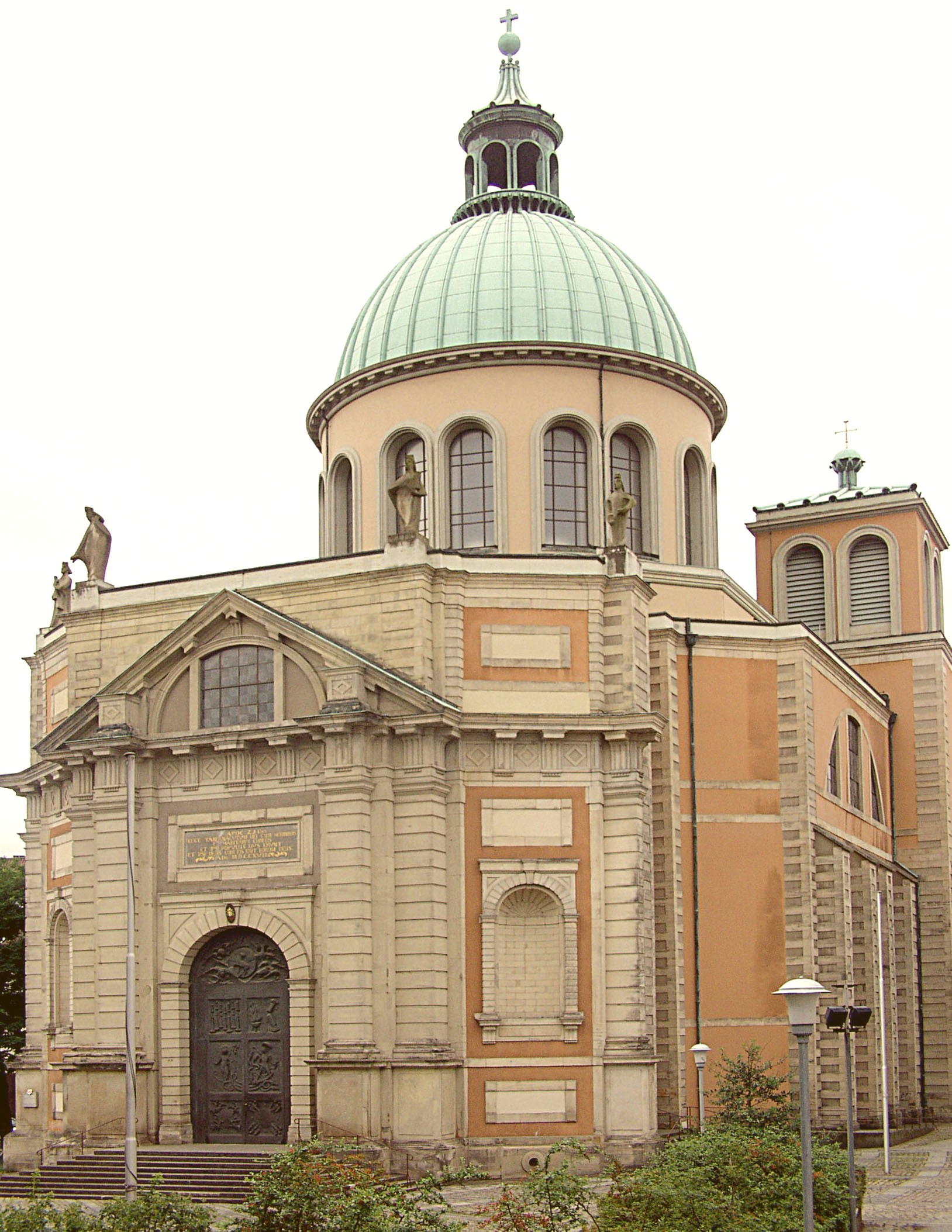
Basilika St. Clemens

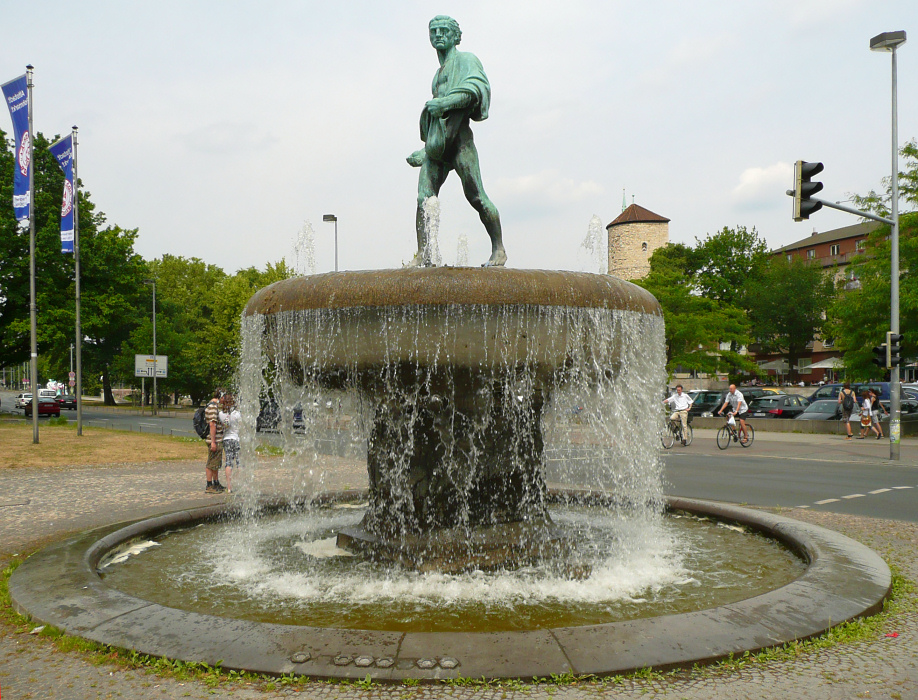
Duve-Brunnen

Über die Martin-Neuffer-Brücke gelangt man von der Altstadt in die Calenberger Neustadt. Auch diese hat im Zweiten Weltkrieg starke Zerstörungen hinnehmen müssen. Dennoch finden sich hier zahlreiche repräsentative Sandsteinbauten und Kirchen. Die barocke Neustädter Kirche mit Leibniz’ Grabstätte ist das älteste niedersächsische Beispiel für das protestantische Raumideal einer Saalkirche. Neben der Hauptorgel befindet sich die „Spanische Orgel“ von Patrick Collon in der Kirche. Die Kirche ist Predigtkirche des Regionalbischofs für den Sprengel Hannover. Die Basilika St. Clemens, der erste Neubau einer katholischen Kirche in Hannover nach der Reformation, ist in Norddeutschland die einzige Kirche mit rein italienischem Charakter. Die Glocken der Evangelisch-Reformierten Kirche wurden von der britischen Königin Victoria gestiftet. An der Stelle der 1938 zerstörten Neuen Synagoge befindet sich heute eine Gedenkstätte. Die verschiedenen Glaubensrichtungen der Gotteshäuser lassen heute noch erahnen, warum die Calenberger Neustadt als „Insel der Freiheit“ bezeichnet wurde. Es waren nämlich schon damals alle Konfessionen und Glaubensrichtungen erlaubt. In der Calenberger Neustadt liegen ferner das Niedersächsische Landesarchiv-Abteilung Hannover und das Niedersächsische Umweltministerium, davor auf dem Mittelstreifen des Leibnizufers befindet sich der Duve-Brunnen. Zu den weiteren sehenswerten Bauten gehören u. a. die Polizeidirektion Hannover von 1903, die Villa Simon von 1860, das ehemalige Wohnhaus von Brand Westermann, das ehemalige Amtshaus des Konsistoriums, das ehemalige Ministerialgebäude und die ehemalige Oberzolldirektion. Das Dachenhausenpalais von 1800 ist das ehemalige Wohnhaus von Friedrich Wilhelm von Dachenhausen. Die Königsworther Brücke gehört mit ihren vier Prachtkandelabern von Carl Dopmeyer zu den schönsten Brücken Hannovers.

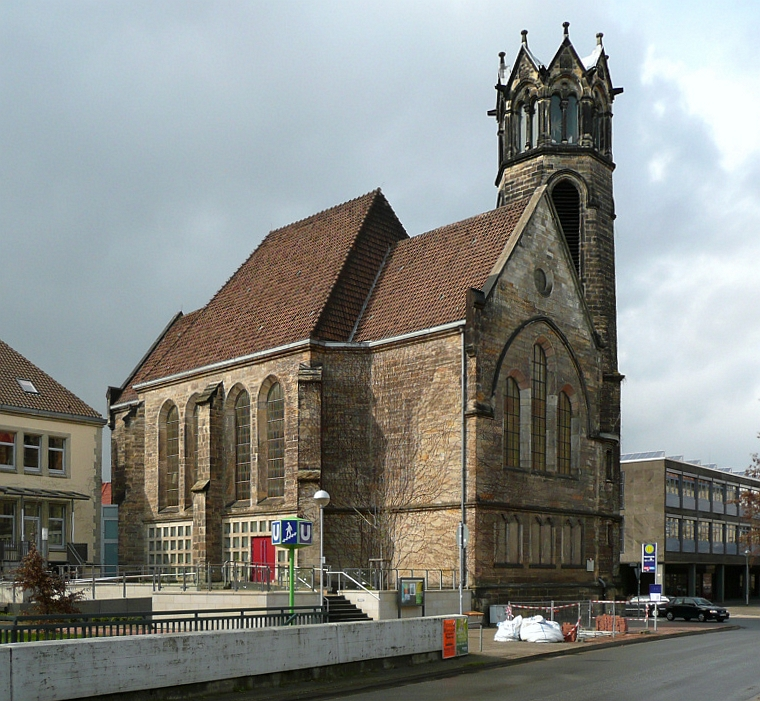
Evangelisch-reformierte Kirche Hannover
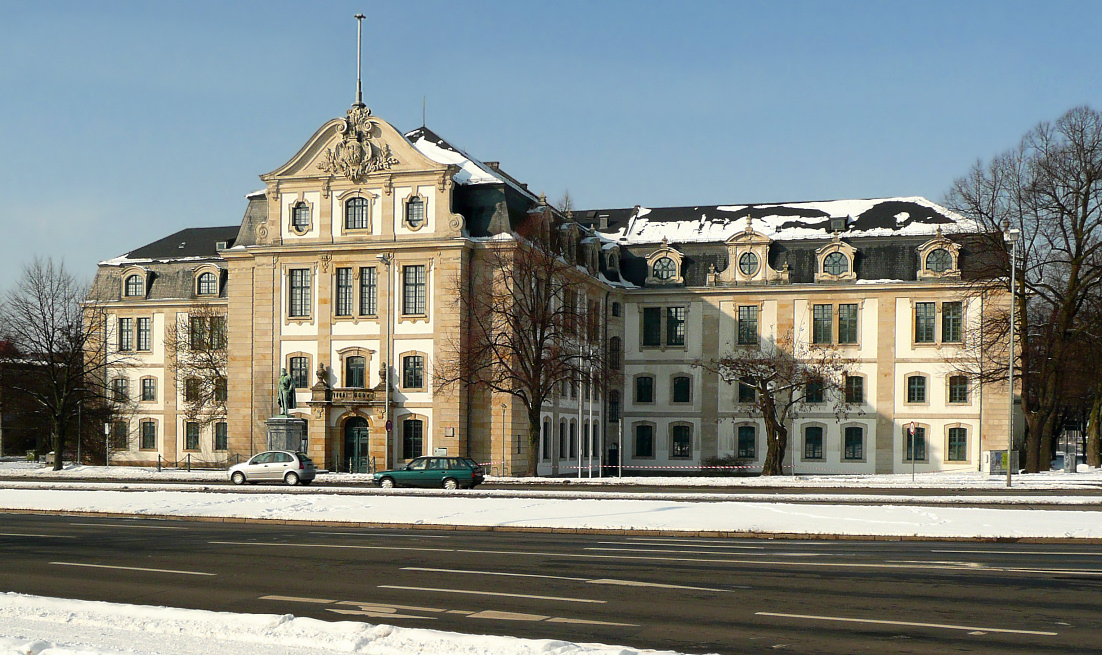
Niedersächsisches Landesarchiv-Abteilung Hannover
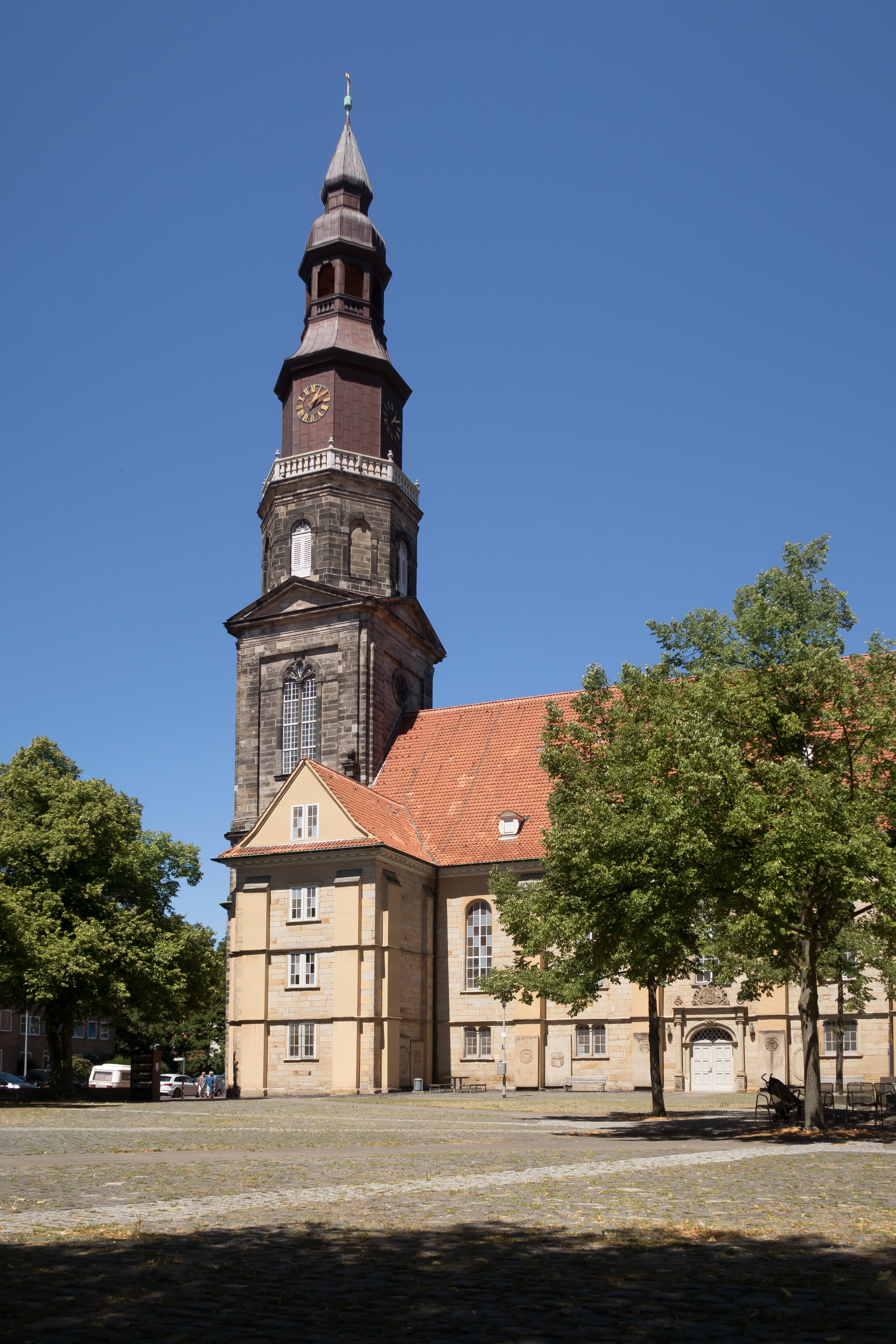
Neustädter Kirche
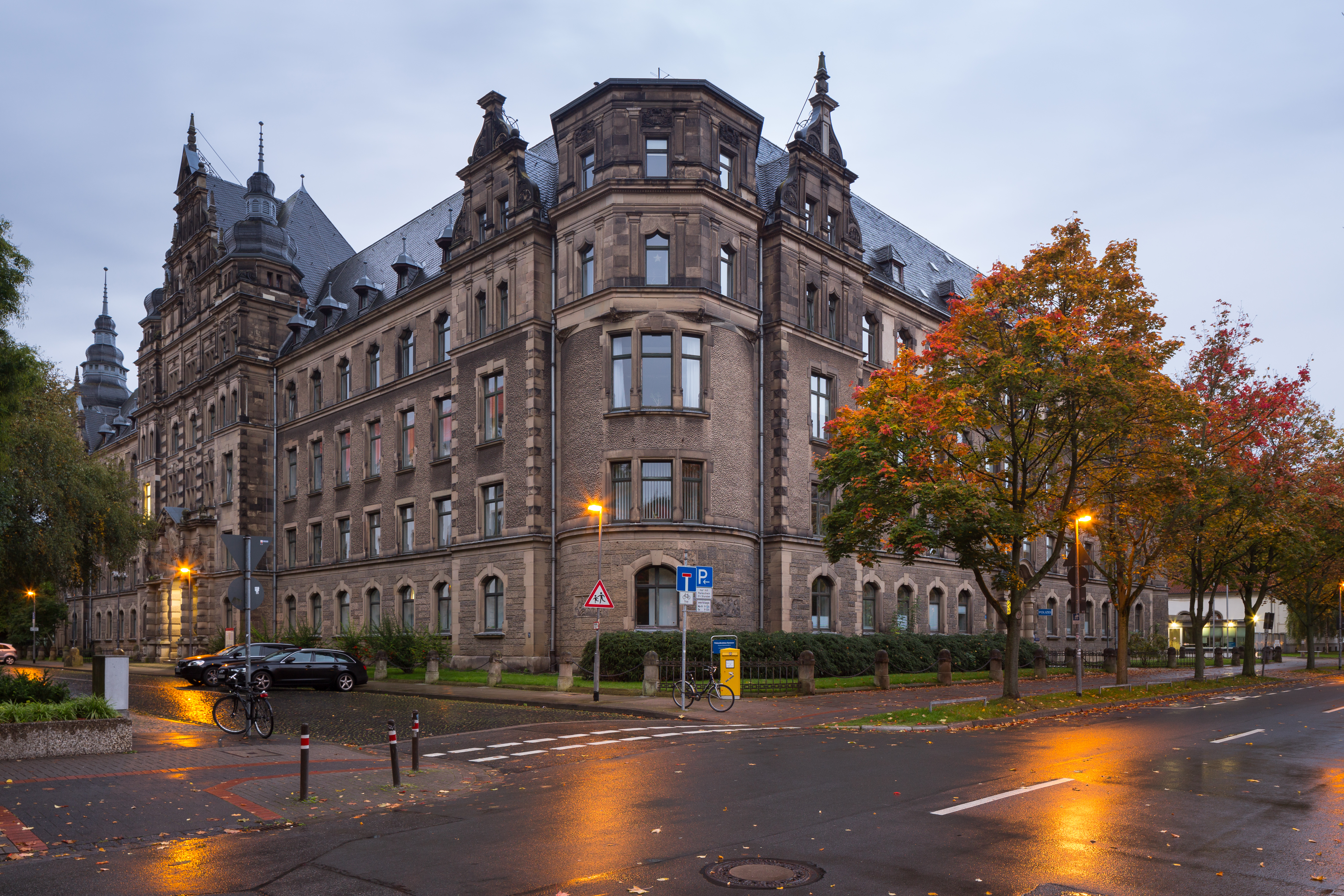
Polizeidirektion Hannover
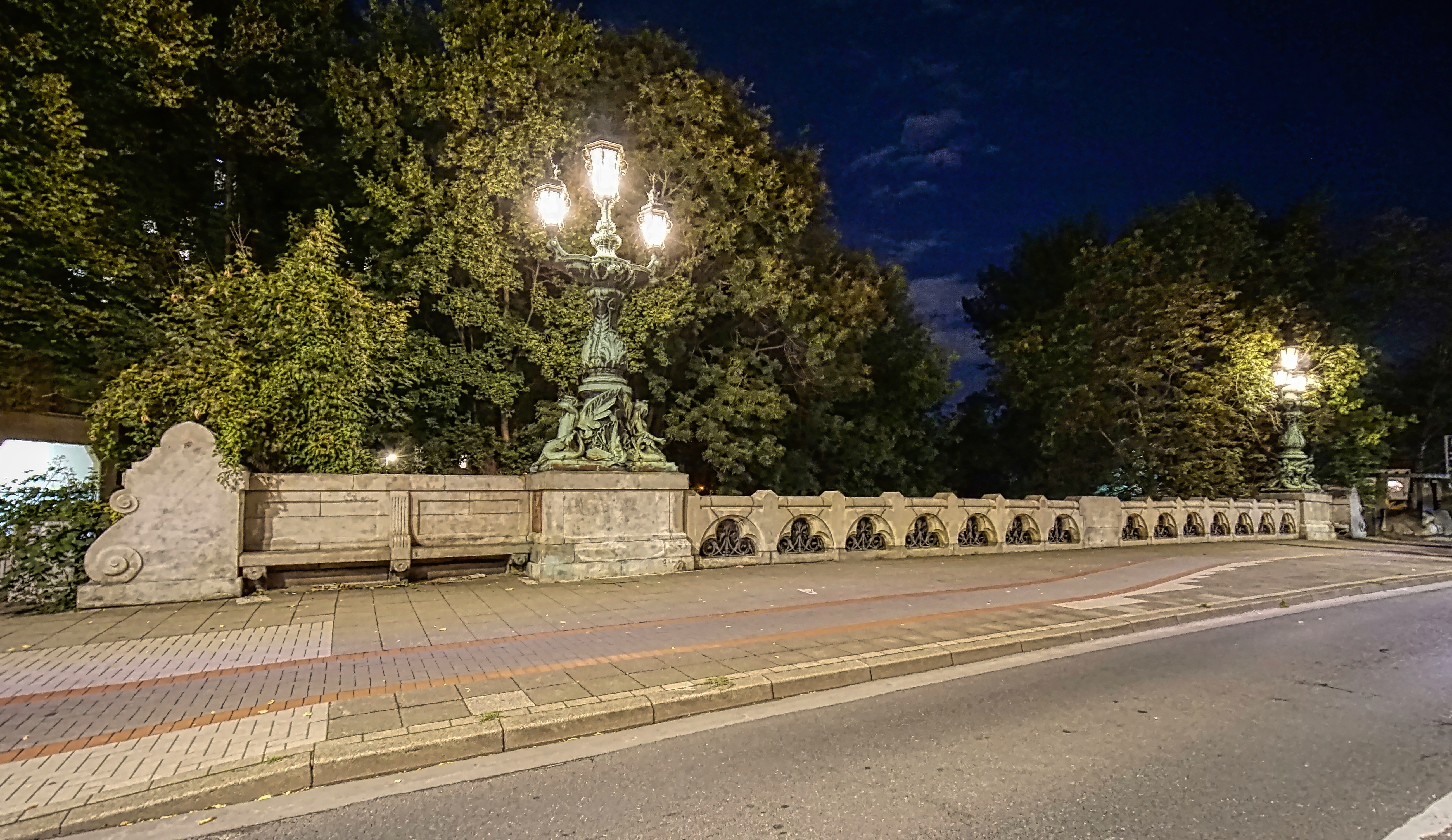
Königsworther Brücke

#### Klassizismus von Laves

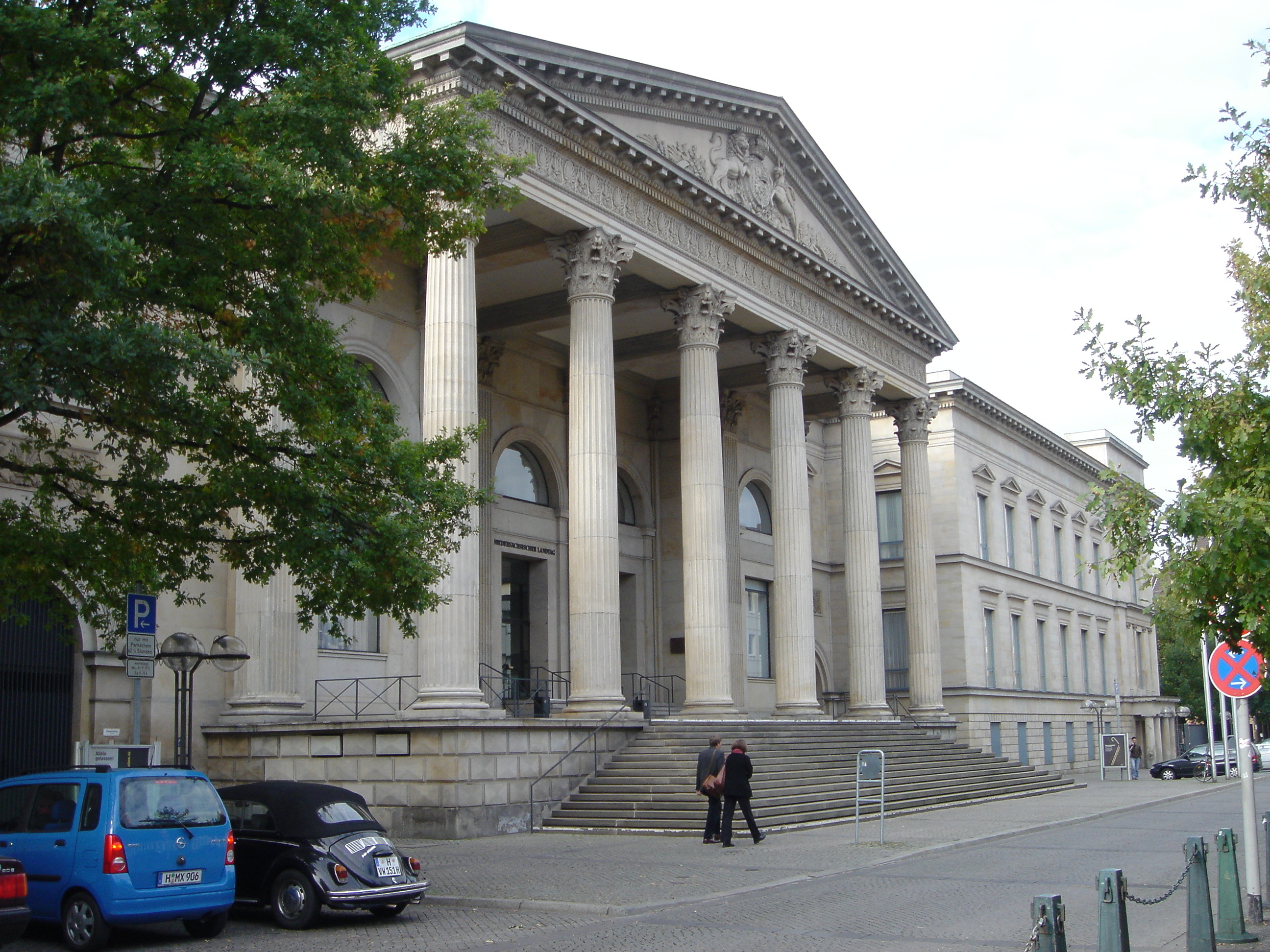
Leineschloss, Niedersächsischer Landtag

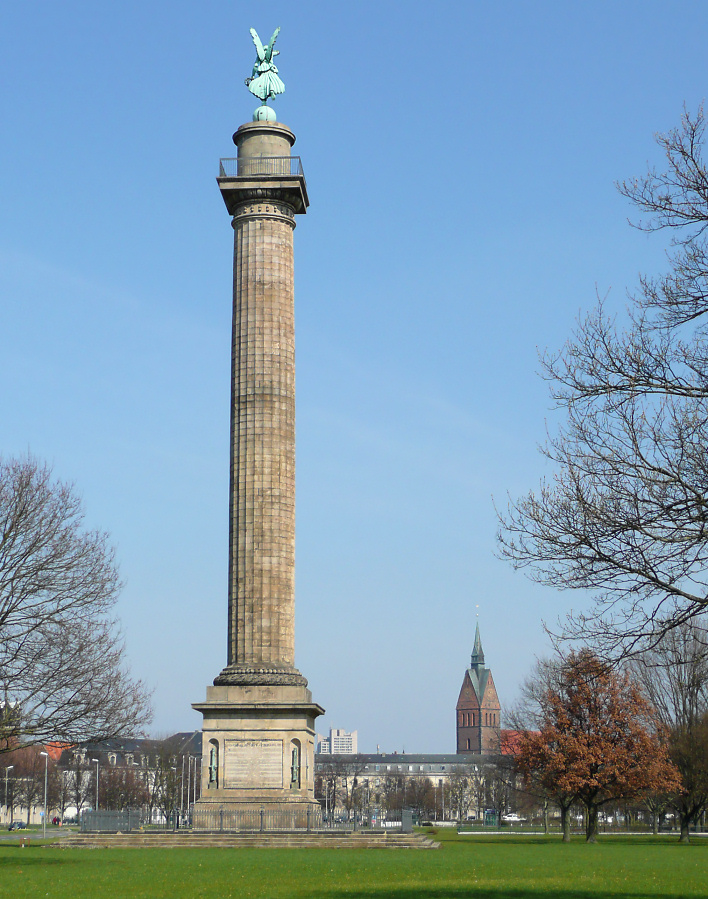
Waterloosäule

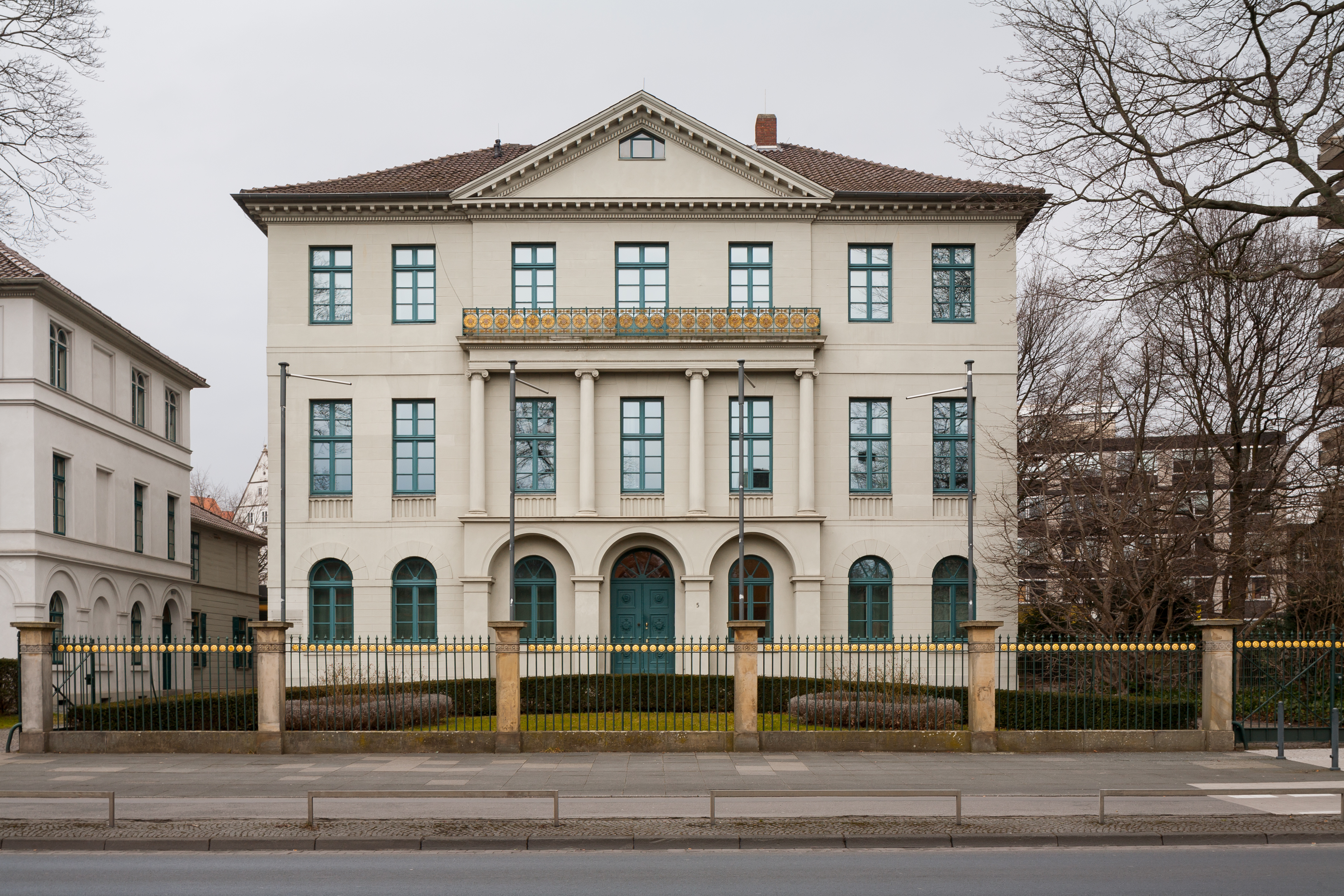
Laveshaus

Überall in der Innenstadt, aber auch in manchen Stadtteilen, trifft man auf Bauten des Baumeisters Georg Ludwig Friedrich Laves. Anfang des 19. Jahrhunderts begann er mit der Planung und Gestaltung der Ernst-August-Stadt, heute Teil des Stadtbezirks Mitte. Zu seinen größten Bauten in Hannover zählen das 1852 eröffnete Opernhaus, die 46,31 Meter hohe Waterloosäule mit Aussichtsplattform, das Wangenheimpalais von 1832 und das Laveshaus von 1824 gegenüber dem Neuen Rathaus. Das Leineschloss am Rand der Altstadt (heute Sitz des Niedersächsischen Landtages) baute er um und erweiterte es unter anderem mit dem Portikus in der Leinstraße. Weitere Bauten von Laves sind das Gartenhaus der Kammerfrau von Beckedorf und die Villa Rosa. Den Fürstenhof oder Osnabrücker Hof baute Laves von 1817 bis 1818 um. Laves erbaute auch zahlreiche Bauten in den Herrenhäuser Gärten, so den Bibliothekspavillon und das Welfenmausoleum im Berggarten, das Schloss Herrenhausen im Großen Garten und die Kavaliers-/Torhäuser im Georgengarten. Die Vorfahrt und die Kandelaber vor dem Georgenpalais wurden von Georg Ludwig Friedrich Laves errichtet. Auch vier Brücken von Laves sind noch in den Herrenhäuser Gärten erhalten, so die Friederikenbrücke von 1839, die Lavesbrücke von 1844, die Augustenbrücke von 1840 und die eiserne Fahrbrücke von 1837. Die heutige klassizistische Fassade erhielt die Orangerie im Großen Garten von Laves knapp hundert Jahre nach der Erbauung. Ein von mehreren noch erhaltenen Fragmenten der historischen Stadtmauer befindet sich in der Nähe des Georgsplatzes in einem Fußgängerdurchgang. Dieser Mauerrest ging einst durch den von Georg Ludwig Friedrich Laves errichteten Loccumer Hof. Laves baute ebenfalls die Aegidienkirche um, bevor sie im Zweiten Weltkrieg stark beschädigt wurde und heute als Mahnmal dient.

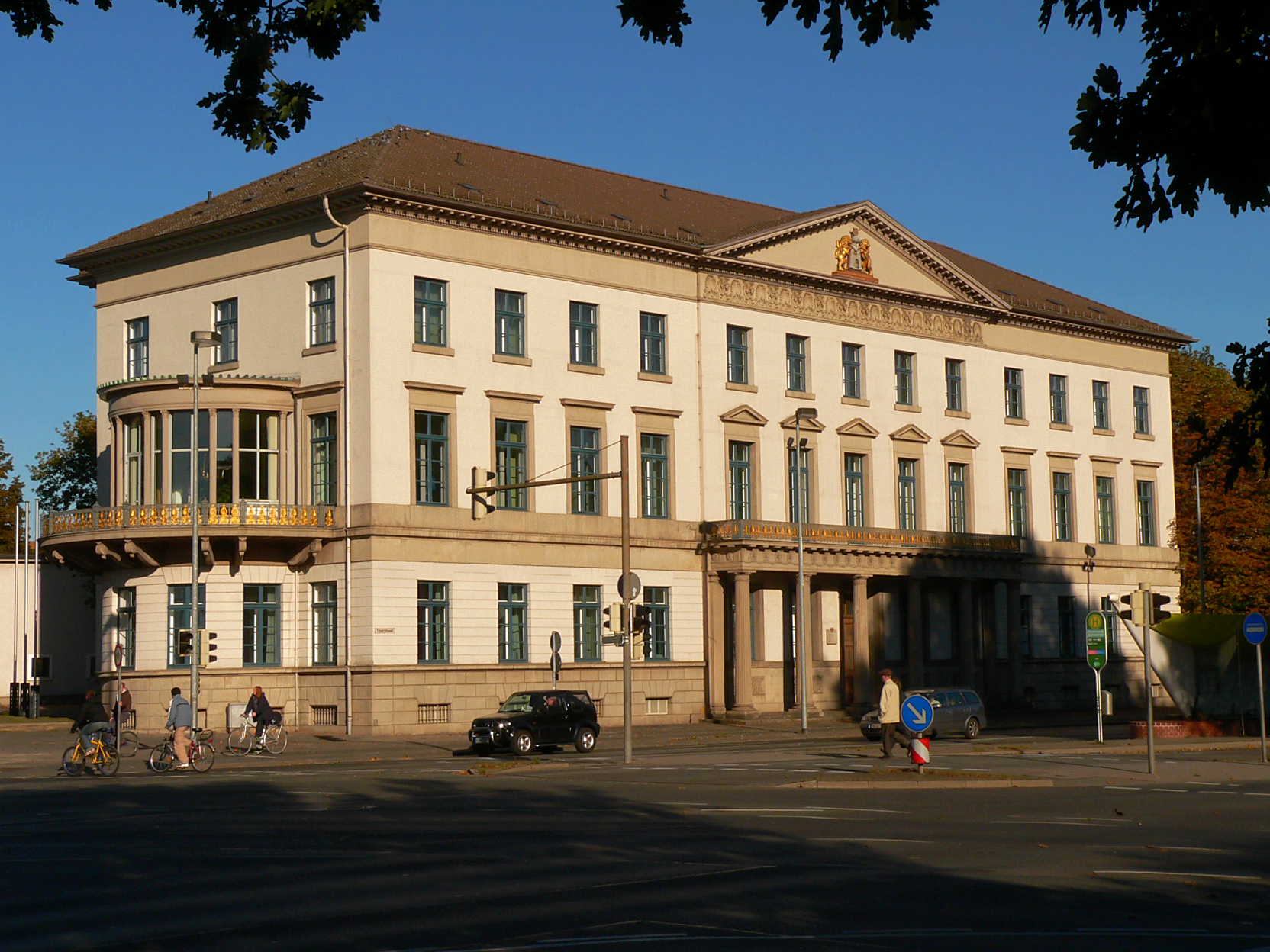
Wangenheimpalais
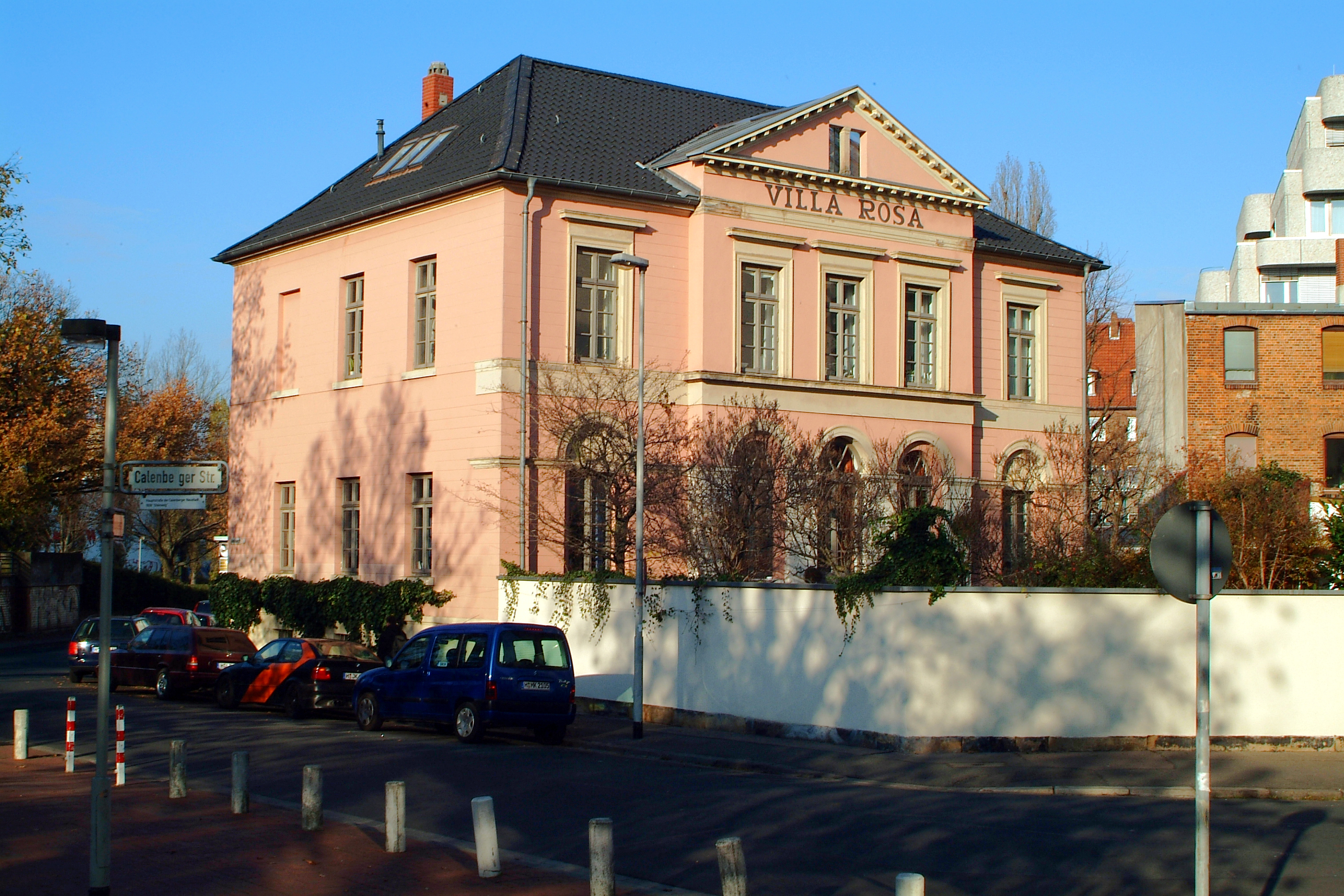
Villa Rosa
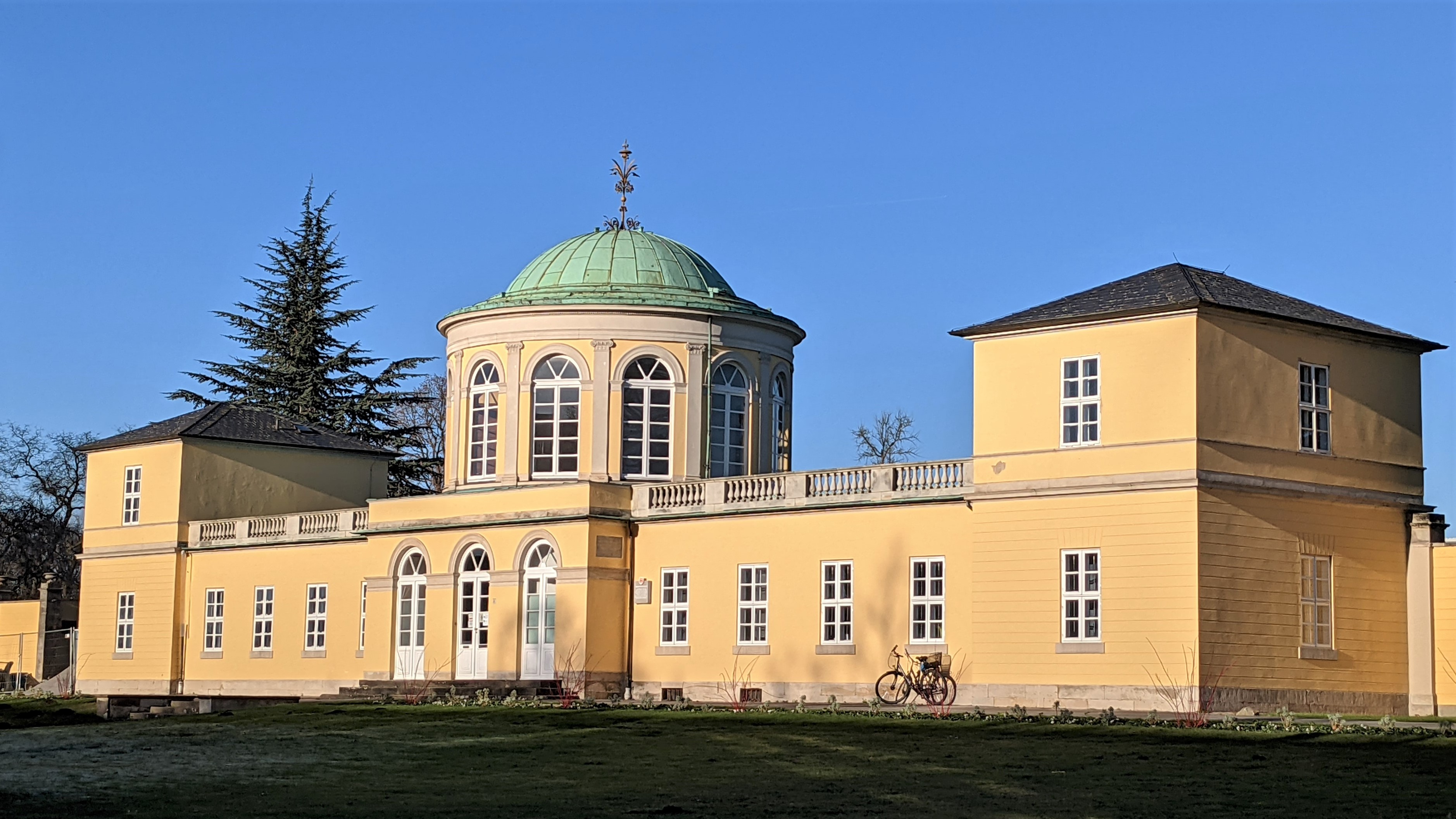
Bibliothekspavillon
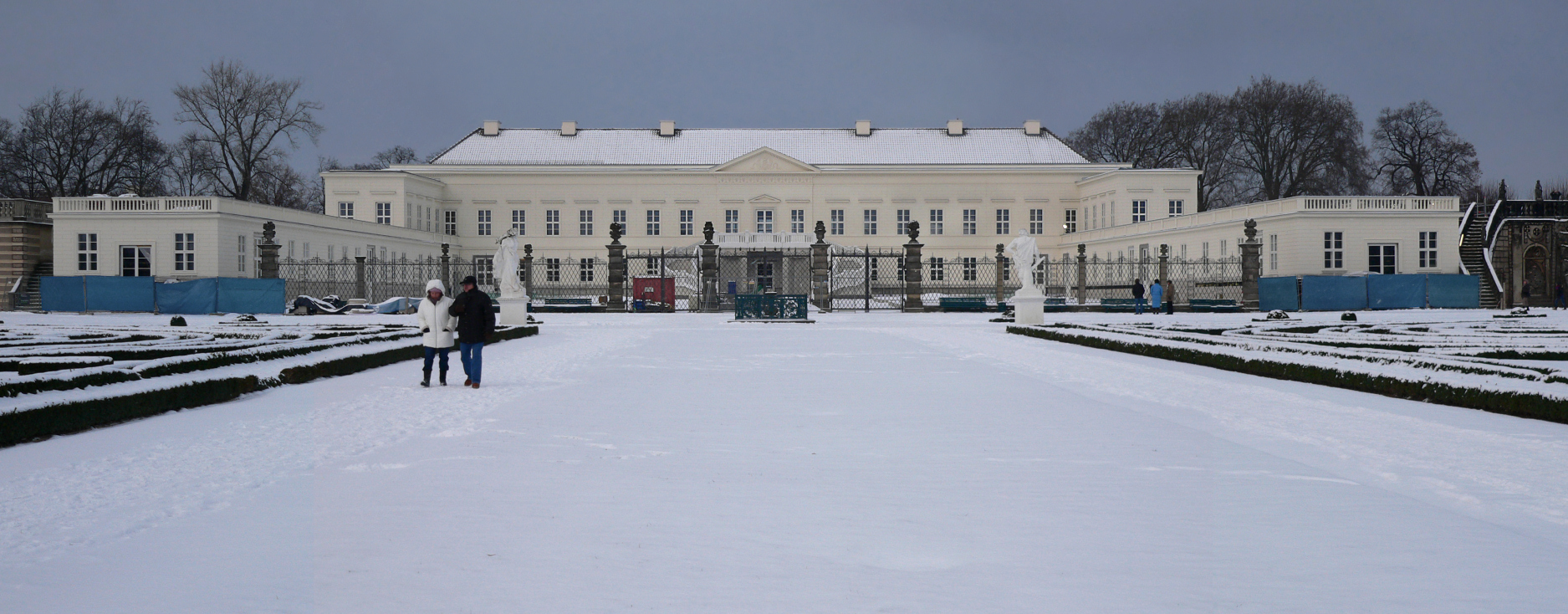
Schloss Herrenhausen
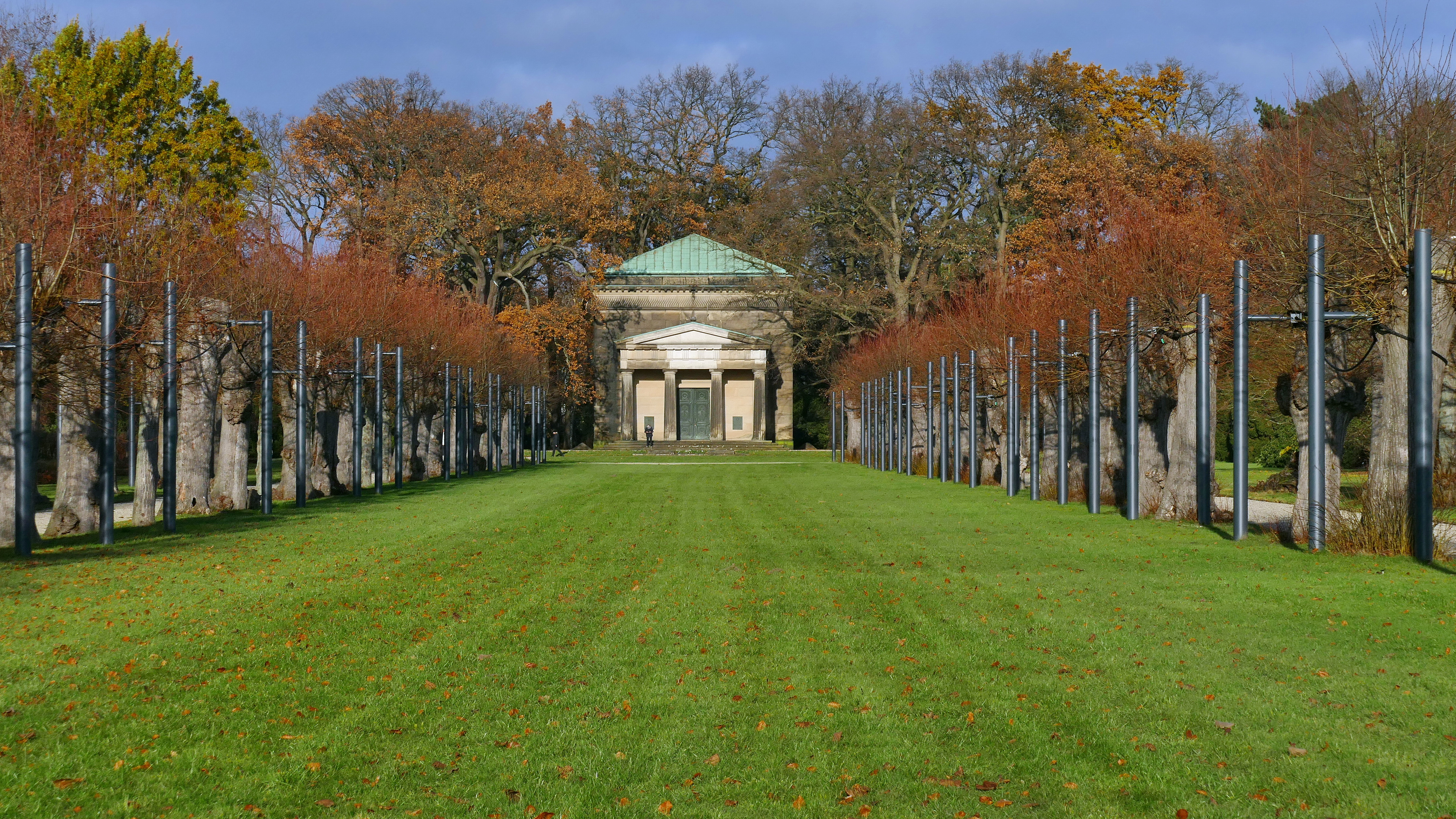
Welfenmausoleum

#### Hannoversche Architekturschule

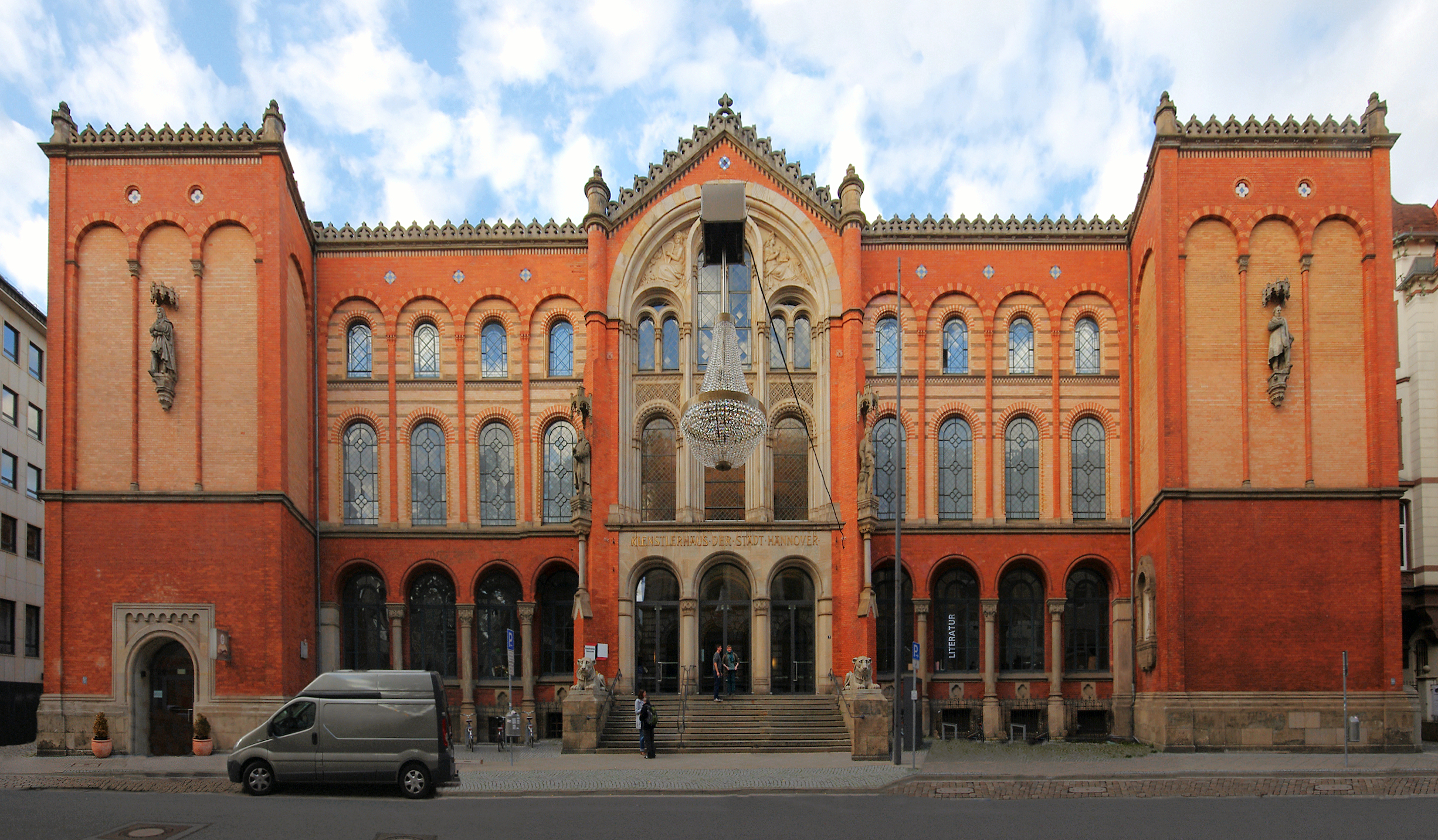
Künstlerhaus

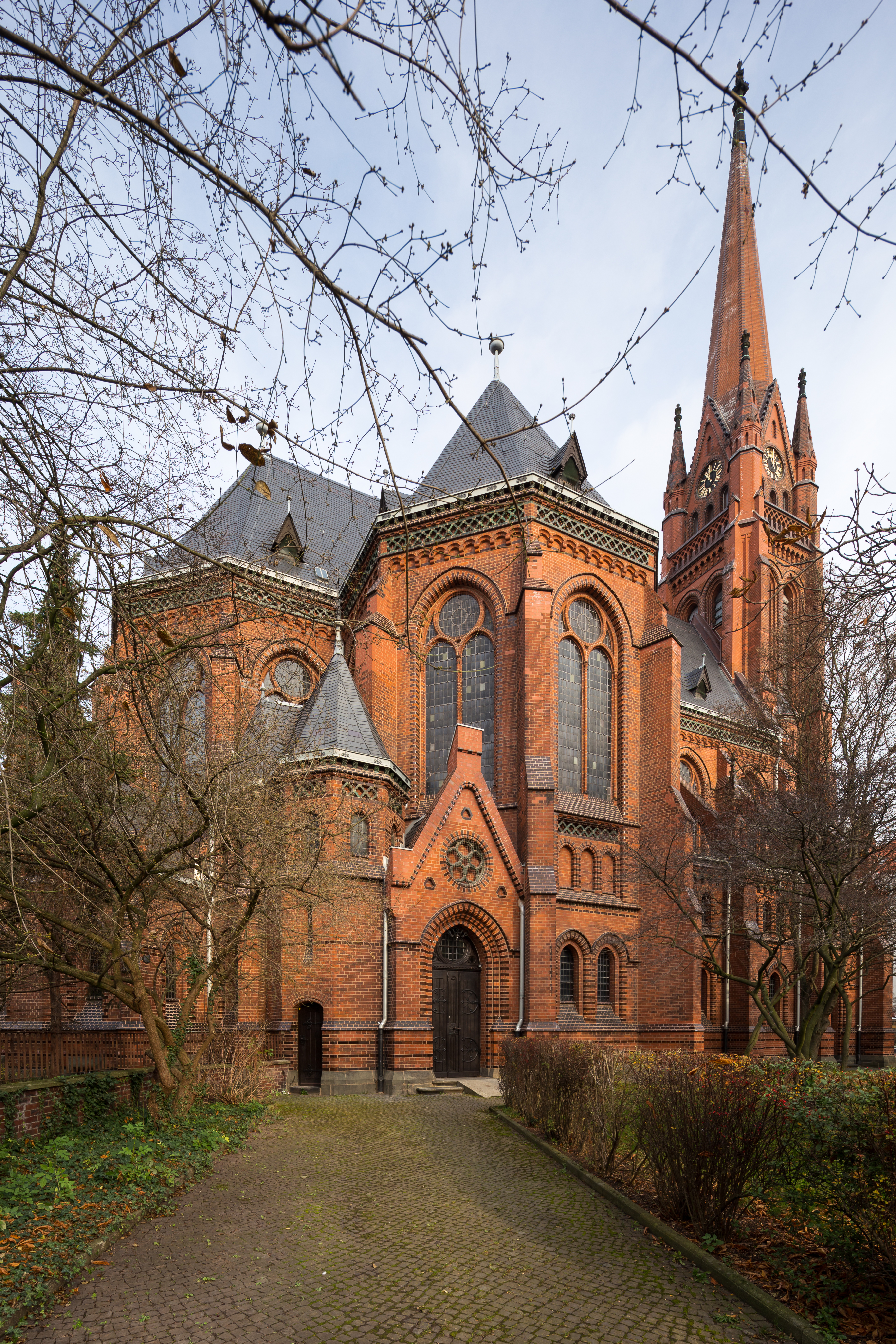
Dreifaltigkeitskirche

Mitte bis Ende des 19. Jahrhunderts schuf der Architekt Conrad Wilhelm Hase die Hannoversche Architekturschule mit Klinkerbauten im neugotischen und Rundbogenstil eine eigene Formensprache. In Hannover stehen heute noch fünf Bauten, die von Hase selber erbaut wurden, das sind das Künstlerhaus Hannover von 1856, die Christuskirche von 1864, die Apostelkirche von 1884 und die Zionskirche/Erlöserkirche von 1880. Das Alte Rathaus wurde von Hase von 1877 bis 1882 restauriert und von 1890 bis 1891 um den Flügel zur Karmarschstraße erweitert. Im Stadtbild gibt es aber noch zahlreiche weitere Beispiele der Hannoverschen Architekturschule. Dazu gehören zum Beispiel das Alte Lindener Rathaus oder die Cumberlandsche Galerie, die heute ein Spielort des Niedersächsischen Staatstheaters ist. Zahlreiche Wohnhäuser (u. a. Dat Gröne Hus), Wohn- und Geschäftshäuser sowie Krankenhäuser, Schulen, Turnhallen und Pfarrhäuser in verschiedenen Stadtteilen sind ebenfalls im Stil der Hannoverschen Architekturschule erbaut. Bekannte Villen sind zum Beispiel das Haus Mohrmann oder die Villengruppe Callinstraße. Die Dreifaltigkeitskirche wurde von 1880 bis 1883 von Christoph Hehl erbaut. Im Rundbogenstil Trammscher Prägung wurden das Welfenschloss und das benachbarte ehemalige Marstallgebäude errichtet, beide Gebäude gehören heute zur Gottfried Wilhelm Leibniz Universität Hannover. Auch Zweckbauten, wie der erste Abschnitt der heutigen Gilde Brauerei oder der Erweiterungsbau der ehemaligen Schokoladenfabrik B. Sprengel sind der Hannoverschen Architekturschule zugeordnet. Sie hat sich über Hannover hinaus vornehmlich im norddeutschen Raum ausgebreitet.

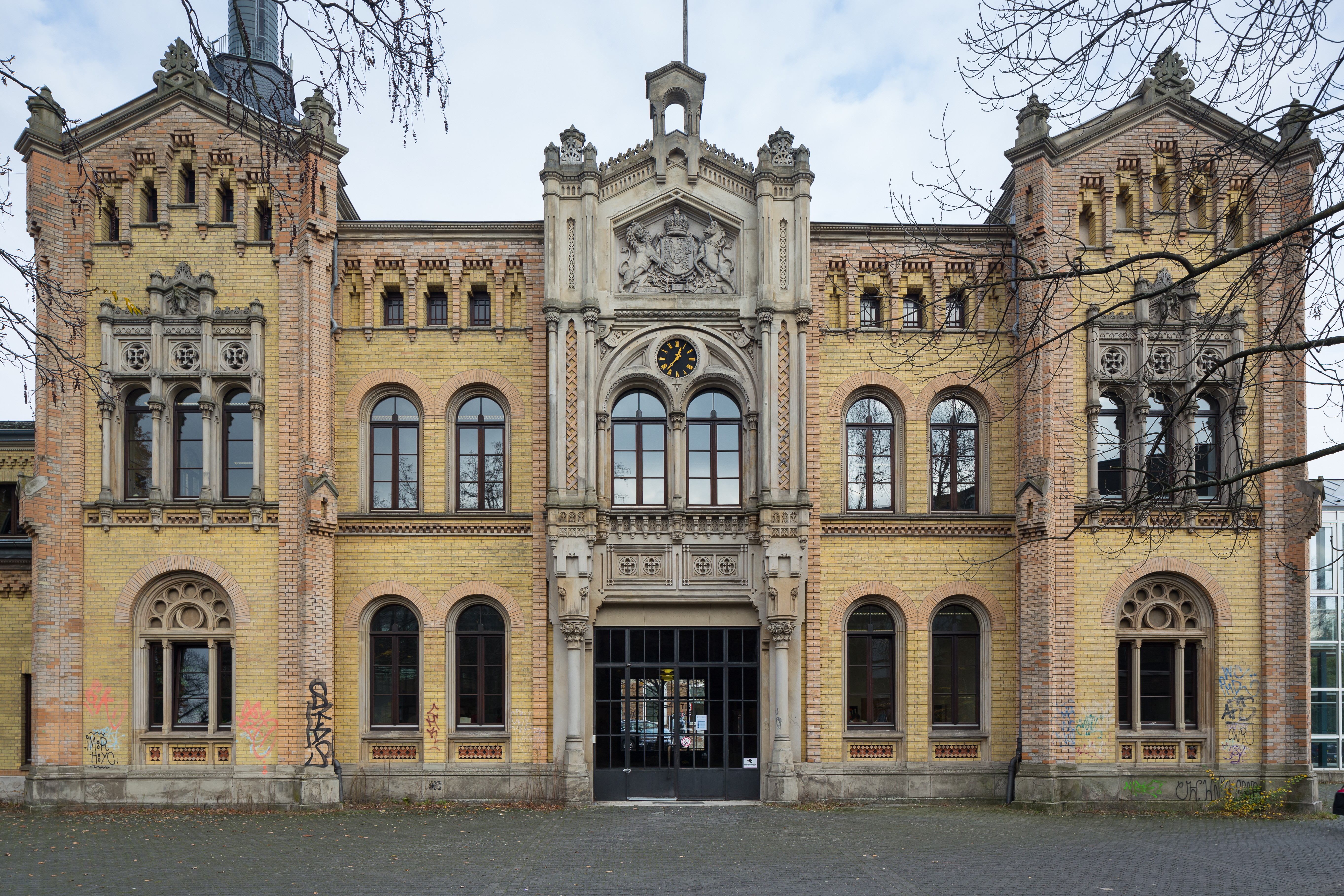
Ehemaliger Marstall beim Welfenschloss
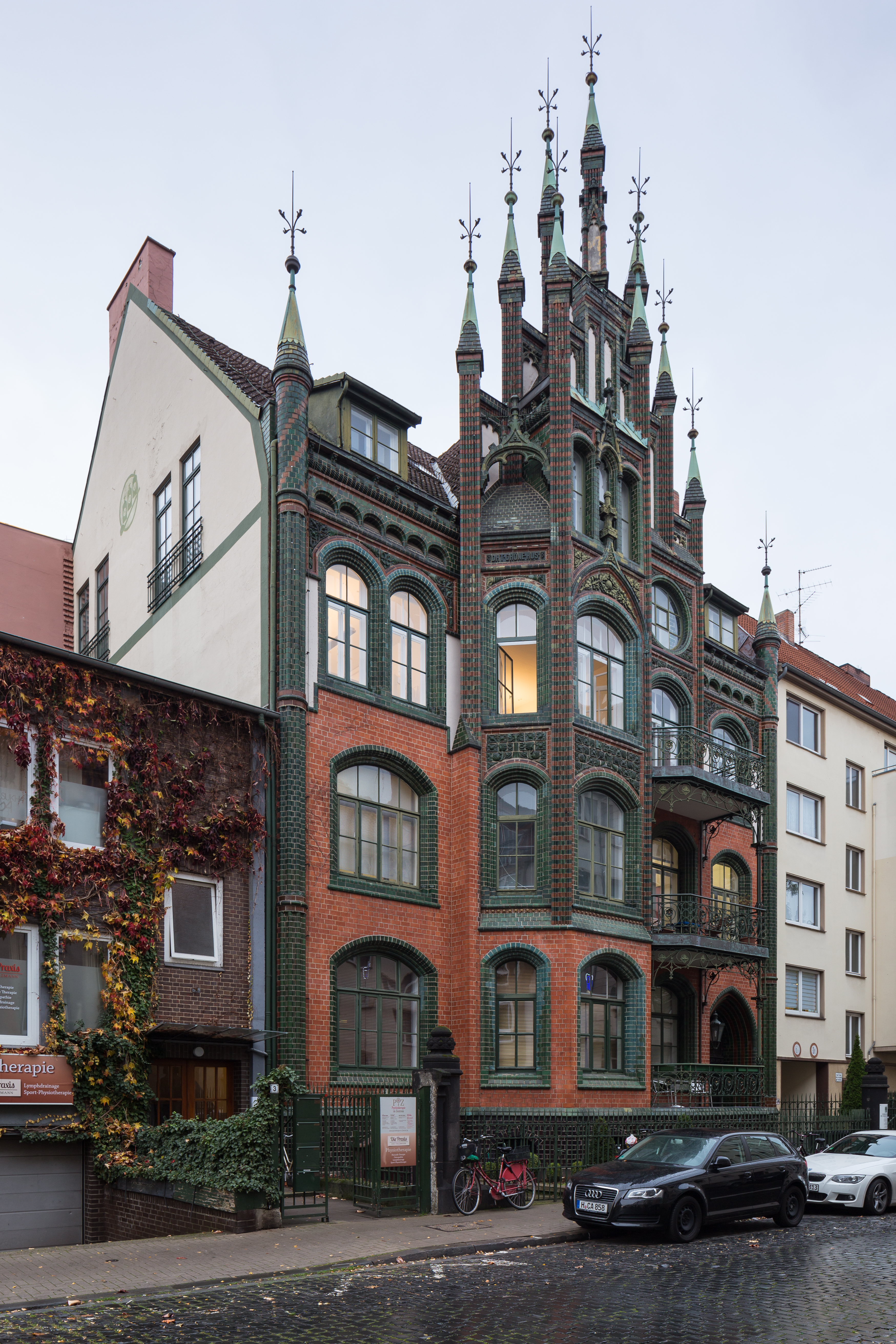
Dat Gröne Hus
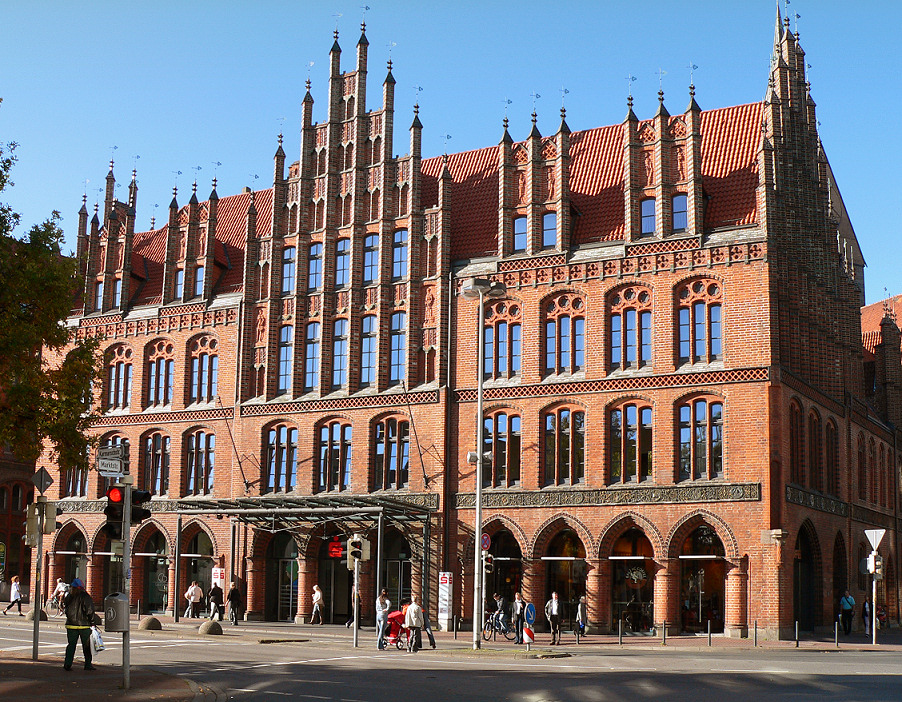
Altes Rathaus, Flügel zur Karmarschstraße
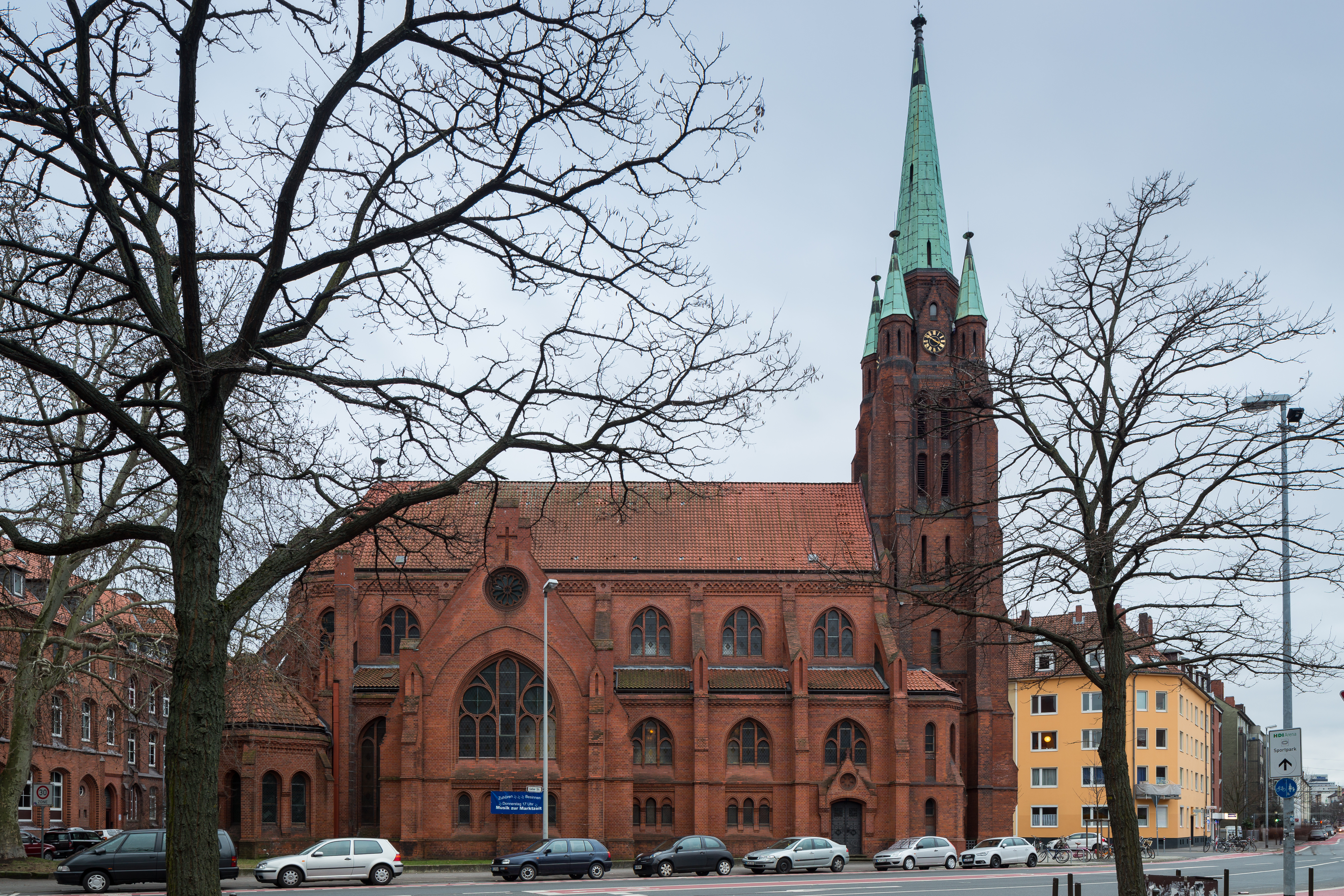
Apostelkirche
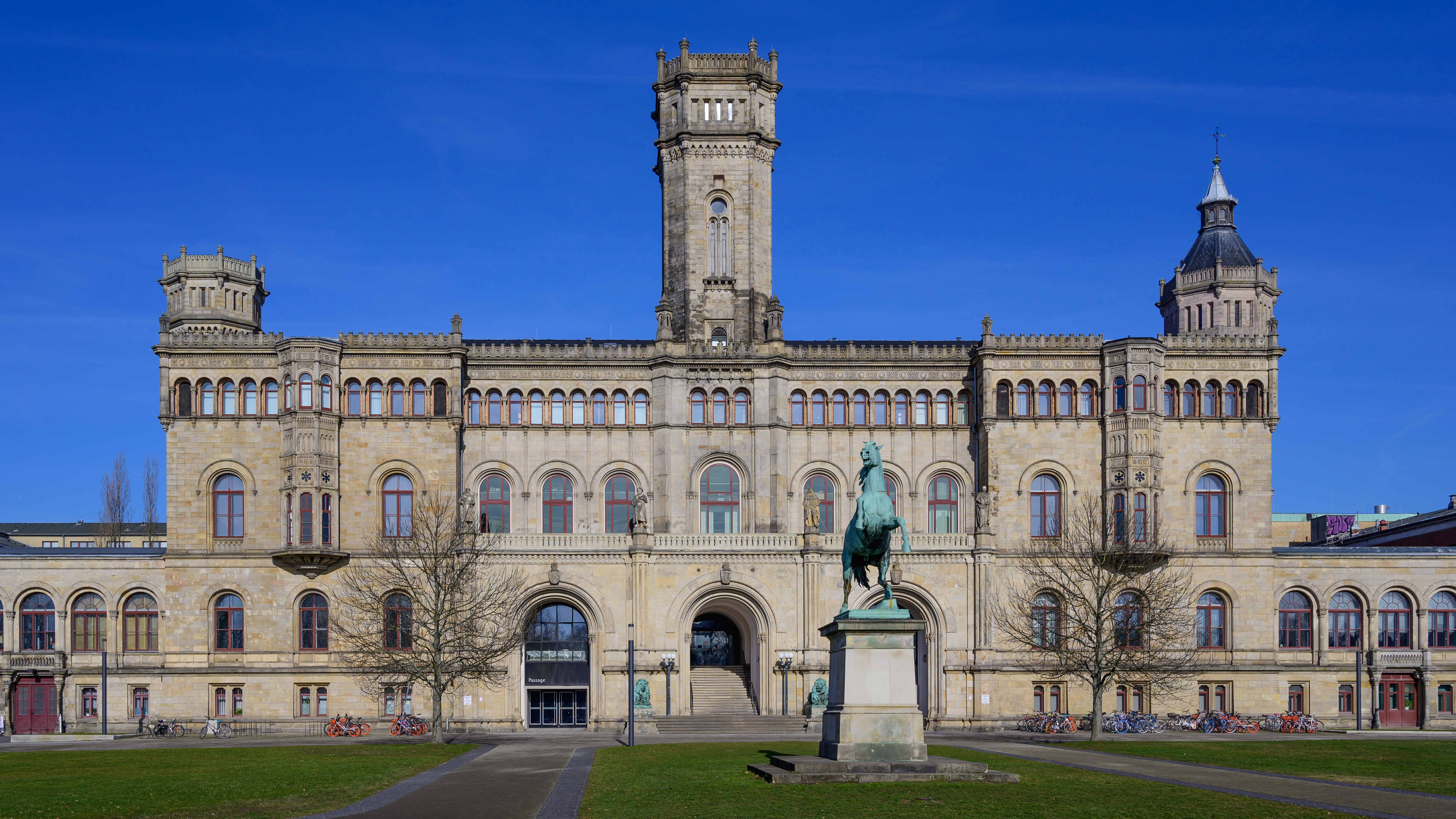
Welfenschloss

#### Backsteinexpressionismus

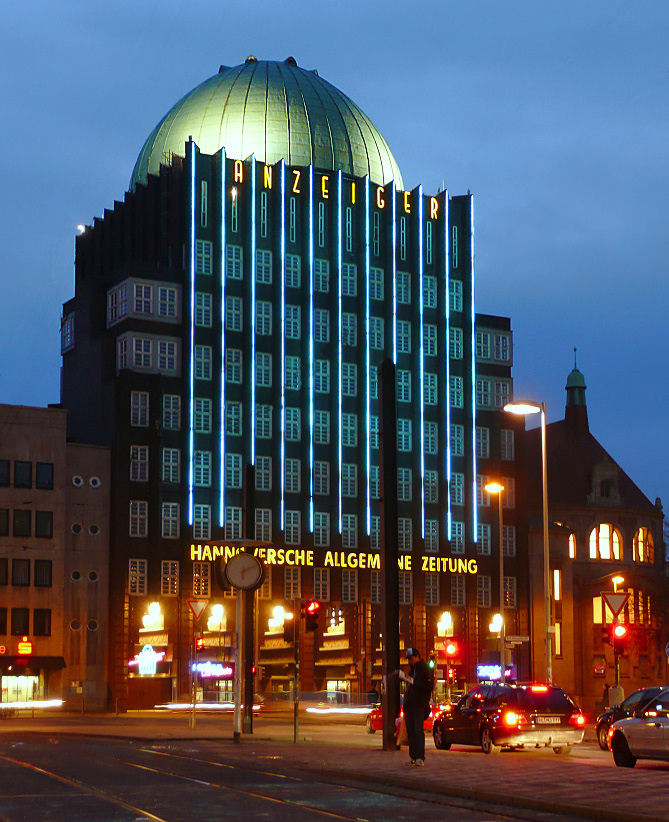
Anzeiger-Hochhaus

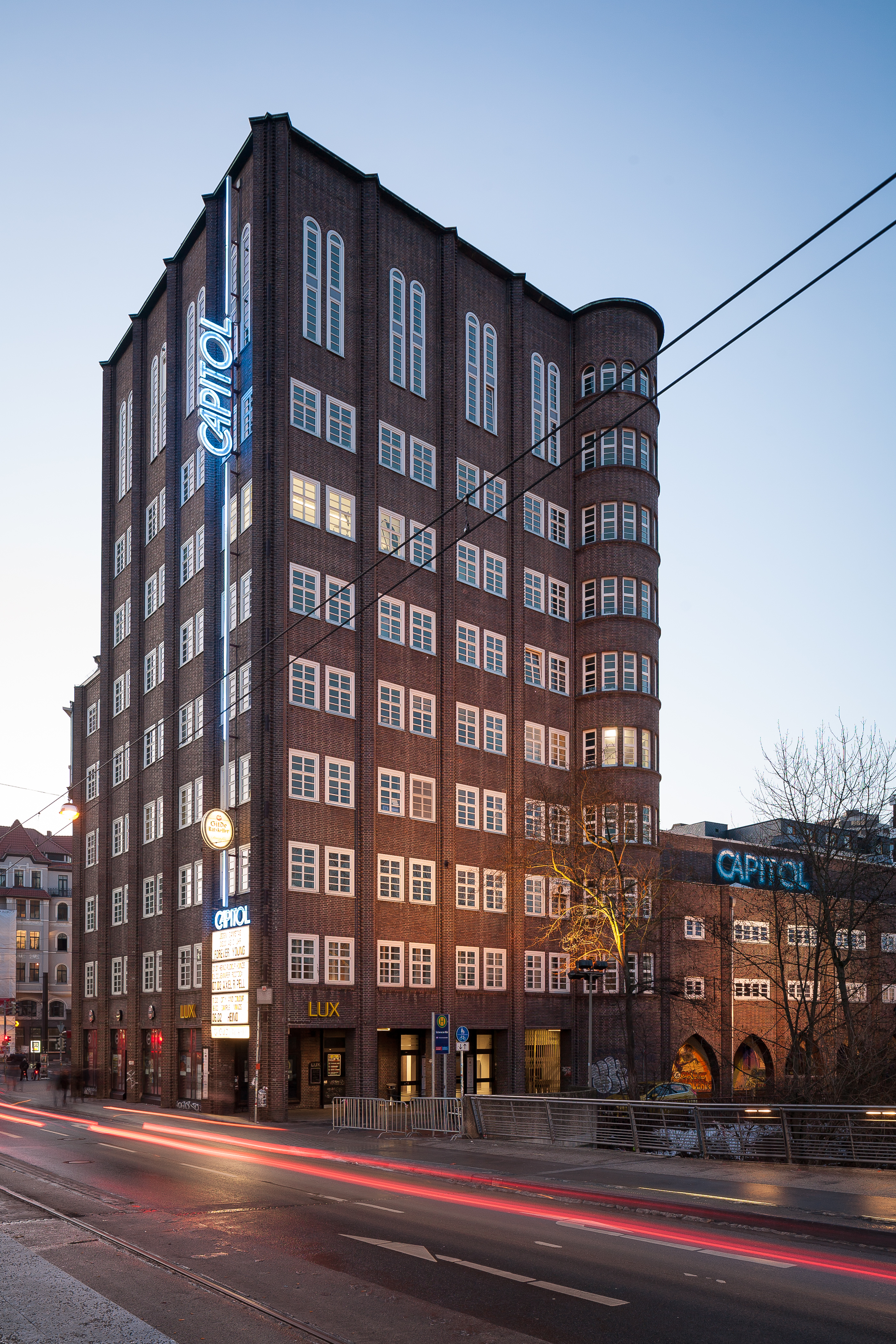
Capitol-Hochhaus

Der Backsteinexpressionismus im Hannover der 1920er und 1930er Jahre wird vor allem repräsentiert durch das Anzeiger-Hochhaus von Fritz Höger am Steintor. Das Hochhaus wurde 1927–1928 als Verlagsgebäude des Hannoverschen Anzeigers gebaut und war eines der ersten Hochhäuser im Deutschen Reich. Das Gebäude ist 51 Meter hoch und besitzt zehn Geschosse. In der markanten Kuppel befand sich zunächst ein Planetarium, dieses brannte bei einem der letzten Luftangriffe des Zweiten Weltkrieges im März 1945 allerdings aus. Heute befindet sich an der Stelle das Kino „Hochhaus-Lichtspiele“. Im Anzeiger-Hochhaus wurden das Nachrichtenmagazin Der Spiegel (1947) und die Wochenzeitschrift Stern (1948) gegründet. Weitere markante Gebäude, die im Stil des Backsteinexpressionismus erbaut wurden, sind das Gebäude der Stadtbibliothek Hannover in der Hildesheimer Straße und das Capitol-Hochhaus am Schwarzen Bären in Linden. Die Stadtbibliothek war bei der Eröffnung das erste Bibliotheks-Hochhaus in Europa. Zahlreiche Wohnhäuser gleichen Baustils befinden sich auch in der Südstadt, der List, in Kleefeld, in Döhren, in Vahrenwald, in Hainholz, in Vinnhorst, in der Nordstadt, in Linden und in Ricklingen. Zu den bekanntesten Wohnhäusern zählen das Hochhaus Glückauf und das Hochhaus Günther in der Südstadt, die Wohnanlage am De-Haën-Platz und die Siedlung Im Kreuzkampe (beides in der List). Ebenfalls in der Südstadt befindet sich die Kirche St. Heinrich. Die Gartenstadt Kleefeld im Stadtteil Kleefeld wurde ab Winter 1927/28 auf dem Gelände des ehemaligen Ritterguts Kleefeld erbaut.

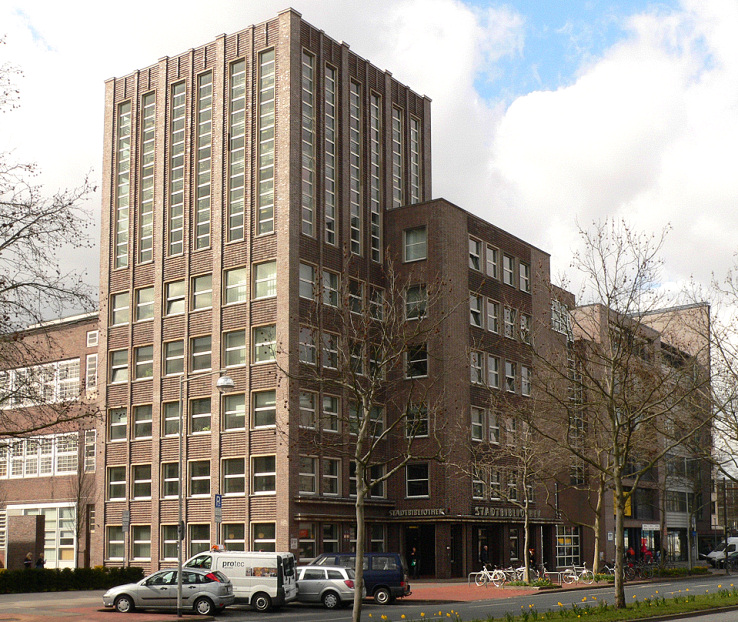
Stadtbibliothek Hannover
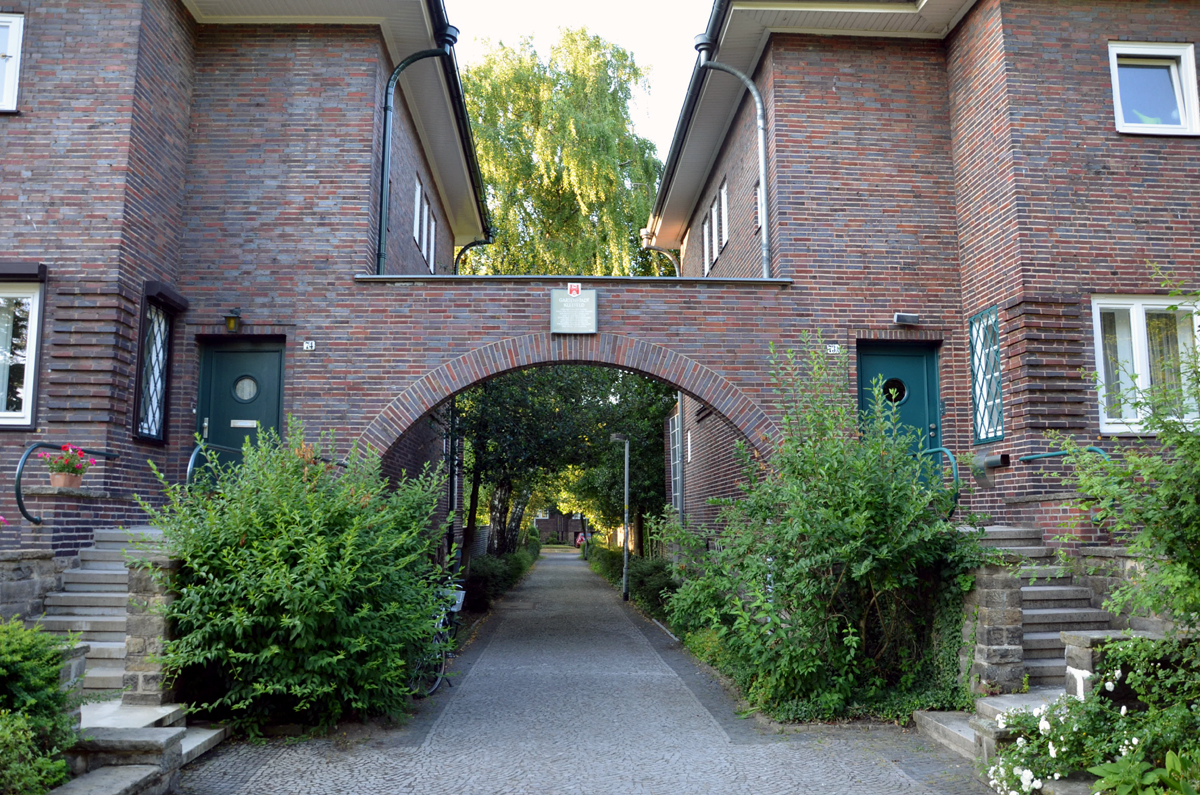
Gartenstadt Kleefeld
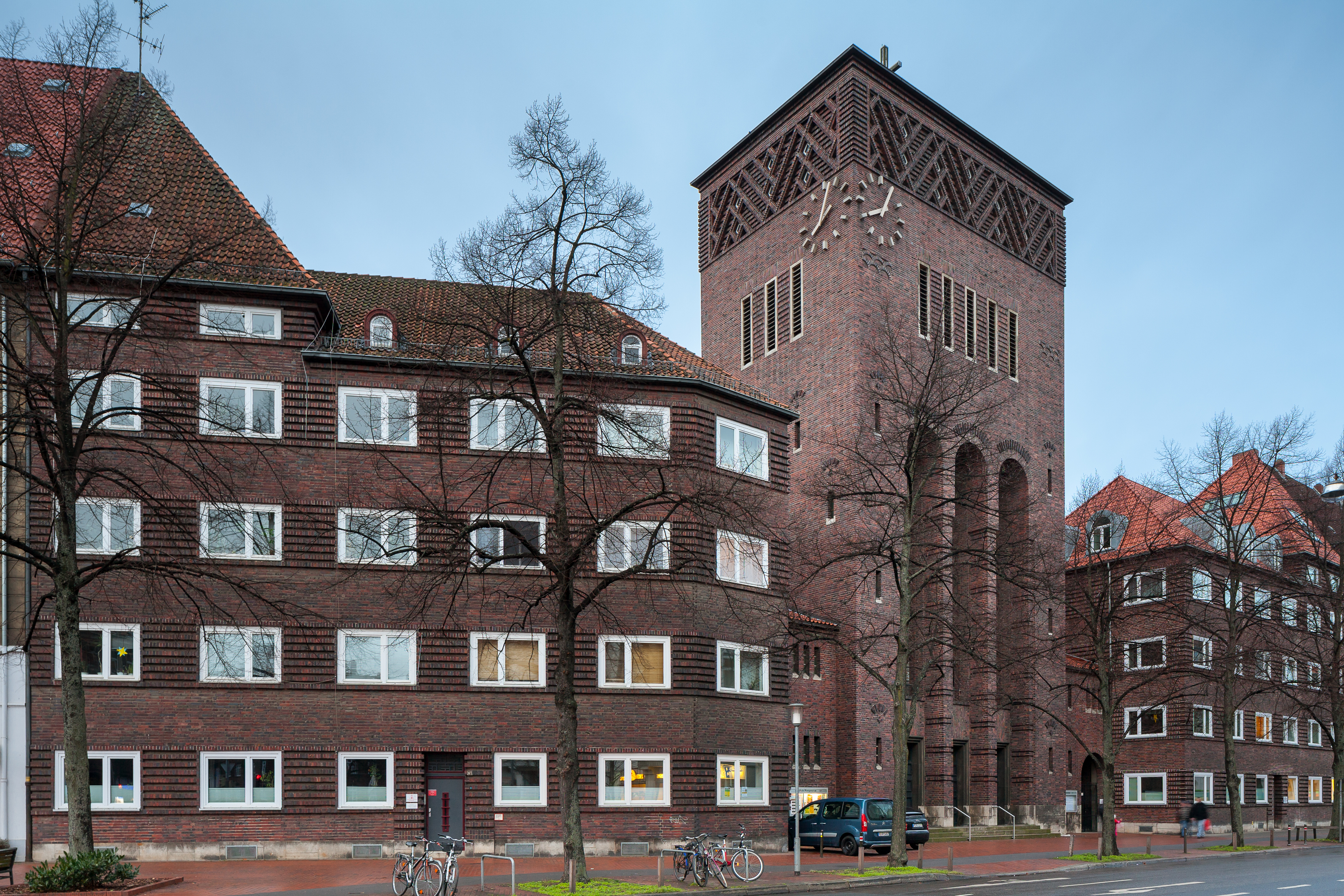
Kirche St. Heinrich
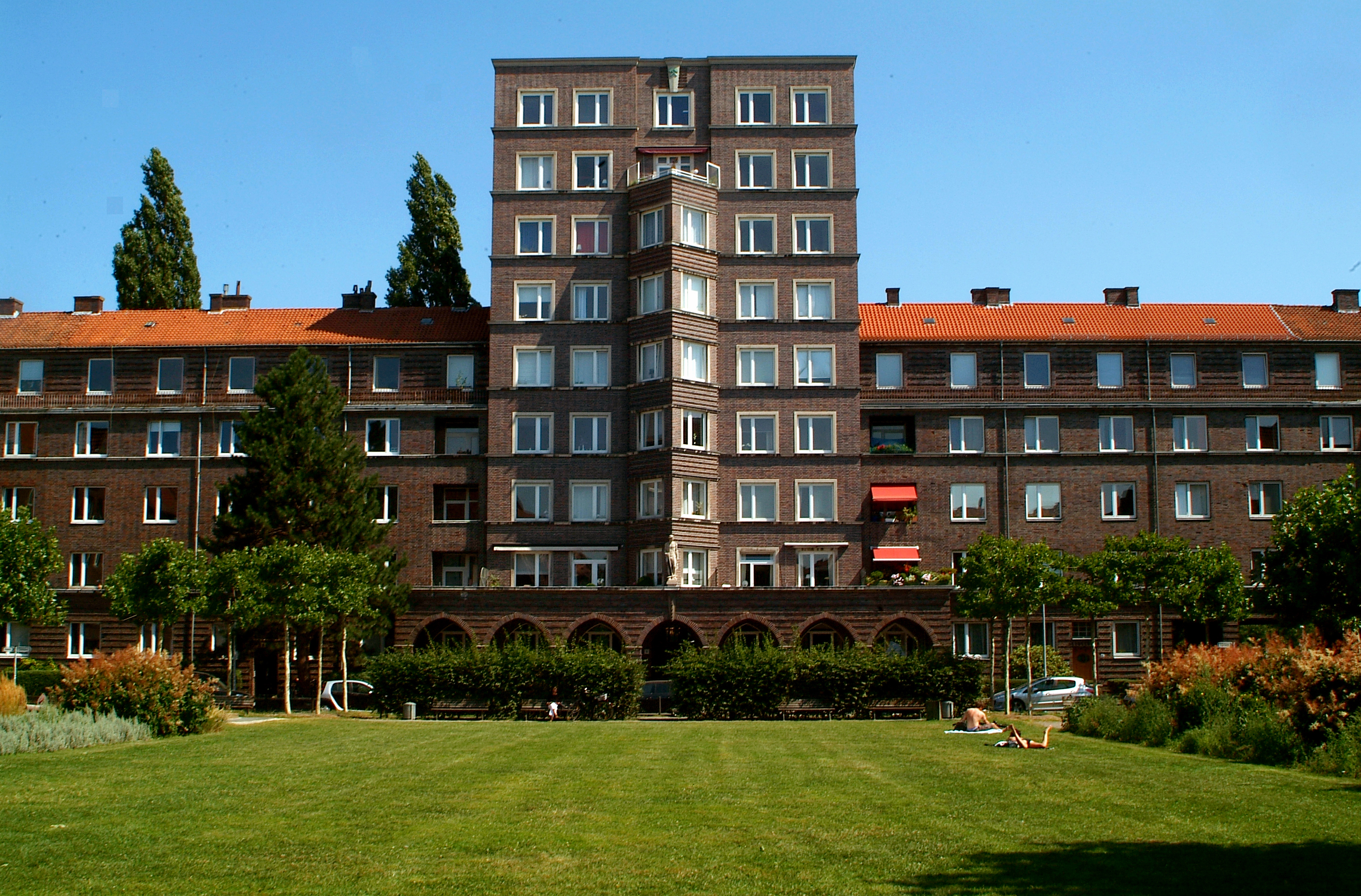
Hochhaus Glückauf
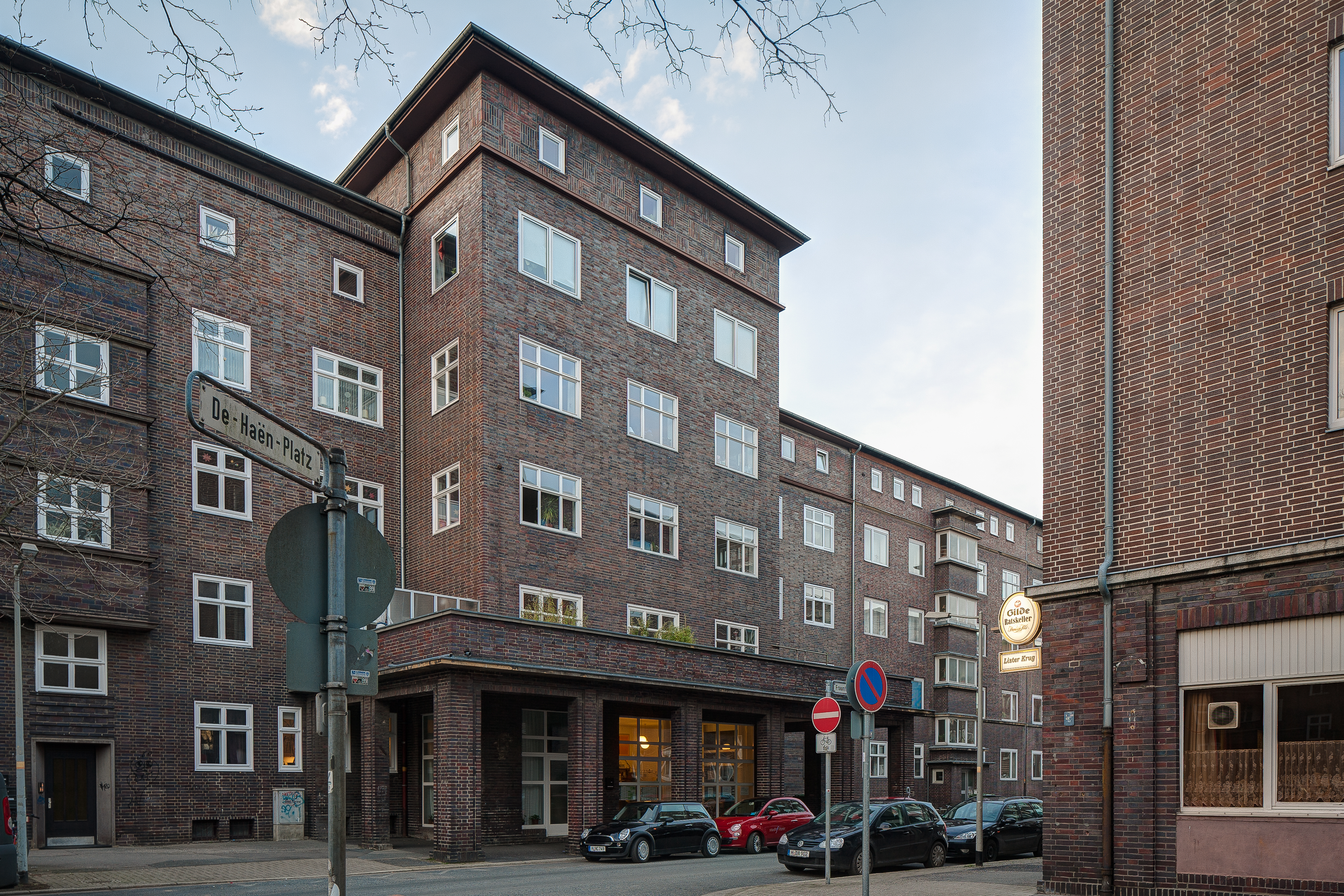
De-Haën-Platz

#### Jugendstil

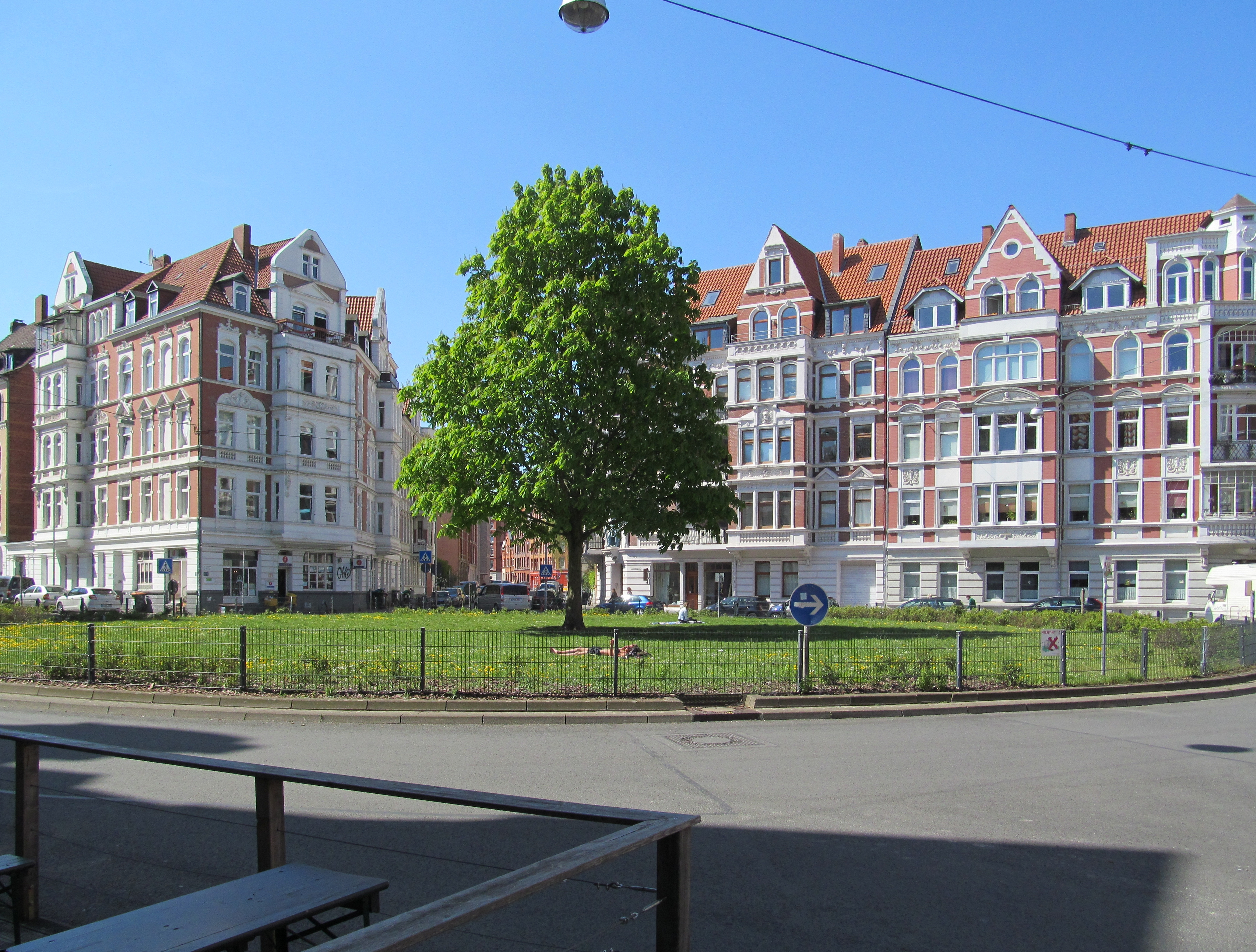
Lichtenbergplatz

Viele Gebäude und Stadtviertel in Hannover sind vom Jugendstil geprägt, darunter auch der Stadtteil Linden mit dem Lichtenbergplatz oder die Oststadt mit der Bödeckerstraße, die auch als Hannovers Prachtstraße bezeichnet wird. Zu den weiteren Stadtteilen mit zahlreichen Jugendstilbauten gehören Döhren, List, Kleefeld sowie die Nord- und die Südstadt. Eine besondere Häufung von Jugendstilgebäuden und besondere Beispiele eben solcher findet man u. a. in der Podbielskistraße, in der Kollenrodtstraße, am Moltkeplatz, in der Ferdinand-Wallbrecht-Straße, in der Vahrenwalder Straße und am Kantplatz. Im Gebäude des 1905 erbauten Goseriede-Bades befinden sich heute die Kestner Gesellschaft und der Hauptsitz des Hörfunksenders Radio ffn. Der im Zweiten Weltkrieg zerstörte Mitteltrakt wurde durch einen Neubau ersetzt.

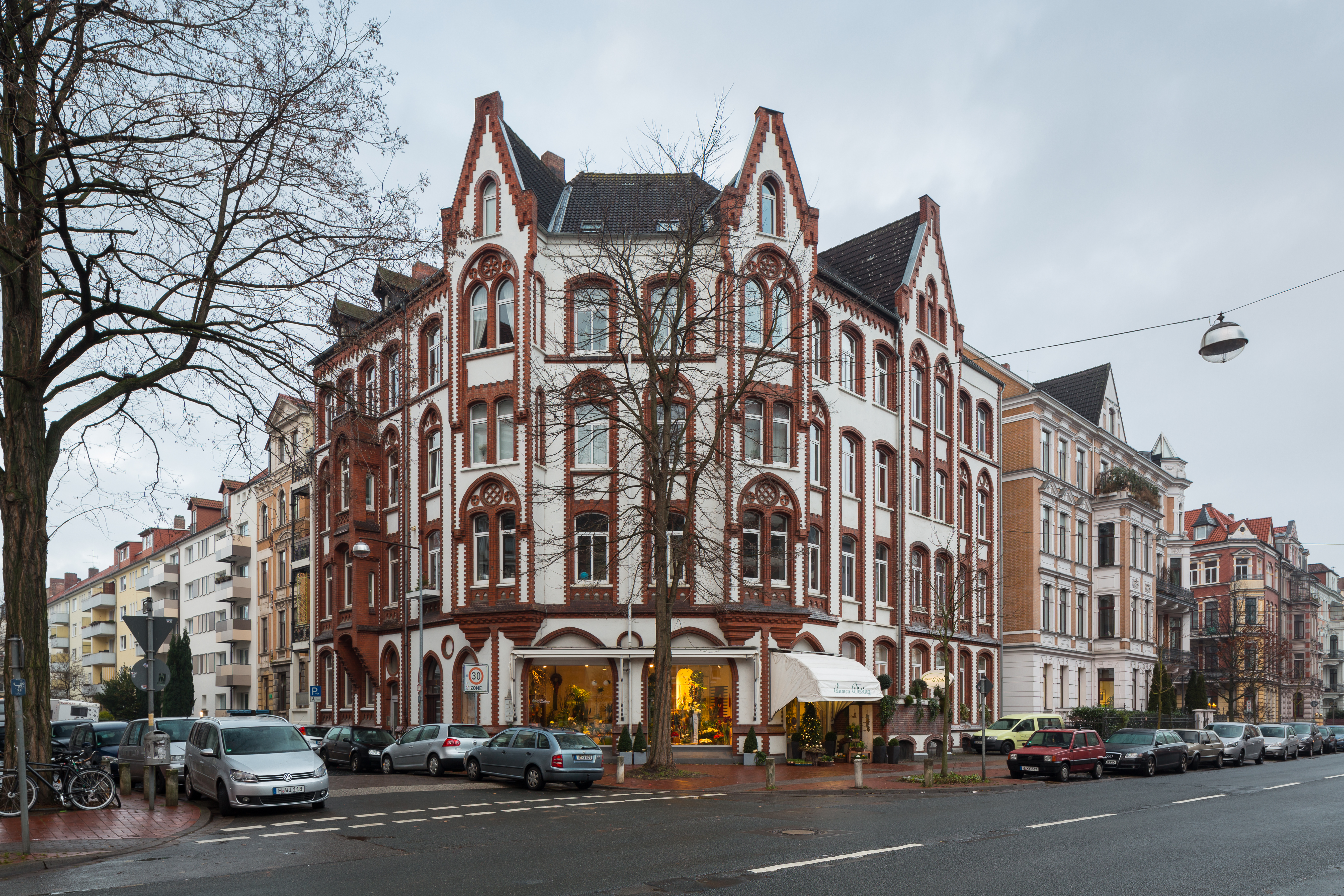
Bödekerstraße
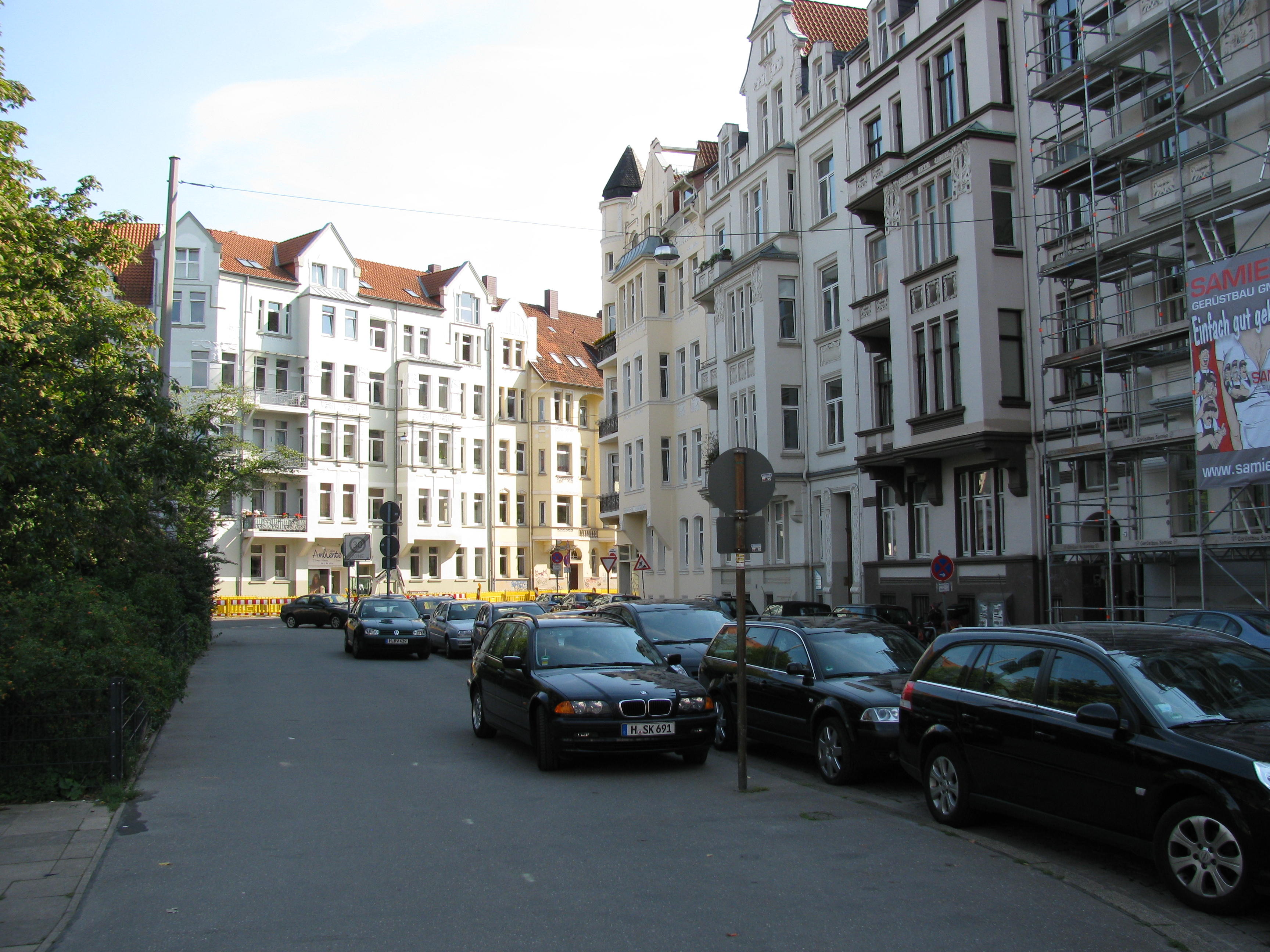
Moltkeplatz
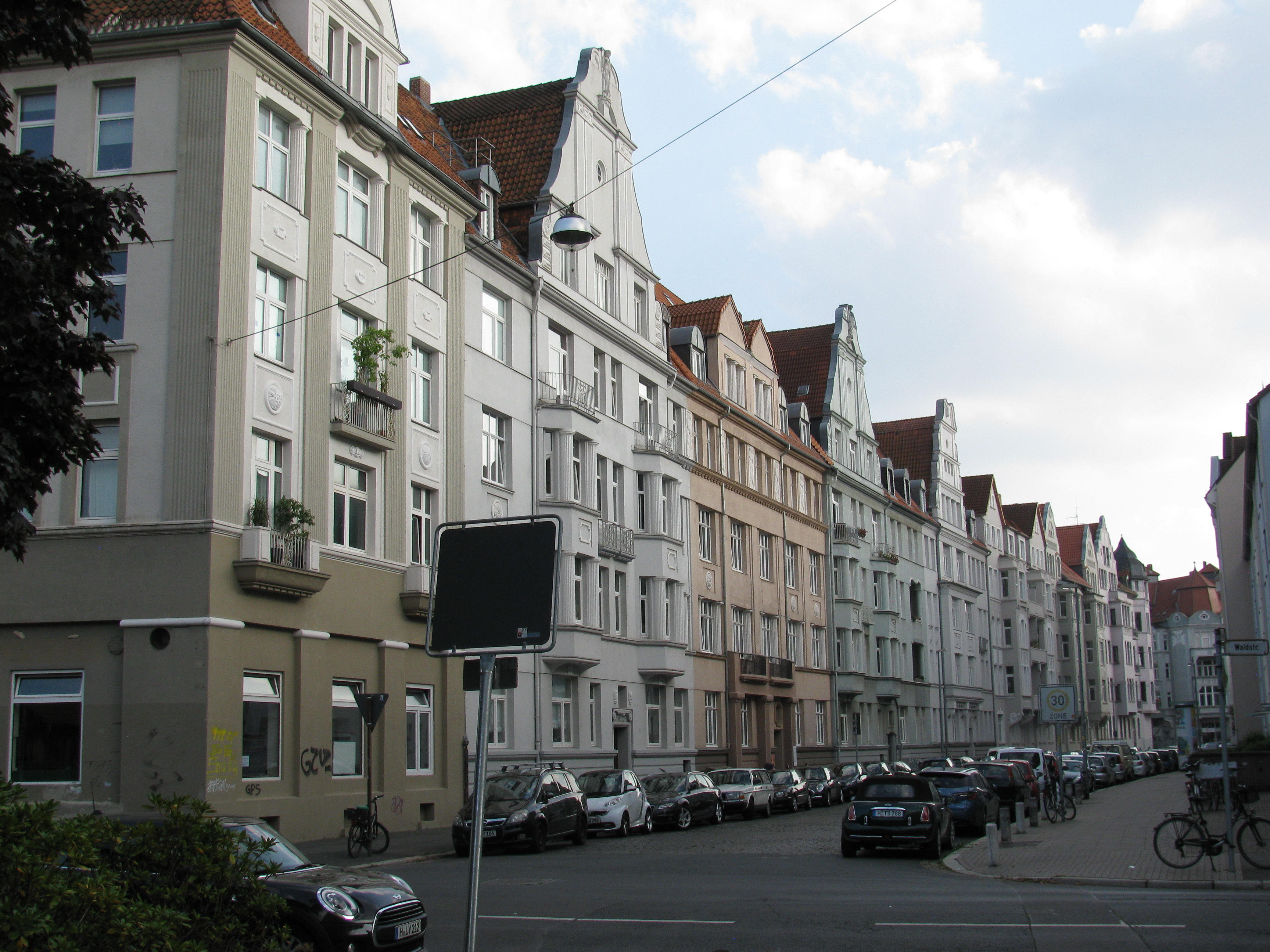
Kollenrodtstraße
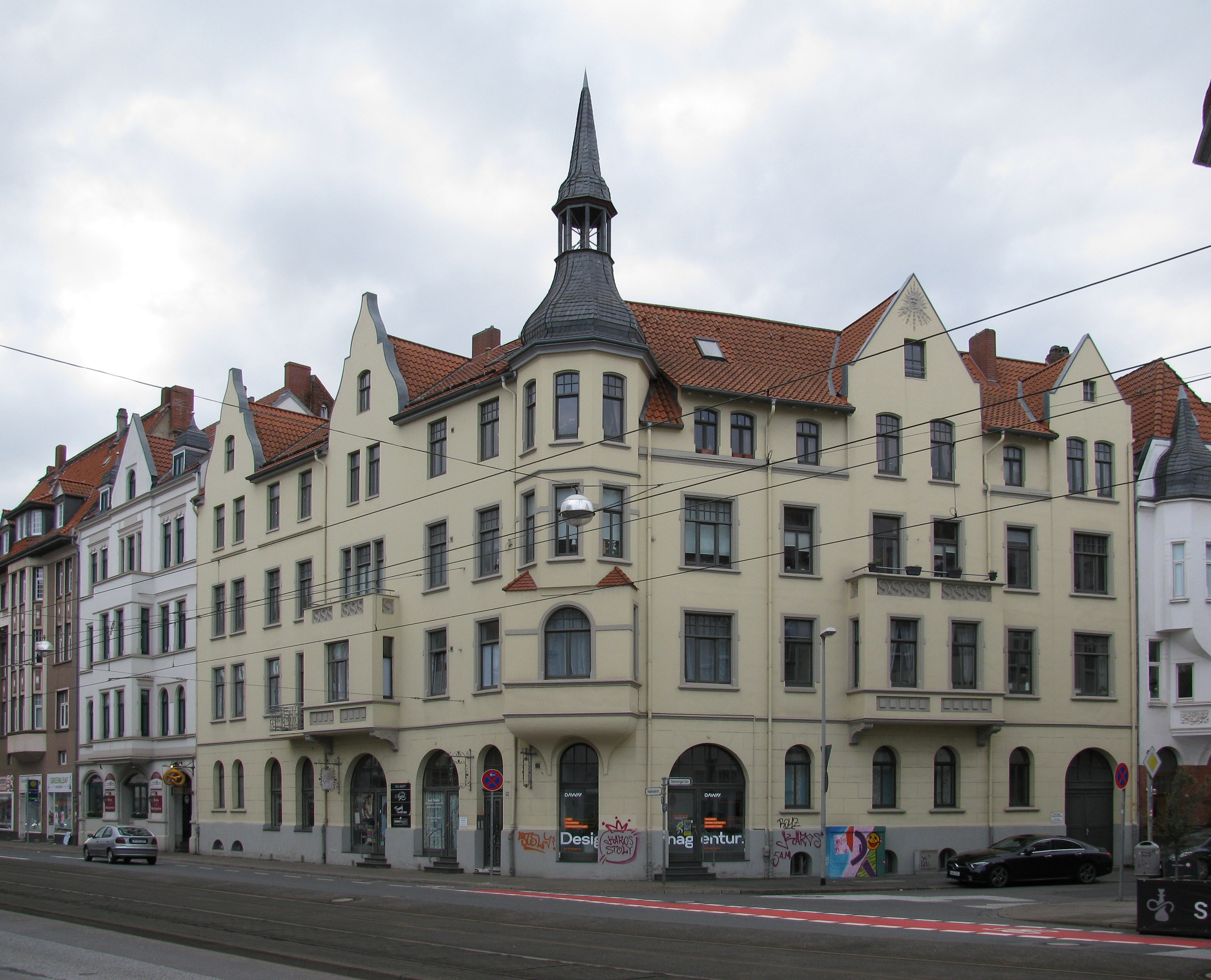
Podbielskistraße

#### Weitere historische Bauten

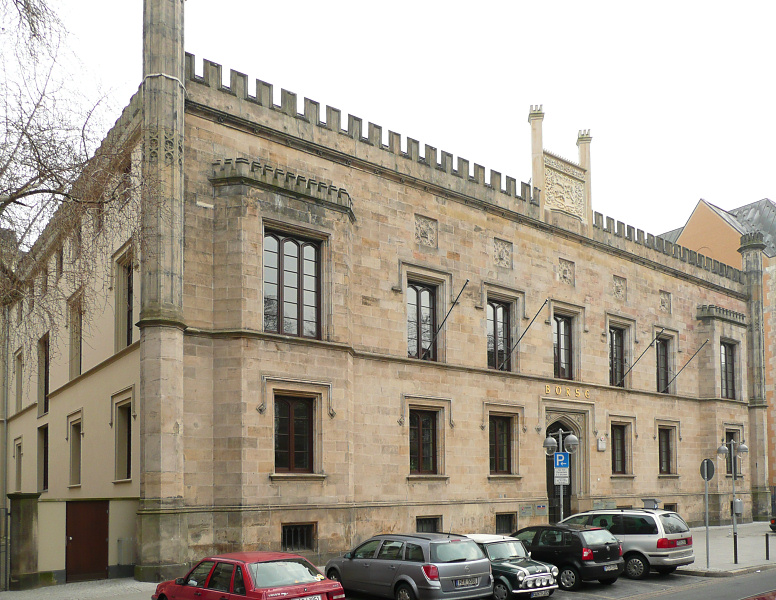
Börse Hannover

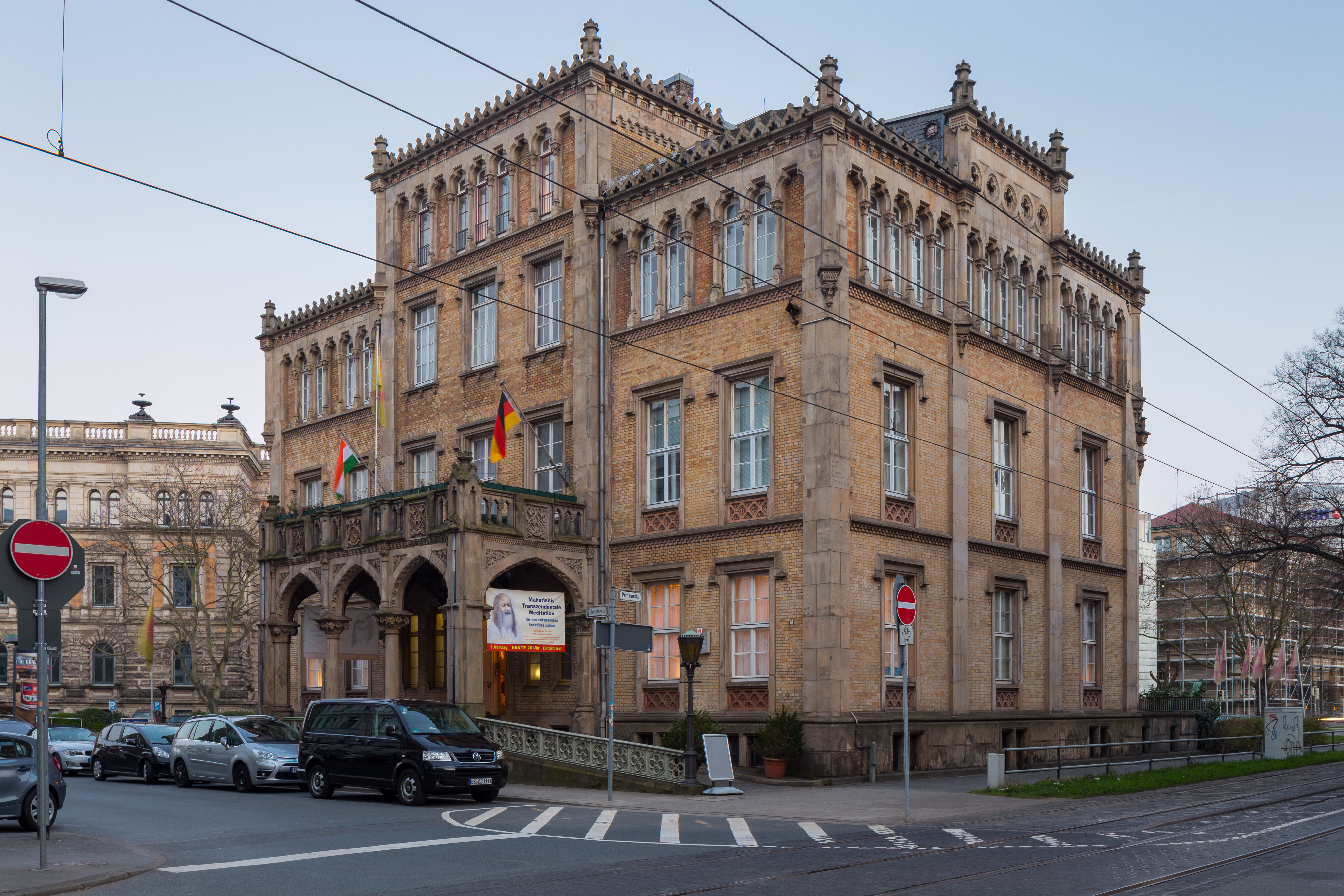
Palais Grote

Unweit des Opernhauses befindet sich das Bankenviertel mit der Börse Hannover (erbaut im Tudor-Stil), dem Palais Grote, dem Hansa-Haus, dem Gebäude der Deutschen Bank am Georgsplatz, dem Gebäude der Deutschen Bundesbank, dem Niedersächsischen Finanzministerium und vielen weiteren großen und repräsentativen Sandsteinbauten. In der Nähe des Bankenviertels befindet sich das im Heimatschutzstil errichtete Ernst-Grote-Haus.

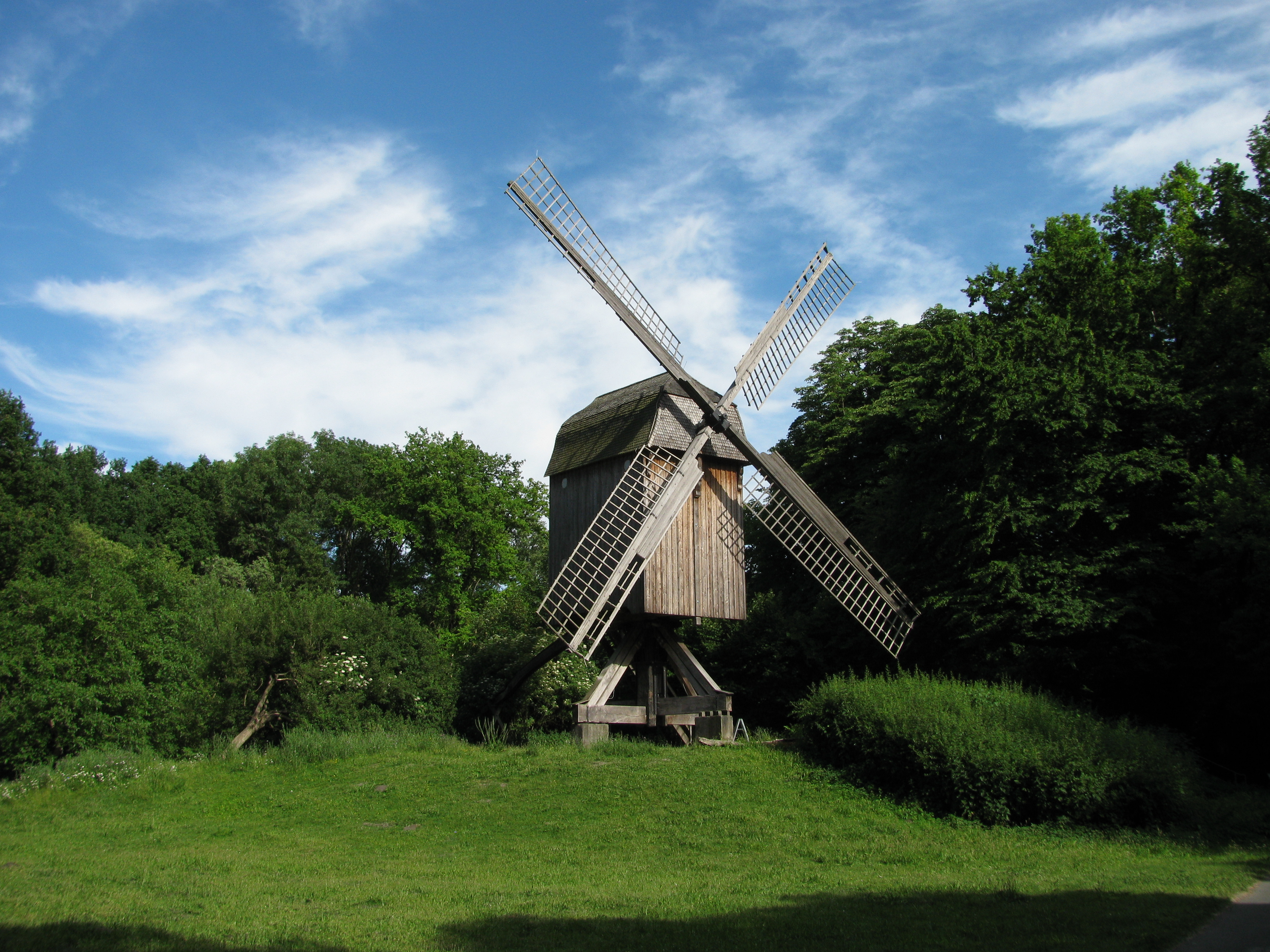
Bockwindmühle im Hermann-Löns-Park

Louis Remy de la Fosse erschuf in Hannover das Pagenhaus in der Nähe des Großen Gartens und die Rund- oder Eckpavillons im Großen Garten. Das Fürstenhaus ist der Hauptwohnsitz des Welfenprinzen Ernst August, ältester Sohn des derzeitigen Welfenchefs. Das Hardenbergsche Haus ist eine Villa, die von höchsten internationalen Persönlichkeiten bewohnt wurde. Ende des 19. Jahrhunderts entstand die Burgruine am Herrenhäuser Kirchweg. Der Edelhof Ricklingen ist die einzige nahezu geschlossen erhaltene Gutsanlage in Hannover. Das Wappenportal vor der Bauverwaltung gehörte ursprünglich zur 1738 errichteten und im Zweiten Weltkrieg zerstörten Garde-du-Corps-Kaserne. Auf dem Lindener Berg befindet sich der Küchengarten-Pavillon aus den 1740er Jahren und die Arkaden vom Neuen Haus stehen unmittelbar vor der Hochschule für Musik, Theater und Medien Hannover.
1914 wurde die neoklassizistische Stadthalle mit dem Kuppelsaal eröffnet. An der Goseriede liegen der Tiedthof, ein Beispiel für die Revitalisierung alter Bausubstanz.
In Hannover befinden sich drei historische Windmühlen. Im Hermann-Löns-Park steht eine Bockwindmühle von 1701; dazu kommen zwei im 19. Jahrhundert erbaute Holländerwindmühlen: die Buchholzer Windmühle wurde 1868 errichtet, die Anderter Windmühle stammt von 1854.

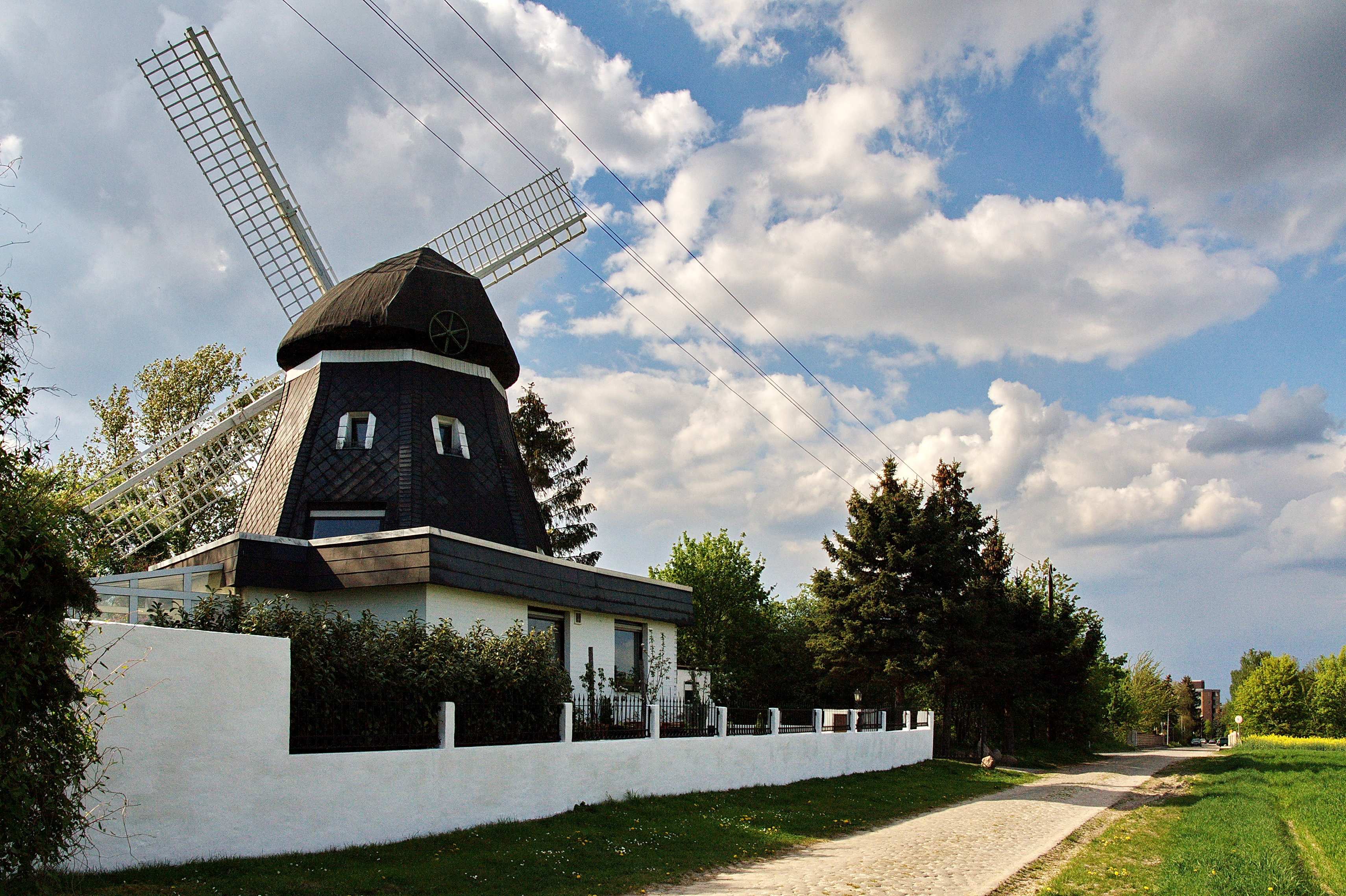
Anderter Windmühle
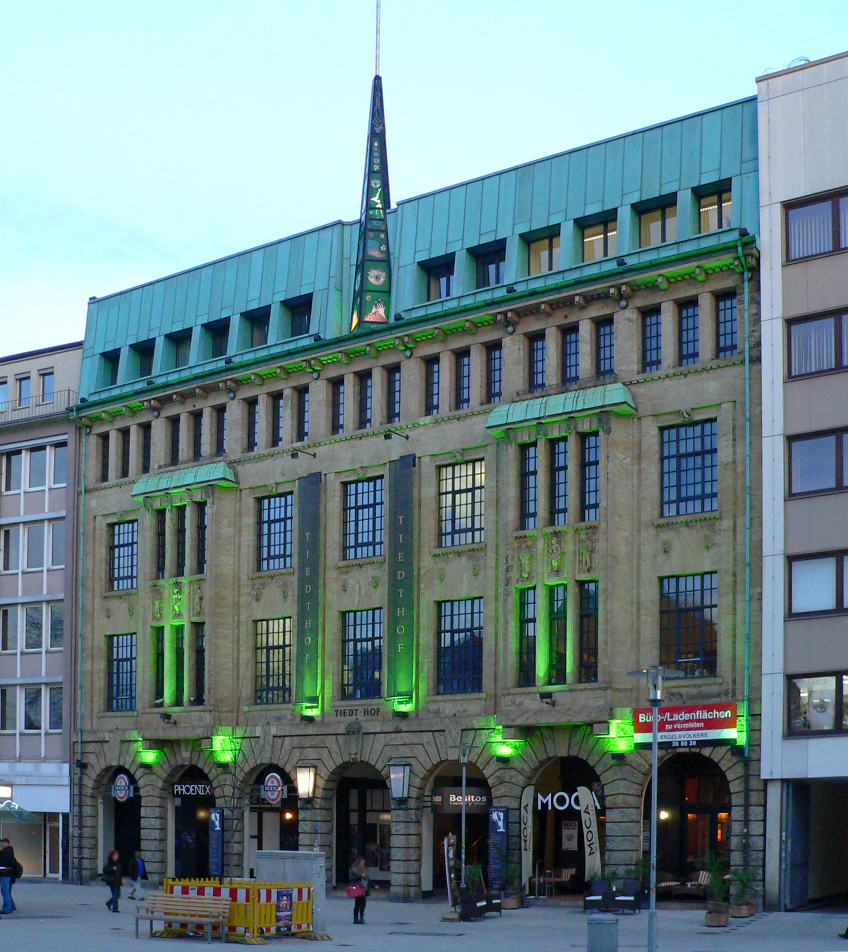
Tiedthof
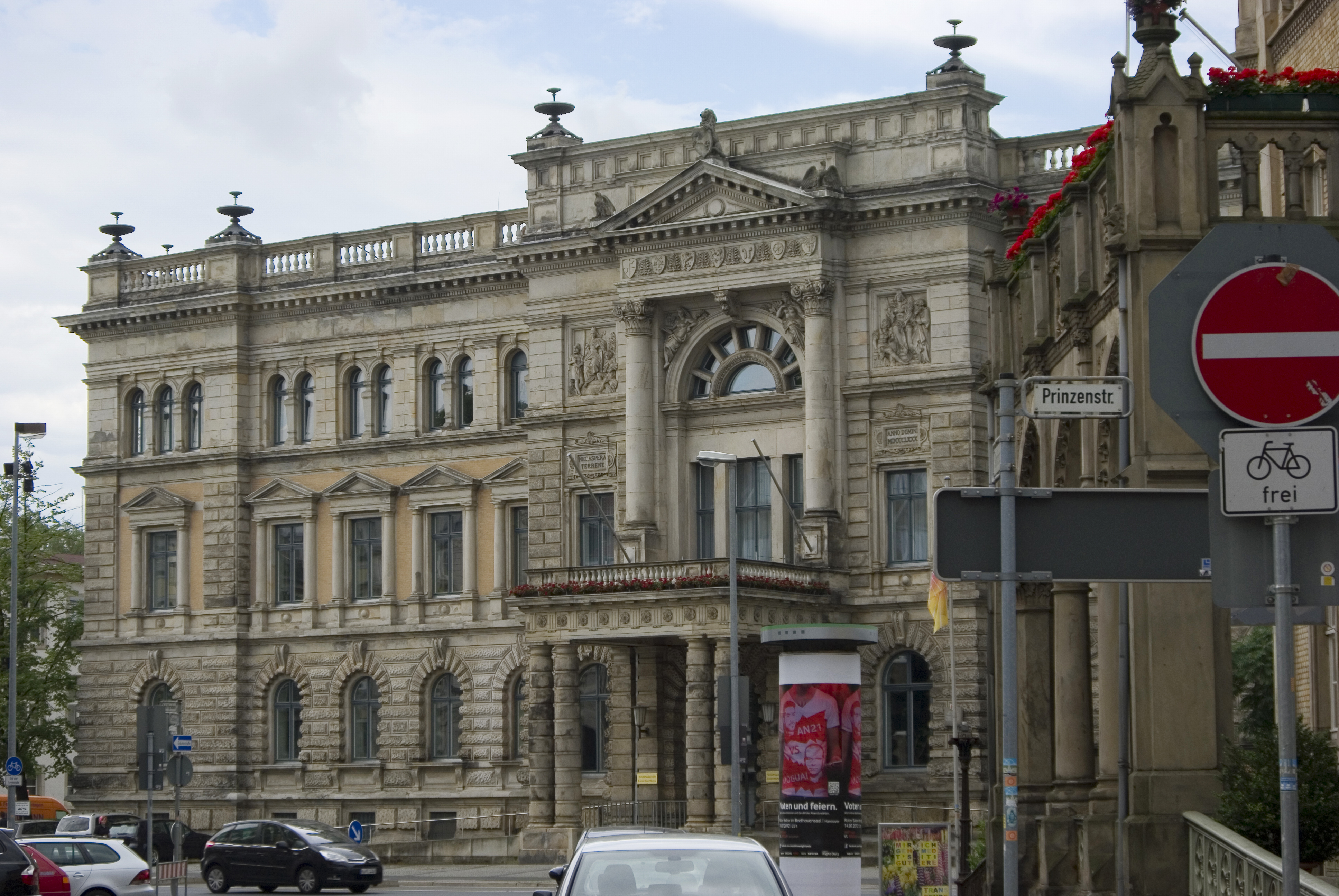
Niedersächsisches Finanzministerium
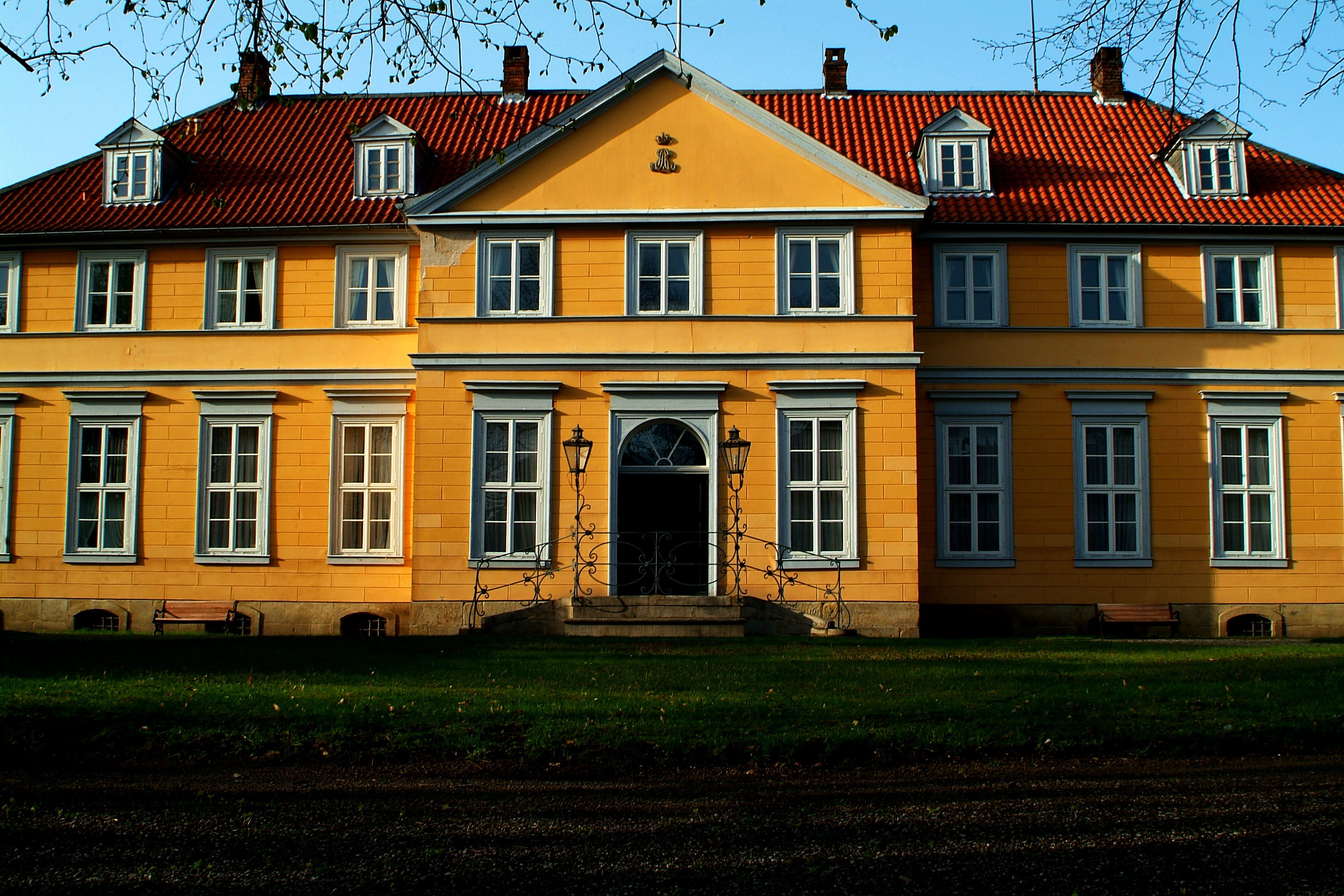
Fürstenhaus Herrenhausen
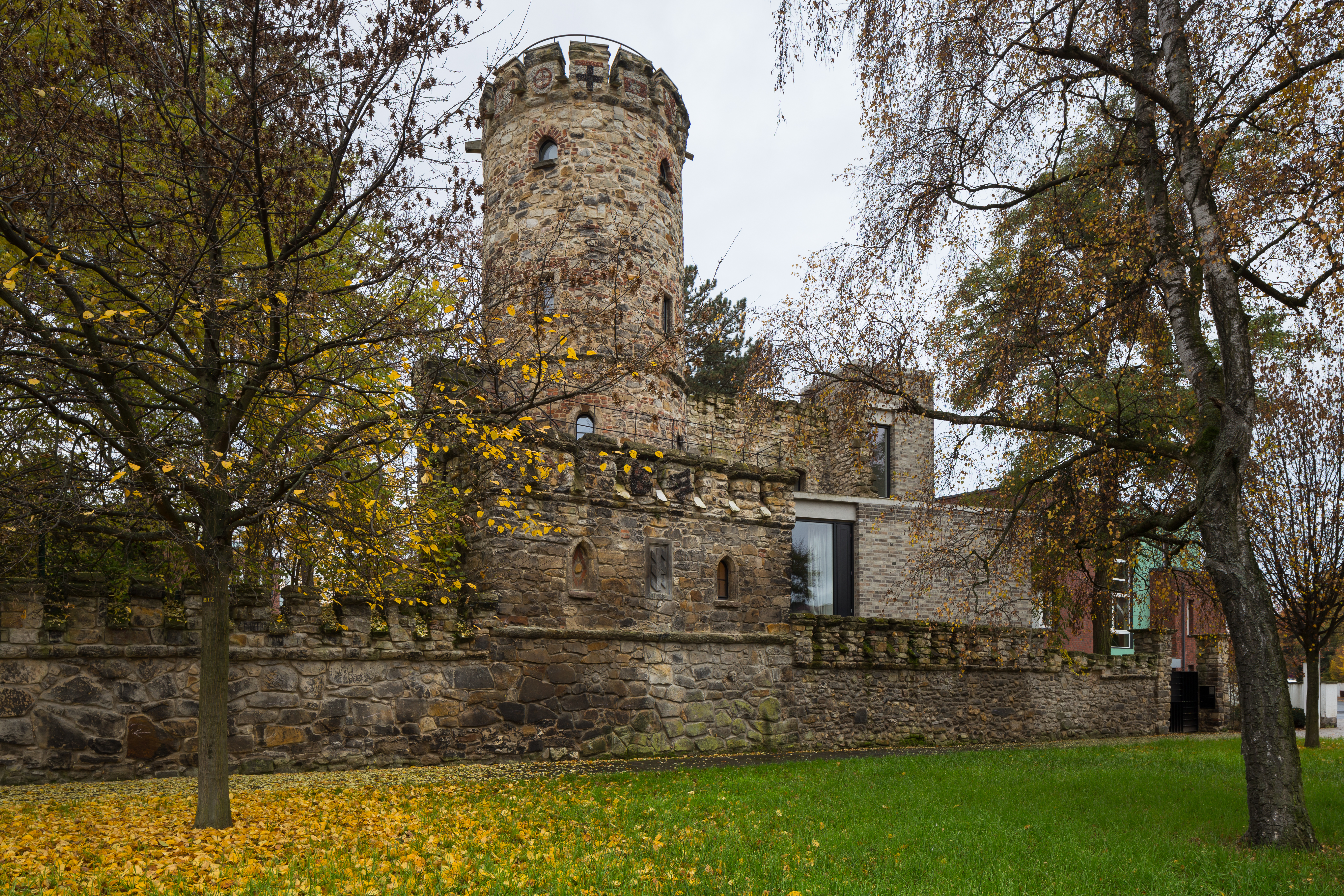
Künstliche Burgruine

#### Sakrale Bauten

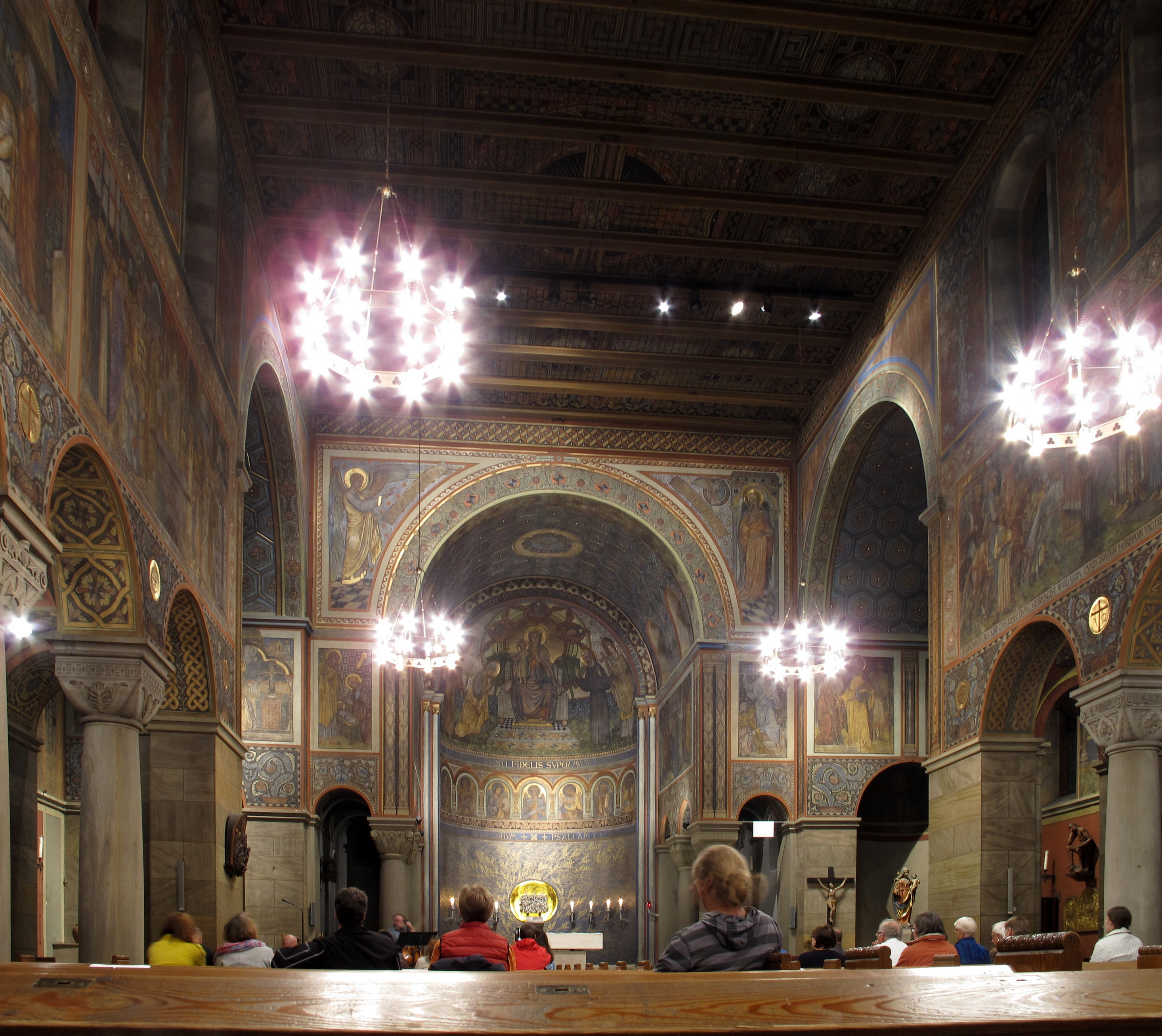
St.-Elisabeth-Kirche

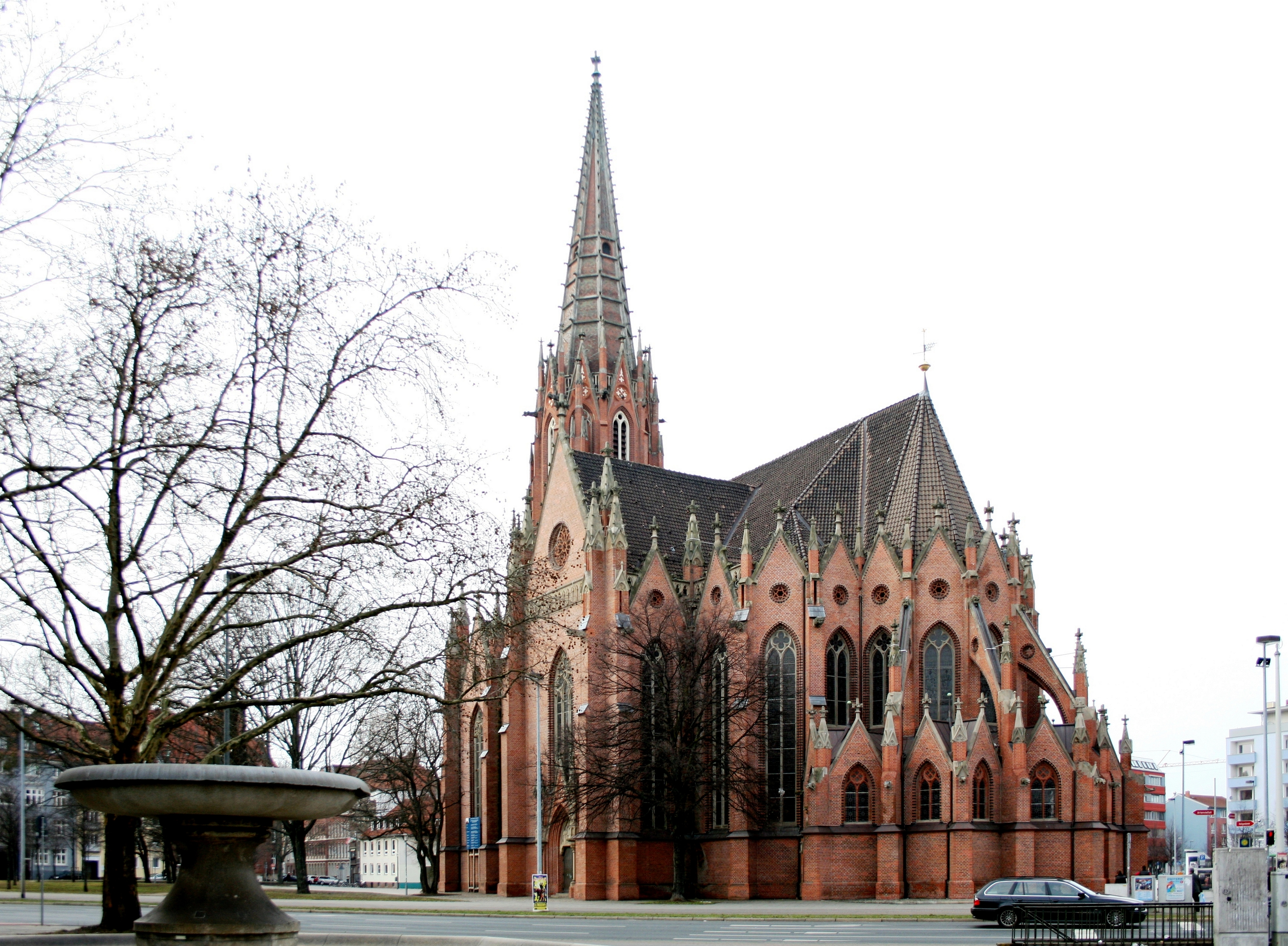
Christuskirche

Neben den Kirchen in der Alt- und der Calenberger Neustadt finden sich im Stadtgebiet zahlreiche weitere historische aber auch moderne Kirchenbauten. Die älteste bestehende Kirche Hannovers im Kloster Marienwerder entstand dreischiffig um 1200 im Stil der Romanik. Zur Neugotik werden die Gartenkirche St. Marien in der Marienstraße, die Lutherkirche in der Nordstadt und die Erlöserkirche in Linden-Süd gerechnet. Die Christuskirche wurde als Residenzkirche Georgs V. erbaut. Eine besonders aufwendige Innengestaltung besitzt die St.-Elisabethkirche im Zooviertel. Die Aegidienkirche und die Nikolaikapelle blieben nach dem Zweiten Weltkrieg als Ruine erhalten und dienen als Mahnmal. Die Synagoge in der Haeckelstraße war der erste Neubau einer Synagoge in Hannover nach dem Zweiten Weltkrieg. Die größte Pagode Europas ist die Pagode Viên Giác unweit des Messegeländes. Der Sri-Muthumariamman-Tempel ist einer der größten hinduistischen Tempel in Norddeutschland. Die Kirche der Verbrennung der Reliquien des Hl. Sava ist eine serbisch-orthodoxe Pfarrkirche der Pfarreien Hannover I und II und der gleichnamigen Kirchengemeinde im Dekanat Nord- und Ostdeutschland, der Eparchie von Düsseldorf und ganz Deutschland der Serbisch-Orthodoxen Kirche. Die Kirche Hl. drei Hierarchen ist eine griechisch-orthodoxe Kirche.
Mit einem wachsenden Anteil muslimischer Bürger haben sich in Hannover mehrere Moscheegemeinden unterschiedlicher Glaubensrichtungen gebildet. Beheimatet sind sie in verschiedenen Moscheen, von denen beispielhaft die Sami-Moschee der Ahmadiyya Muslim Jamaat genannt sei.

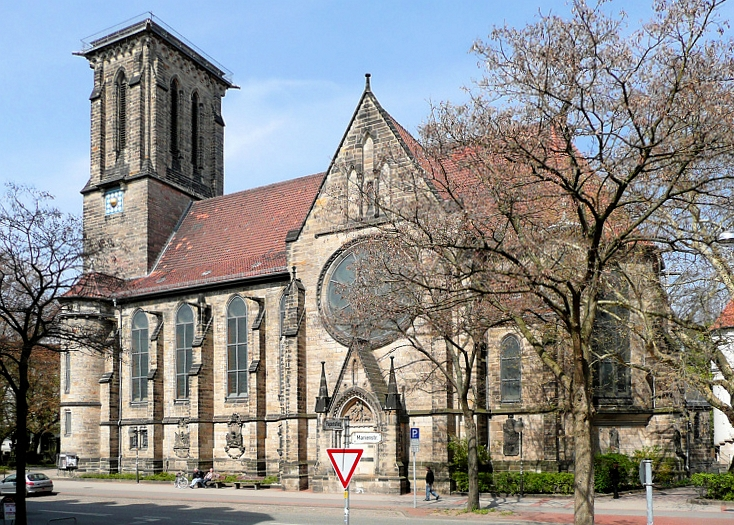
Gartenkirche St. Marien
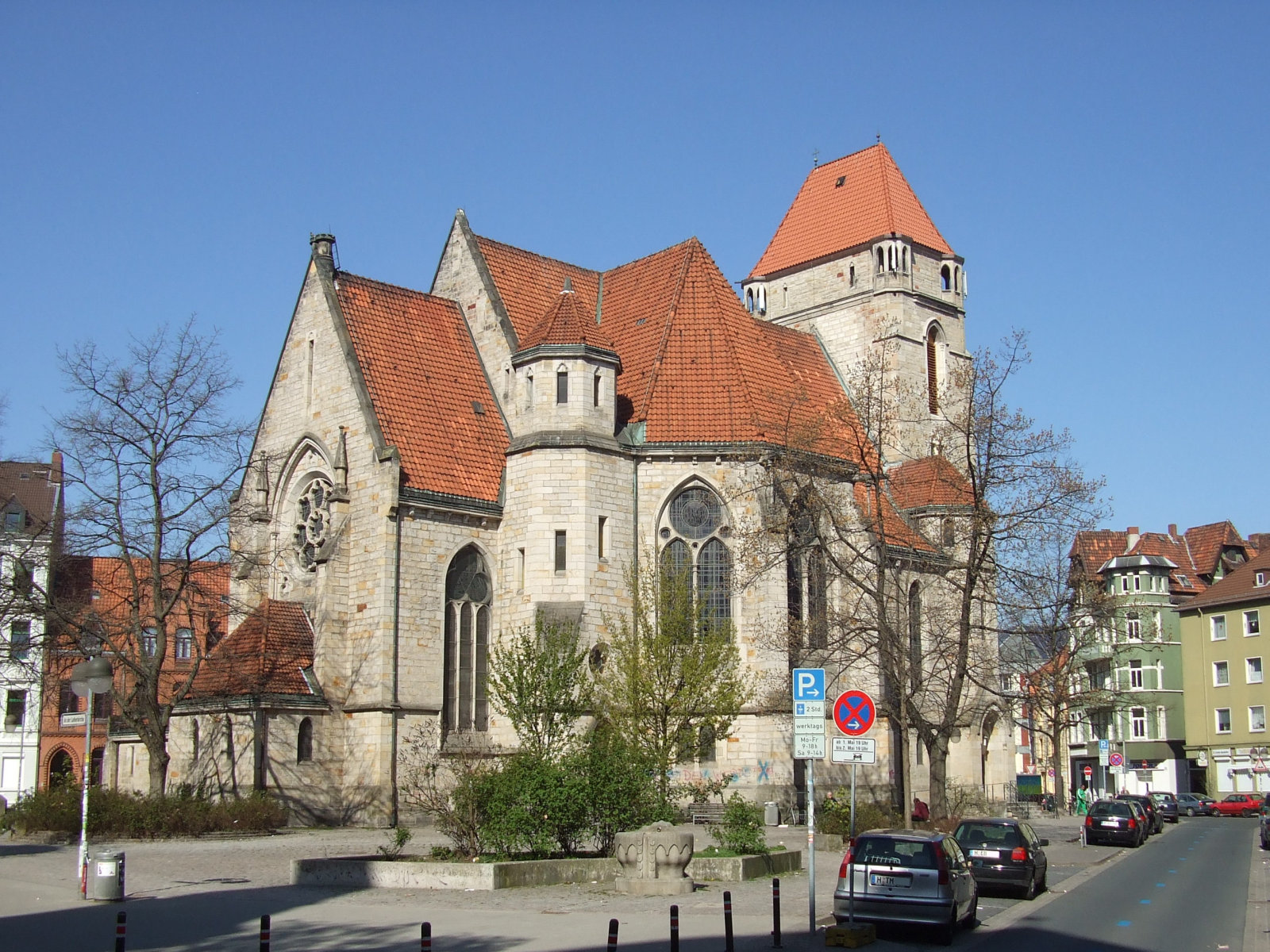
Lutherkirche
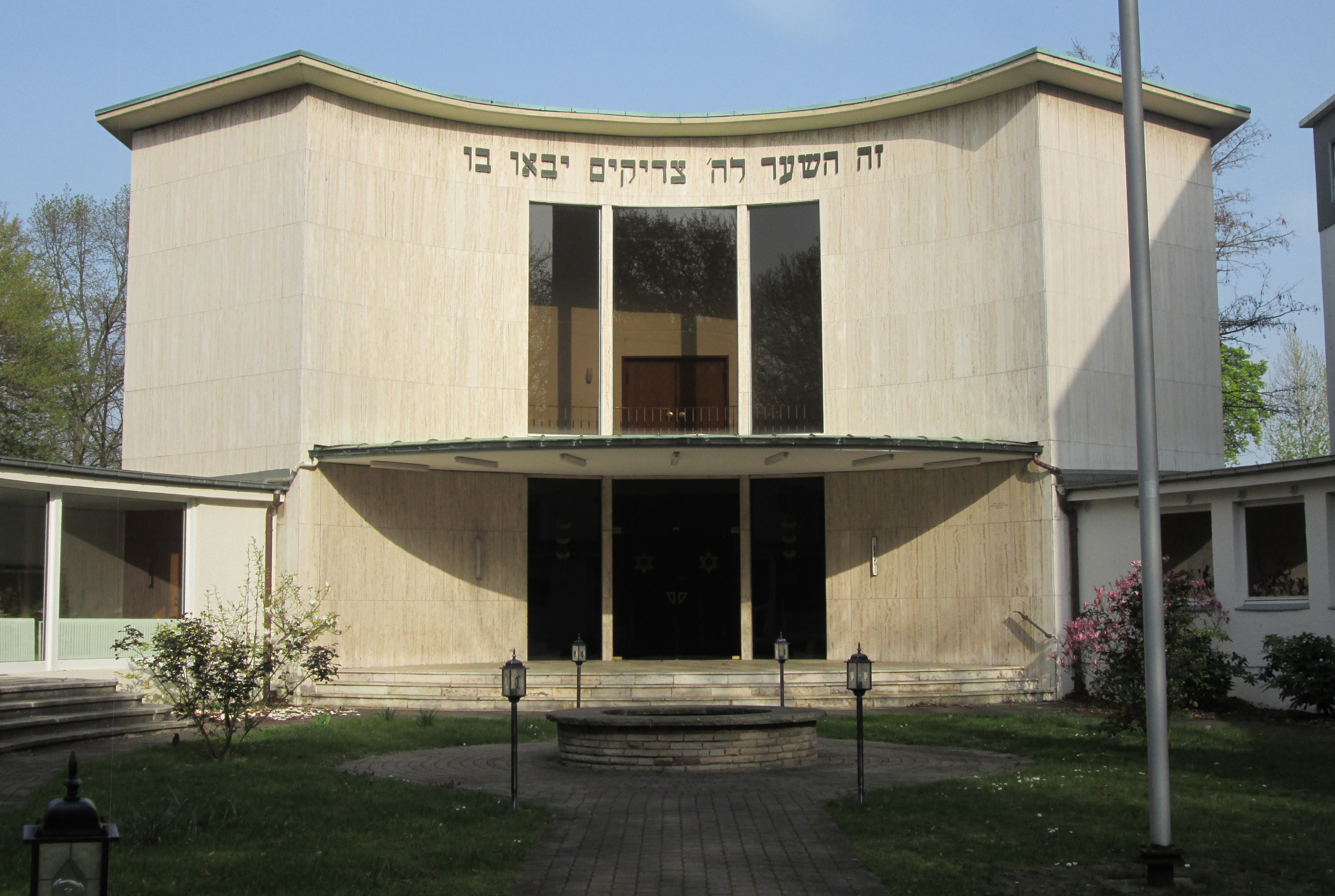
Synagoge in der Haeckelstraße
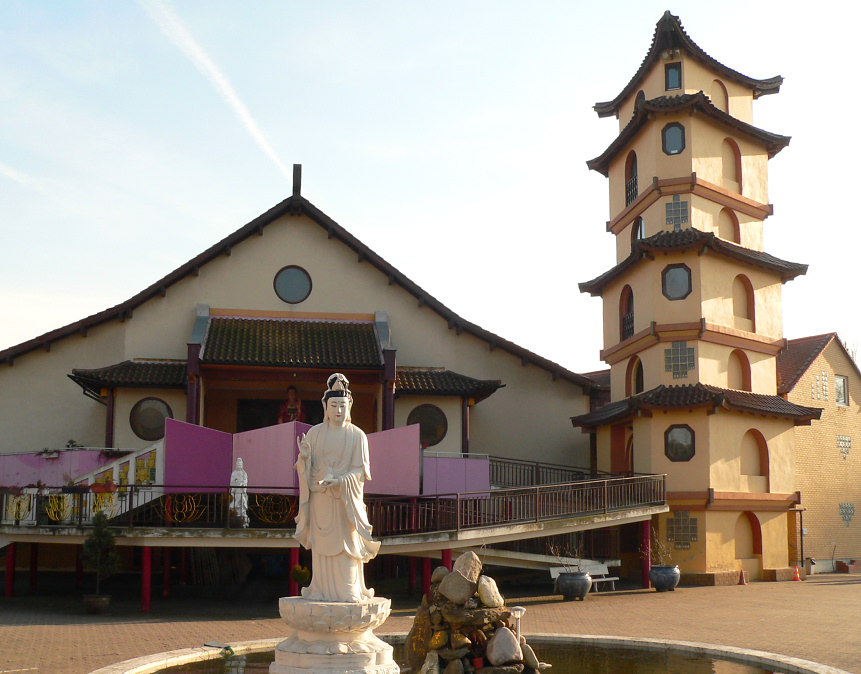
Pagode Viên Giác
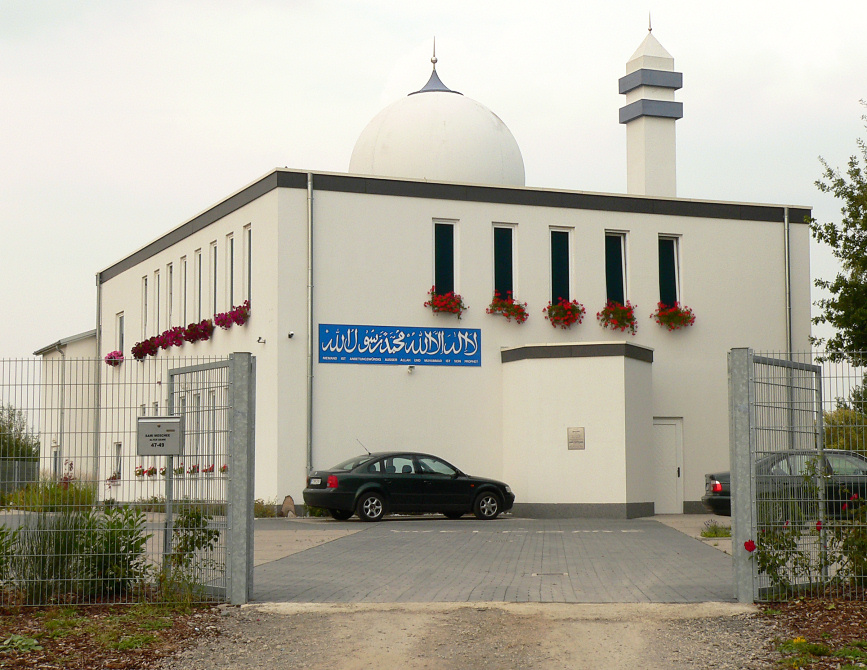
Sami-Moschee

#### Türme

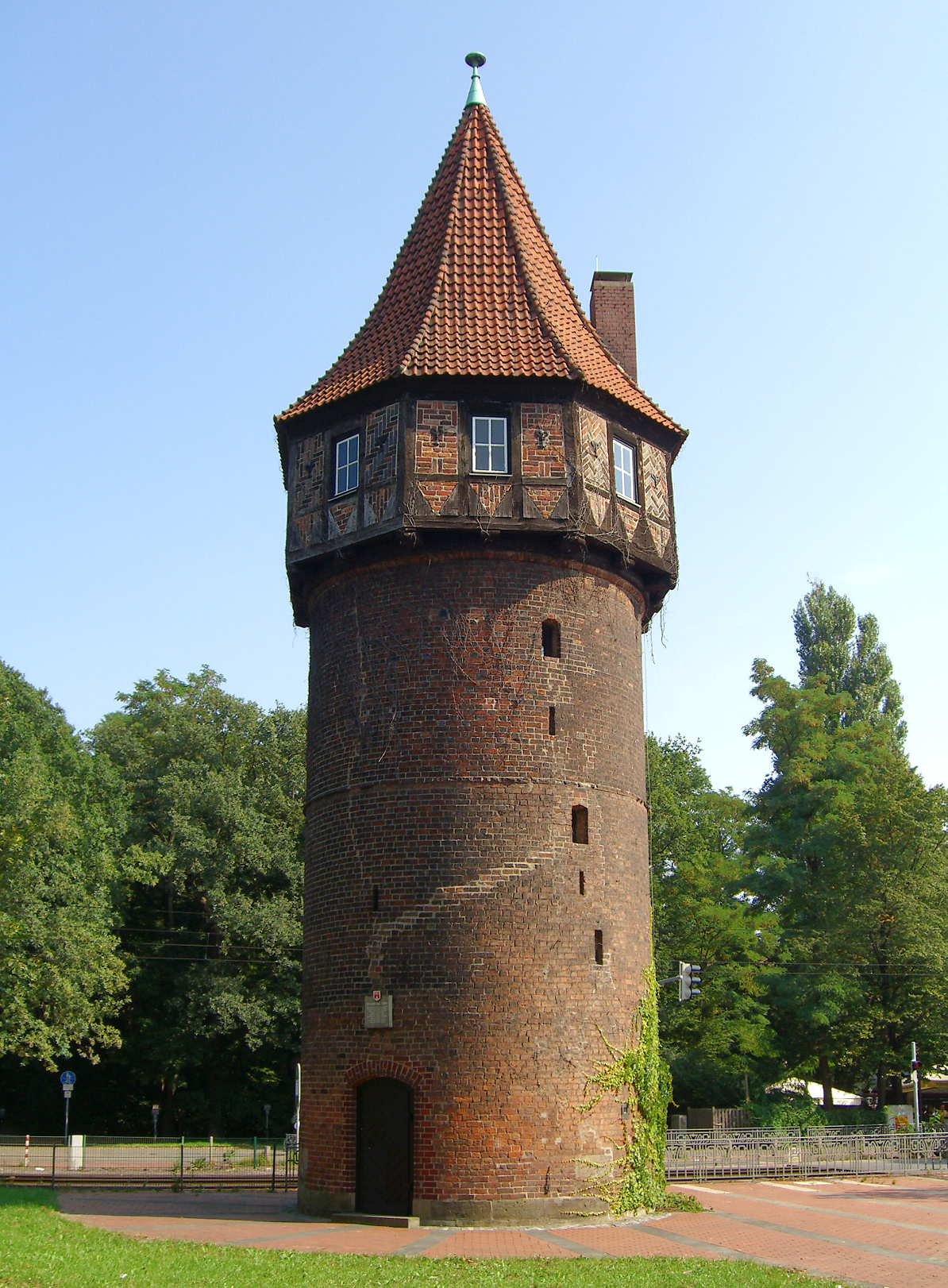
Döhrener Turm

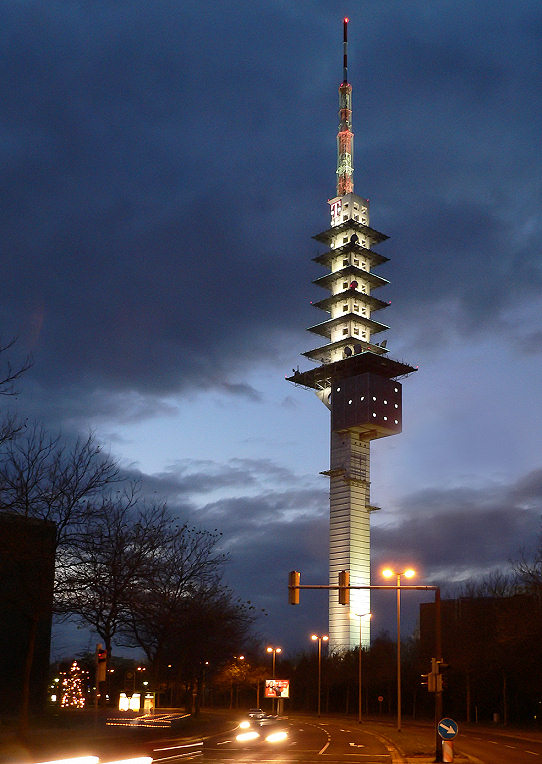
Telemax

In Hannover gibt es eine ganze Reihe an Türmen. Neben den zahlreichen Kirchtürmen stehen mit dem Döhrener Turm, dem Pferdeturm und dem Turm auf dem Lindener Berg noch einige Türme der Hannoverschen Landwehr. Der letzte erhaltene Wehrturm der alten Stadtmauer ist der Beginenturm in der Altstadt. Der Borgentrick-Turm gegenüber dem Neuen Rathaus ist nur in Rudimenten erhalten geblieben und der Mitte des 19. Jahrhunderts abgerissene Lister Turm ist 1895 durch eine romantisierende Nachbildung ersetzt worden. Im Ahlemer Turm befindet sich heute ein buddhistischer Tempel.
Der 62 m hohe und 1911 fertiggestellte Wasserturm war seinerzeit der größte Wasserturm Europas. Der Misburger Wasserturm in seiner heutigen Form wurde 1959 fertig gestellt.
Von dem Continental-Werk in Hannover-Limmer sind nur noch wenige ehemalige Fabrikhallen und der Conti-Turm erhalten geblieben. Auf dem Gelände, das sich auf einer Halbinsel zwischen dem Stichkanal Hannover-Linden und dem Leine-Verbindungskanal befindet, entsteht derzeit das Wohngebiet „Wasserstadt Limmer“, in dessen Zentrum der Turm steht.
Auf dem Messegelände wurde 1958 der Hermesturm eröffnet. Er ist 88,8 m hoch und auf einer Höhe von 65 Metern befindet sich eine Aussichtsplattform. Diese ist aber nur während der Großmessen geöffnet.
Der 1992 eröffnete und 282 m hohe Telemax in Groß-Buchholz ist der höchste Funkturm Niedersachsens und der fünfthöchste in Deutschland. Der alte 141 m hohe Fernsehturm am Hauptbahnhof, genannt Telemoritz, diente von 2000 bis 2024 als VW-Tower Werbezwecken. Die 2012 errichtete Windkraftanlage Hannover-Marienwerder (Timber Tower) war die erste moderne Windkraftanlage, die auf einem Holzturm errichtet wurde.

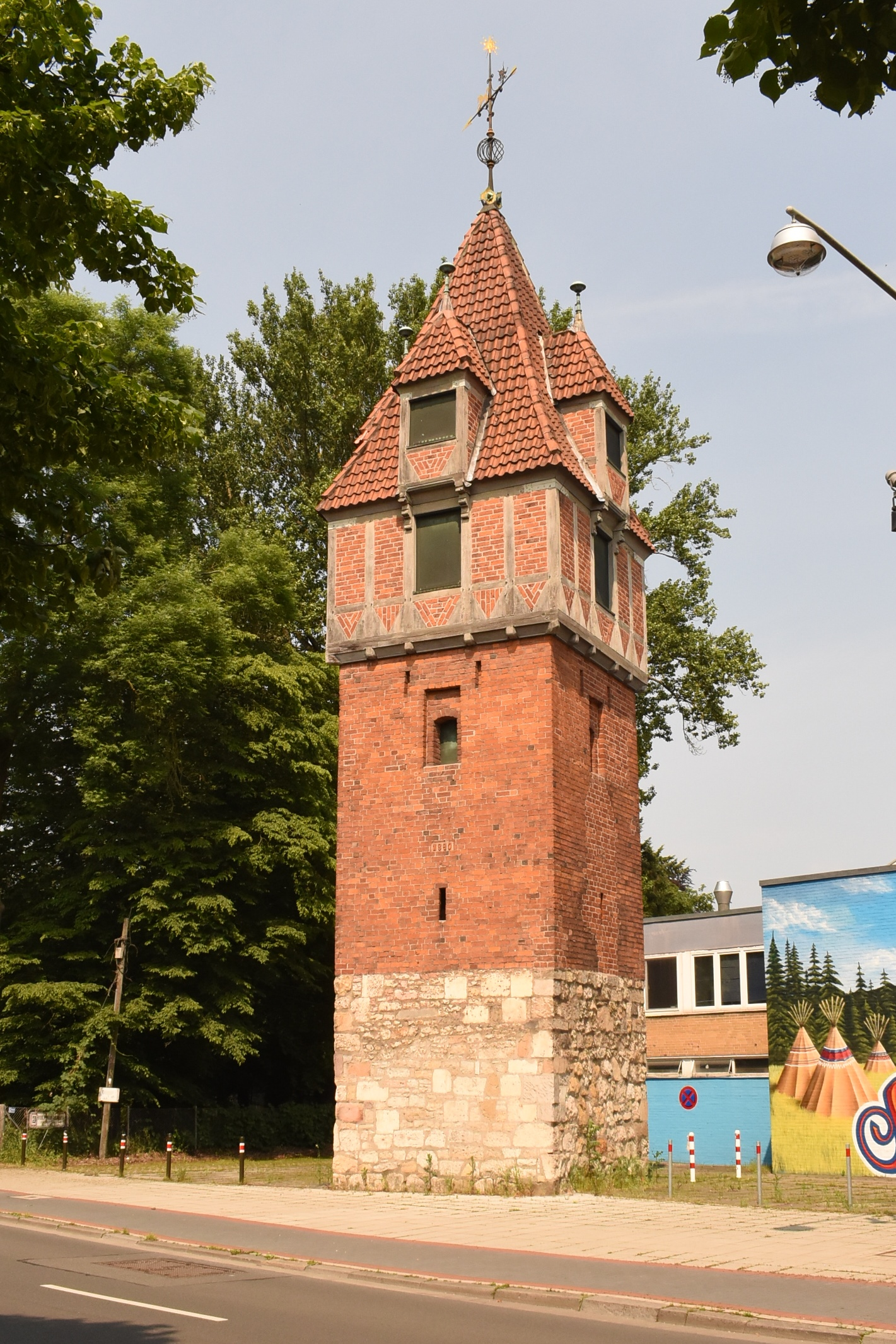
Pferdeturm
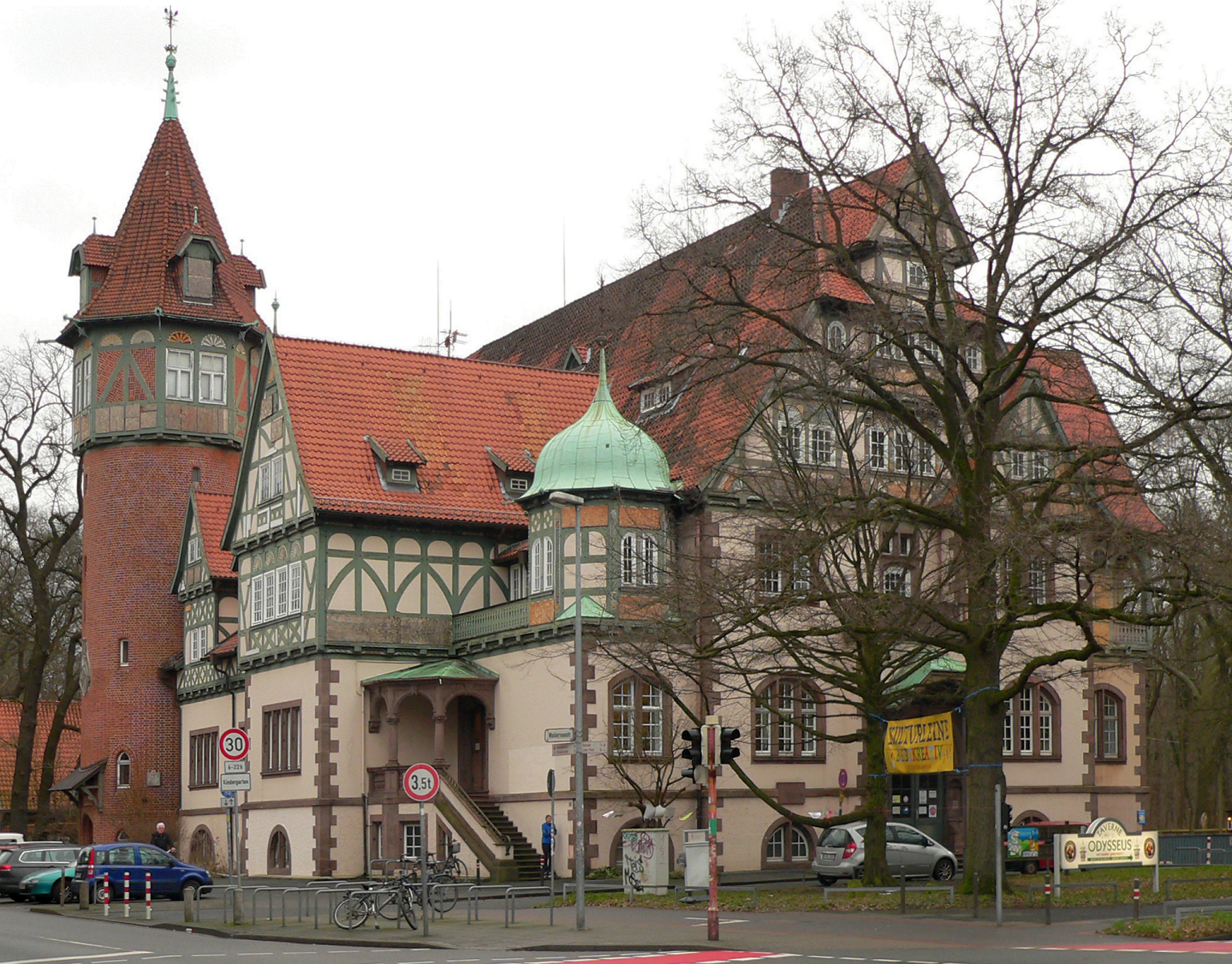
Lister Turm
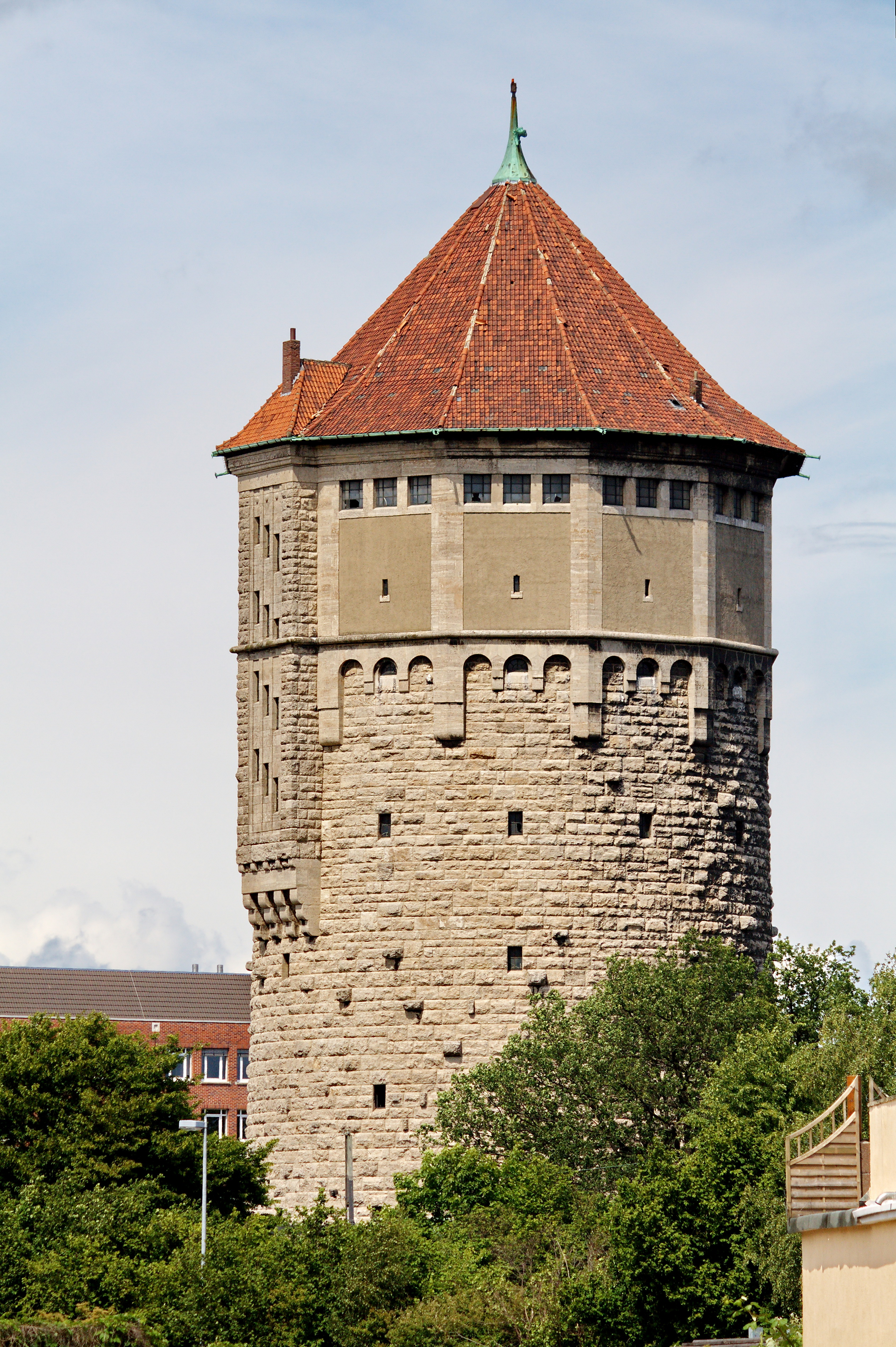
Wasserturm Hannover
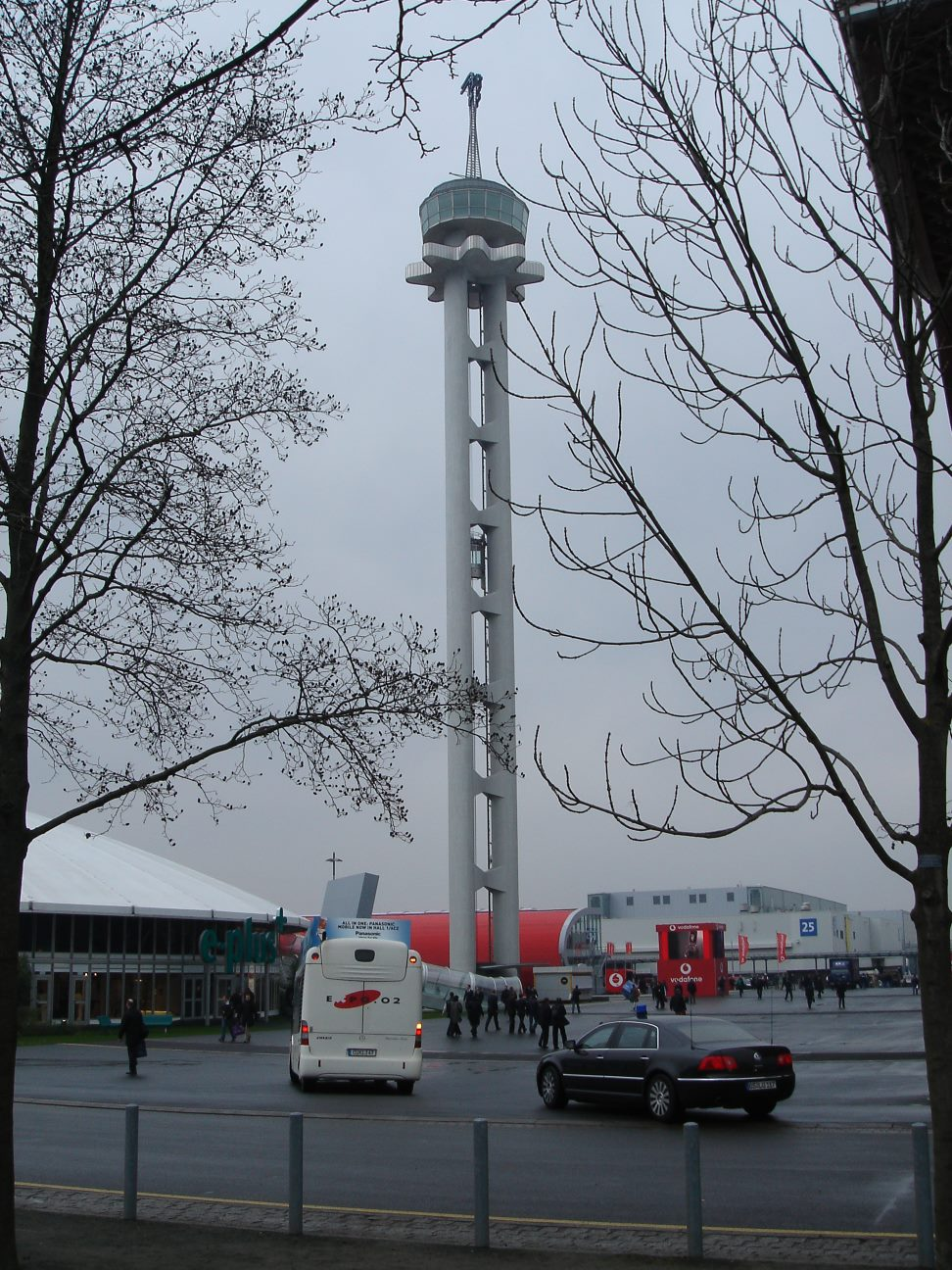
Hermesturm
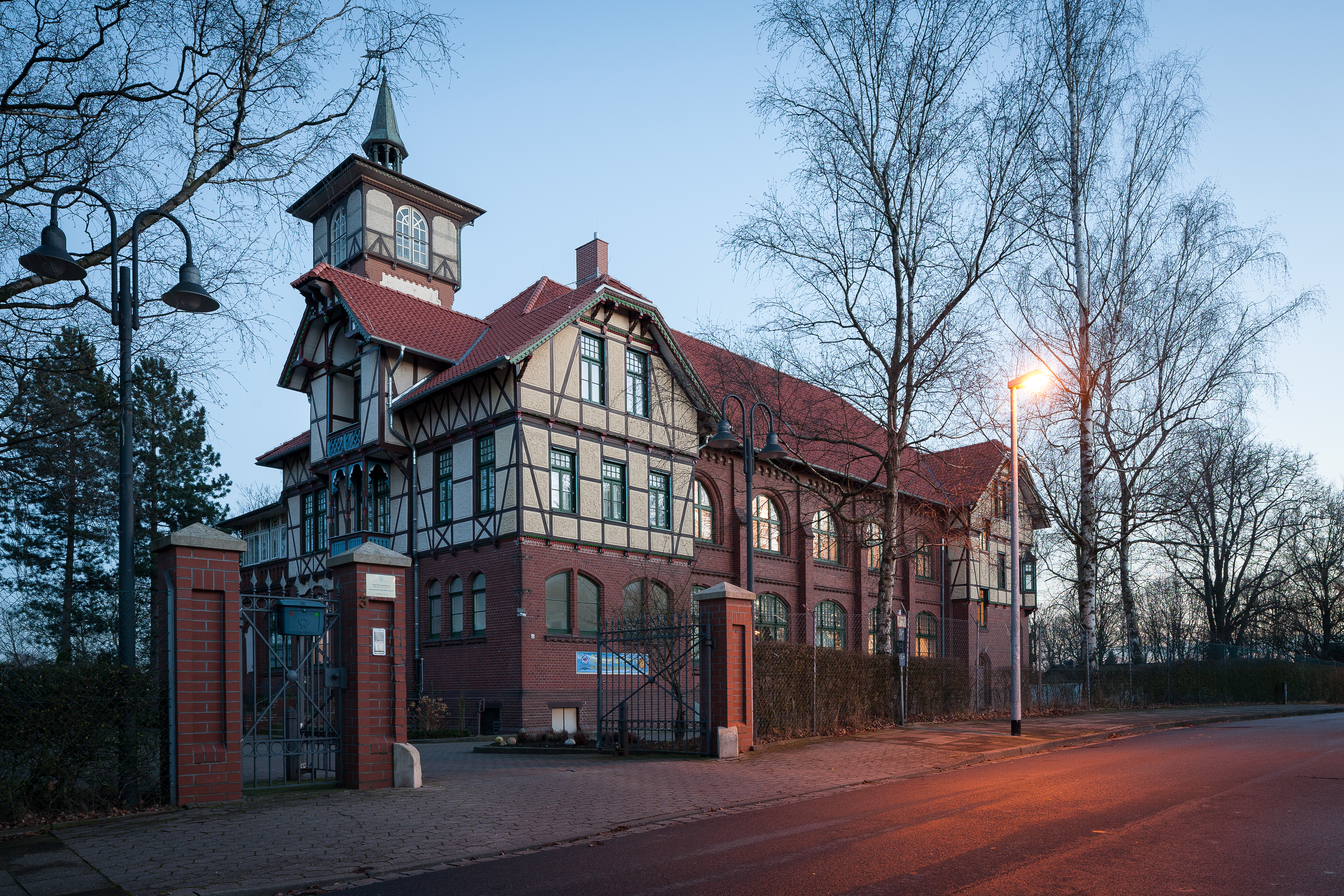
Ahlemer Turm

#### Moderne Bauten

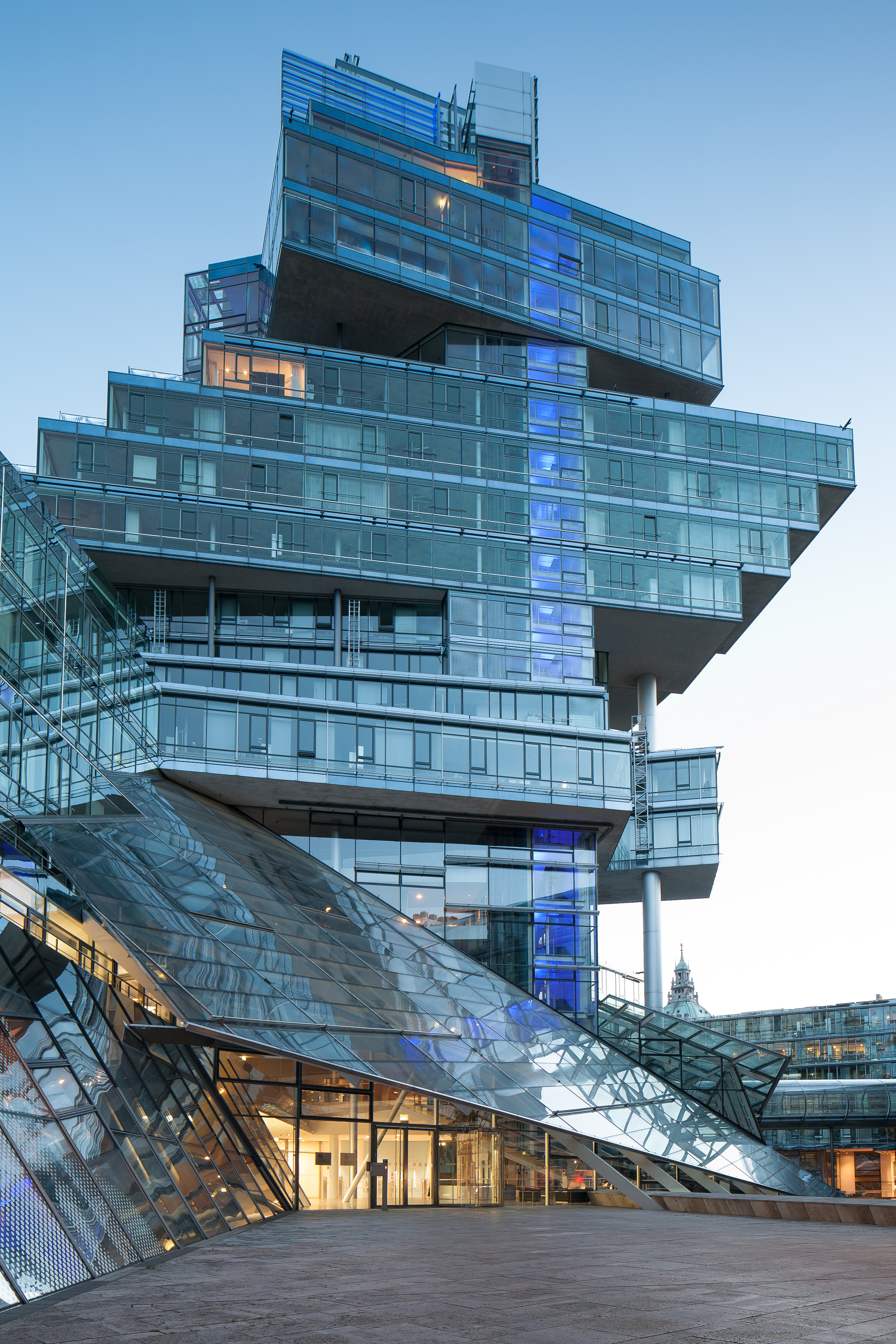
Verwaltungsgebäude der Nord/LB

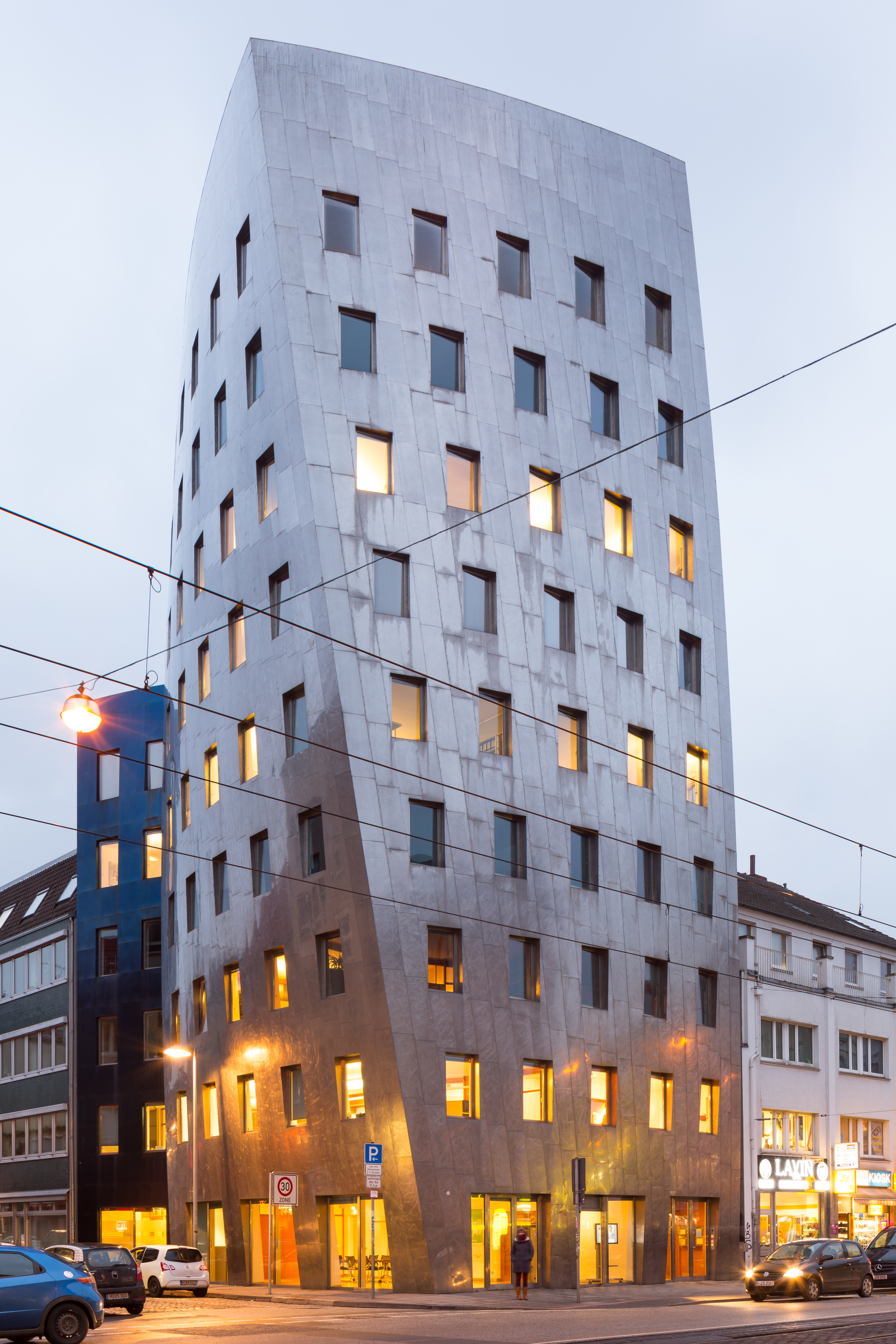
Gehry-Tower

Großen Einfluss auf die Architektur der Nachkriegsmoderne, die von den Vorstellungen des Stadtbaurats Rudolf Hillebrecht geprägt war, hatte Dieter Oesterlen mit Bauten wie dem Historischen Museum und dem Funkhaus des NDR am Maschsee. Er entwarf den Neubau der Kirche St. Martin in Linden-Mitte, von der nur der Turm den Zweiten Weltkrieg überstanden hatte.
In den 1970er Jahren prägte der Brutalismus mit Bauwerken wie dem Kröpcke-Center (mittlerweile komplett umgestaltet), dem Bredero-Hochhaus und dem Ihme-Zentrum die Stadt.
Das Stadionbad ist das mit Abstand größte Hallenbad der Stadt und Region Hannover und wurde 1972 als eines der modernsten Schwimmbäder Deutschlands erbaut. Der Bau ähnelt von oben gesehen einer Muschel. Beispiele für die Architektur der Gegenwart sind das 83,52 Meter hohe gläserne Verwaltungsgebäude der Nord/LB am Aegidientorplatz, das Gebäude der Finanz-IT der Sparkasse in Hannover-Bemerode, das gläserne Torhaus am Aegi, der dekonstruktivistische Gehry-Tower des Architekten Frank Gehry und das Medienzentrum von Alessandro Mendini. Am Stadtrand am Kronsberg liegt das Gewerbegebiet Expo Park Hannover. In ihm sind von der Expo 2000 einige Ausstellungspavillons, wie zum Beispiel der dänische Expo-Pavillon, der Expowal (das offizielle Wahrzeichen der Expo 2000) sowie die weitläufige Expo-Plaza mit dem Deutschen Pavillon und dem Planet MID (ehemals Planet M) erhalten geblieben. Die Fußgängerbrücke Exponale, die bei der Eröffnung im Jahr 2000 die größte Fußgängerbrücke Europas war, verbindet die Expo-Plaza mit dem Messegelände. Auch auf dem Messegelände gibt es besondere Gebäude, wie zum Beispiel das EXPO-Dach (das größte freitragende Holzdach der Welt) oder das Convention-Center. Das Gebäude des International Neuroscience Institute (INI) von 1999 ist in der Form eine Gehirns gebaut.

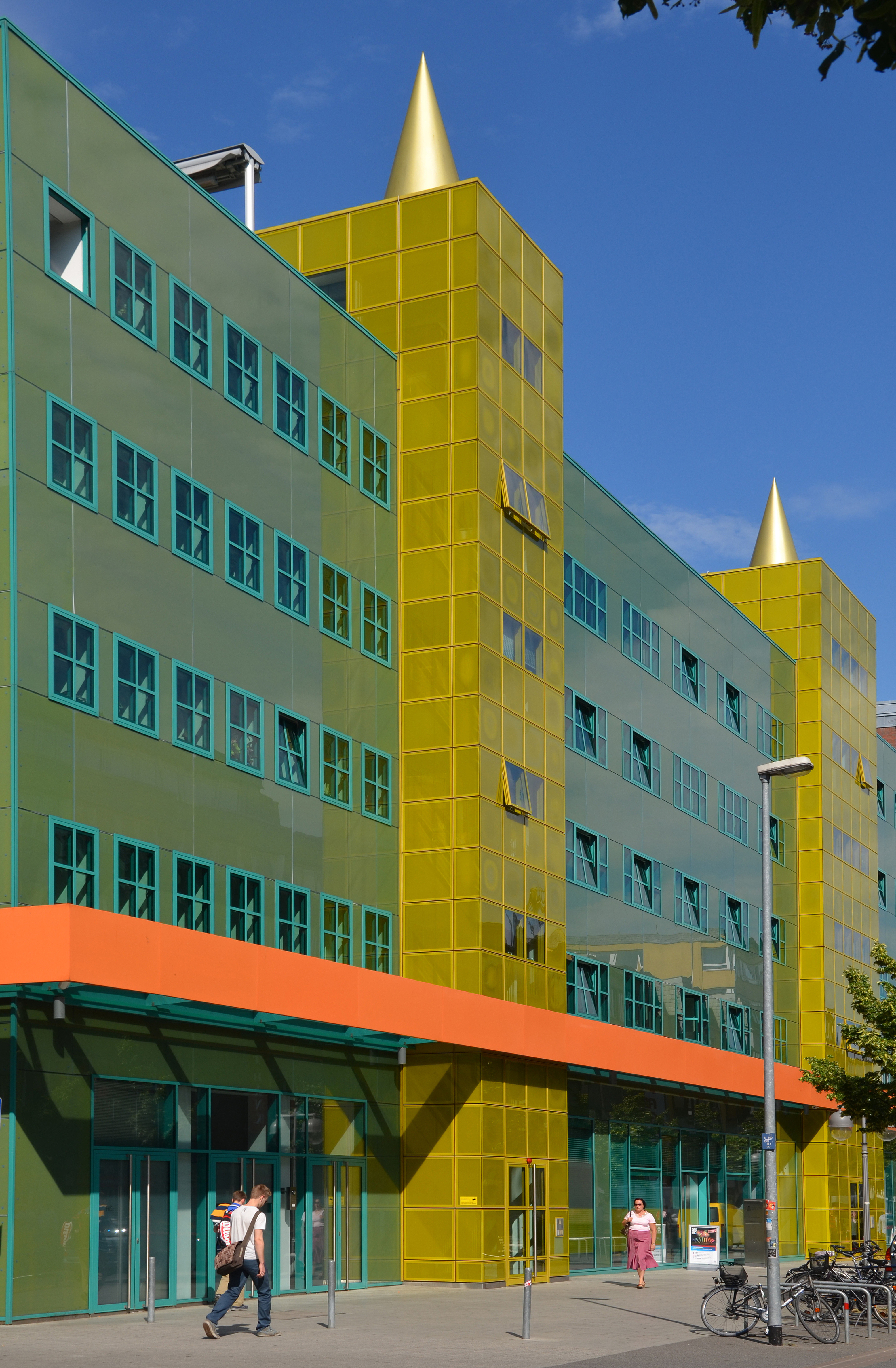
Medienzentrum im Mendini-Haus
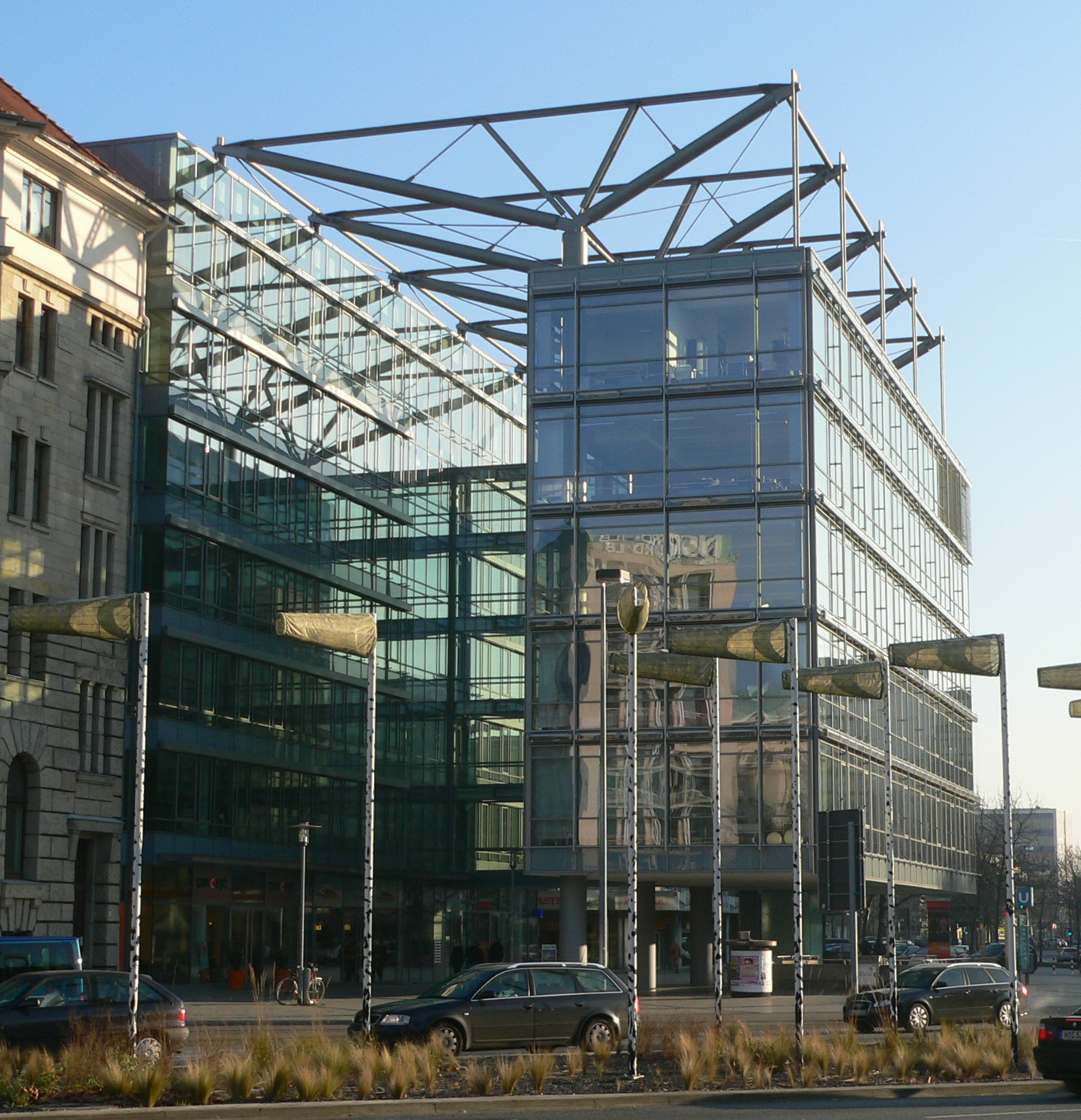
Torhaus am Aegi
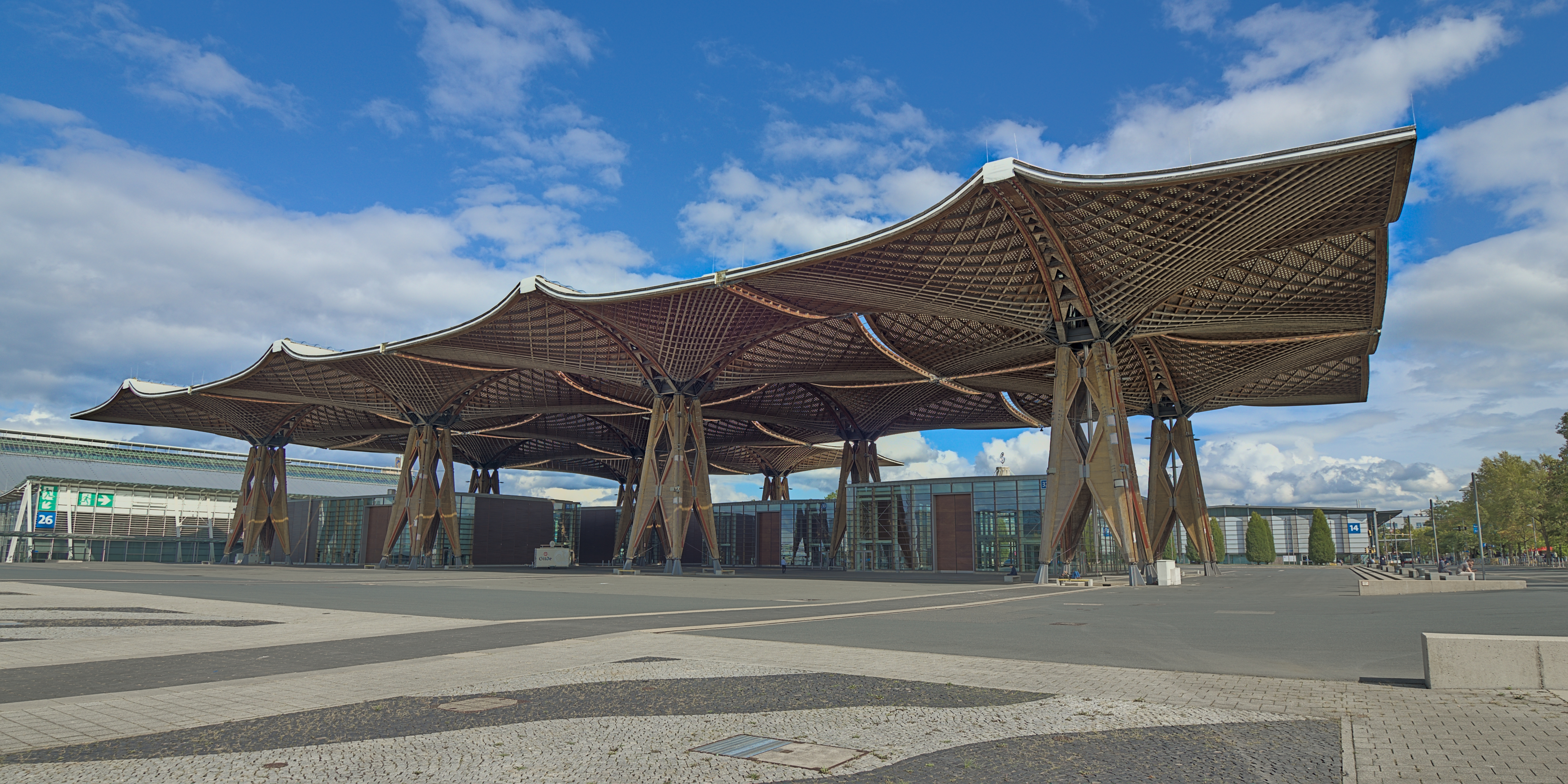
EXPO-Dach
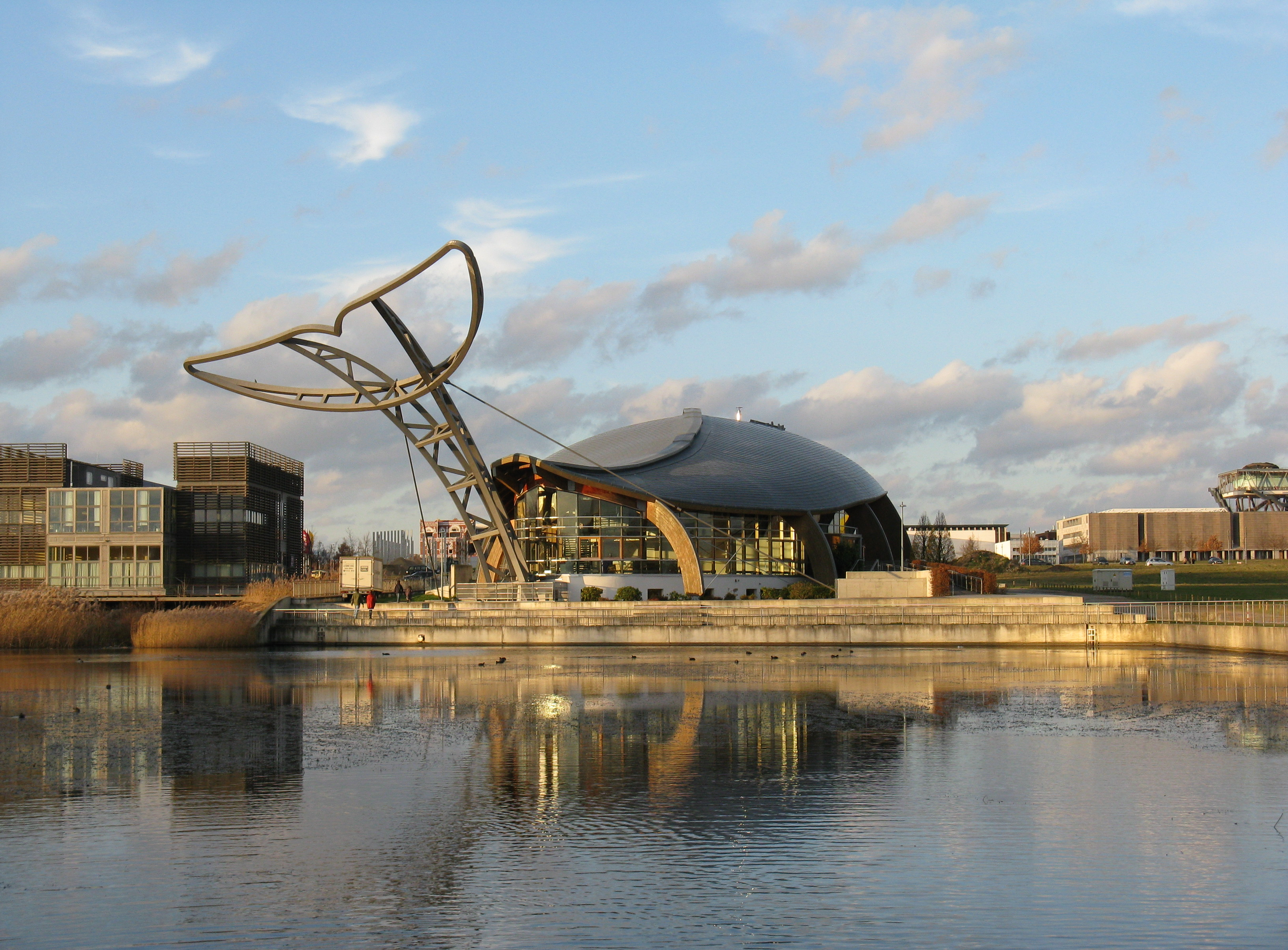
Expowal im Expo Park Hannover
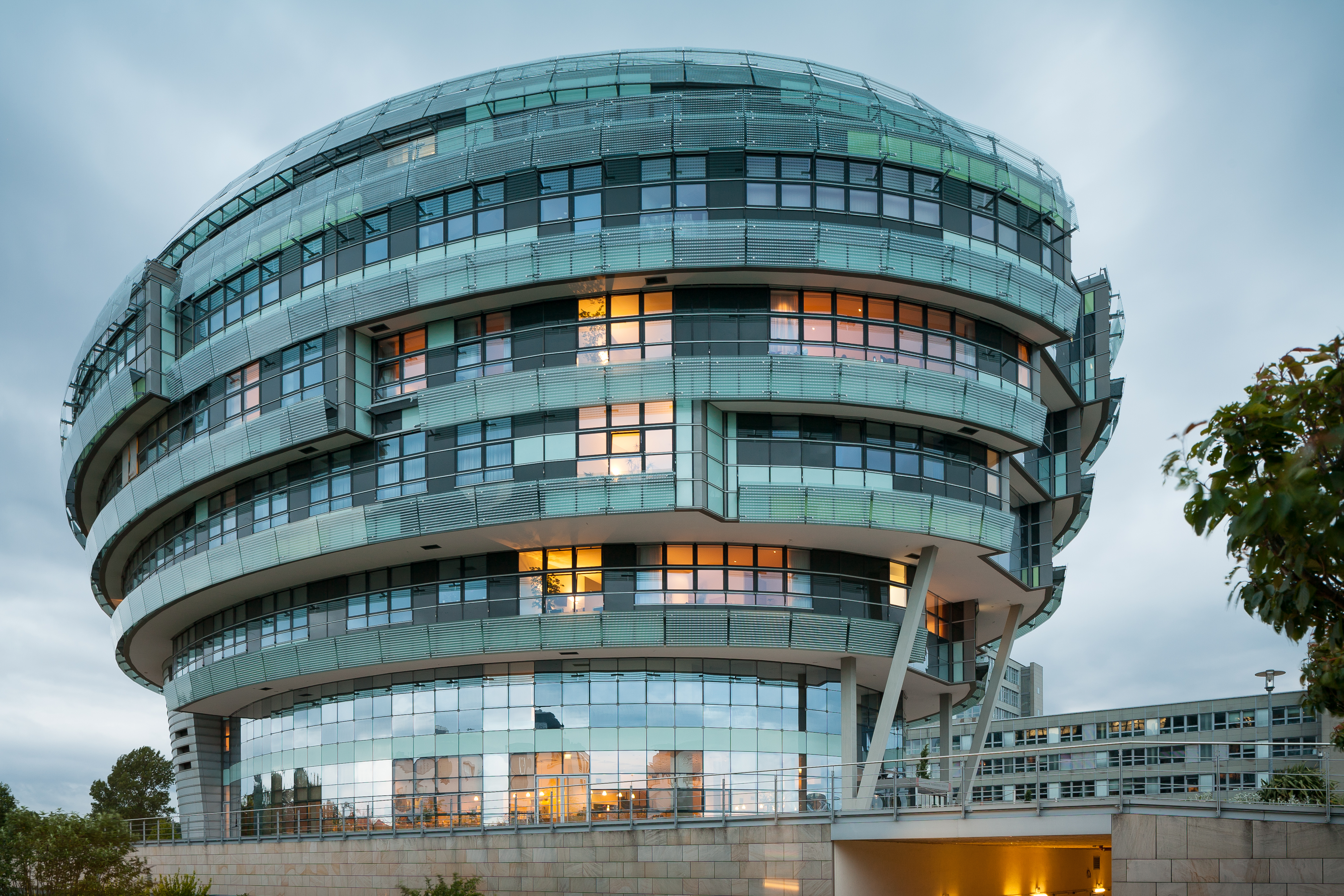
International Neuroscience Institute

### Denkmale, Mahnmale und Straßenkunst

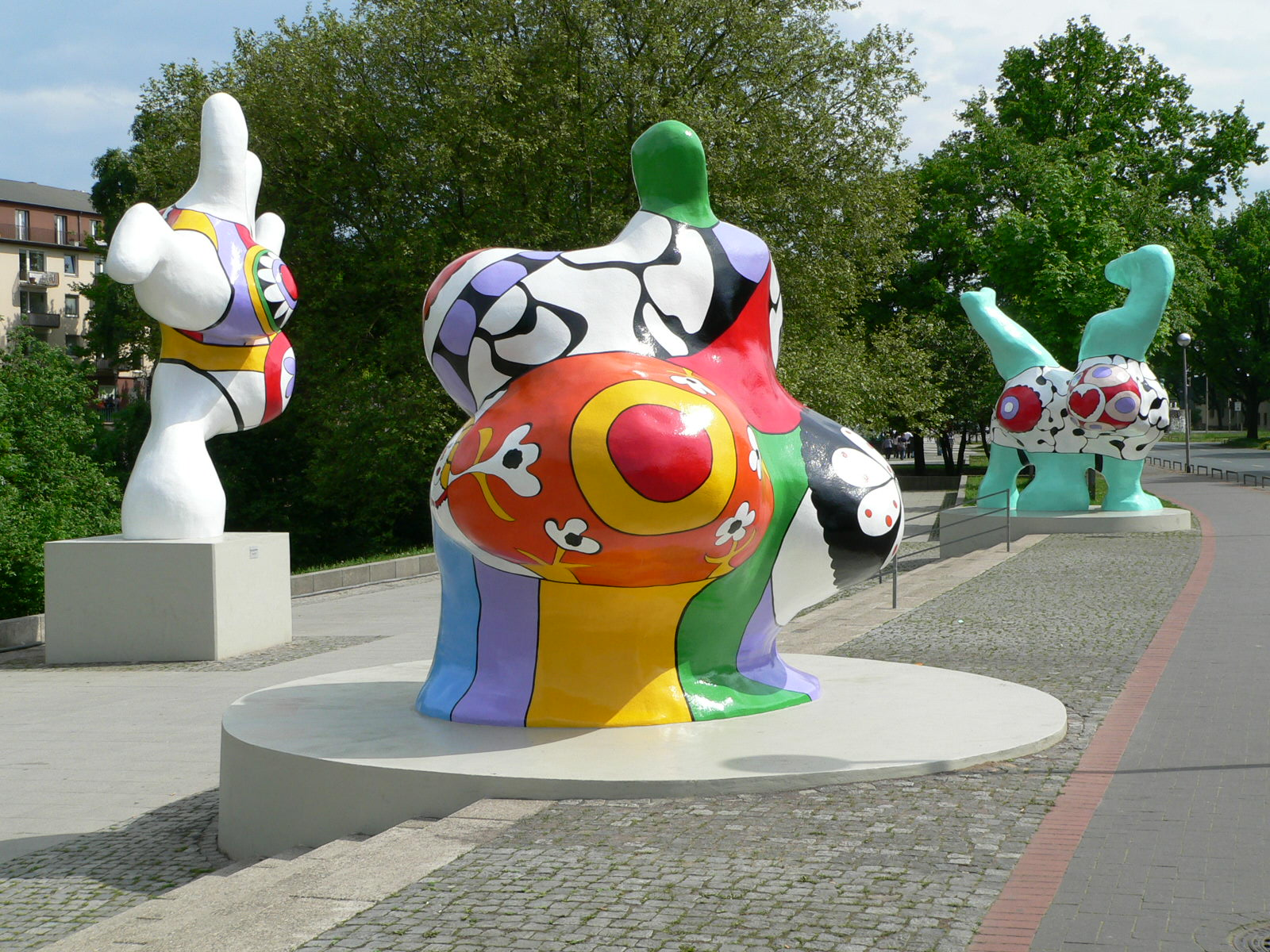
Die Nanas in Hannover am Leineufer

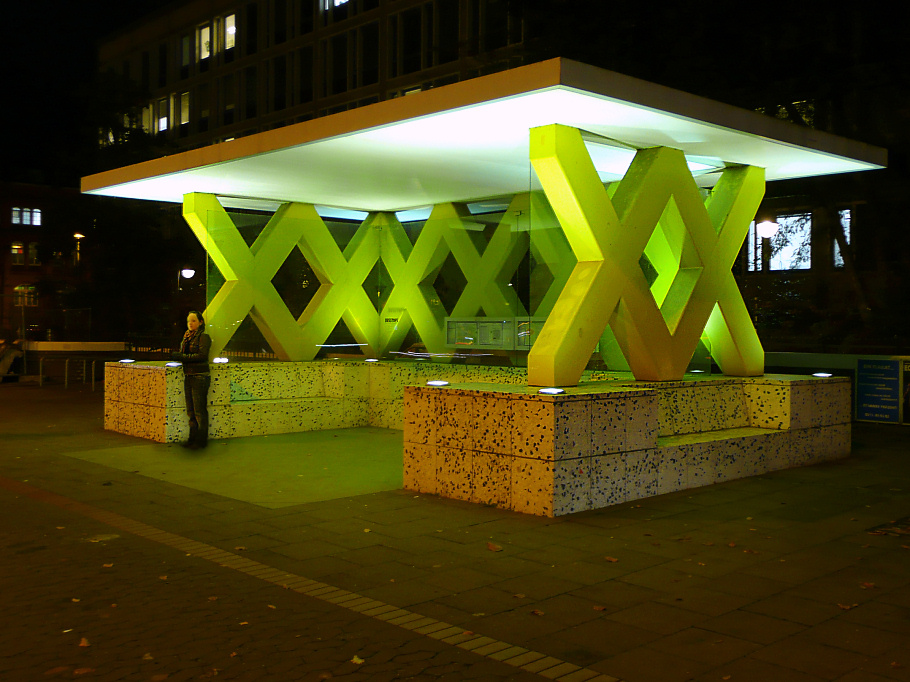
BUSSTOPS-Haltestelle

Der Leibniztempel im Georgengarten ist ein Pavillonbau, der von 1787 bis 1790 zu Ehren des in Hannover tätigen Universalgelehrten Gottfried Wilhelm Leibniz – ursprünglich am Waterlooplatz – errichtet wurde. Er gilt als das erste öffentliche Denkmal in Deutschland für einen Nichtadeligen.
Die ebenfalls klassizistische Waterloosäule ist eine 46,31 Meter hohe Siegessäule auf dem Waterlooplatz im Stadtteil Calenberger Neustadt. Sie wurde in den Jahren 1825 bis 1832 nach einem Entwurf von Georg Ludwig Laves errichtet.
Der Reese-Brunnen, eine im Jahr 1925 von Martha und Hans Poelzig geschaffene Majolika-Pflanzenskulptur, steht an der Fritz-Behrens-Allee nahe der Hochschule für Musik, Theater und Medien am Rand der Eilenriede. Er ist ein seltenes Beispiel für einen Brunnen im Stil des Art déco. Ein weiterer Brunnen von Hans Poelzig findet sich im Großen Garten in Dresden.
In den 1970er Jahren startete die Stadt auf Initiative des damaligen Oberstadtdirektors Martin Neuffer ein ambitioniertes Programm zur Straßenkunst in Hannover als Kunst im öffentlichen Raum. Die bekanntesten und damals äußerst umstrittenen Objekte sind die 1974 aufgestellten Nanas in Hannover von Niki de Saint Phalle am Leibnizufer. Im Laufe der Zeit wurde zwischen dem Leineufer und dem Königsworther Platz mit sieben weiteren Objekten auf 1,2 km Länge die Skulpturenmeile geschaffen. Heute belegt Hannover mit mehr als 200 Skulpturen, Plastiken und Installationen im Stadtraum einen Spitzenplatz in Deutschland.
In den 1990er Jahren entstanden mit dem Projekt BUSSTOPS neun von internationalen Designern entworfene Bus- und Stadtbahnhaltestellen. Diese befinden sich beispielsweise am Steintor (Designer Alessandro Mendini), am Königsworther Platz (Ettore Sottsass), am Maschsee/Sprengel-Museum (Heike Mühlhaus) und am Braunschweiger Platz (Frank O. Gehry).
Nahe dem Niedersächsischen Landtag befindet sich die Skulpturengruppe der Göttinger Sieben, die an den Protest von sieben Göttinger Professoren gegen die Aufhebung der hannoverschen Landesverfassung durch König Ernst August I. im Jahr 1837 erinnert, zu dessen Ehren 1861 das Ernst-August-Denkmal vor dem Hauptbahnhof errichtet wurde. Ein beliebter Treffpunkt ist die Kröpcke-Uhr im Stadtzentrum.
Das Jüdische Mahnmal in der Calenberger Neustadt erinnert an die 350 Juden, die in den Jahren 1941/42 nach Riga und Theresienburg deportiert wurden. In der Roten Reihe befindet sich die Gedenkstätte zur Erinnerung an die in der Reichspogromnacht zerstörte Synagoge.
Das Mahnmal für die ermordeten Juden Hannovers am Opernplatz nennt die Namen von fast 2000 bekannten Opfern des Holocaust.
Das größte Mahnmal der Stadt ist die Ruine der Aegidienkirche. Sie dient als Mahnmal für die Opfer aus Kriegen und Gewalt. Im Inneren befindet sich die japanische Friedensglocke, eine Schenkung der Partnerstadt Hiroshima aus dem Jahre 1985, und in dem Kirchturm befindet sich ein Glockenspiel.

### Grünflächen und Naherholung

#### Tierparks

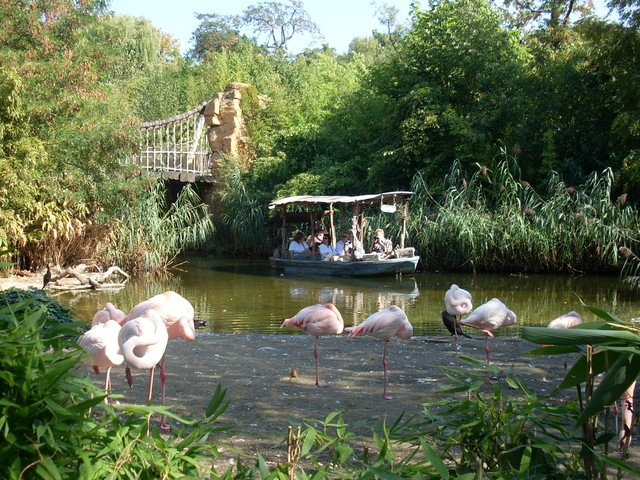
Bootsfahrt im Themenbereich „Sambesi“ im Erlebnis-Zoo Hannover

Der Erlebnis-Zoo Hannover wurde 1865 als „Zoo Hannover“ eröffnet und gehört damit zu den fünf ältesten Zoos in Deutschland. Die Entwicklung zu einem Erlebnis-Zoo begann Mitte der 1990er Jahre. Heute gibt es mehrere landschaftlich unterschiedlich gestaltete Themenbereiche mit den Namen Sambesi (mit Bootsfahrt und Streichelwiese), Dschungelpalast, Afi Mountain (mit Urwaldhaus und Vogel-Voliere), Meyers Hof, Outback, Yukon Bay (mit Unterwasserwelt) und das Zoologicum (mit Amphibienhaus). Sie sollen den Besuchern die Tiere der Welt in möglichst authentischer und zugleich artgerechter Umgebung näherbringen. Des Weiteren gibt es den Abenteuerspielplatz Brodelburg und täglich rund 20 kommentierte Tierfütterungen und Tiervorstellungen im „ARTrium“ und im Yukon-Stadium. Von 2018 bis 2020 gab es im Zoo ebenfalls das Panorama Amazonien von Yadegar Asisi. 1943 Tiere in 166 Arten, denen eine Fläche von etwa 22 Hektar zur Verfügung steht, ziehen jährlich über eine Million Besucher an. Der Erlebnis-Zoo wurde mehrmals ausgezeichnet, darunter siebenmal mit dem Parkscout Publikums Award als bester Zoo Deutschlands (zuletzt 2017).
Der Tiergarten im Stadtteil Kirchrode, ehemals ein fürstliches Jagdrevier, wurde 1799 der Öffentlichkeit zugänglich gemacht und beherbergt auf 112 ha 150–200 heimische Tiere und zahlreiche Pflanzenarten. So gibt es eine Vogelvoliere und große Gehege für das Rotwild und die Mufflons sowie für die Wildschweine. Das Damwild kann sich im gesamten Tiergarten frei bewegen. Am Eingang befinden sich ein Spielplatz und die 1000-jährige Eiche.
Im Jahr 2007 eröffnete das Sea Life Centre im Berggarten mit über 2.500 Tieren aus 160 Arten. Dort befindet sich unter anderem ein ca. 8 Meter langer Glastunnel durch das Tiefseebecken und eine Nachbildung des tropischen Regenwaldes.
In der Dauerausstellung „NaturWelten“ im Niedersächsisches Landesmuseum befinden sich die „WasserWelten“ mit mehr als 200 Wassertierarten und die „LandWelten“ mit Reptilien und Amphibien. Insgesamt zeigen die „NaturWelten“ 3.350 lebende Tiere.

#### Herrenhäuser Gärten

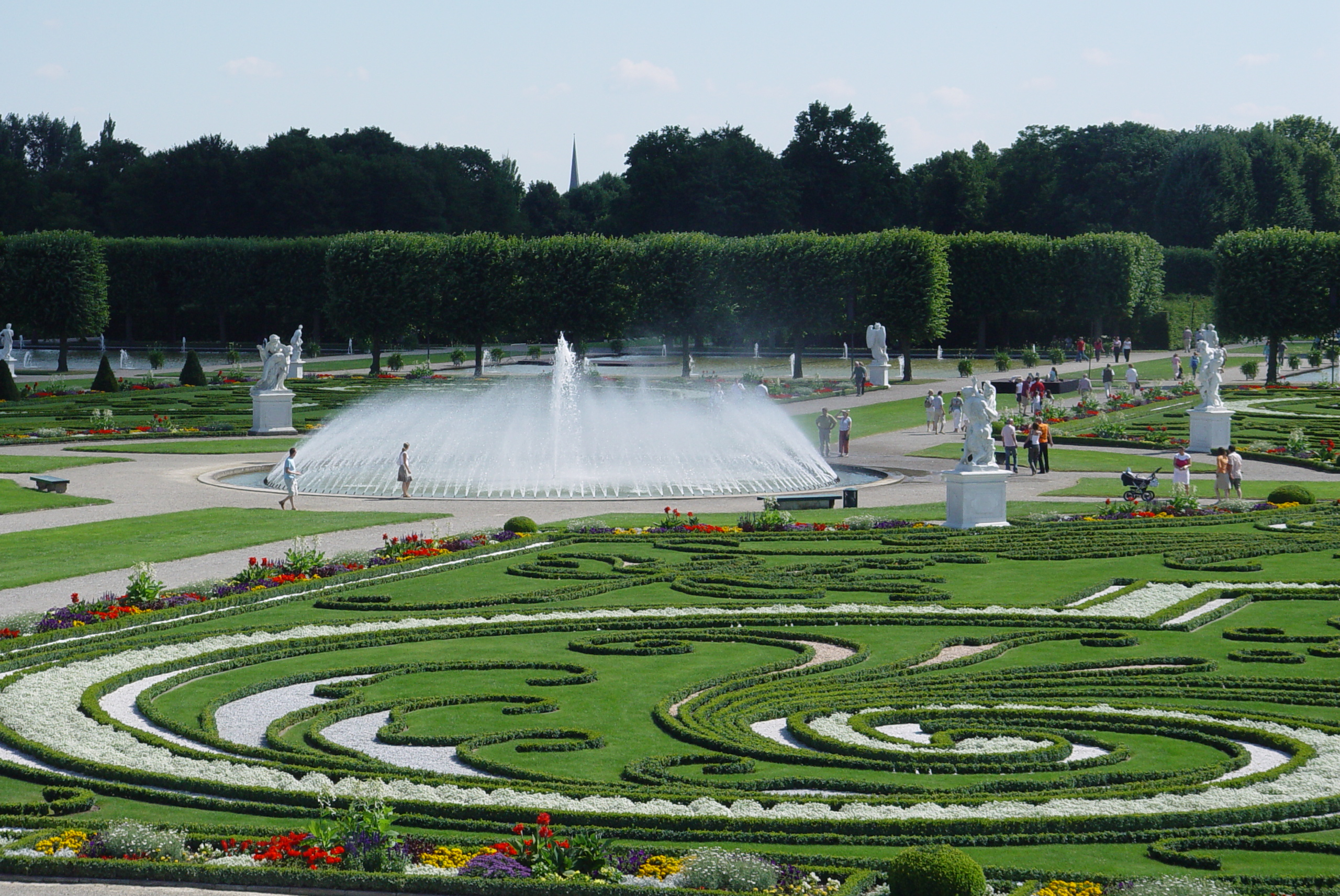
Großes Parterre mit Brunnen im Großen Garten

Eine der bekanntesten hannoverschen Sehenswürdigkeiten sind die Herrenhäuser Gärten. Der Große Garten ist ein bedeutender europäischer Barockgarten. Neben zahlreichen Sondergärten sind das Große Parterre, das Orangenparterre, der Irrgarten und der Nouveau Jardin die bekanntesten Teile des Großen Gartens. Die dortige große Fontäne erreicht eine Scheitelhöhe von bis zu 71,51 Metern und ist damit die höchste Gartenfontäne Europas. Im Großen Garten befinden sich ferner die Grotte, deren Innenräume von Niki de Saint Phalle gestaltet wurden, die zwei Eckpavillons von Louis Remy de la Fosse, das historische Gartentheater sowie das Galeriegebäude mit dem Goldenen Tor, die Orangerie und das Arne-Jacobsen-Foyer. Das im Zweiten Weltkrieg zerstörte Schloss Herrenhausen wurde ab 2011 rekonstruiert und am 18. Januar 2013 wiedereröffnet. Unweit des Großen Gartens stehen das Fürstenhaus und das Hardenbergsches Haus. Der Berggarten ist einer der ältesten botanischen Gärten in Deutschland mit rund 12.000 Pflanzenarten. Es gibt das Tropenschauhaus, das Kakteen-Schauhaus, die Wüstenschauhäuser und das Orchideen-Schauhaus mit einer der größten Orchideensammlungen Europas. Neben zahlreichen Themengärten gibt es noch Deutschlands ältesten Präriegarten, den Schmuckhof, den Staudengrund (eine der ältesten Anlagen ihrer Art in Europa) und seit 2007 das Sea Life Centre. Ferner befinden sich im Berggarten das Welfenmausoleum und der Bibliothekspavillon. Der Georgengarten ist in der Art eines englischen Landschaftsparks angelegt. In ihm liegen die knapp zwei Kilometer lange Herrenhäuser Allee, der Leibniztempel und das Georgenpalais. Im Welfengarten befindet sich das Welfenschloss – heute das Hauptgebäude der Universität – und davor als Skulptur das Niedersachsenross, das niedersächsische Wappentier. Die Herrenhäuser Gärten wurden 2015 als erster Garten Deutschlands von dem European Garden Heritage Network als bester Park Europas ausgezeichnet. 2018 wurden die Herrenhäuser Gärten von rund 615.000 Gästen aus etwa 100 Ländern besucht. Im Jahr 2019 sind die Gärten als erster Garten Deutschlands dem Europäischen Netzwerk Historischer Gärten (ERHG) beigetreten und seit 2020 gehören die Herrenhäuser Gärten zur European Route of Historic Gardens, einer Kulturroute des Europarates.

#### Stadtwälder und Stadtparks

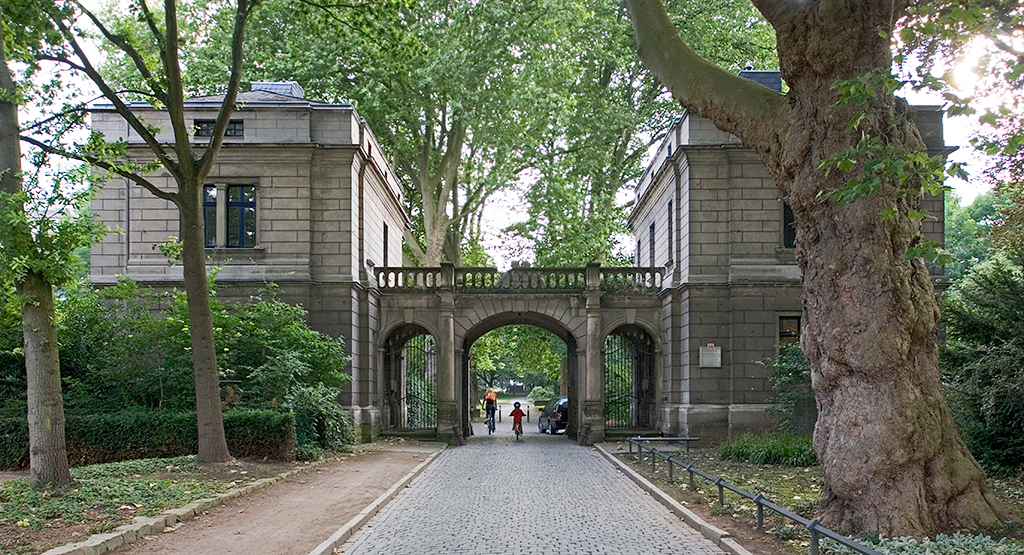
Von-Alten-Garten

Hannover gilt wegen der vielen innerstädtischen Grünanlagen als eine der grünsten Großstädte Deutschlands und wirbt damit, eine „grüne Metropole“ zu sein. Es kam in einem Ranking von Meinestadt.de 2011 auf Platz eins in Deutschland, nicht jedoch in weiteren, da andere Städte der Fläche nach (insgesamt oder anteilig) über mehr Grünanlagen verfügen und manche Rankings nicht nur öffentliche Grünanlagen zählen. Hannover gilt aber in seiner Stadtentwicklung als besonders nachhaltig.
Die Eilenriede, ein 650 Hektar großer Stadtwald, wird als die „Grüne Lunge“ der Stadt bezeichnet. In ihr befindet sich die Umweltbildungseinrichtung Waldstation Eilenriede (mit Aussichtsturm), zwei Trimmpfade, ein Baumlehrpfad, acht Liegewiesen, 14 Denkmäler, zehn Spielplätze und der Spielpark WAKITU mit einem Hochseilgarten. Das Wegenetz der Eilenriede besteht aus 80 km Wanderwegen, 38 km Radwegen und 11 km Reitwegen.
Weitere Stadtwälder sind die Seelhorst im Süden der Eilenriede, die Große Heide in Bothfeld, der Misburger Wald, die Gaim und das Bockmerholz in Wülferode, das Wettberger Holz, das Bornumer Holz in Badenstedt, der Klosterforst in Marienwerder, die Mecklenheide im Stadtteil Nordhafen, das Gemeindeholz in Stöcken und die Spannriede in Ledeburg.
Der neben der Stadthalle gelegene Stadtpark geht auf das Jahr 1913 zurück. Seine heutige Form bekam der Park 1951 im Zuge der dort stattfindenden ersten Bundesgartenschau der Nachkriegszeit. Der Park beinhaltet u. a. das Rosarium mit 140 Sorten, den Fontänengarten, den Wassergarten und den 400 Quadratmeter großen Japanischen Teegarten mit Teehaus.
Zu den weiteren historischen städtischen Parks zählen der Hermann-Löns-Park in Kleefeld, der Maschpark am Neuen Rathaus und der Hinübersche Garten beim Kloster Marienwerder. Zu den Stadtteilparks zählen die Alte Bult mit dem Hiroshima-Hain, der 1986 als Stadtteilpark auf dem Gelände der früheren Königlichen Reithalle entstandene Vahrenwalder Park mit Staudenanlagen, Wiesenfläche und Brunnen, der Botanische Schulgarten im Stadtteil Burg und der Von-Alten-Garten in Linden-Mitte mit Relikten (Torhäuser, Gartenterrasse) des 1945 zerstörten Schlosses der Familie von Alten.
Zu den neuen Gärten zählen der Willy-Spahn-Park in Ahlem und die Expo-Gärten, die im Rahmen der Weltausstellung Expo 2000 angelegt wurden. Sie bestehen aus den Gärten im Wandel, die von dem Landschaftsarchitekten Kamel Louafi entworfen wurden, dem Expo-Park-Süd und dem Parc Agricole. Die Gärten verbinden sich mit dem Landschaftsraum des zur Weltausstellung neu geschaffenen Stadtviertels Kronsberg. Kamel Louafi gestaltete von 2008 bis 2010 einen Teil des Opernplatzes um.

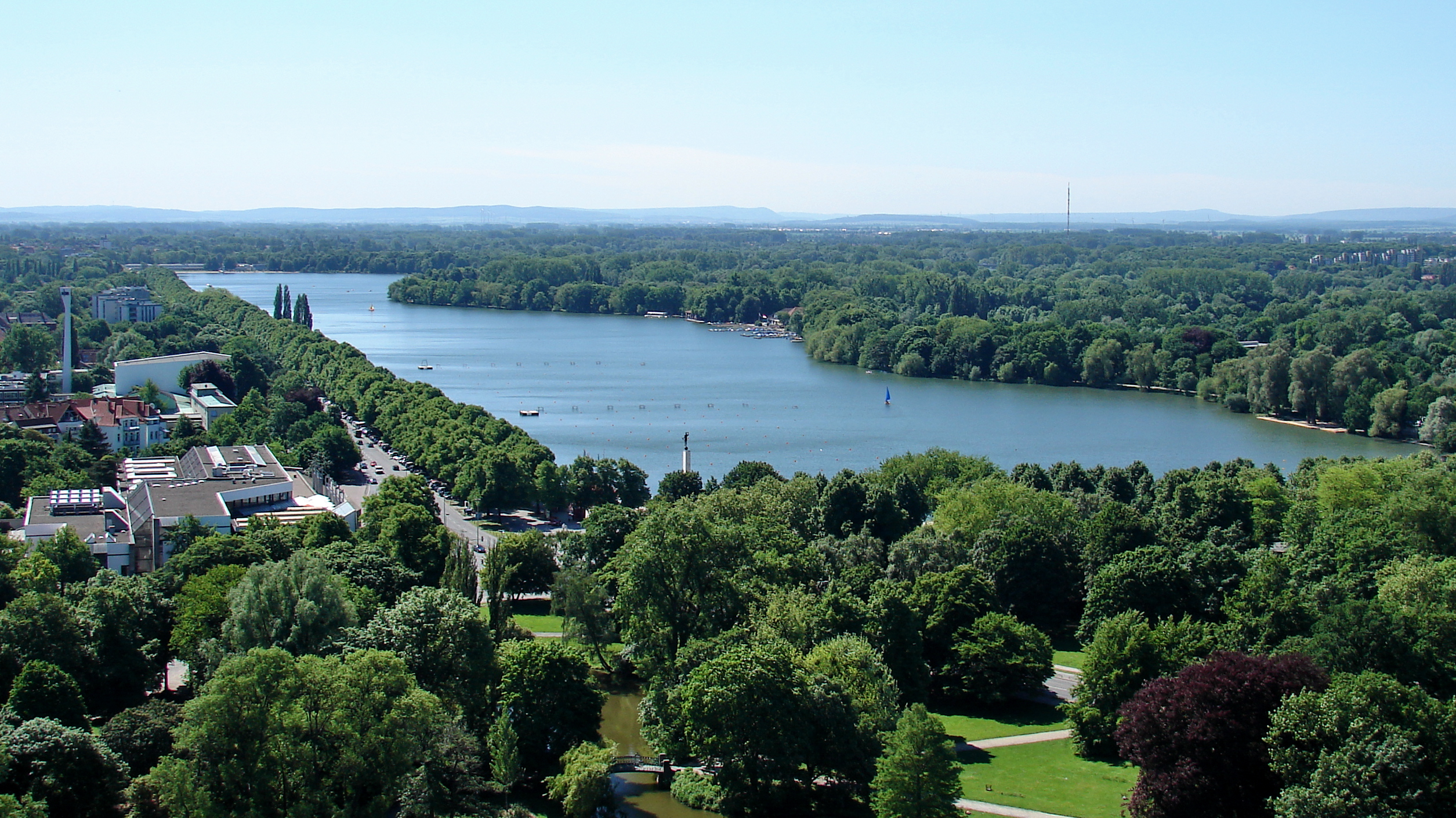
Maschsee

Weitere stadtnahe Erholungsgebiete sind die Uferpromenaden und -grünanlagen entlang der Leine, Ihme und des Mittellandkanals. Durch den Neubau der Benno-Ohnesorg-Brücke und durch Hochwasserschutzmaßnahmen an der Ihme wird das Ihmeufer der Calenberger Neustadt neu gestaltet.

#### Seen und Schwimmbäder

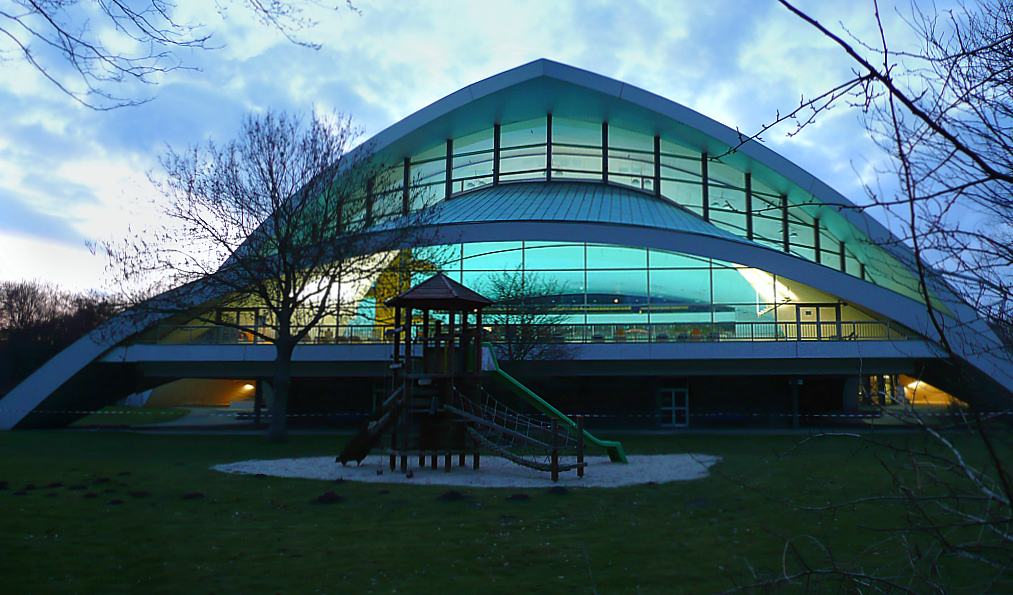
Stadionbad

Der künstlich angelegte 78 Hektar große Maschsee liegt südlich des Stadtzentrums in Sichtweite des Neuen Rathauses. Der See, der nach zweijähriger Bauzeit im Mai 1936 eröffnet wurde, ist das größte Gewässer der Stadt. Er hat keinen natürlichen Zu- und Ablauf und wird aus den nahe gelegenen Ricklinger Kiesteichen über ein Pumpwerk mit Wasser versorgt. Über zwei Segelschulen und mehrere Vereine ist Rudern und Segeln auf dem See möglich. Die üstra betreibt in den Sommermonaten mit vier Schiffen Fahrgastschifffahrt auf einem Rundkurs. Baden im See kann man am Südufer im Strandbad. Laut einem Ranking des Reiseportals holidu im Jahr 2020 gehört der Maschsee zu den beliebtesten Seen in Deutschland (Platz 9 von 3.070). Weitere Seen mit Freibademöglichkeiten sind der Altwarmbüchener See und der Sonnensee in Misburg sowie die Ricklinger Kiesteiche.
Im Stadtgebiet gibt es fünf Hallenbäder: Stadionbad, Vahrenwalder Bad, Nord-Ost-Bad, Stöckener Bad und Anderter Bad. Hinzu kommen das Fössebad in Limmer und das Misburger Bad als Hallen-Freibäder.
Von Mai bis September sind sechs Freibäder geöffnet: Lister Bad, Hainhölzer Naturbad, Ricklinger Bad, RSV-Bad Leinhausen, Volksbad Limmer und Kleefelder Bad (Annabad) im Hermann-Löns-Park.

#### Friedhöfe

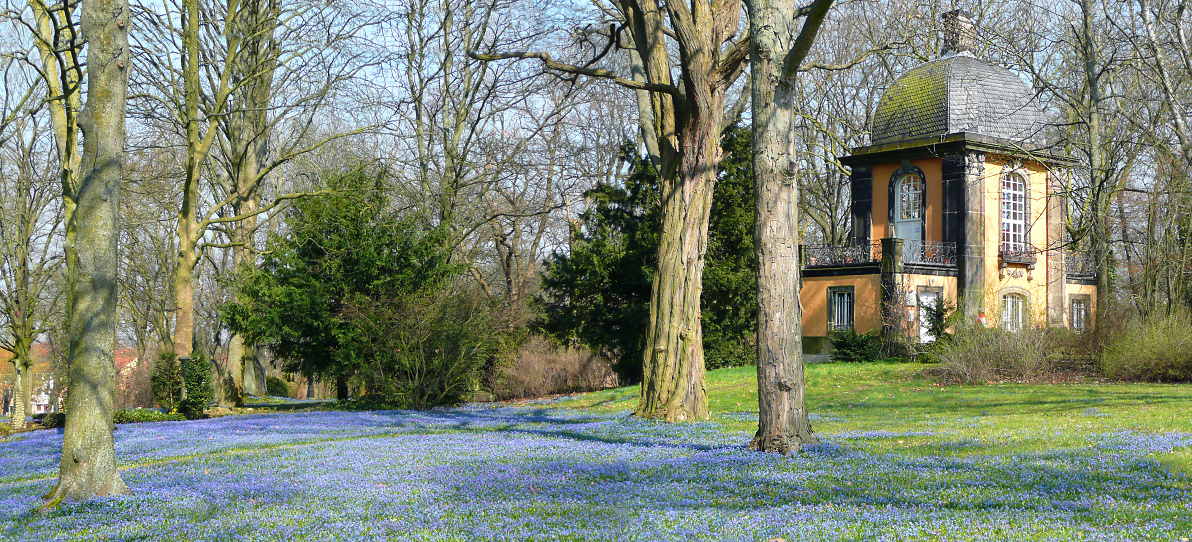
Scilla-Blüten auf dem Lindener Bergfriedhof

Zu Hannovers großen Friedhöfen zählen der Stadtfriedhof Engesohde als ältester Friedhof mit vielen Mausoleen und plastisch gestalteten Grabdenkmälern, der Stadtfriedhof Ricklingen, der Stadtfriedhof Seelhorst (mit 63 Hektar der größte), der Stadtfriedhof Stöcken und der 1968 angelegte und damit jüngste Stadtfriedhof Lahe. Der Gartenfriedhof, der St.-Nikolai-Friedhof (hier befindet sich mit der Ruine der Nikolaikapelle eines der ältesten Gebäude der Stadt), der Neustädter Friedhof, der Alte Jüdische Friedhof an der Oberstraße und der Jüdische Friedhof an der Strangriede sind stillgelegt und dienen als Park. Gleiches gilt für den Lindener Bergfriedhof, der im Frühjahr eine botanische Besonderheit bietet; hier blüht flächendeckend die leuchtend-blaue Scilla-Blüte als das blaue Wunder von Linden.

#### Grüner Ring
Auf dem Grünen Ring, einem seit 1995 eingerichteten Rundwander- und Fahrradweg, kann man entlang der Stadtgrenze die Stadt Hannover umrunden. Der Grüne Ring besteht aus einem Basisring von 80 Kilometer Länge sowie drei Umlandschleifen und zwei Innenschleifen. Der Basisring führt durch randständige Stadtteile sowie nahe Umlandgemeinden und Satellitenstädte.

## Kultur

### Museen und Galerien

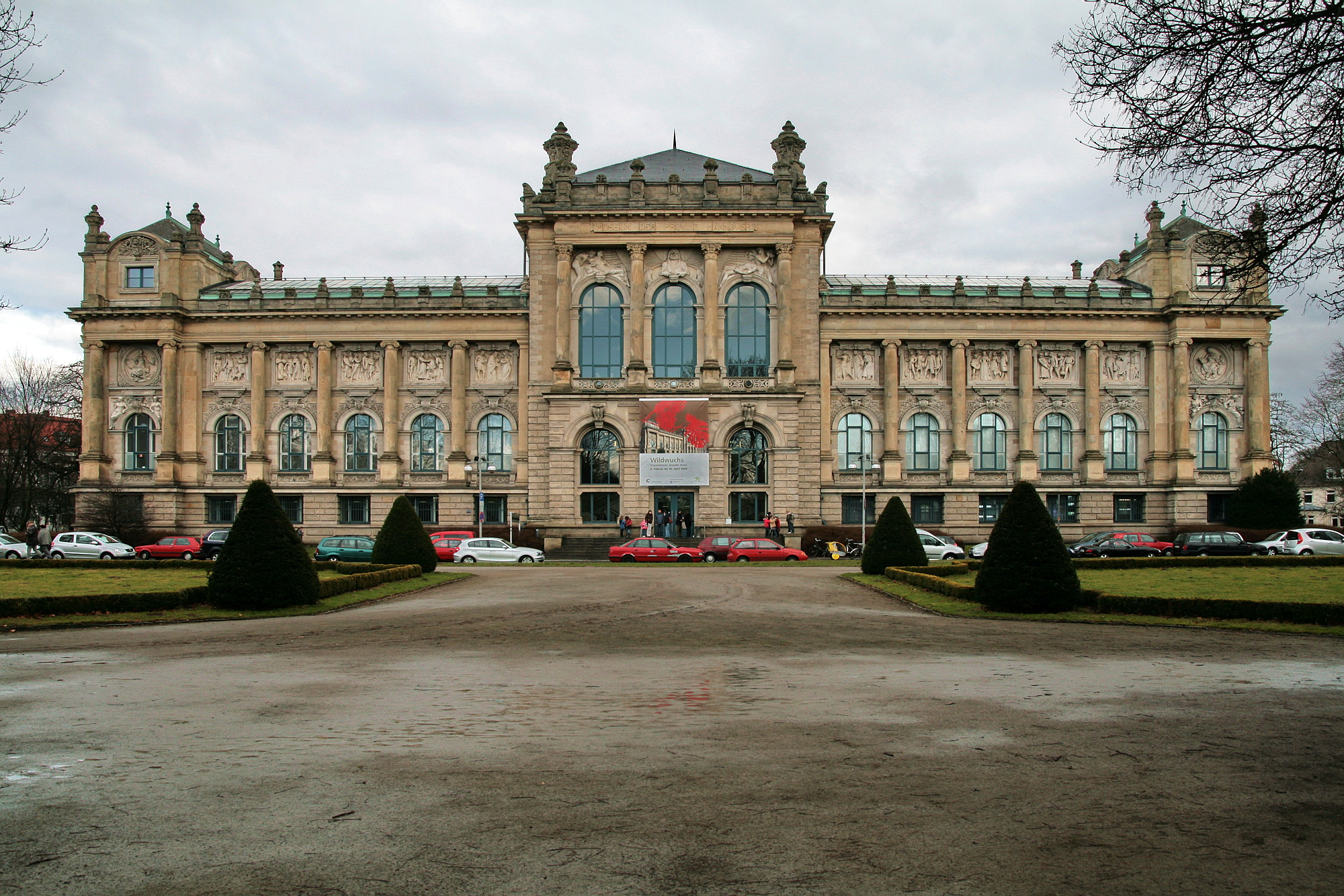
Niedersächsisches Landesmuseum

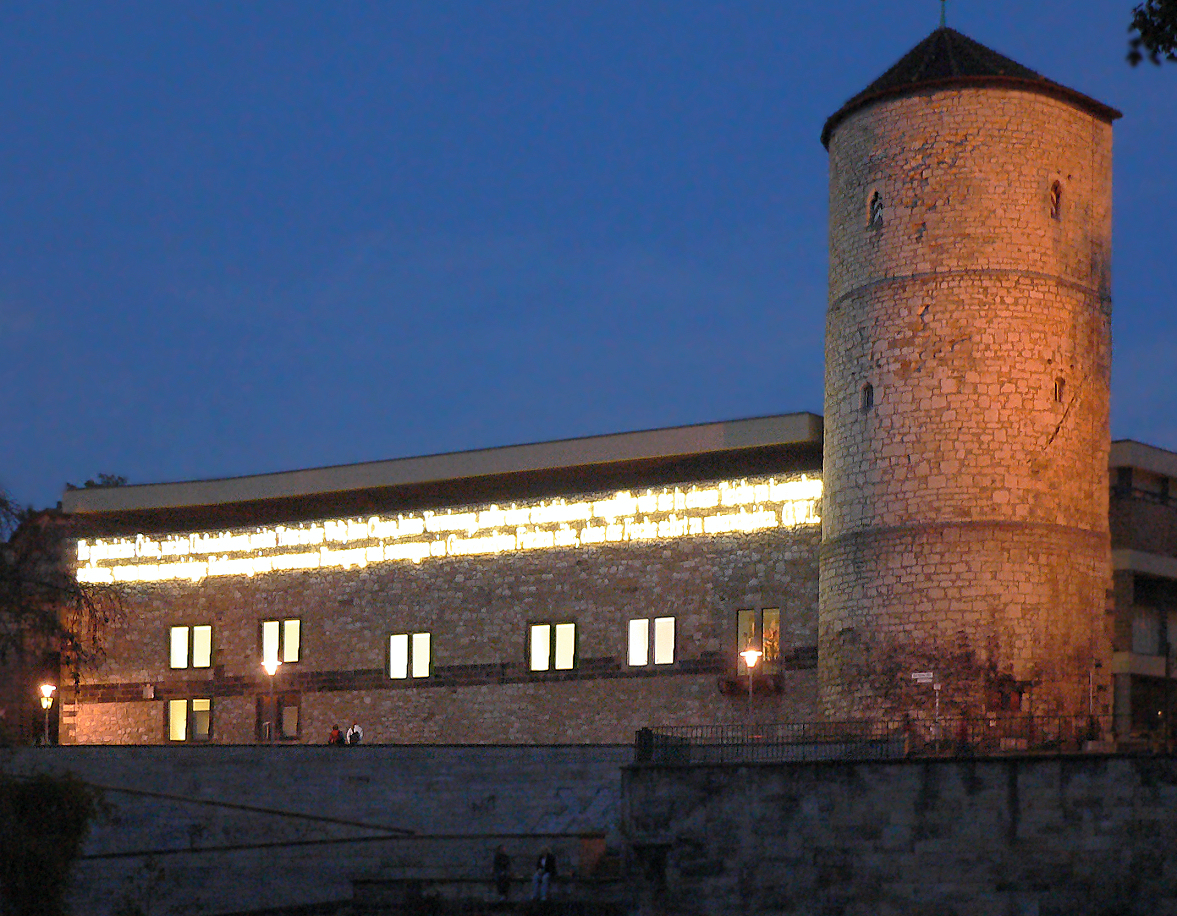
Historisches Museum mit beleuchtetem Leibniz-Zitat

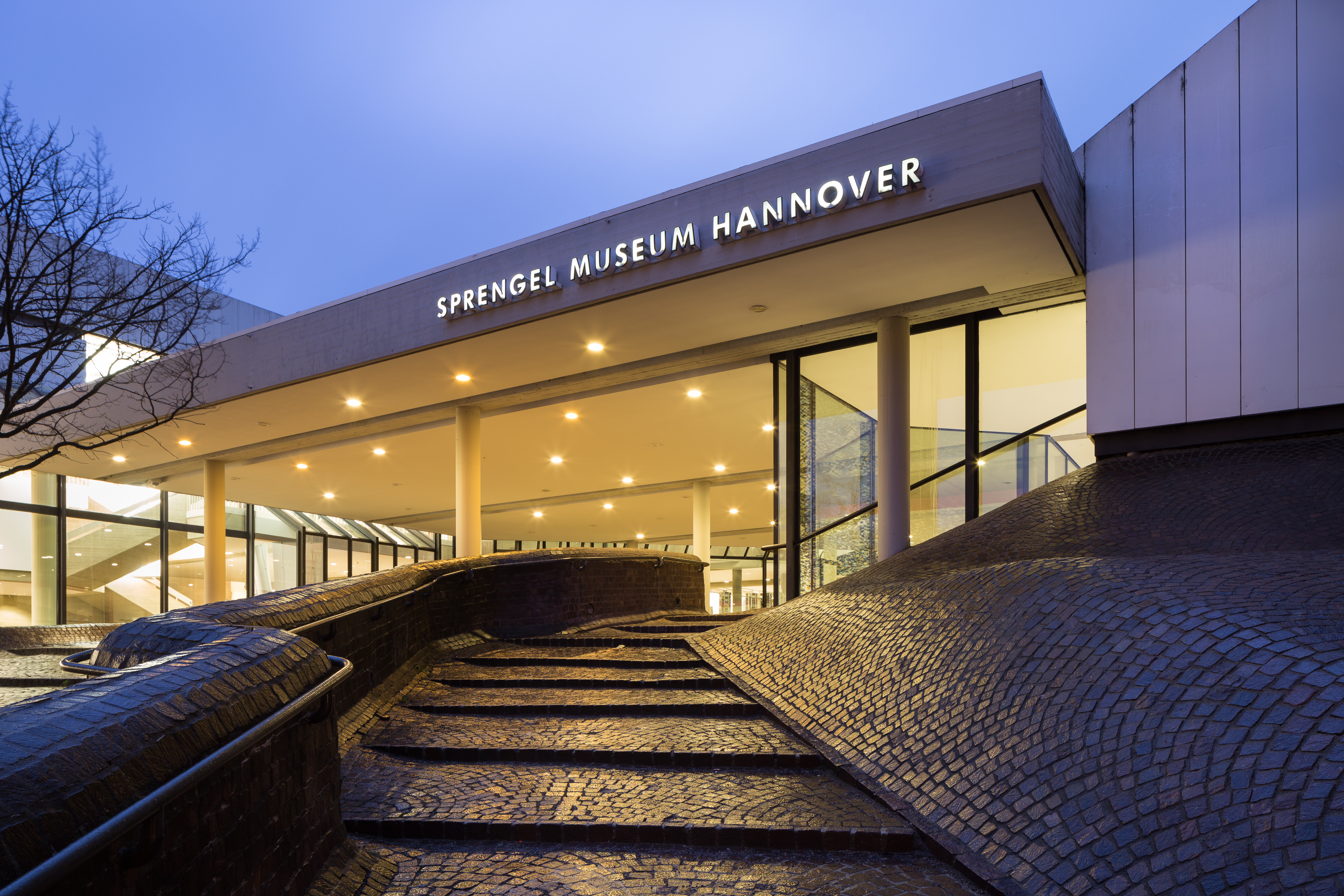
Sprengel-Museum

In Hannover befinden sich über 25 Museen, von denen acht Häuser zu den großen städtischen Museen zählen:
- Das Niedersächsische Landesmuseum hat drei Abteilungen: Die Kunstwelten zeigen zum einen die Landesgalerie mit der europäischen Kunst vom 11. bis zum 20. Jahrhundert einschließlich einer Sammlung des deutschen und französischen Impressionismus und einer der größten Sammlungen mittelalterlicher Kunst Deutschlands, zum anderen das Münzkabinett der früheren Könige von Großbritannien und Kurfürsten von Hannover. Die Naturwelten zeigen Zoologie, Botanik, Geologie und ein Vivarium mit 3.350 Fischen, Insekten, Amphibien, Spinnen und Echsen. Die Menschenwelten zeigen die Ur- und Frühgeschichte Niedersachsens sowie Kulturen aus aller Welt, darunter ein japanisches Teehaus. Die Ursprünge des Museums gehen bis in das Jahr 1856 zurück, das heutige Museum wurde 1902 errichtet.
- Das Historische Museum erzählt die Geschichte Hannovers von der mittelalterlichen Siedlung honovere über die Residenzstadt bis zum heutigen Messestandort. Einen Schwerpunkt bildet die Zeit zwischen 1714 und 1837, als das Kurfürstentum Hannover in Personalunion mit dem britischen Königreich regiert wurde. Der benachbarte Beginenturm ist mit dem Museum verbunden und begehbar. Das Museum wurde 1903 als „Vaterländisches Museum“ an anderer Stelle eröffnet und zog 1966 in das heutige Gebäude.
- Das Museum Schloss Herrenhausen wurde 2013 eröffnet und gehört zum Historischen Museum; es stellt Personen des Welfenhauses und der Gartenarchitektur vor und beleuchtet den Zusammenhang der sozialen und geistigen Voraussetzungen des Barock mit der Herrenhäuser Gartengestaltung. Der dritte Museumsteil zeigt die Entwicklung der Herrenhäuser Gärten von der Aufklärung bis zur Gegenwart.
- Das 1889 eröffnete Museum August Kestner zeigt 6000 Jahre angewandte Kunst in vier Sammlungsbereichen: Antike Kulturen, Ägyptische Kulturen, die größte Münzsammlung Norddeutschlands mit rund 1000 Stücken und angewandte Kunst. Die Bestände griechischer Vasen und etruskischer Kunst besitzen Weltrang. Die Gemmen-Sammlung zählt zu den größten in Deutschland.
- Das Sprengel Museum wurde 1979 eröffnet und präsentiert die Kunst des 20. Jahrhunderts. Schwerpunkt sind die klassische Moderne mit der Sammlung von Kurt Schwitters, Werken des Deutschen Expressionismus und des französischen Kubismus, dem Kabinett der Abstrakten, der Grafik und der Abteilung Fotografie und Medien. Das Museum zeigt ferner besondere Beispiele der Abstrakten, der Konzeptkunst und der Minimal Art, des Informel und des Nouveau Réalisme mit der Schenkung von Niki de Saint Phalle. 2017 wurde das Museum von Kunstkritikern der deutschen Sektion des internationalen Kunstkritikerverbandes (AICA) zum Museum des Jahres gewählt.
- Das Wilhelm-Busch-Museum, das Deutsche Museum für Karikatur und Zeichenkunst in Herrenhausen, zeigt dauerhaft Sammlungen zu Wilhelm Busch und zur Karikatur und kritischen Grafik. Darüber hinaus gibt es ständig wechselnde Ausstellungen (Cartoons, Comics und Karikaturen) zeitgenössischer Künstler aus dem In- und Ausland. Die Gründung des Museums geht auf das Jahr 1937 zurück.
- Die Kestner Gesellschaft wurde 1916 gegründet und zeigt Ausstellungen der klassischen Moderne und der zeitgenössischen Kunst. Schwerpunkte sind Film, Video, zeitgenössische Musik und Architektur, zudem werden raumgreifende Installationen und umfassende Präsentationen zeitgenössischer Malerei, Skulpturen und Videokunst ausgestellt.
- Der Kunstverein Hannover, 1832 als einer der ersten Kunstvereine in Deutschland gegründet, hat seinen Sitz im Künstlerhaus Hannover. Pro Jahr werden sechs bis acht international orientierte monografische und thematische Ausstellungen gezeigt.

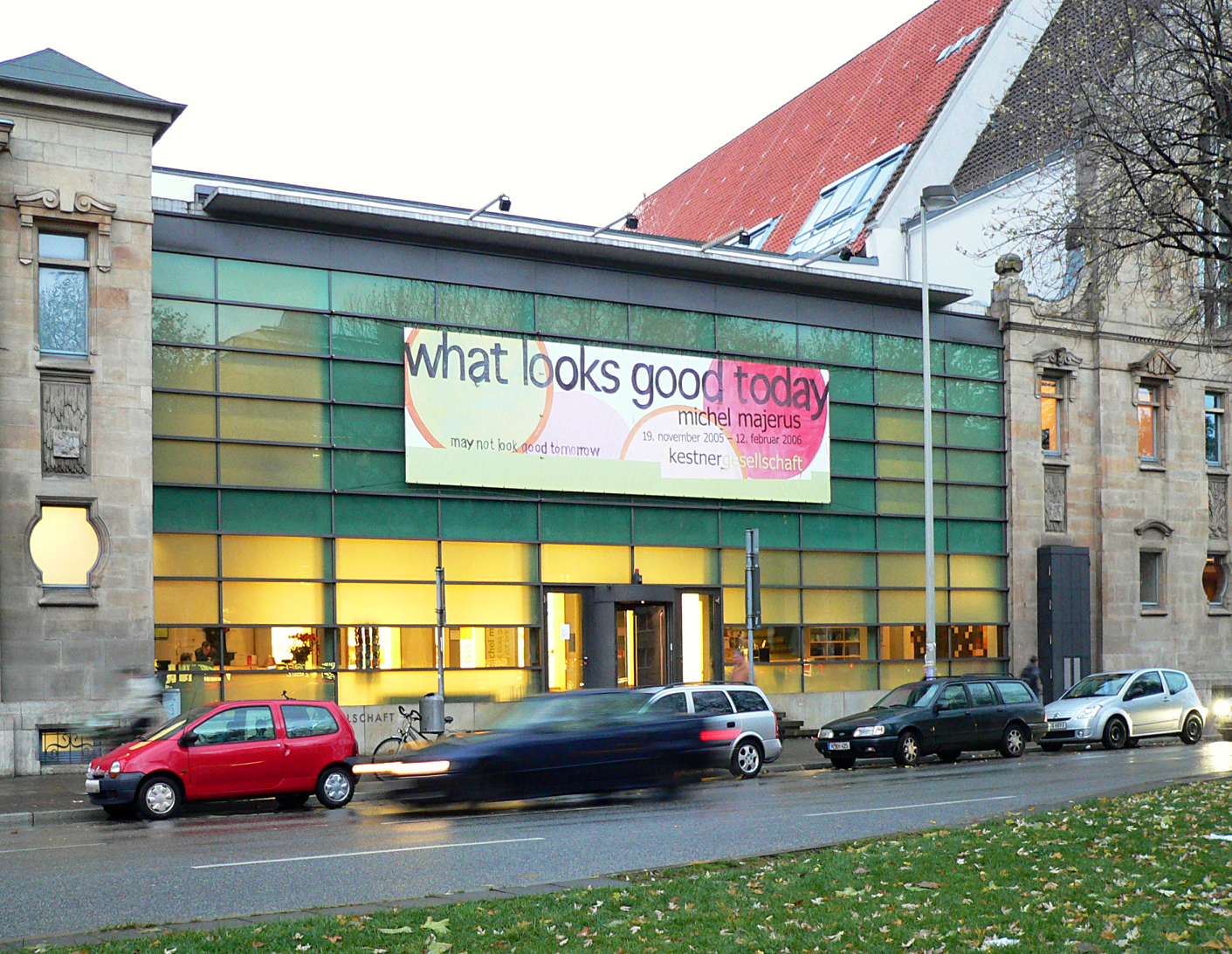
Kestner Gesellschaft

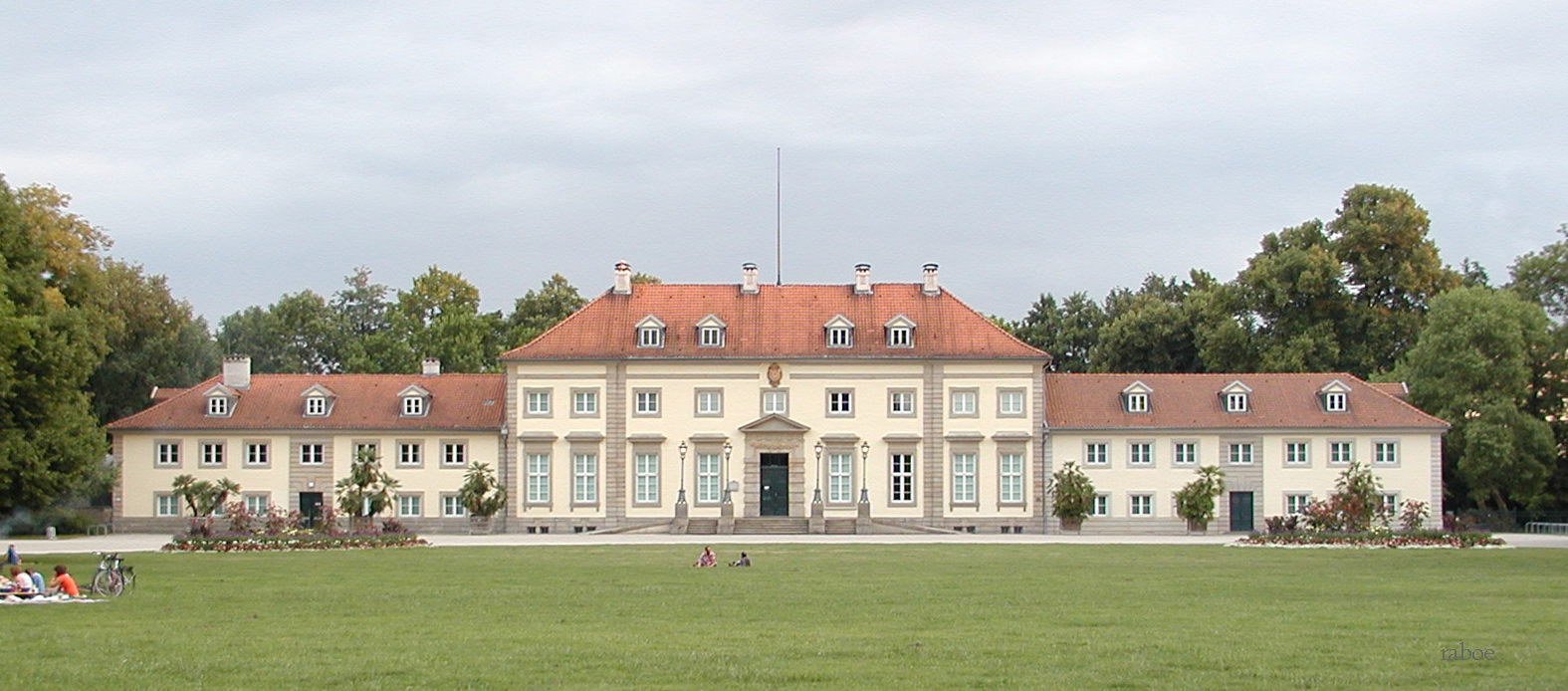
Wilhelm Busch – Deutsches Museum für Karikatur und Zeichenkunst

Zu den weiteren, hauptsächlich privat geführten Museen gehört das 1995 eröffnete Blindenmuseum Hannover, dass neben dem Berliner Pendant das einzige in Deutschland ist. Das 2002 eröffnete Exposeeum ist das Museum der Weltausstellung Expo 2000 und befindet sich an der EXPO-Plaza. Das 1973 gegründete Veterinärmedizinhistorische Museum befindet sich in der Tierärztlichen Hochschule Hannover. Textiles aus aller Welt gibt es seit 2007 im Museum für textile Kunst zu sehen. Das Buchdruck-Museum ist eingerichtet wie eine Lindener Hinterhofdruckerei der 1950er Jahre und das Heimatmuseum Ahlem befasst sich seit 2001 mit der Geschichte dieses Stadtteils. Das Potzlach-Museum zeigt seit 2017 die Werke von Walter Reinhardt und der Pelikan-Tintenturm zeigt wechselnde Ausstellungen zur Firmengeschichte von Pelikan, aber auch andere Kunstausstellungen. Die Gedenkstätte Ahlem in der ehemaligen Israelitischen Gartenbauschule dokumentiert seit 1987 im Wesentlichen die Geschichte der Juden in Hannover und im ehemaligen Landkreis. Weitere Museen sind das 2014 eröffnete Kindermuseum Zinnober, das 2012 eröffnete Steinhoff Designmuseum, das Friedhofsmuseum Hannover (seit 2006), Deutschlands größtes Videospielmuseum Hi-Score, das Haus der Religionen, das ZeitZentrum Zivilcourage, das Werksmuseum Eisen und Stahl und seit 2010 das Küchenmuseum WOK – World of Kitchen. Die Rosebusch Verlassenschaften befinden sich vor und in einer alten Turbinenhalle. Das Kesselhaus Linden ist ein zugängliches Industriedenkmal (im authentischen Zustand von 1943) der ehemaligen Bettfedernfabrik Werner & Ehlers mit einem original erhaltenen Dreitrommel-Steilrohrkessel.
In Hannover befinden sich außerdem über 30 Kunstgalerien, dazu zählen die Hannover Gallery mit einer Dauerausstellung von Bruno Bruni, die Galerie Koch, die Galerie Robert Drees, die Lumas Galerie Hannover, der Kunstraum Friesenstraße, die Kunsthalle Faust, der Schauplatz für regionale Kunst im Haus der Region Hannover und die GAF – Galerie für Fotografie in der Eisfabrik. Die Städtische Galerie KUBUS ist seit 1965 ein Forum zeitgenössischer Kunst. Es werden Einzel- oder Gruppenausstellungen insbesondere hannoverscher Künstler präsentiert.
Für Weltrauminteressierte gibt es seit 1968 die Volkssternwarte Hannover auf dem Lindener Berg und seit 1963 das Planetarium in der Bismarckschule in der Nähe des Maschsees.
Jedes Jahr finden im Juni seit 1999 die Lange Nacht der Museen und im September seit 1998 der Zinnober-Kunstvolkslauf statt.

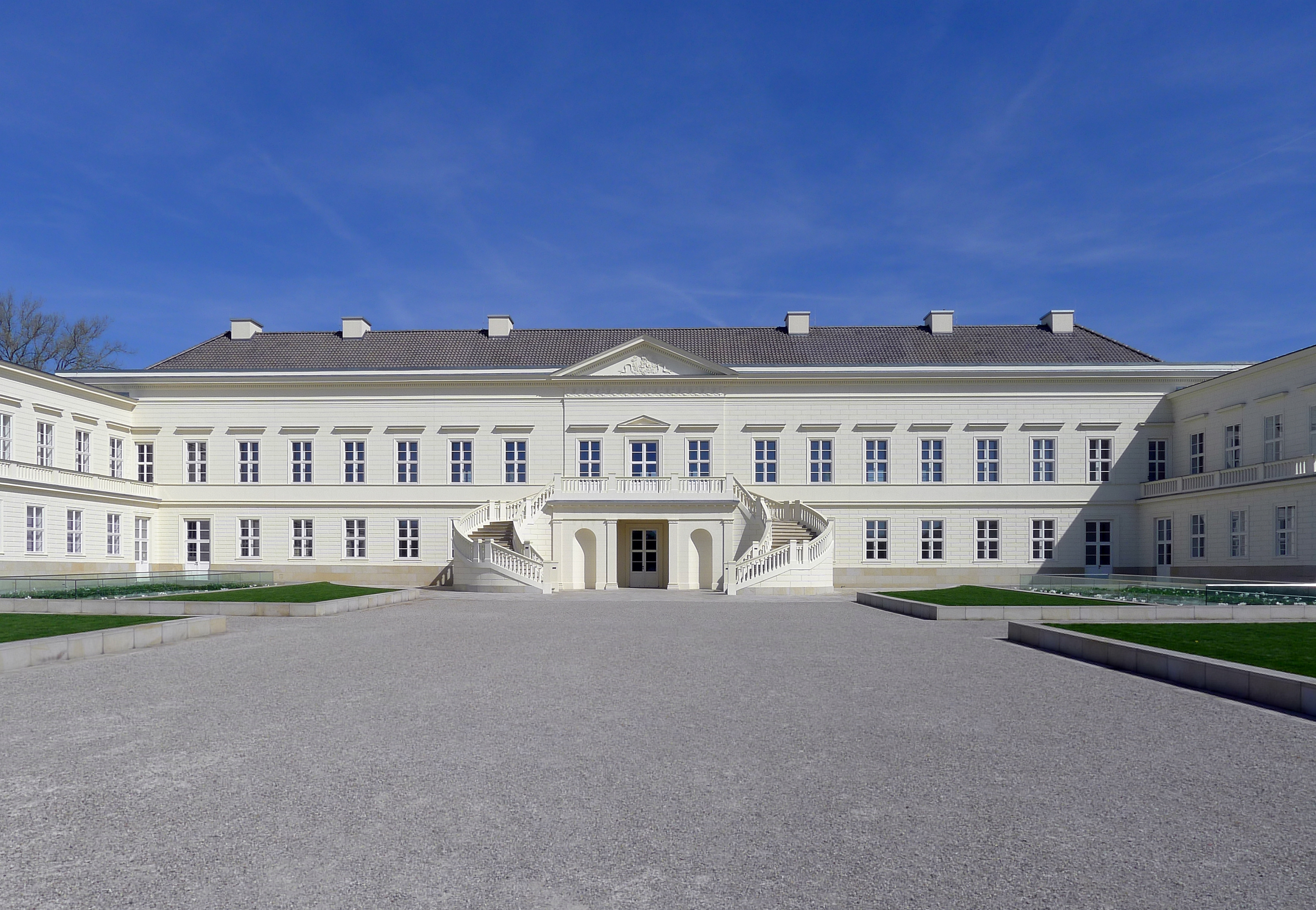
Museum Schloss Herrenhausen
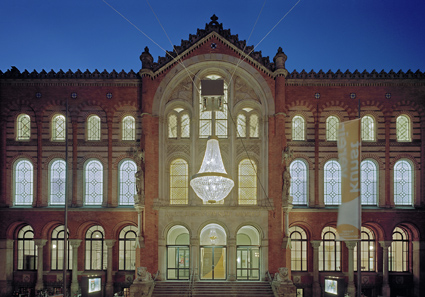
Kunstverein Hannover im Künstlerhaus
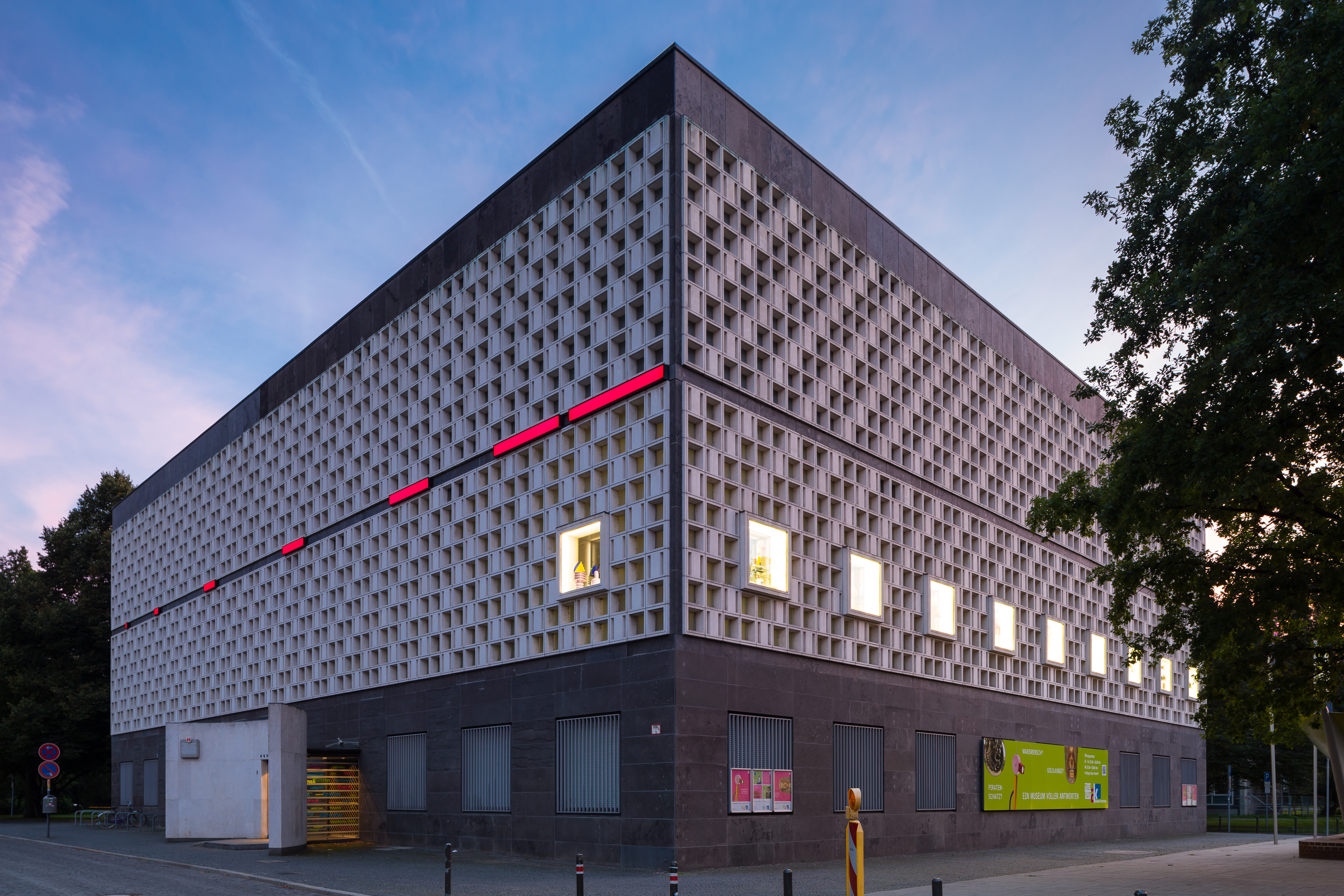
Museum August Kestner
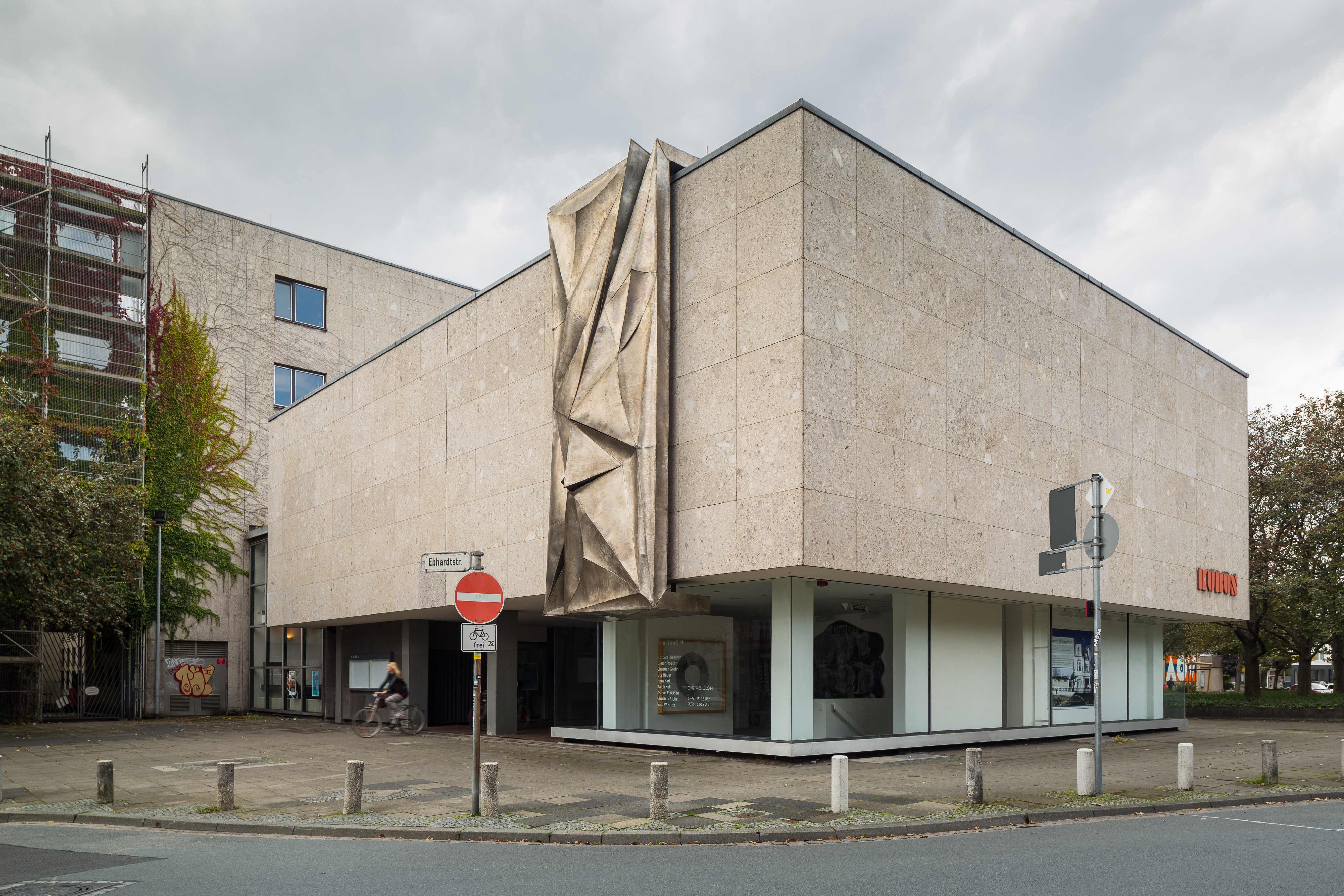
Städtische Galerie KUBUS
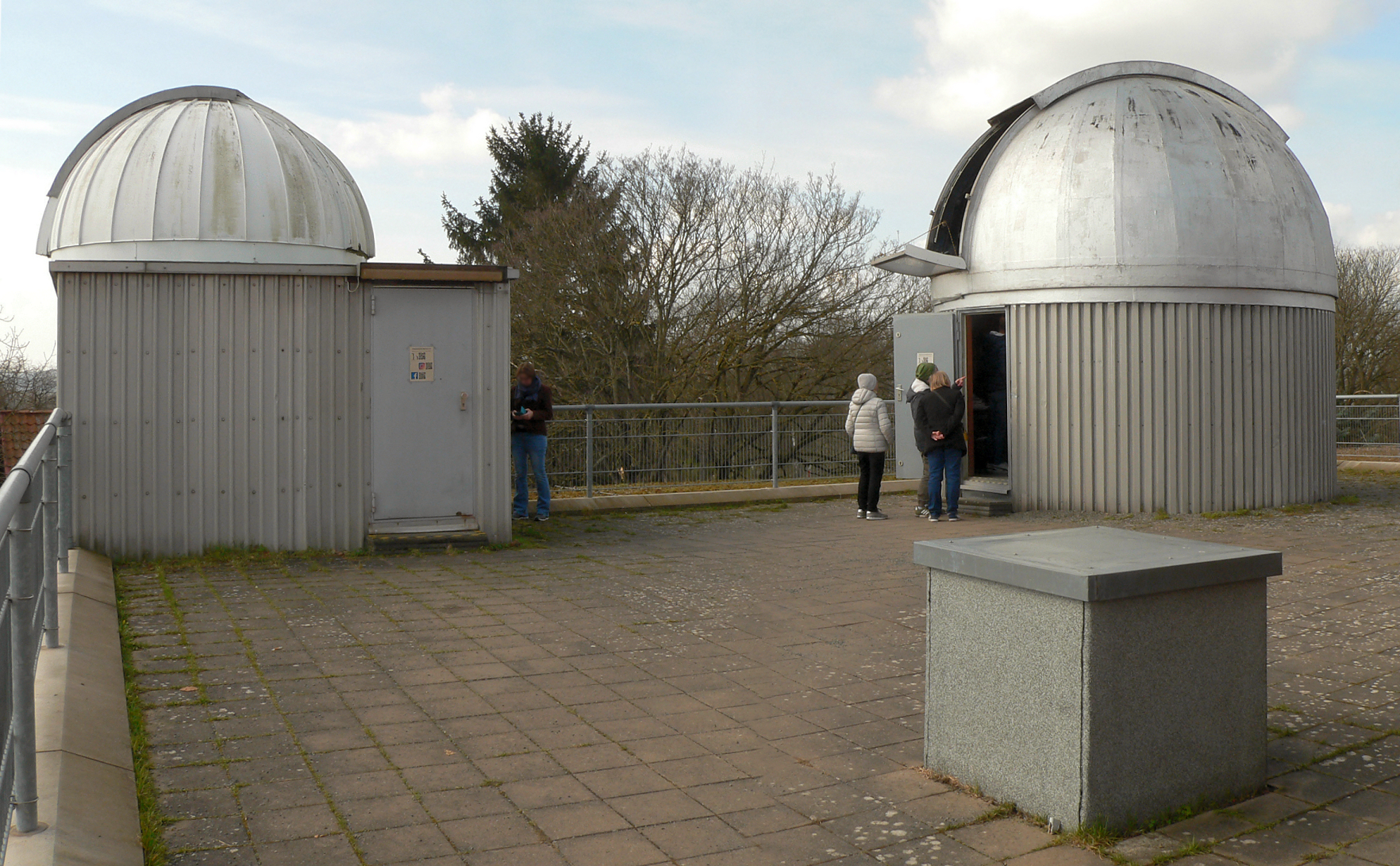
Volkssternwarte Hannover

#### Ehemalige Museen
Von 2000 bis 2011 gab es in Hannover die Polizeigeschichtliche Sammlung Niedersachsen, die nach Nienburg/Weser umzog. Weitere ehemalige Museen sind das Herrenhausen-Museum (das Museum befand sich im Fürstenhaus), das Hammermuseum, das Orientteppichmuseum in der Georgstraße und das „M(a)useum“ (Uli-Stein-Museum) in der Grupenstraße. Das Museum für Energiegeschichte(n) zeigte von 1979 bis 2021 Exponate aus rund 300 Jahren Elektrizitätsanwendung. Von 1928 bis 2025 gab es das Theatermuseum Hannover, das eine ständige Ausstellung zur Geschichte des hannoverschen Theaters vom 17. Jahrhundert bis heute zeigte. Der Besucher bekam einen Einblick in die Arbeit der Theaterwerkstätten sowie in Oper, Schauspiel, Ballett und Konzert. Das Feuerwehrmuseum Hannover zeigte von 1980 bis 2021 die Geschichte der hannoverschen Feuerwehr und des Brandschutzwesens.

### Theater, Oper und Tanz

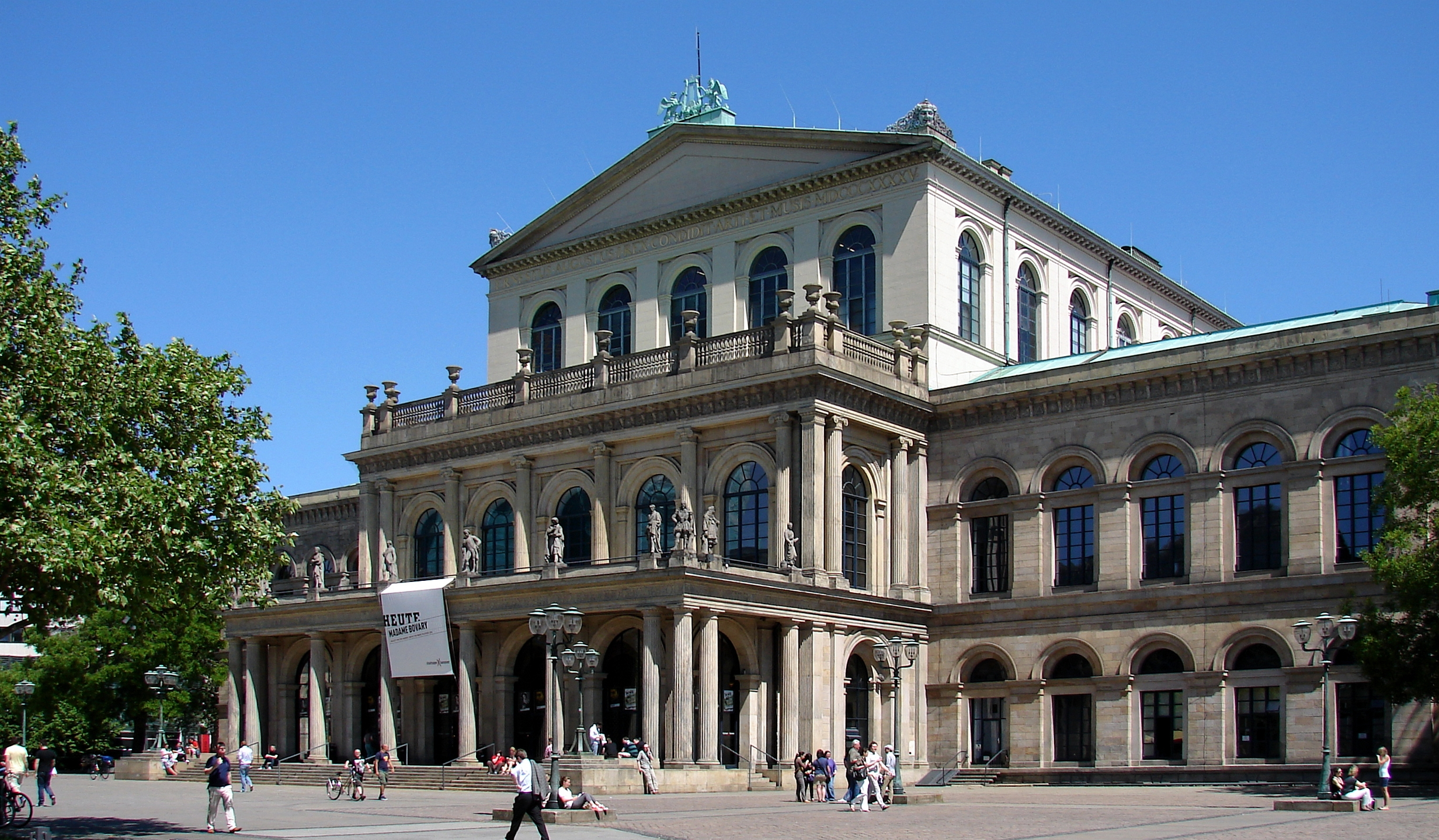
Opernhaus Hannover, errichtet nach Plänen von Georg Ludwig Friedrich Laves

In Hannover befinden sich über dreißig Theater sowie eine große Anzahl freier Theatergruppen ohne festen Spielort.

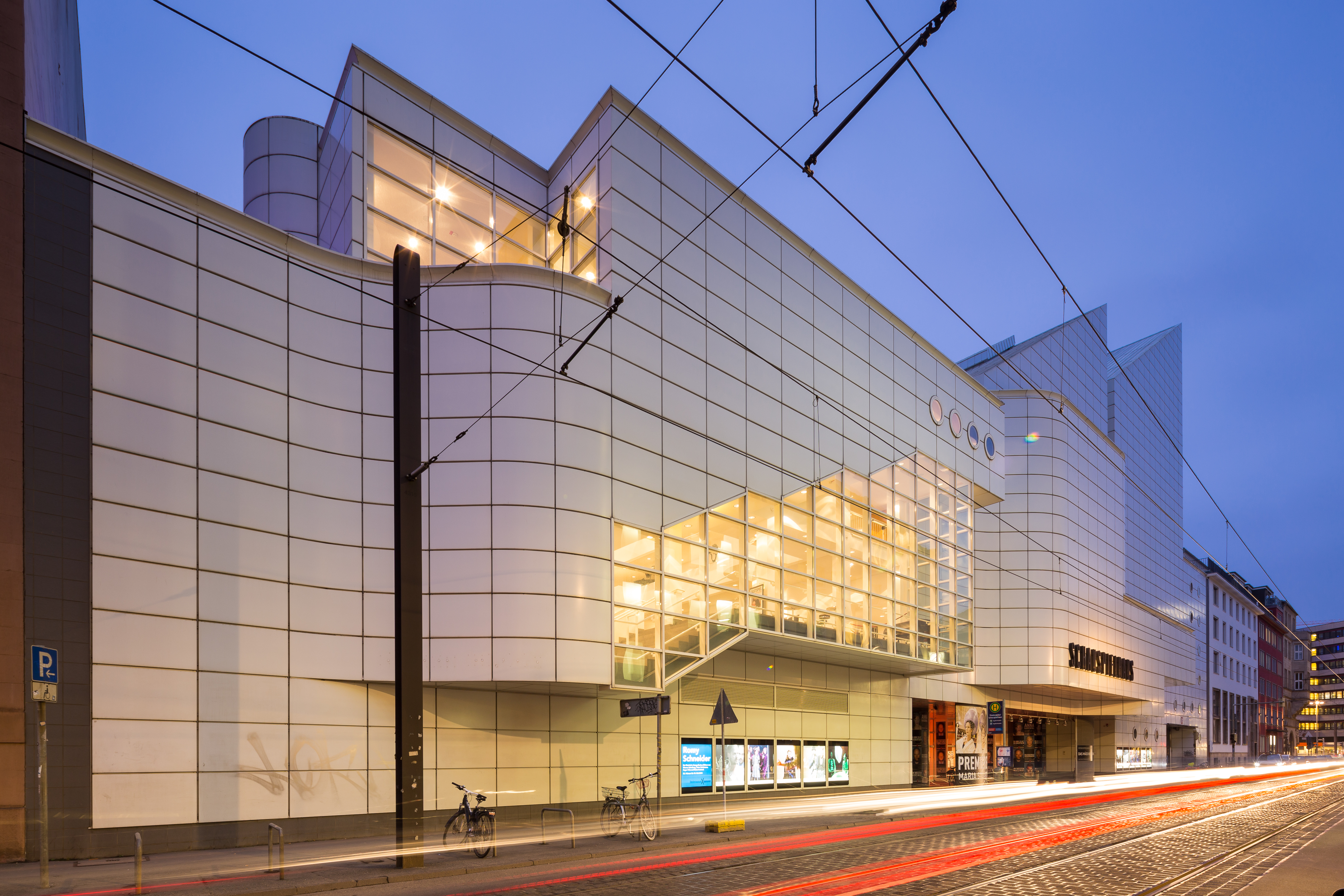
Schauspielhaus Hannover

Das Niedersächsische Staatstheater (gegründet 1852 als Königliches Hoftheater) ist ein Mehrspartentheater. Die Sparte „Schauspiel“ (genannt Schauspiel Hannover) bespielt das Schauspielhaus Hannover und die Sparte „Oper“ (genannt Staatsoper Hannover) bespielt das Opernhaus. Die Staatsoper Hannover gewann 2020 den internationalen „Oper!-Award“ als „Opernhaus des Jahres“. Das „Junge Schauspiel“ und die „Junge Oper“ bespielen den Ballhof eins und den Ballhof zwei und die Cumberlandsche Bühne (in der Cumberlandschen Galerie) wird für kleine Produktionen und Lesungen genutzt. Das Klassik Open Air im Maschpark (bis 2019 NDR Klassik Open Air) ist eine Open-Air-Oper, die seit 2014 veranstaltet und auch im Fernsehen übertragen wird, bis 2019 im NDR und seit 2021 auf Arte und 3sat. Zu den berühmten Schauspielern, die auf Hannovers Bühnen debütierten, gehören Theo Lingen und Wolfgang Völz. 1688 wurde Agostino Steffani Opernkapellmeister. Seine Oper Enrico Leone wurde 1689 in Hannover uraufgeführt. Ab 1831 war Heinrich August Marschner Hofkapellmeister am Leineschloss, zwei seiner Opern wurden in Hannover uraufgeführt.
Das Gartentheater (Open-Air-Heckentheater) im Großen Garten wird für verschiedene Theaterproduktionen genutzt.
Das Neue Theater gegenüber vom Opernhaus ist Hannovers Boulevardtheater. Das Theater am Aegi hat kein eigenes Ensemble und ist Aufführungsort von Tourneekünstlern und -ensembles.

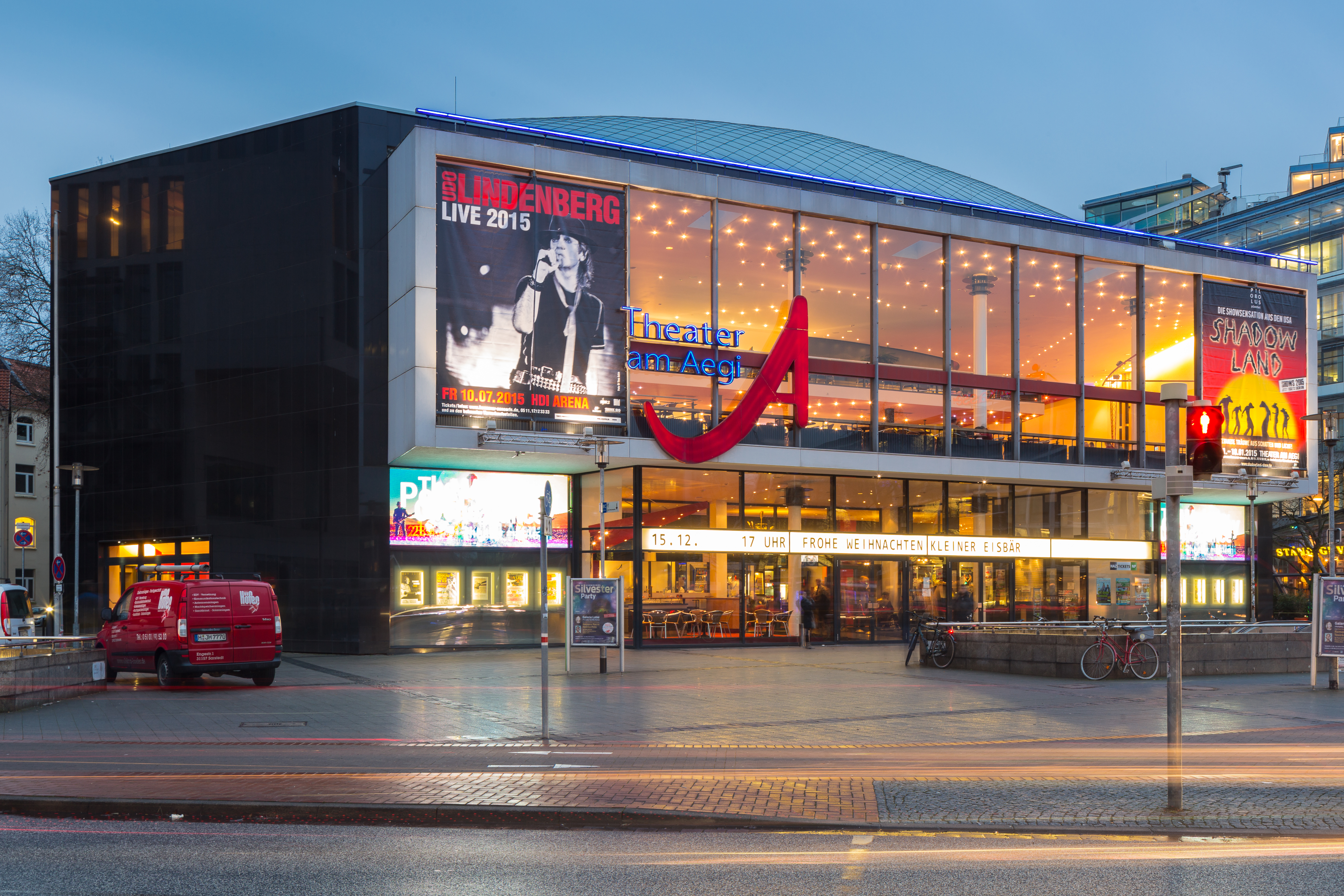
Theater am Aegi

Neben den klassischen Theatern gibt es eine vielfältige freie Theaterszene. Unter dem Label „Freies Theater Hannover“ haben sich folgende Theater zusammen getan: „Commedia Futura“ und „Landerer & Company“ in der Eisfabrik, das „Theater Fenster zur Stadt“ in der Alten Tankstelle, das „Figurentheater Neumond“ im Theatrio-Figurentheaterhaus, das „Klecks-Theater“ im Kindertheaterhaus, das „Theater an der Glocksee“, das „Quartier Theater“, das „Theater in der List“, die „Theaterwerkstatt Hannover“ im Pavillon sowie einige Ensembles ohne festen Spielort.
Zu den weiteren freien Theatern gehören unter anderem die Hinterbühne mit dem Theater Flunderboll in der Südstadt, das Studiotheater der Hochschule für Musik, Theater und Medien an der EXPO-Plaza, das Merz Theater, das Theater Nordstadt in der Bürgerschule, die Hannoverschen Kammerspiele im Alten Magazin, die Warenannahme auf dem Faust-Gelände und das Mittwochtheater auf dem Lindener Berg.
Mit der Langen Nacht der Theater und dem Festival Theaterformen (im Wechsel mit Braunschweig) gibt es zwei Veranstaltungen, die mehrere Aufführungsorte und Ensembles verbinden.
Tanz- und Ballettaufführungen werden durch die Ballettsparte des niedersächsischen Staatstheaters (genannt Staatsballett Hannover) im Opernhaus gezeigt. Im freien Bereich gibt es die Compagnie Fredeweß im Ahrbergviertel. Mit den Oster-Tanz-Tagen und dem internationalen Wettbewerb für Choreografen gibt es jährlich zwei internationale Veranstaltungen im Bereich Tanz. Das internationale Tanzfestival Tanztheater International wurde von 1985 bis 2022 veranstaltet.

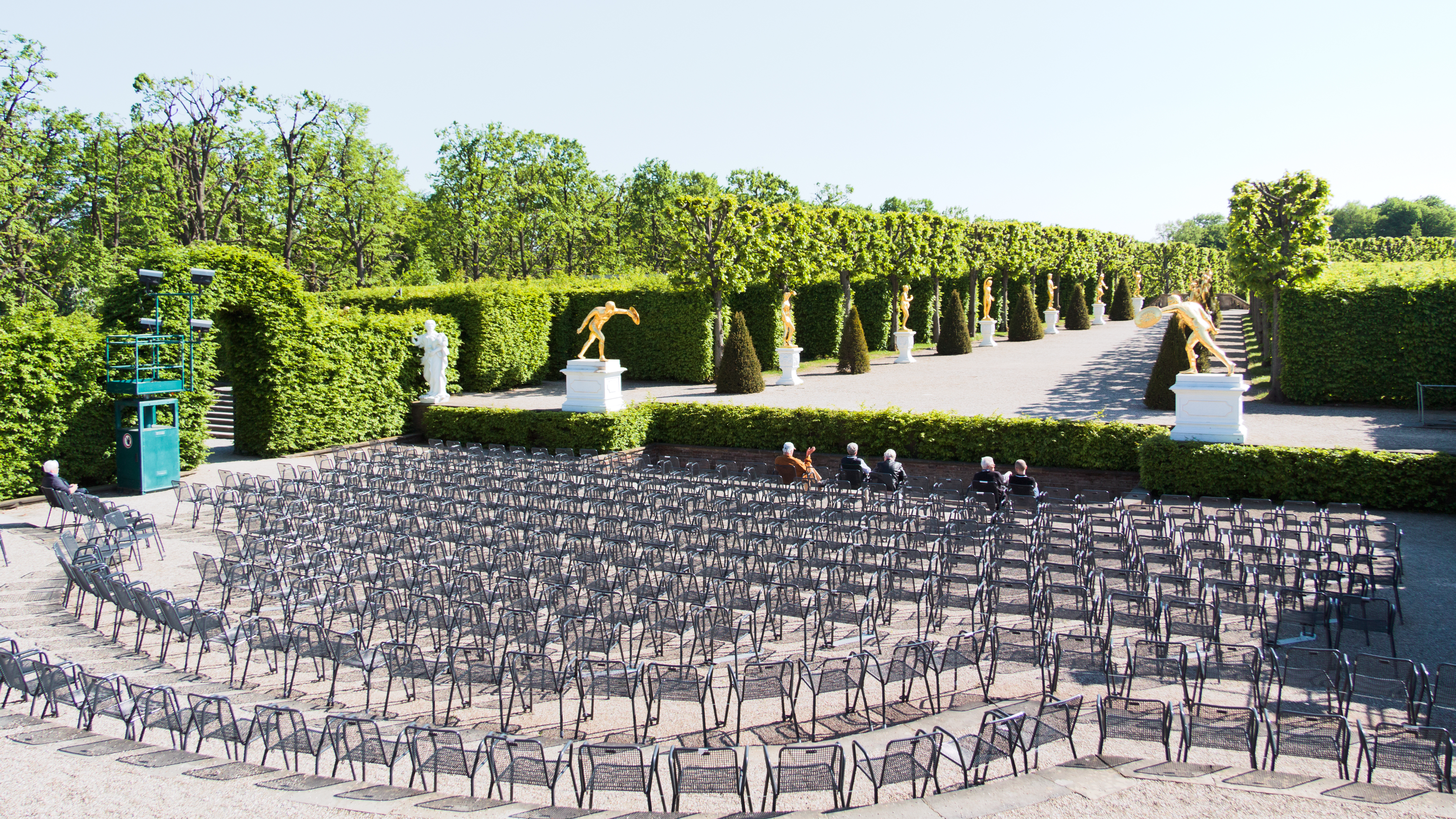
Gartentheater in den Herrenhäuser Gärten
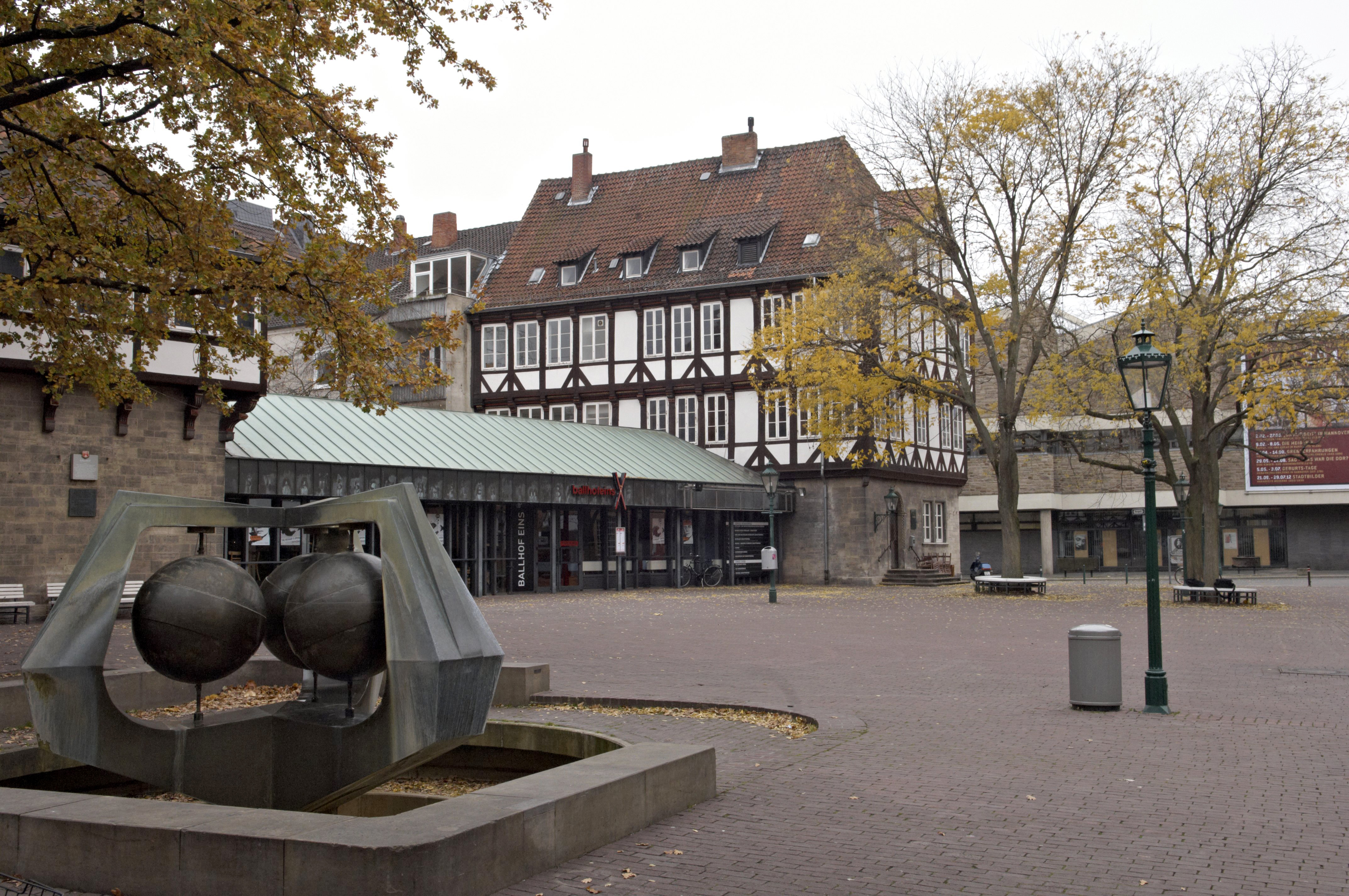
Ballhof mit Ballhof eins
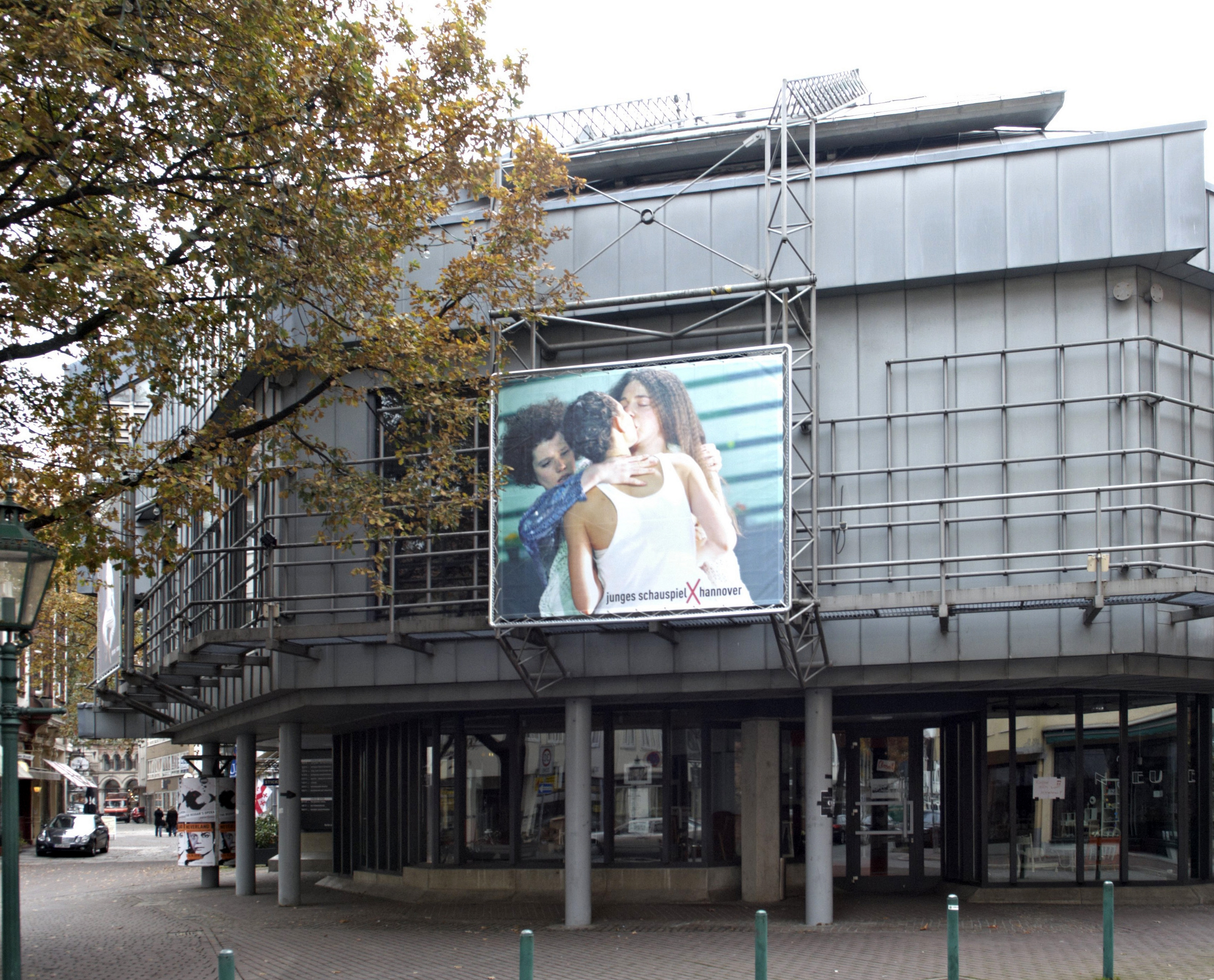
Ballhof zwei
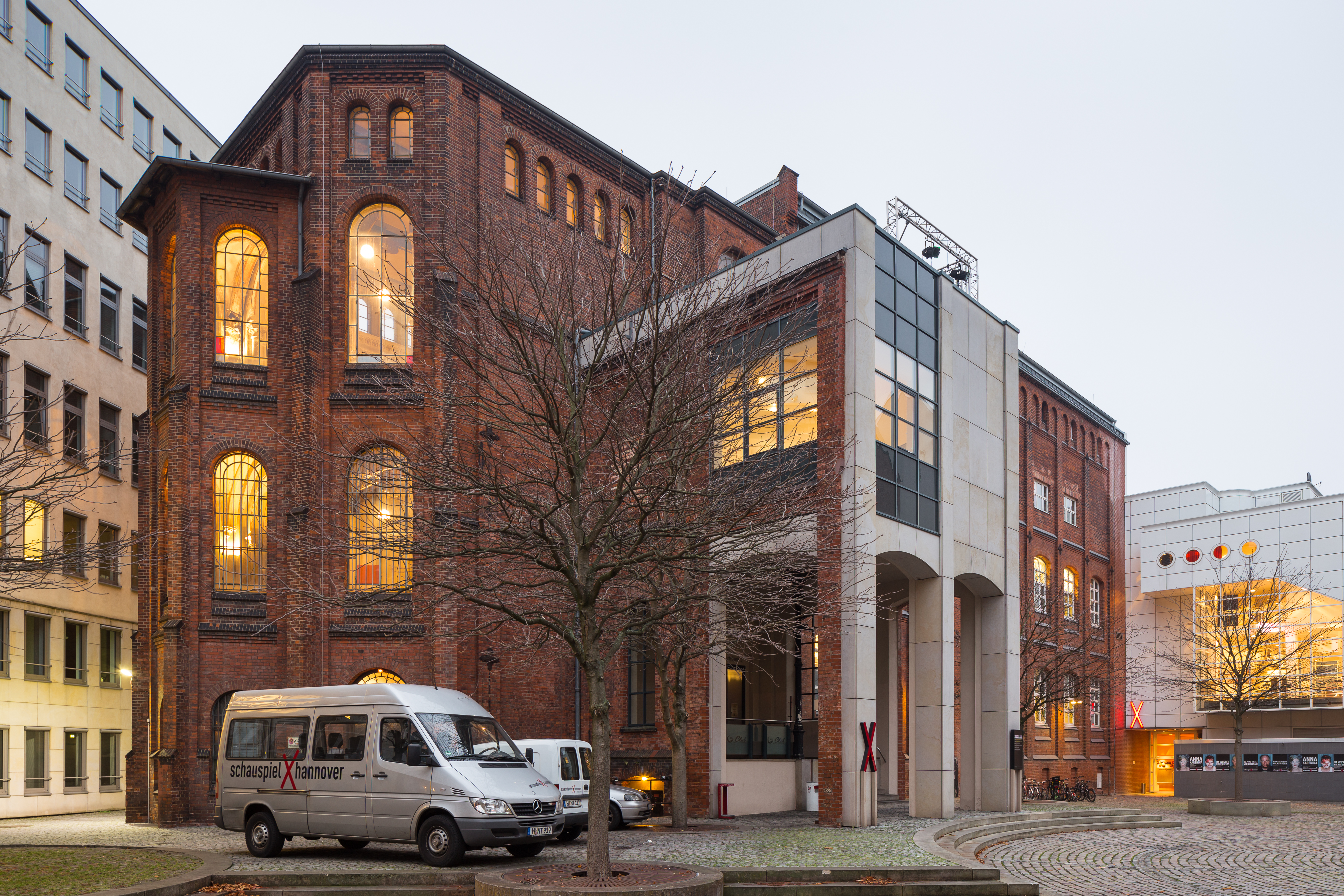
Cumberlandsche Galerie
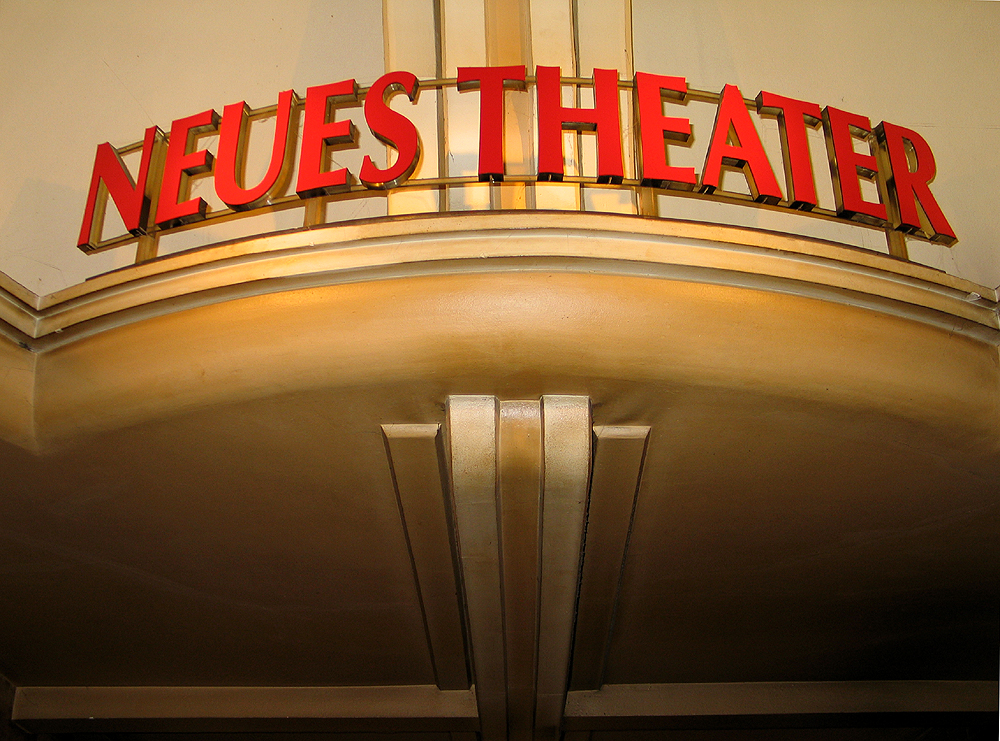
Neues Theater

#### Kleinkunst und Kabarett

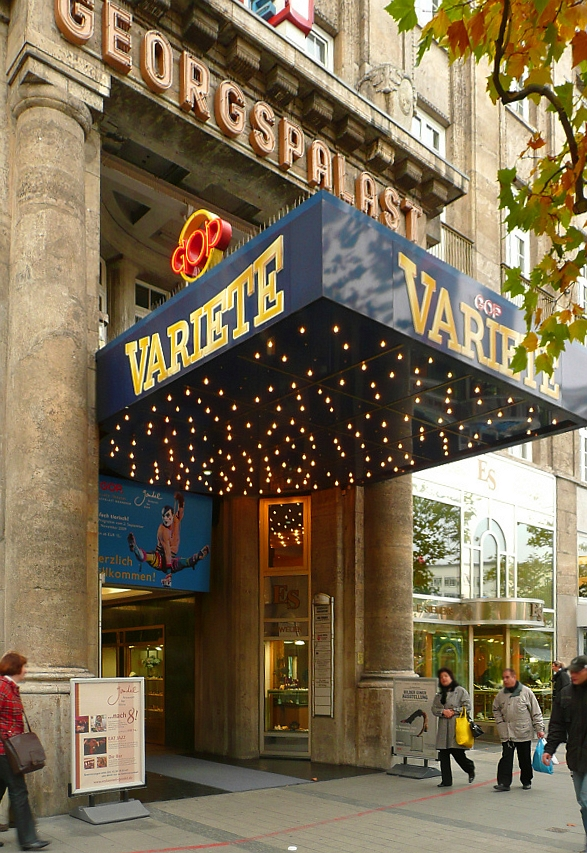
GOP Varieté-Theater im Georgspalast

Kleinkunst wird unter anderem seit Mitte der 1920er Jahre (mit Unterbrechung) im GOP Varieté-Theater Hannover gezeigt. Es ist nicht nur das einzige Varieté-Theater in Deutschland, welches sich noch am Originalschauplatz der 1920er bis 1950er Jahre befindet, sondern auch das Stammhaus der bundesweit agierenden GOP Entertainment Group. Nicht nur auf Grund des „GOP“ gilt Hannover als eine Hochburg der Kleinkunstszene. Zahlreiche Bühnen, wie die Kleinkunstbühne Hannover, die Marlene, das Kanapee oder das Uhu-Theater für Kleinkunst haben sich auf Kleinkunst spezialisiert. In der Orangerie Herrenhausen findet jedes Jahr das vom GOP organisierte Wintervariete statt und das Rampenlicht Variete bespielt ein Zirkuszelt hinter dem Haus der Jugend. Desimo’s Spezial Club im Lindener Apollokino bietet seit 2002 Comedians eine Bühne. Als Höhepunkt der hannoverschen Kleinkunstszene gilt das Mitte der 1980er Jahre entwickelte Kleine Fest im Großen Garten. Es ist ein internationales Kleinkunstfestival mit Künstlern aus rund 20 Ländern auf 25 Bühnen und findet jährlich im Juli statt.
Politisches Kabarett wird seit 1987 auf Hannovers Kabarettbühne im Theater am Küchengarten (TAK) gezeigt, der Vorgänger war von 1975 bis 1987 das heute nicht mehr existierende Theater an der Bult (TAB).

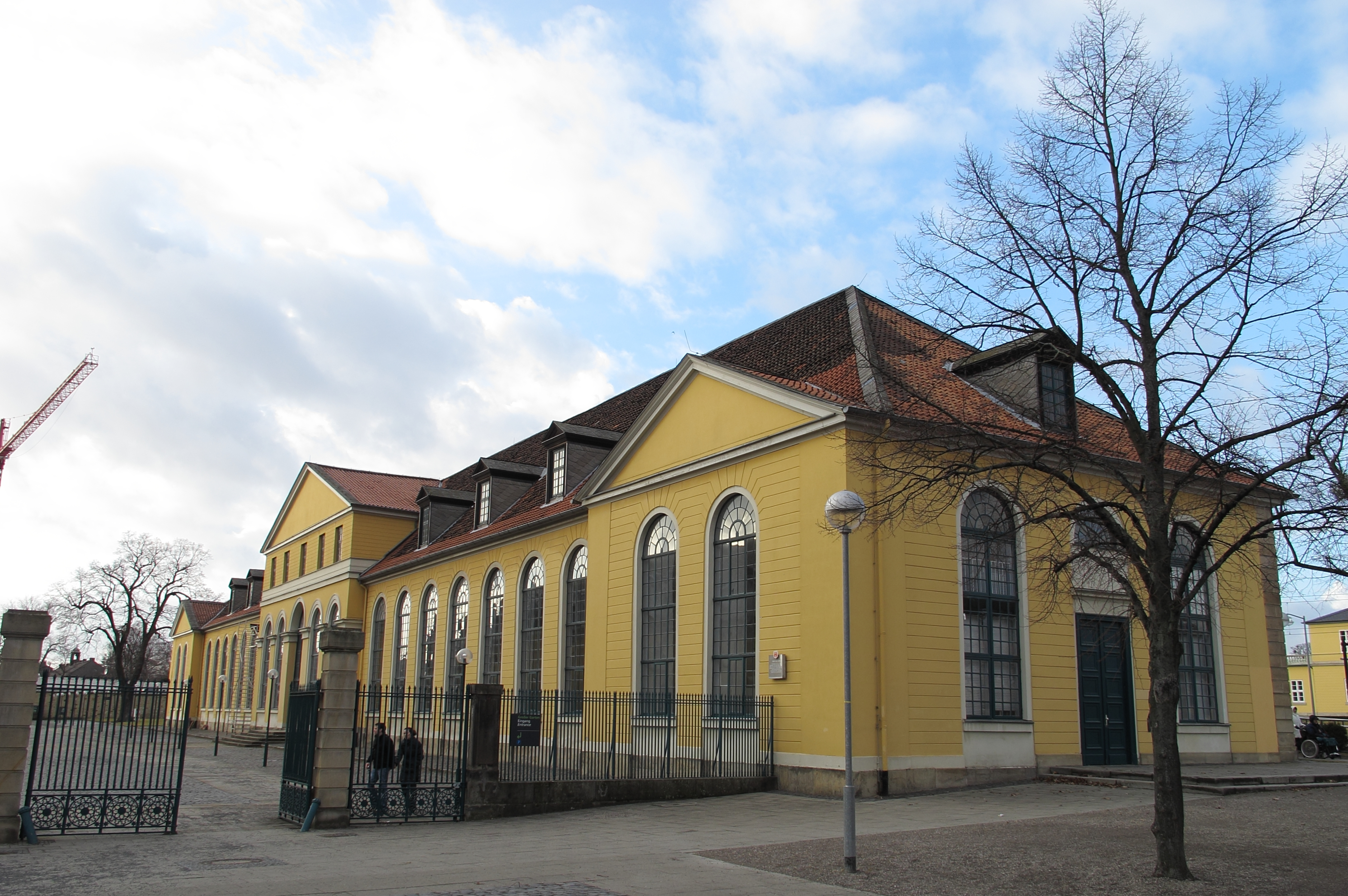
Orangerie in den Herrenhäuser Gärten
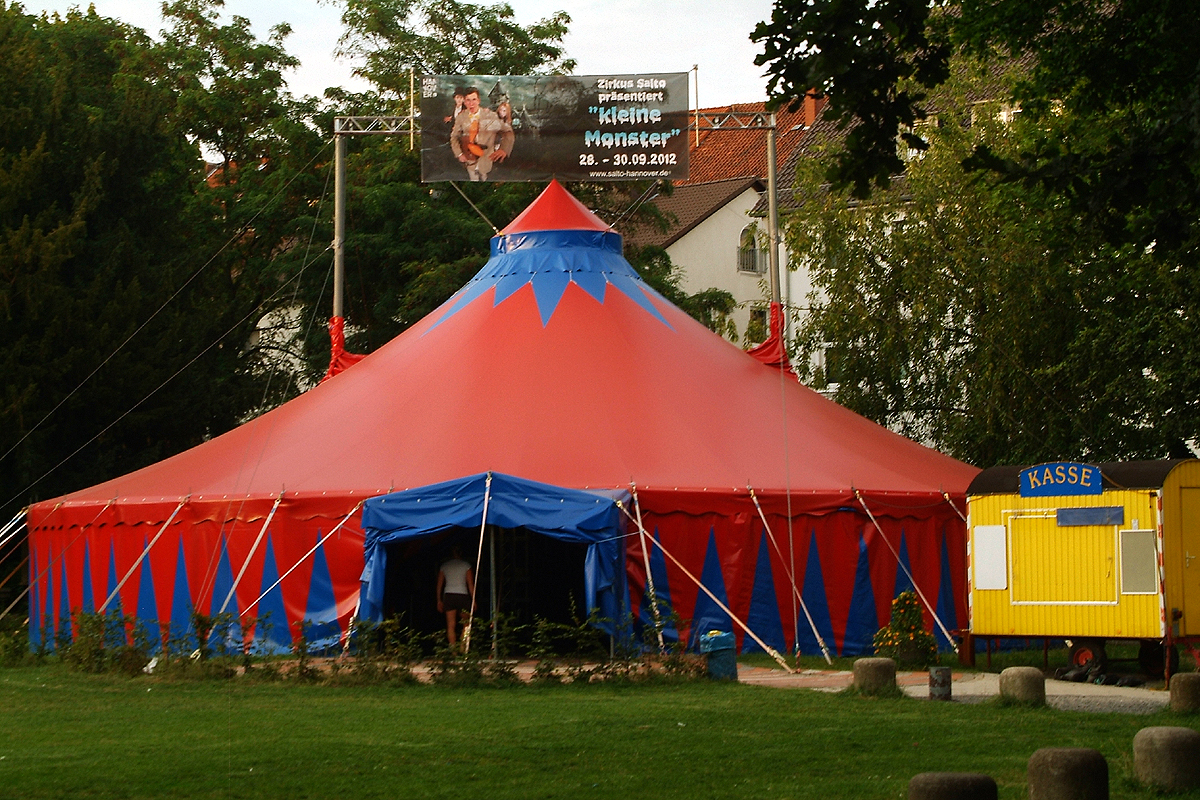
Rampenlicht Varieté im Zirkuszelt hinter dem Haus der Jugend
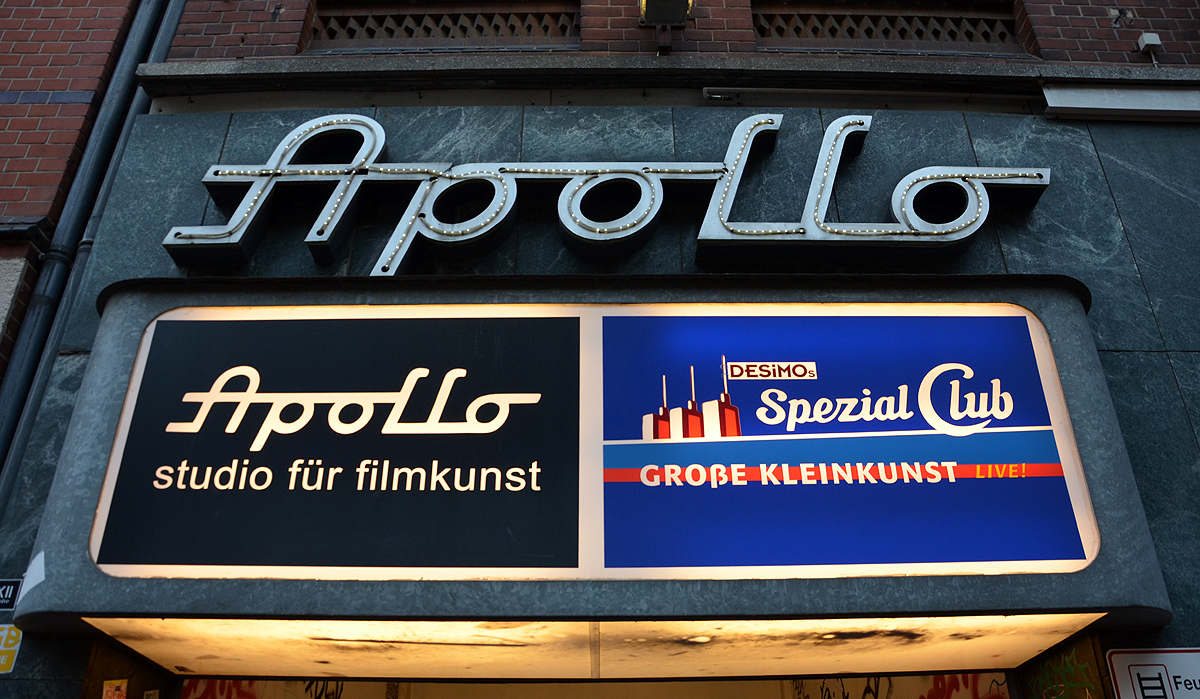
Desimos Spezial Club im Apollo Kino
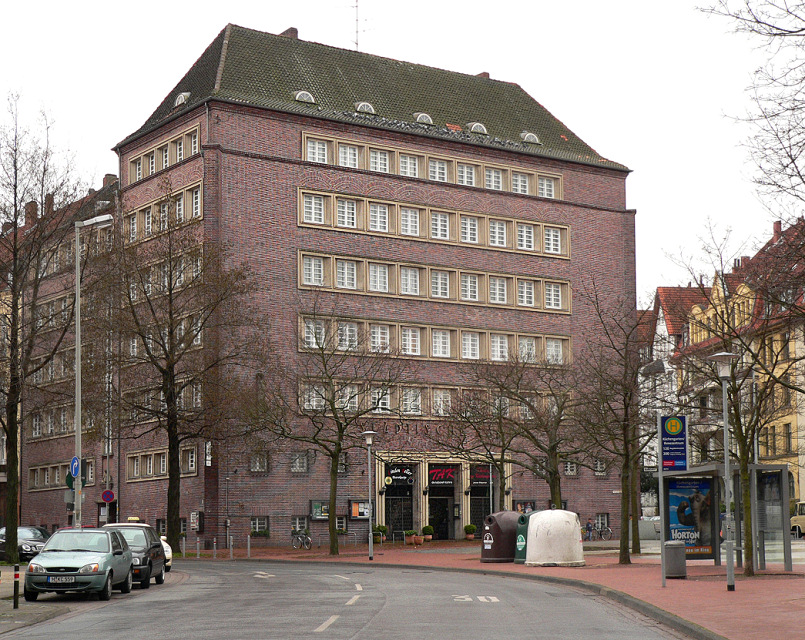
Theater am Küchengarten (TAK)

#### Musical
Die „Musical Factory Hannover“ im Sofa Loft wurde 2017 eröffnet und ist Hannovers erstes reines Musicaltheater. Das kleine Theater konzentriert sich auf Off-Broadway-Produktionen, in den ersten beiden Spielzeiten wurden die Musicals Non(n)sens (2017) und Blues Brothers (2018) gezeigt. Musicalgastspiele verschiedener Ensembles gibt es regelmäßig im „Theater am Aegi“ und im Kuppelsaal, aber auch vereinzelt in der ZAG-Arena und der Swiss Life Hall. Seit 2012 gibt es im GOP Varieté-Theater Hannover jährlich von November bis Januar ein anderes Kinderweihnachtsmusical, darunter waren bisher u. a. Scrooge, Der Prinz und das wilde Mädchen und Das Dschungelbuch. 2024 feierte im GOP das Musical Anouk von Peter Maffay Weltpremiere. In der Vergangenheit waren besonders die Shakespeare-Sommer-Musicals von Heinz Rudolf Kunze und Heiner Lürig im Gartentheater bekannt (Ein Sommernachtstraum, 2003–2006 unter der Leitung der damaligen Landesbühne Hannover und 2010–2014 unter der Leitung von „Hannover Concerts“; Kleider machen Liebe oder: Was ihr wollt (2007–2008) unter der Leitung vom Theater für Niedersachsen und Der Sturm (2011) unter der Leitung von „Hannover Concerts“). 2018 zeigte das Duo Kunze/Lürig mit Wie es euch gefällt das vierte Shakespeare-Sommer-Musical, als Spielort diente das Theater am Aegi. Peter Weck brachte 2011 das Musical Cats nach Hannover (gespielt wurde in einem speziellen Theaterzelt auf dem Waterlooplatz), aber auch das Musical Stadtrevue (ab 2004 in der damaligen Landesbühne Hannover) war überregional bekannt.

### Kino

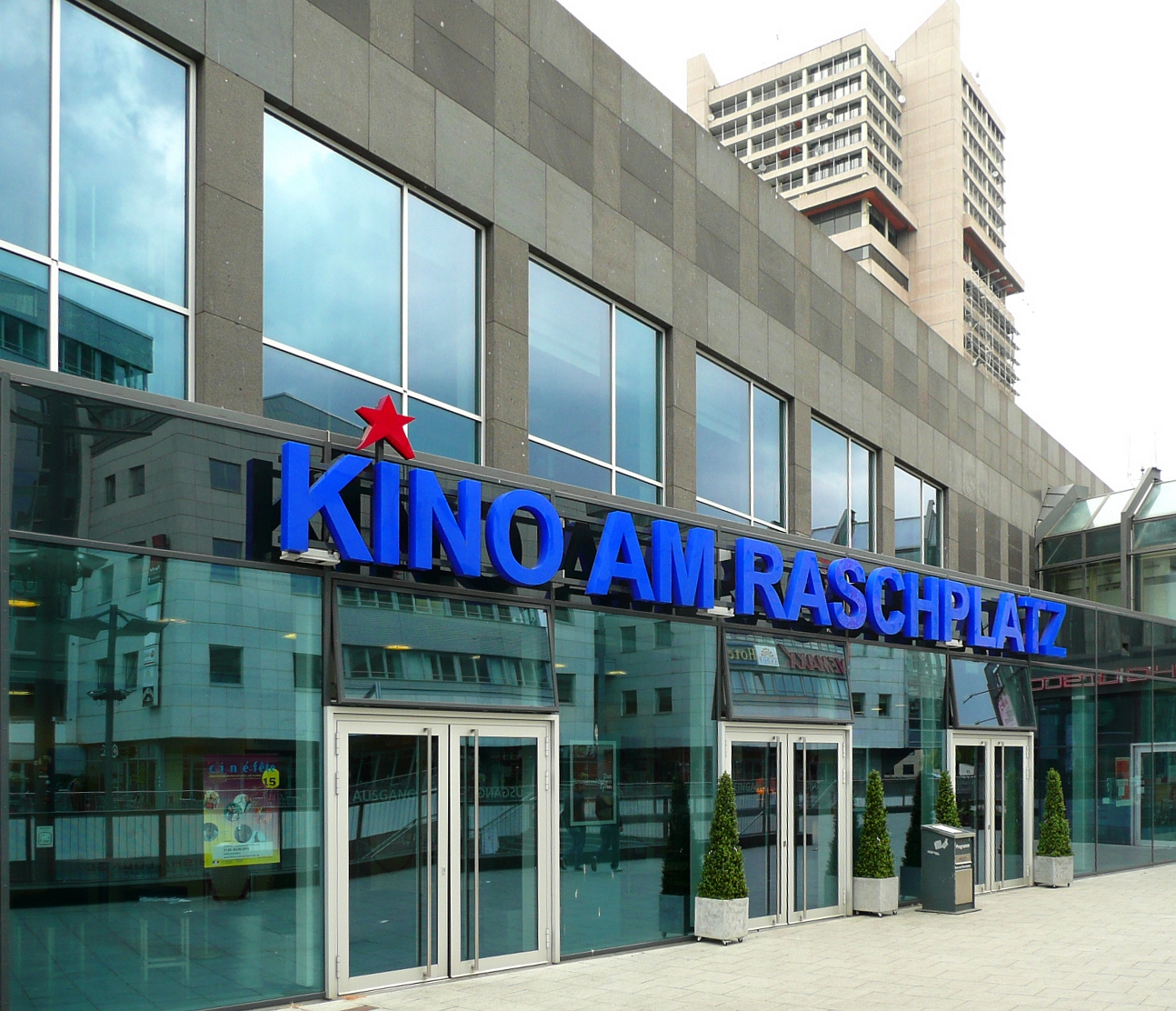
Kino am Raschplatz

Das erste Kino Hannovers eröffnete am 18. August 1896. Seitdem hat sich die Kinolandschaft in Hannover über die Jahre stark gewandelt. Vor dem Ausbruch des Zweiten Weltkrieges gab es in Hannover 32 Kinos, danach nur noch neun. Die eigentliche Hochzeit begann ab 1948. Immer mehr Kinos eröffneten und Hannover wurde in den 1950er Jahren zur führenden Filmpremierenstadt in Deutschland. Ab den 1990er Jahren setzte wieder ein Kinosterben ein. Heute gibt es in Hannover neun Kinos, darunter zwei Multiplex-Kinos mit je zehn Sälen, zum einen seit 2000 das CinemaxX am Raschplatz und zum anderen seit 2014 das Premiumkino „Astor Grand Cinema“, welches sich in den Räumlichkeiten des 1991 von Hans-Joachim Flebbe eröffneten und 2013 geschlossenen ersten Cinemaxx-Multiplex-Kinos in Deutschland befindet. Laut einem 2020 erschienenen Ranking des Verbraucherportals testberichte.de ist das „Astor Grand Cinema“ auf Platz 7 und damit in den Top 10 der beliebtesten Kinos in Deutschland. Die Hochhaus-Lichtspiele sind ein Programmkino und befinden sich im zehnten Stock des Anzeiger-Hochhauses und sind mit 33,88 Meter über Straßenniveau das höchste Kino Deutschlands. Das 1978 eröffnete Kino am Raschplatz hat vier Säle und wurde 2018 zum besten Programmkino Deutschlands gewählt. Das Apollo-Kino in Linden wurde 1908 eröffnet. Das 1974 eröffnete kommunale Kino im Künstlerhaus und das 1992 eröffnete Kino im Sprengel sind nichtkommerzielle Kinos. Das Unikino Hannover wird seit vielen Jahren von Studenten der Leibniz Universität betrieben. Darüber hinaus gibt es noch das Kino im SofaLoft in der Südstadt.
Seit 1991 findet das internationale Nachwuchs-Filmfestival up-and-coming in Hannover statt, auf dem seit 2005 alle zwei Jahre der „Deutsche Nachwuchsfilmpreis“ vergeben wird. Weitere Filmfestivals in Hannover sind das internationale Kinderfilmfestival Seepferdchen (seit 2000) und das schwul-lesbische Filmfestival Perlen (seit 1997). Beim Seh-Fest auf der Parkbühne Hannover werden im Sommer Filme als Open-Air-Kino gezeigt.

### Freizeitheime
Die Stadt unterhält in mehreren Stadtteilen Freizeitheime. Vereine und andere Gruppen können hier für Veranstaltungen Räume anmieten. Es gibt sie in Döhren, Ricklingen, Stöcken, Vahrenwald, am Lister Turm und in Linden-Limmer. Das Freizeitheim Linden ist das erste Freizeitheim Deutschlands. Des Weiteren gibt es das 1951 gegründete Haus der Jugend in der Südstadt.

### Musik
Im Jahr 2014 hat die UNESCO an Hannover den Titel „UNESCO City of Music“ vergeben. Gründe hierfür waren u. a. das vielfältige Angebot aller Genres von Pop und Rock über Jazz bis hin zu Alter Musik, Klassik und Neuer Musik sowie die zahlreichen Arbeitsplätze in der Musikwirtschaft.

#### Klassik

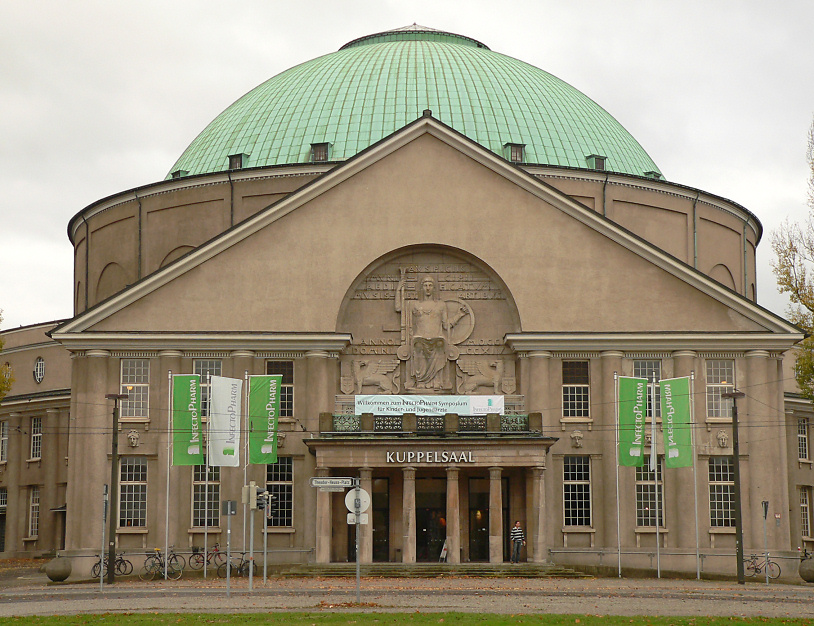
Kuppelsaal im HCC, Hannovers größter klassischer Konzertsaal

Das 1636 als Hofkapelle gegründete Niedersächsische Staatsorchester Hannover des niedersächsischen Staatstheaters spielt im Opernhaus Hannover. Die 1950 als Rundfunkorchester des NDR gegründete NDR Radiophilharmonie ist im NDR Konzerthaus beheimatet. Weitere Vertreter der klassischen Musik sind das Junge Sinfonieorchester Hannover, die Hannoversche Hofkapelle, das Kammerorchester Musica Alta Ripa und das Barockorchester La festa musicale. Des Weiteren hat Hannover eine vielfältige Chorszene, unter anderem mit den international renommierten Chören Knabenchor Hannover, Mädchenchor Hannover, Bachchor Hannover und Norddeutscher Figuralchor. Der Kuppelsaal im HCC ist mit knapp 3600 Sitzplätzen einer der größten klassischen Konzertsäle Deutschlands. Für Gastorchester stehen mit dem Leibnizsaal im HCC und dem Galeriegebäude in den Herrenhäuser Gärten zwei weitere Konzertsäle zur Verfügung. Der Internationale Joseph Joachim Violinwettbewerb findet seit 1991 statt. Weitere Veranstaltungen sind seit 2009 die Chortage Hannover mit fast 50 Chören, Herrenhausen Barock mit fast 20 Konzerten, das Kammermusikfestival in der HMTMH und seit Ende der 1980er Jahre der Opernball Hannover. Die Chopin-Gesellschaft organisiert seit 1991 jedes Jahr das Klassik open air im Georgengarten und alle zwei Jahre den Internationalen Klavierwettbewerb. Der Norddeutsche Rundfunk organisiert jährlich die Hannover Proms im Großen Sendesaal des NDR-Konzerthauses. Seit 2019 findet in Hannover alle zwei Jahre Europas größtes Branchentreffen der Chormusik, die chor.com., statt und 2022 fand in Hannover die Musikmesse Classical:Next statt, sie ist das international führende Branchentreffen der klassischen Musik.
Von 1710 bis 1712 war der Komponist Georg Friedrich Händel Kapellmeister am Hofe von Kurfürst Georg Ludwig von Hannover. Während dieser Zeit schrieb Händel unter anderem eine Reihe von Vokalduetten und dirigierte Schlosskonzerte im Leineschloss. Von 1852 bis 1866 war Joseph Joachim Königlicher Konzertmeister in Hannover. Gemeinsam mit Johannes Brahms, der zu der Zeit oft in Hannover war, entwickelten sie die Orchestrierung zu dessen 1. Klavierkonzert, das 1859 in Hannover uraufgeführt wurde. Zu den weiteren Kapellmeistern in Hannover gehören Wilhelm Sutor (1818–1828), Heinrich Aloys Praeger (1828–1831) und Hans von Bülow (1877–1879). Hannover war ebenfalls eine der wichtigsten Auftrittsorte von Clara Schumann und die letzte Reise von Robert Schumann führte ebenfalls nach Hannover.

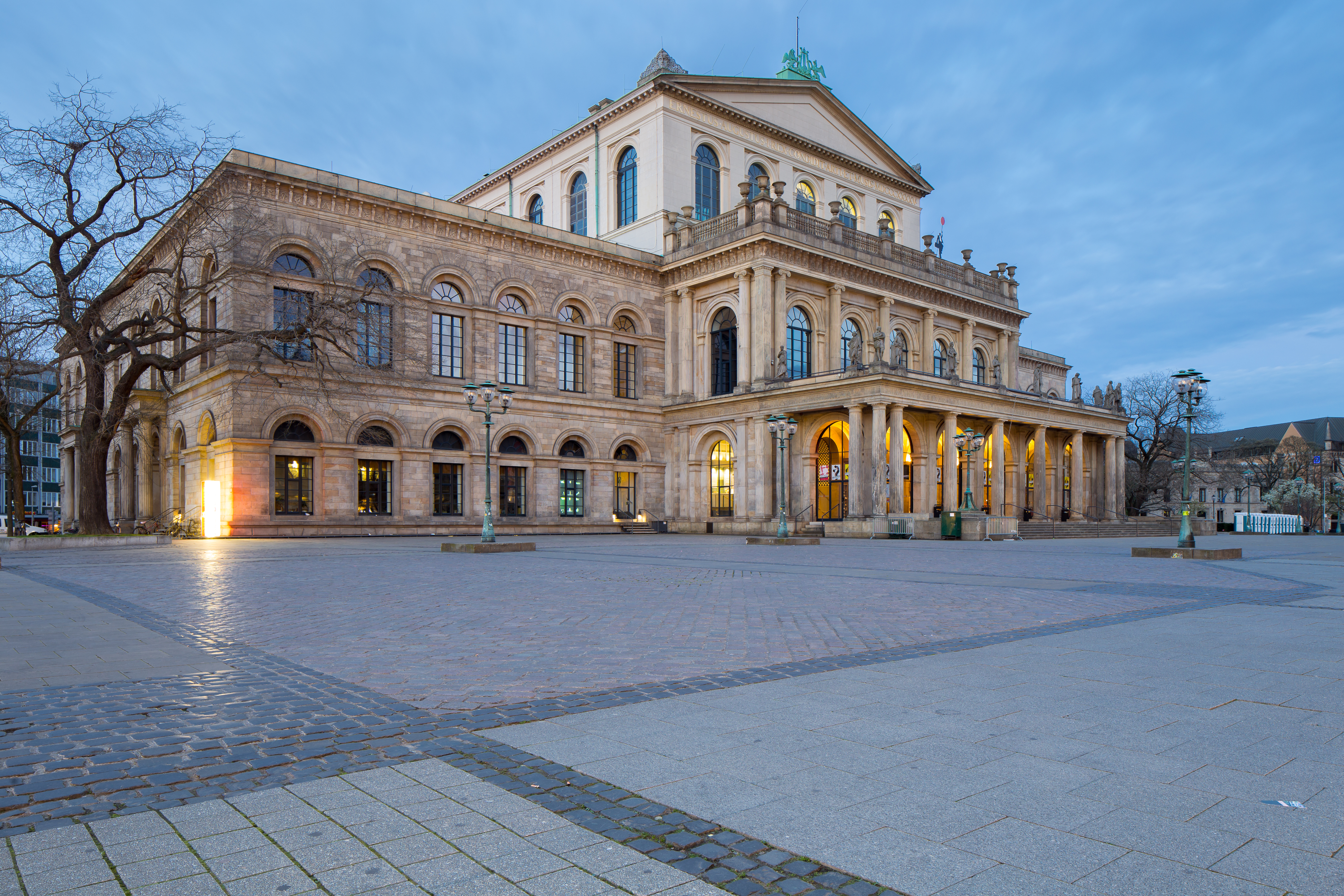
Opernhaus Hannover
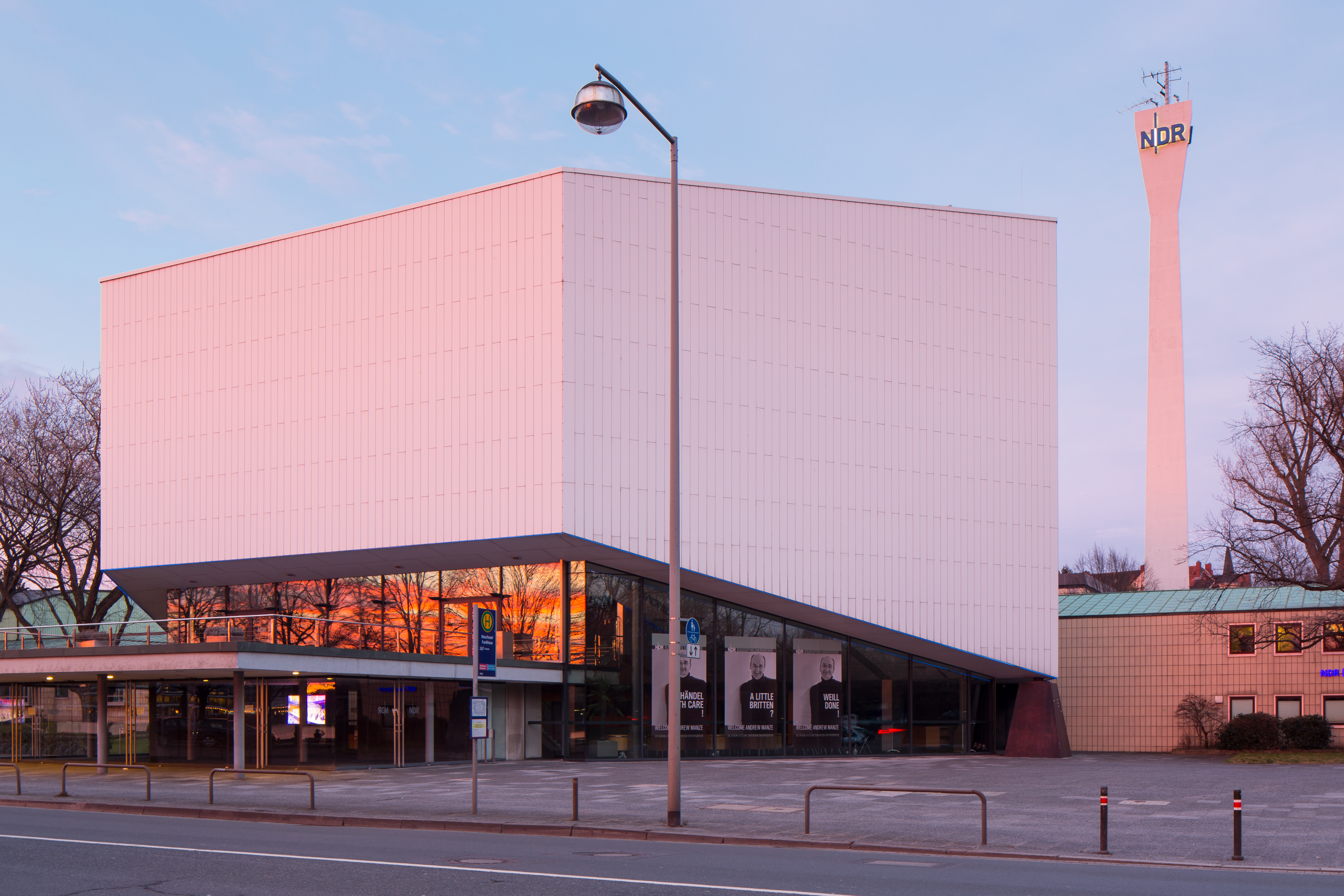
NDR Konzerthaus (mit Großem und Kleinen Sendesaal) des Landesfunkhaus Niedersachsen
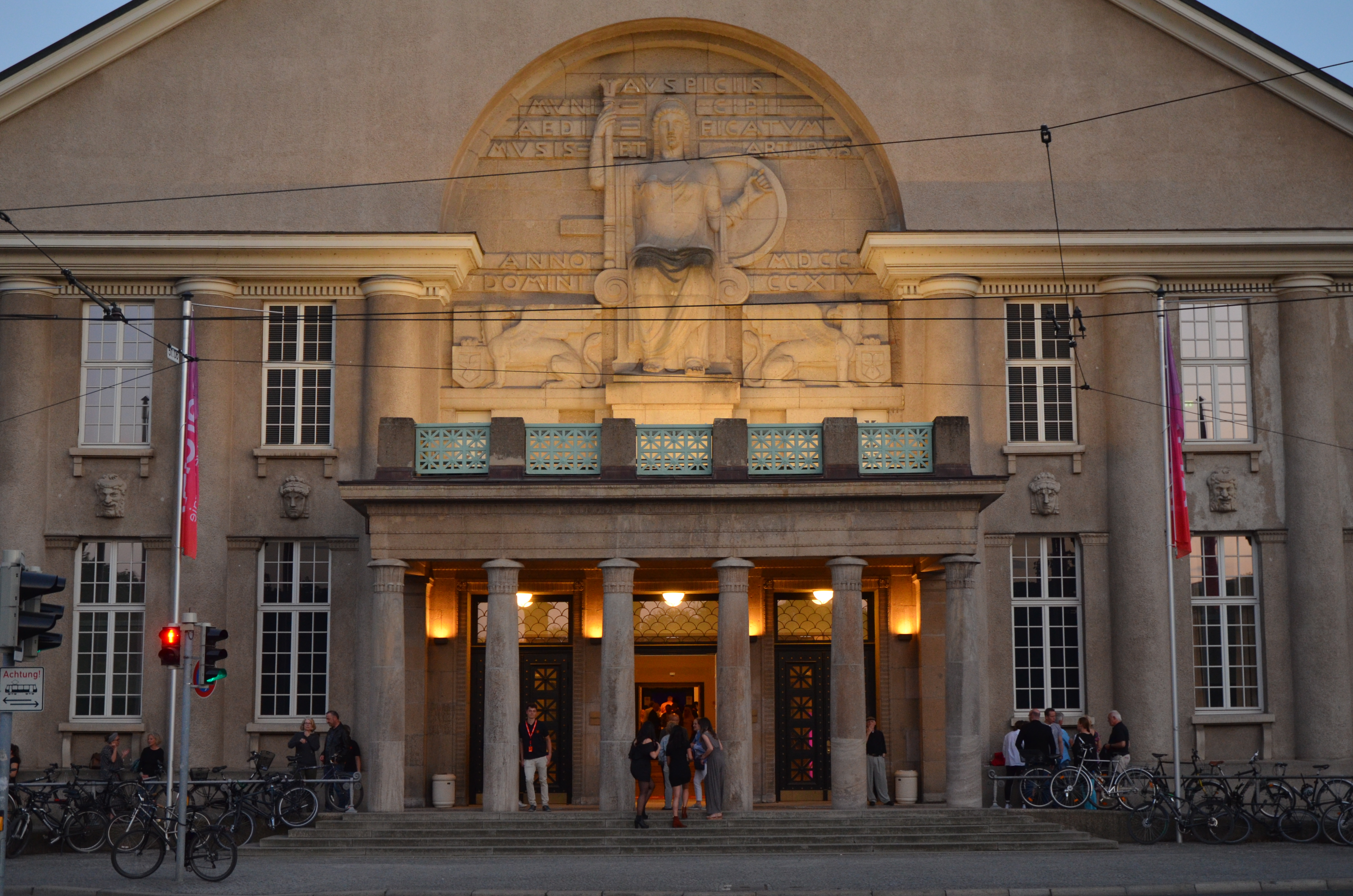
Eingang des HCC mit dem Leibnizsaal im ersten Stock
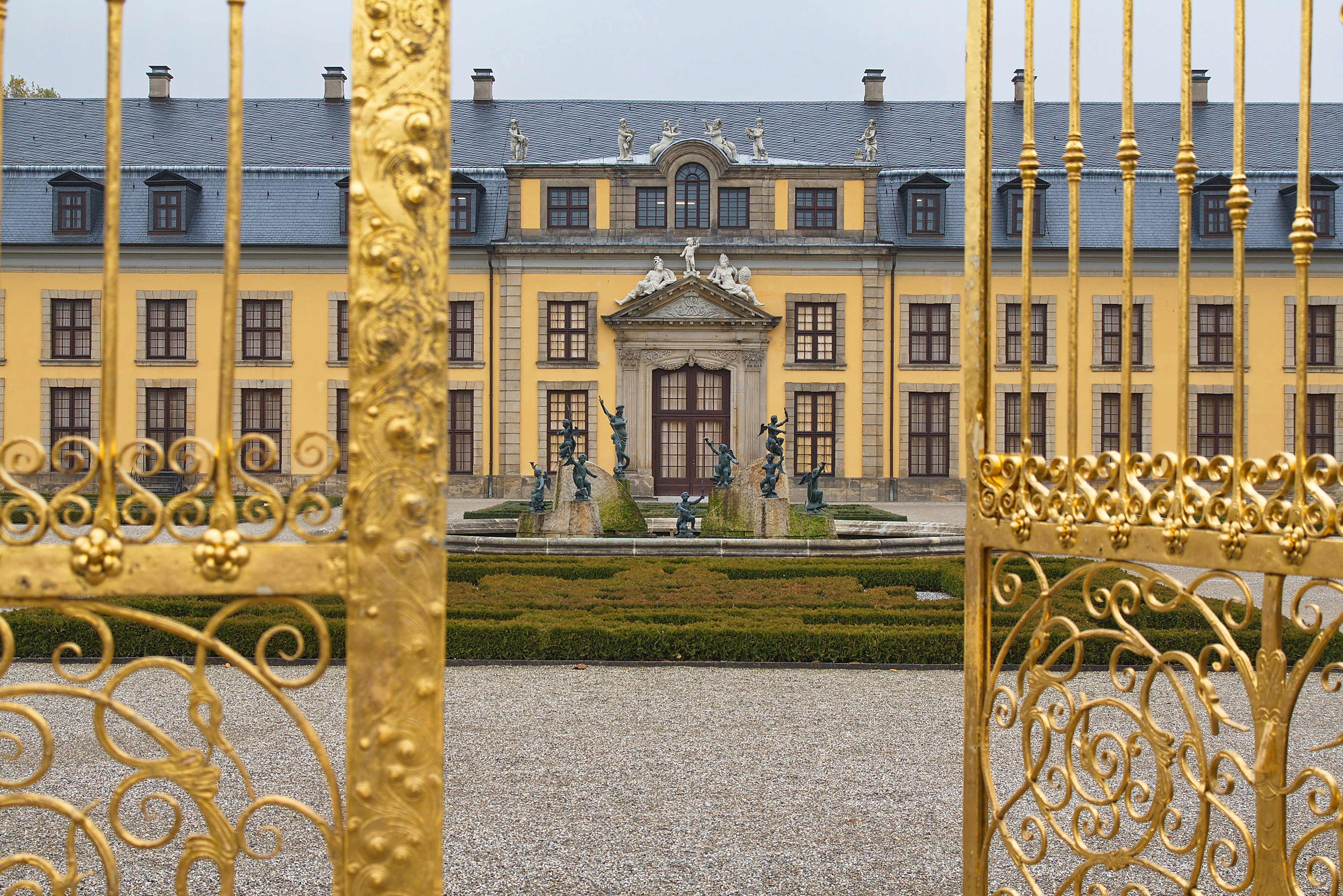
Galeriegebäude in den Herrenhäuser Gärten

#### Jazz

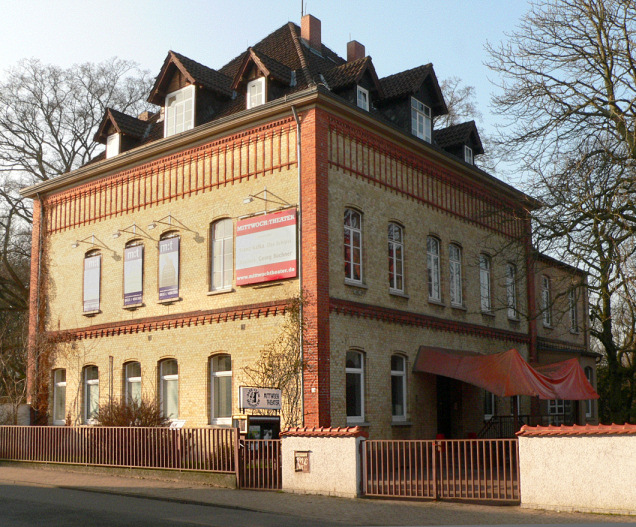
Der Jazz Club Hannover befindet sich im Keller

1942 wurde der Deutsche Swing-Club Hannover gegründet, aus dem dann ab 1946 der Deutsche Hot Club Hannover wurde. Als der Club Ende der fünfziger Jahre sein Programm einstellte, wurde 1957 ein neuer Jazz-Club gegründet, aus dem dann schließlich 1966 der heutige Jazz Club Hannover auf dem Lindener Berg wurde. Durch das Engagement seines langjährigen Vorsitzenden Michael Gehrke ist Hannover eine deutsche Jazz-Hochburg geworden. 1978 erhielten der Jazz-Club und Michael Gehrke die Ehrenbürgerschaft von New Orleans. Das internationale Jazzfestival Enercity Swinging Hannover auf dem Platz der Menschenrechte gilt mit jährlich bis zu 65.000 Besuchern als Norddeutschlands größtes Open-Air-Jazzfestival und findet seit 1967 jährlich an Himmelfahrt statt. Am Vorabend gibt es die Jazz Night. Weitere Jazzveranstaltungen sind u. a. seit 1992 die Jazzwoche Hannover in verschiedenen Clubs, das Sommerfest des Jazz Clubs Hannover und seit 2015 das internationale Seitwärts Avantgarde Jazz Festival. Regelmäßige Jazzkonzerte und -sessions gibt es auch in der Tonhalle Hannover, in der Rampe, im Kulturpalast Linden und in der Marlene. Die Hochschule für Musik, Theater und Medien Hannover war 1985 eine der ersten Hochschulen, die Jazz als Studienfach anbot, nachdem bereits 1971 ein Jazzseminar an der Hochschule initiiert wurde. Seit 1967 gehörten die Jazztage Hannover fast 30 Jahre lang zum festen Bestandteil der hannoverschen Jazzszene. Mitte der neunziger Jahre wurden die Jazztage zum Festival Hot Advent verkleinert und schließlich 2007 komplett eingestellt.
Die seit 1987 bestehende Hannover Big Band um den Bandleader Lothar Krist, die mehrfach ausgezeichnete KKS Big Band, das Swing-Orchester Hannover, Fette Hupe und die verschiedenen Musikformationen von Knut Richter sind in Hannover zu Hause. Die Band After Hours wurde durch die Zusammenarbeit mit Roger Cicero (ab 2004) bekannt. Aber auch die Bourbon Skiffle Company, Walter Zwingmann und Axel Prasuhn entstammen der hannoverschen Szene. Die eigentlich in Hamburg beheimatete NDR Bigband hat seit 2018 eine eigene Konzertreihe in Hannover (im Kleinen Sendesaal des NDR-Konzerthauses). Als erster amerikanischer Jazzkünstler in Deutschland spielte im April 1924 Alex Hyde im Tivoli nahe der Königstraße. Viele Jazzmusiker nahmen später bei der Deutschen Grammophon in Hannover ihre Schallplatten auf, darunter auch im Jahr 1955 die erste gemeinsame Schallplatte deutscher und amerikanischer Jazzkünstler. Bereits 1948 fand in Hannover Norddeutschlands erste öffentliche Jamsession der Nachkriegszeit statt. Zahlreiche Jazzmusiker lebten und wirkten in Hannover, so auch die Trompeter Jochen Rose (ab 1960) und Billy Mo (ab den 1970er Jahren), der Saxophonist Joe Viera (1971–1997), der Musiker Champion Jack Dupree (ab 1975) und der Bluesmusiker Louisiana Red (ab 1981). Der Vibrafonist Lionel Hampton komponierte 1974 in Hannover den Eisbein-Boogie, dessen ersten Takt er im Goldenen Buch der Stadt verewigte. Auch der Bassist Jimmy Woode wirkte in Hannover und nahm hier gemeinsam mit dem Saxophonisten Stephan Abel 2005 eine CD auf. Chet Baker gab im NDR-Funkhaus Hannover 1988 seine letzten beiden Konzerte, bevor er in Amsterdam tragisch ums Leben kam. Einige Jazzmusiker haben Hannover Stücke gewidmet, zum Beispiel der Hannover Boogie von Trevor Richards, das Stück Swinging Hannover von Ferdinand Havlík, der Blues für Hannover von Joe Viera sowie die Stücke Hannover Square und Hannover Place von Lee Konitz. Fritz Rau bezeichnete Hannover als „heimliche Hauptstadt des Jazz“.

#### Rock, Pop und mehr

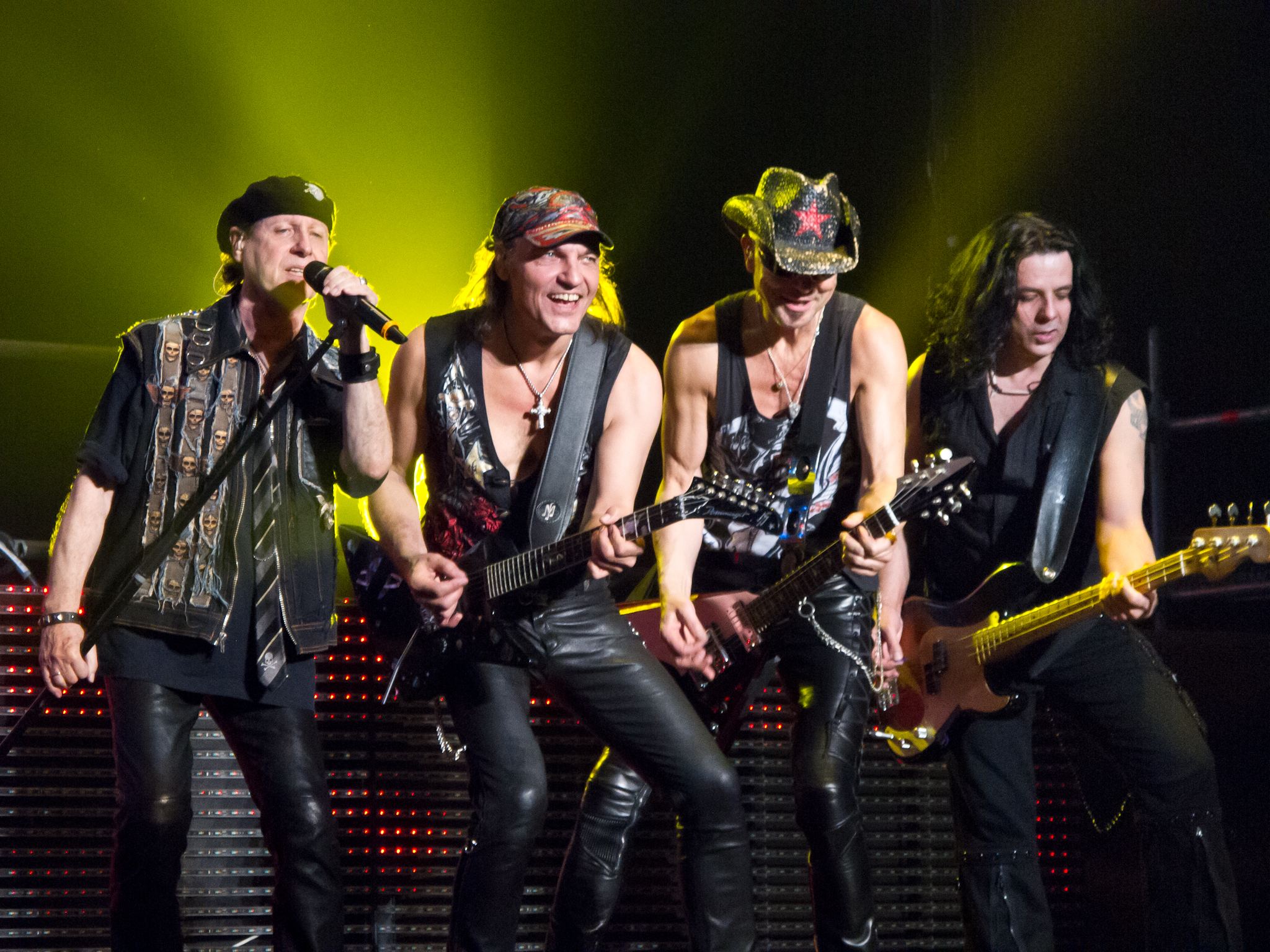
Scorpions

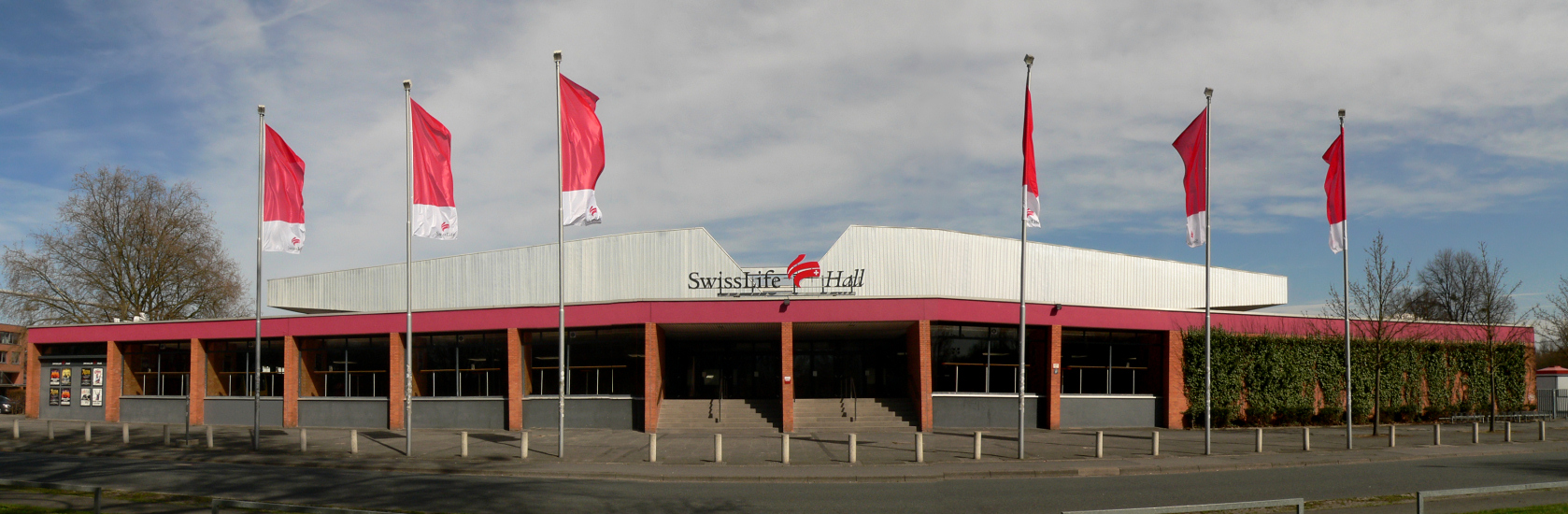
Swiss Life Hall

Die 1965 gegründete Hard-Rock-/Heavy-Metal-Band Scorpions bezeichnet Hannover als ihre Heimat und erlangte ab Ende der 1970er Jahre weltweite Bekanntheit. 2025 gaben sie in der Heinz-von-Heiden-Arena zusammen mit Alice Cooper, Bülent Ceylan und Band, Judas Priest und Rosy Vista ihr 60-jähriges Jubiläumskonzert. Die 1970er Jahre waren in Hannover musikalisch geprägt durch Bands aus dem Hard- und Progressive-Rock-Bereich, wie etwa Jane, Eloy, Ramses oder die ursprünglich aus Dortmund stammenden Epitaph. In den 1980er Jahren entwickelte sich eine Szene, die international bekannte Gruppen wie Fury in the Slaughterhouse und Terry Hoax sowie Bands der Neuen Deutschen Welle wie die Combo Colossale, Hans-A-Plast und Steinwolke sowie Solisten wie Heinz Rudolf Kunze hervorbrachte. Auch Hardrock und Heavy Metal waren immer wieder ein Thema, wie die ebenfalls in den 1980er Jahren gegründeten Bands Thunderhead und Sargant Fury zeigten. Mitte der 1990er Jahre entstand die Technoband Scooter. Der Sänger Wyn Hoop vertrat Deutschland beim Eurovision Song Contest 1960 und erreichte den vierten Platz. Die Sängerin Lena Meyer-Landrut vertrat Deutschland beim Eurovision Song Contest 2010 und beim Eurovision Song Contest 2011. 2010 gewann sie ihn mit 246 Punkten, 2011 erreichte sie den zehnten Platz. 2001, 2013 und 2015 fand in Hannover der deutsche Vorentscheid zum Eurovision Song Contest und 2008 der Bundesvision Song Contest statt.
Mousse T. hat sich als Vertreter der House- und Discjockey-Szene einen Namen gemacht. Im Bereich der Lounge-Musik haben die Mo’ Horizons ihre Stadt mit dem Titel Bosshannover gewürdigt. Weitere Musikgruppen waren oder sind Abstürzende Brieftauben, Spice, The Jinxs und Marquess. Der Countrymusiker Gunter Gabriel arbeitete und studierte in Hannover. Während dieser Zeit schrieb er seinen ersten Hit. Maybebop wurde 1992 in Hannover gegründet. Zu den weiteren Musikern, die in Hannover wirken oder wirkten, gehören Marc Terenzi, The Kelly Family, John Kay und Spax.
Das größte Pop-Festival in Hannover ist das NDR 2 Plazafestival auf der Expo-Plaza. Ebenfalls dort findet jährlich die N-Joy Starshow statt. Das Fährmannsfest ist seit 1983 ein jährlich Anfang August stattfindendes Open-Air-Festival in Linden mit fast 20 Bands. Die seit 2008 auch in Hannover stattfindende Fête de la Musique hat sich mittlerweile mit rund 1.000 Musikerinnen und Musikern auf 40 Bühnen zu einer der größten Veranstaltungen ihrer Art entwickelt. Das Musik 21 Festival findet alle zwei Jahre in Hannover statt. Seit 2001 findet in Hannover die Internationale A-cappella-Woche statt, die mehrere Stilrichtungen verbindet. Auf dem Messegelände findet das Hip-Hop-Festival Heroes Festival statt und das jährliche Überschlag-Festival ist ein internationales Schlagzeugfestival mit rund 100 Künstlerinnen und Künstlern. Internationale Festivals für elektronische Musik sind das Fairground-Festival auf dem Messegelände und das Wonderland Festival im Expo-Park. Zu den weiteren Musikfestivals gehören das internationale Kinder- und Jugendchorfestival und das Klangbrücken-Festival für zeitgenössische Musik. Der jährlich stattfindende Schorsenbummel hat seinen Ursprung in den 1920er Jahren.
Eine engagierte Indie-Szene befindet sich im Kulturzentrum FAUST, in der Glocksee, im Béi Chéz Heinz, dem UJZ Kornstraße, dem Musikzentrum und in der Sturmglocke in der Nordstadt.
Konzerte finden auf Hannovers großen und kleinen Bühnen statt: Gilde Parkbühne Hannover, Swiss Life Hall, Capitol, Pavillon, FAUST, Béi Chéz Heinz, Lux, Strangriede Stage und Musikzentrum Hannover. Die ZAG-Arena und die Heinz-von-Heiden-Arena werden für Großkonzerte genutzt.
Viele Musiker haben Musikvideos in Hannover gedreht. So zum Beispiel Fury in the Slaughterhouse („Radio Orchid“ und „When I'm Dead and Gone“), The Kelly Family (I Can’t help Myself), Melanie C (First Day of My Life), Coldplay (Everglow), You Silence I Bird (Last Night), Mark ’Oh (Many & Randy), Kool Savas (Krone), Bruno Breitklops (Ich fahre Mofa, quer durch Hannover) und Avantasia (Dying for an Angel).
Von 1995 bis 2022 fand in und um Hannover einmal jährlich das zweiwöchige Masala Welt-Beat-Festival statt. Mit jährlich über 10.000 Besuchern war es eines der größten Weltmusikfestivals in Europa. Das von 2008 bis 2012 veranstaltete BootBooHook Festival war mit bis zu 50 Bands eines der größten Indiepop-, Songwriter-, Punk- und Skafestivals.

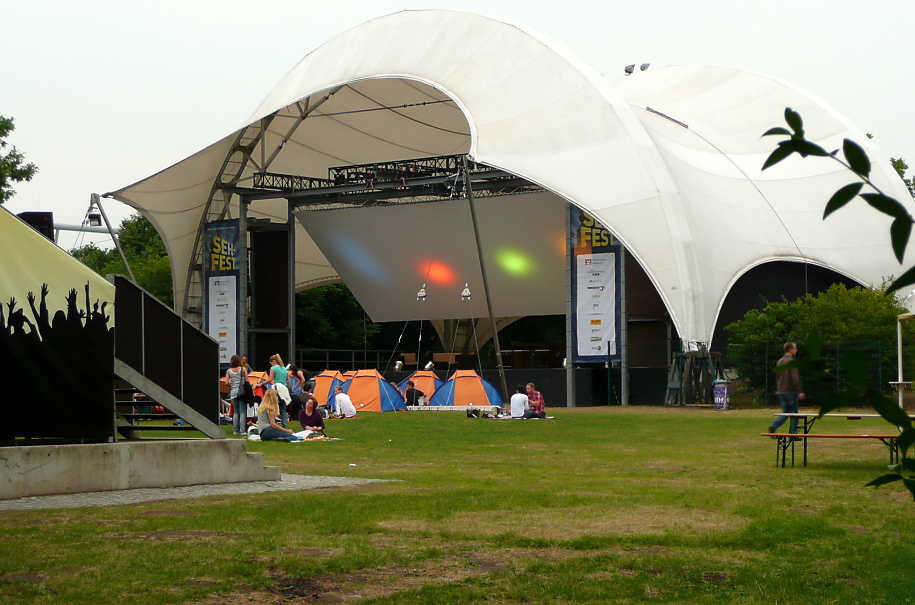
Gilde Parkbühne
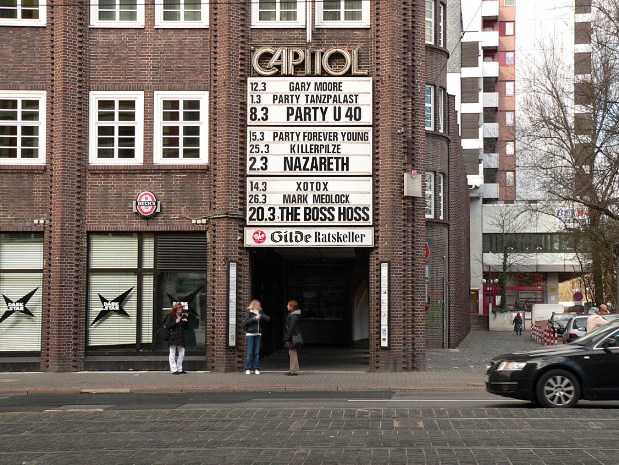
Capitol
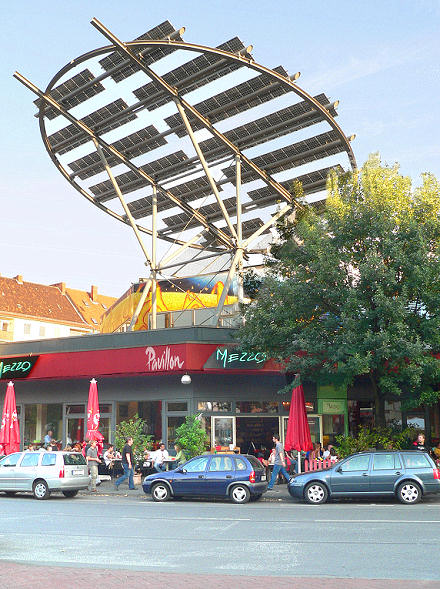
Pavillon
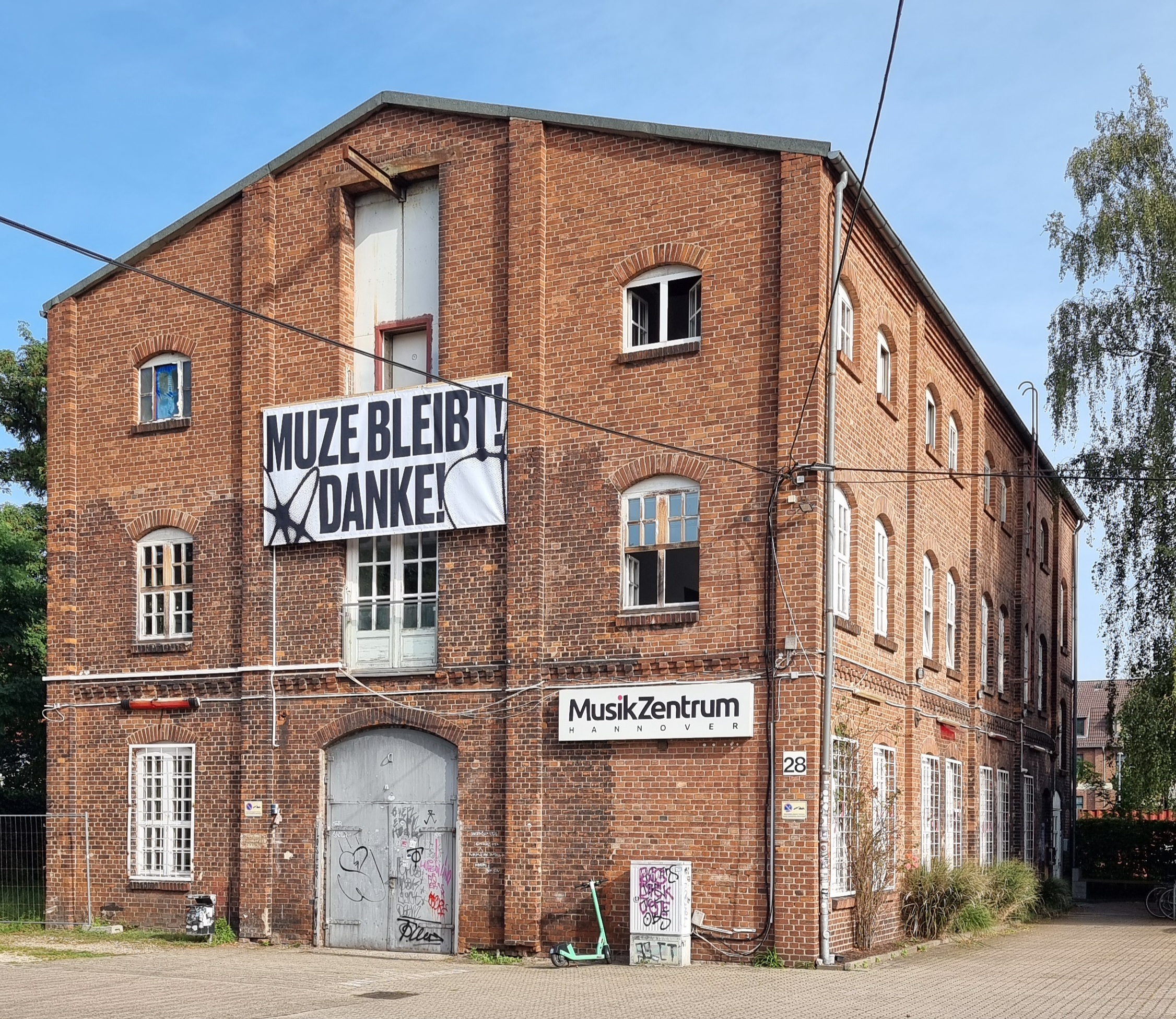
Musikzentrum
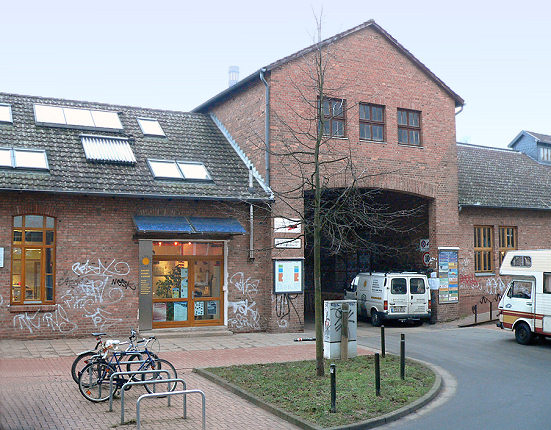
FAUST (Eingang)

#### Volks- und Marschmusik
Zum Bereich der Volksmusik zählen Volkslieder wie Die Lustigen Hannoveraner, In Hannover an der Leine oder Wir sind noch echte Niedersachsen und Instrumentalstücke wie Hannoversche Gardejäger, Hannover-Messe, Im Leinetal oder der Hannoversche Königsgruß. Märsche mit Hannover-Bezug sind der Niedersachsen-Marsch, der Marsch des Hannoverschen Cambridge Dragoner Regiments oder der Marsch der Hannoverschen Garde du Corps. In Hannover ist unter anderem das Heeresmusikkorps Hannover stationiert. 34 Jahre lang gab es das internationale Marschmusik-Festival Musikparade der Nationen. Im Jahre 2009 fand die Musikparade zum letzten Mal als eigenständige Veranstaltung statt.

#### Musikwirtschaft
Der Hannoveraner Emil Berliner wanderte 1870 in die USA aus und erfand dort 1887 die Schallplatte und das Grammophon. 1898 gründete er zusammen mit seinem Bruder in Hannover die Schallplattenproduktionsfirma Deutsche Grammophon. 1972 ging aus ihr die Polygram hervor, die dann 1998 in der Universal Music Group aufging. Die Geschichte der Duesenberg Guitars begann 1986 in Hannover. Bis heute werden dort unter anderem E-Bässe und elektrische Gitarren hergestellt. Zu den prominenten Abnehmern gehören Bon Jovi oder Rod Stewart. Zu den überregional bekannten Konzertagenturen gehören Hannover Concerts und Pro Musica. Mit SPV oder Peppermint Jam befinden sich auch international bekannte Plattenlabel in Hannover.

### Sprache und Literatur

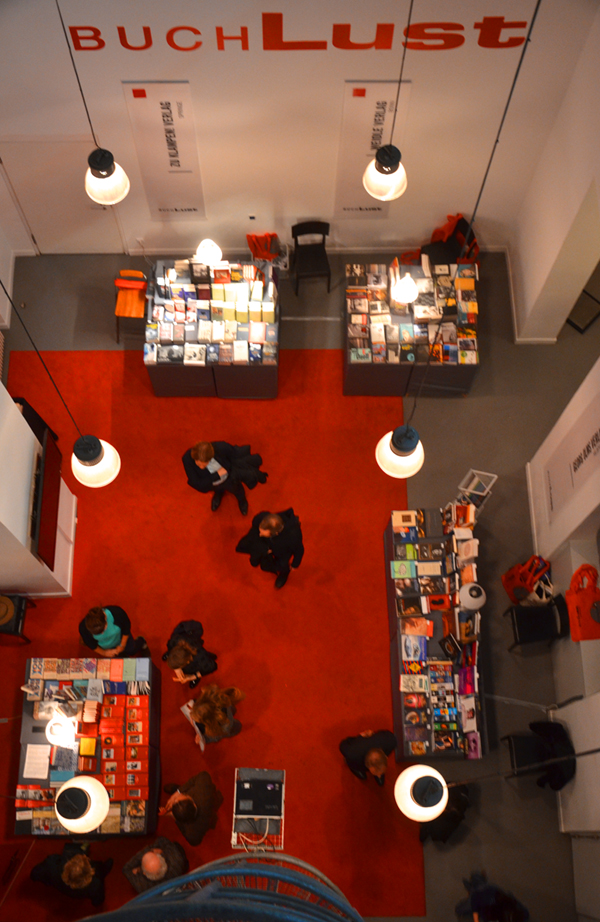
Messe Buchlust im Künstlerhaus

Die Umgangssprache in Hannover und Umgebung ist einer verbreiteten Auffassung zufolge „das beste Hochdeutsch“, da es der schriftdeutschen Standardsprache besonders nahekomme. Der Sprachwissenschaftler Herbert Blume führt das darauf zurück, dass das Niedersächsische für die aus der sächsischen Kanzleisprache in der frühen Neuzeit entwickelte hochdeutsche Schriftsprache über den geeignetsten Vorrat an Lauten verfügte. Daher hätte sich ab dem Ende des 18. Jahrhunderts das Standarddeutsche als Umgangssprache der städtischen Elite durchgesetzt. Die Germanistin Kristin Kopf ist dagegen der Ansicht, wegen der großen Verschiedenheit der Schriftsprache von der angestammten Sprache Hannovers sei das unvertraute Geschriebene entsprechend dem Lernen einer Fremdsprache genau nach den vertrauten Buchstabenwerten ausgesprochen worden und habe dadurch die – im Süden bestehen bleibende – Distanz zwischen Geschriebenem und Gesagtem aufgehoben. Um 1800 sei dann die gesprochene Sprache der norddeutschen Residenzstädte für die Aussprache des Hochdeutschen generell zum Vorbild geworden, so der Germanist Claus Ahlzweig, und Hannover habe sich als deren prestigeträchtigste Mitte des 19. Jahrhunderts als beispielgebend durchgesetzt, auch wenn Michael Elmentaler und Dieter Stellmacher darauf hinweisen, dass die Umgangssprache Hannovers nicht „reiner“ sei als diejenige anderer norddeutscher Städte: Hannovers Sonderstellung – die zuerst Karl Philipp Moritz 1792 benannte – sei ein „Sprachmythos“. Die niederdeutsch geprägte Sprachsituation änderte sich, als die Oberschicht der Großstädte Hannover und Braunschweig die Schriftsprache zu einer Umgangssprache ausbaute und das Niedersächsische aufgab. Die Grammatik wurde dabei ostfälisch beeinflusst, während die Aussprache laut dem DTV-Atlas Deutsche Sprache das Obersächsische mit dem Ostfälischen der Region mischte. Niederdeutsche Mundarten werden in Hannover kaum noch gesprochen, ihre Varianten prägen aber die Dialekte der Stadt und Umgebung.
Die mundartlich gefärbte Umgangssprache der Stadt Hannover wird als Hannöversch bezeichnet, eine Mischung von Dialekten, Soziolekten und Standarddeutsch. Es nimmt laut dem Heimatforscher Georg Ludewig Elemente der örtlichen Verkehrssprache auf, die formal eher dem Hochdeutschen und vom Wortschatz eher dem Niederdeutschen – in der lokalen Variante des Calenberger Platts – und außerdeutschen Übernahmen insbesondere aus dem Französischen entstammen. Der Germanist Dieter Stellmacher nennt diese im 18. und 19. Jahrhundert ausgebildete Sprache ein „verhochdeutschtes Platt“, das bis zum Ersten Weltkrieg in Hannover weithin geläufig war. Theodor Lessing schrieb 1919 als „Theodore le Singe“ sein scherzhaftes Jäö oder wie ein Franzose auszog, um in Hannover das „raanste“ Deutsch zu lernen und setzte darin der Aussprache des Hannöverschen ein Denkmal. Seitdem ist der Gebrauch rückläufig, war aber bei Sprachproben von 1961 laut Elmentaler noch deutlich erkennbar. 2012 war es laut Stellmacher als funktionierendes Kommunikationsmittel bereits ausgestorben, wenn es sich auch in Einsprengseln erhalten habe, etwa in seiner Parodie durch das Radio-Comedyduo Siggi und Raner.
Zur Erinnerung an hannoversche Literaten verlieh die Stadt von 1978 bis 2005 den Gerrit-Engelke-Preis und seit 2008 den Hölty-Preis. Im Künstlerhaus findet jährlich die Buchlust statt, eine Messe unabhängiger Verlage aus Niedersachsen und einem wechselnden Gastbundesland.
In und um Hannover spielen auch zahlreiche Märchen, die im 19. Jahrhundert besonders von den Gebrüdern Carl und Theodor Colshorn gesammelt und später veröffentlicht wurden.
Der Künstler und Dichter Kurt Schwitters hat unter dem Kennwort „Merz“ ein dadaistisches „Gesamtweltbild“ entwickelte. Ein großer Teil seines Nachlasses sowie die Rekonstruktion seines Merzbaus befinden sich im Sprengel-Museum, sein Grab befindet sich auf dem Stadtfriedhof Engesohde. Zu Ehren von Hannah Arendt gibt es unter anderem den Hannah-Arendt-Raum in der Stadtbibliothek Hannover mit Informationstafeln zu ihrem Leben und Werk sowie zahlreichen Fotografien. Darüber hinaus werden jährlich die Hannah-Arendt-Tage veranstaltet. Nach Hannah Arendt ist der zentral gelegene Hannah-Arendt-Platz benannt, an dem sich auch das Leineschloss mit dem Niedersächsischen Landtag befindet. Charlotte Buff, Vorbild der Lotte in Johann Wolfgang von Goethes „Die Leiden des jungen Werthers“, zog 1773 nach Hannover, um August Kestner zu heiraten. Ihr Grab befindet sich auf dem Gartenfriedhof. Wilhelm Busch studierte von 1847 bis 1851 in Hannover, Adolph Knigge veröffentlichte 1788 hier das Werk „Über den Umgang mit Menschen“, Joachim Ringelnatz arbeitete hier 1913 als Bibliothekar und Ernst Jüngers Roman „Die Zwille“ spielt in Hannover. Hermann Löns lebte mit Unterbrechung ab 1892 in Hannover. Erich Maria Remarque arbeitete ab 1922 bei der Continental AG und verfasste Werbetexte und Comics. Heinrich Christian Boie arbeitete als Staatssekretär in Hannover und Ludwig Hölty verbrachte in Hannover die letzten Jahre seines Lebens. Ein lebendiges Porträt der hannoverschen Gesellschaft der späten Kaiserzeit zeichnet Karl Jakob Hirsch in seinem Roman Kaiserwetter von 1931. Vicki Baum lebte von 1917 bis 1923 in Hannover und verfasste in der Zeit ihren ersten Roman „Frühe Schatten“. Johann Peter Eckermann lebte ab 1814 für einige Jahre in Hannover. Rudolf Erich Raspe arbeitete in Hannover als Bibliotheksschreiber und später als -sekretär. Der Nachlass von Gerrit Engelke befindet sich im Engelke-Archiv der Stadtbibliothek Hannover. Frank Wedekind verbrachte die ersten Jahre seiner Kindheit in Hannover. Die Gebrüder August Wilhelm Schlegel und Friedrich Schlegel gelten als Mitbegründer der deutschen Romantik. Der Roman Anton Reiser von Karl Philipp Moritz spielt in Hannover.

### Kulinarisches

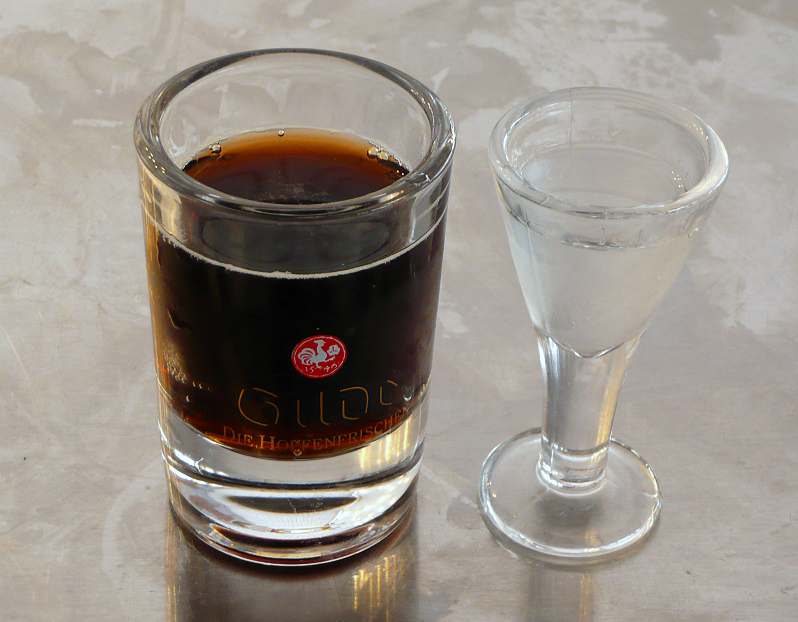
Lüttje Lage

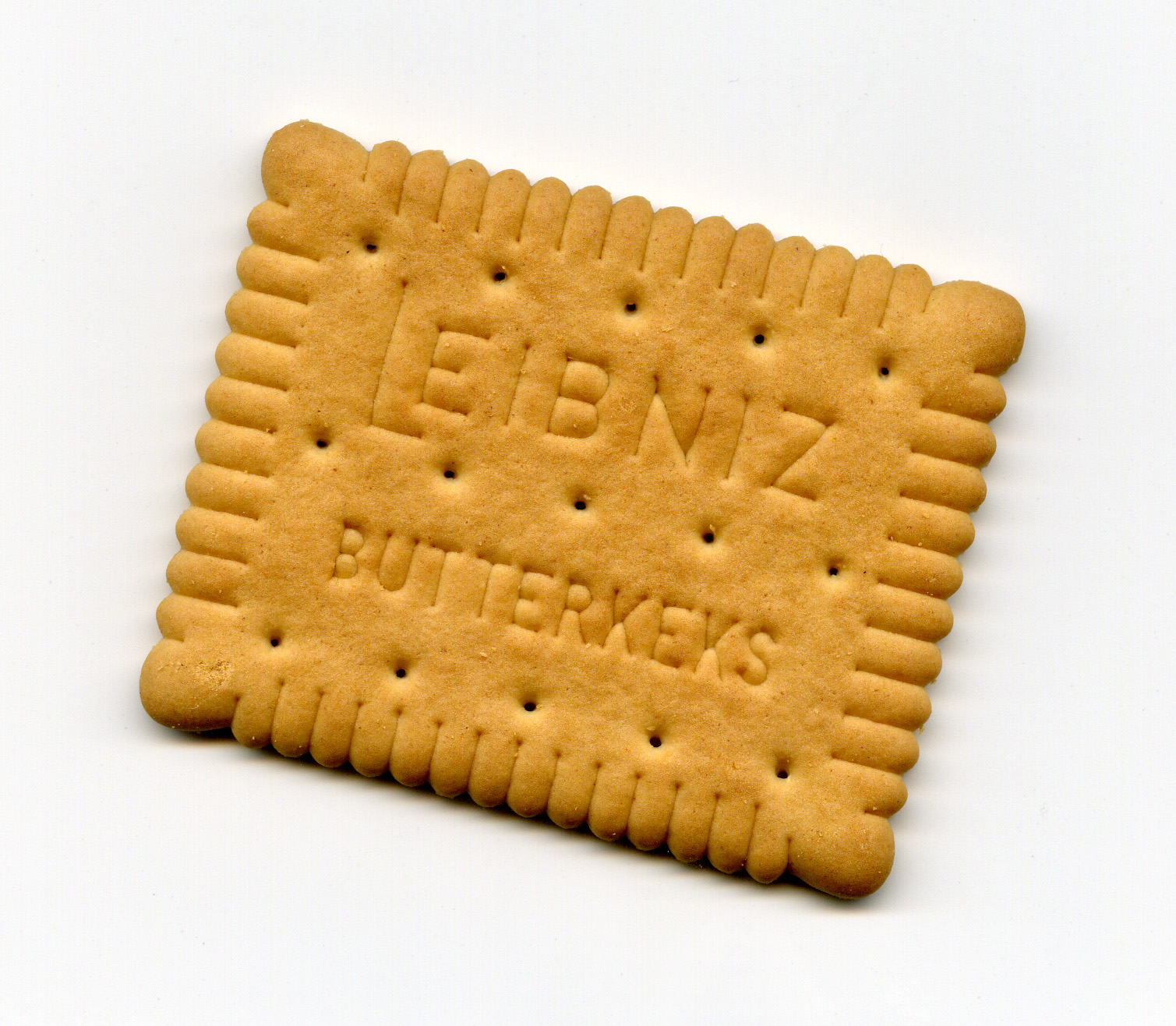
Leibniz-Keks von Bahlsen

Hannover hat eine lange Brautradition. 1526 erfand hier Cord Broyhan ein helles obergäriges Bier, das zu einem Exportschlager der Stadt wurde. 1546 gründete er die Brauergilde mit, aus der sich die Gilde Brauerei entwickelte. Daneben gibt es die 1868 gegründete Herrenhäuser Brauerei, die nach einem Insolvenzverfahren von der Wittinger Privatbrauerei gekauft wurde. Traditionsfirmen wie die Kaiser-Brauerei, die Lindener Aktien-Brauerei oder die Wülfeler Brauerei wurden geschlossen, es gibt aber zwei Gasthaus-Brauereien (das Brauhaus Ernst August in der Altstadt und Meiers Lebenslust am Aegidientorplatz) sowie die Mashsee-Brauerei in der Südstadt und die Brauereigenossenschaft Nordstadt braut!. Aus der Sitte, das Broyhan-Bier zusammen mit Branntwein zu trinken, entstand die Lüttje Lage, bei der Bier und Korn gleichzeitig aus zwei Gläsern getrunken wird. Zu den weiteren alkoholischen Spezialitäten Hannovers gehören zahlreiche Spirituosen verschiedener Hersteller.
Tee-Seeger wurde 1743 gegründet und ist damit das älteste Teegeschäft Deutschlands. Seit 1919 gibt es eine Filiale des Danziger Machwitz Kaffees, dessen Kaffeerösterei seit 1950 ihren Sitz am Marstall hat. 1956 wurde die Privatrösterei von Erhard Ulbrich und 2012 die Hannoversche Kaffee-Manufaktur gegründet.
Zur hannoverschen Küche gehören der Calenberger Pfannenschlag, die Hannöversche Erbsensuppe und das Hannoversche Zungenragout. Der Grünkohl wird in Hannover mit Bregenwurst gegessen. Die Cumberlandsauce ist eine pikante Tafelsoße. Die Bouillonwurst, die früher ausschließlich von der Wurstfabrik Fritz Ahrberg hergestellt wurde, wird heute von verschiedenen Fleischereien produziert. Die Hannoversche Weißgekochte gehört in Hannover zu einer Schlachteplatte dazu. Der Vorliebe für Currywurst mit Pommes des Wahlhannoveraners Gerhard Schröder ist es zu verdanken, dass das Gericht von vielen Restaurants in Hannover und später auch bundesweit als Kanzlerplatte bezeichnet wird. Als Fischspezialität gelten die Karpfen aus dem Maschsee. Eine Hannoversche Brotspezialität ist das Gersterbrot.
Zu den süßen Spezialitäten gehören Hitjepuppen, die Welfenspeise, die Trüffelspezialitäten von Trüffel Güse (seit 1921), sowie die Gebäckspezialitäten von Bahlsen, darunter seit 1891 der Leibniz-Keks. Bahlsen erfand in den 1920er Jahren die Süßspeise Kalter Hund.
Am Rande der Altstadt wurde 1954 die Markthalle wiedereröffnet, in der sich auf 4000 Quadratmetern 73 Marktstände befinden.
In Hannover gibt es über 800 gastronomische Betriebe, darunter vier Sterne-Restaurants, die im Guide Michelin geführt werden (Stand: 2025). Das 2015 eröffnete „Jante“ in der Marienstraße (Küchenchef Tony Hohlfeld) und das Restaurant „Votum“ haben jeweils zwei Sterne, das Restaurant „Handwerk“ und das Restaurant „Marie“ haben jeweils einen Stern.

### Regelmäßige Veranstaltungen
Veranstaltungen in den Bereichen Kultur (u. a. Musik, Kleinkunst, Kino, Theater, Oper oder Tanz), Sport sowie Messen sind in den entsprechenden Abschnitten zu finden.

In Hannover finden über das Jahr verteilt unzählige Großveranstaltungen statt. Die fünf größten Feste sind im Folgenden kurz beschrieben:

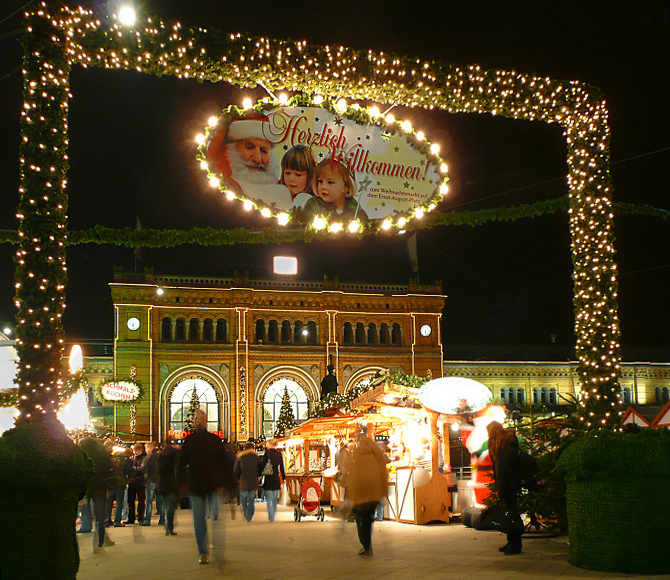
Weihnachtsmarkt Hannover

Am Maschsee findet seit 1986 im Sommer das Maschseefest statt. Das Fest gilt als Deutschlands größtes Seefest und bietet tägliche Live-Konzerte auf vier Bühnen, Kleinkünstler, Walkacts, 24 Gastronomiebetriebe, zwei Foodmeilen und die Kinderwiese. Zu Beginn gibt es eine kleine Eröffnungsparade. Zum weiteren Rahmenprogramm gehören das Fackelschwimmen und das NKR-Entenrennen. Mit über zwei Millionen Besuchern ist es Hannovers größtes jährliches Fest.
In der gesamten Vorweihnachtszeit finden dauerhaft drei größere Weihnachtsmärkte statt. Der Weihnachtsmarkt Hannover (erste schriftliche Erwähnung 1813) mit über 200 Ständen in der Altstadt besteht aus vier Bereichen: Traditioneller Weihnachtsmarkt rund um die Marktkirche, Finnisches Weihnachtsdorf auf dem Ballhofplatz (seit 1999), historisches Dorf rund um das Historische Museum und der Wunschbrunnenwald auf dem Holzmarkt. Der Weihnachtsmarkt wird jährlich von über 1,8 Millionen Menschen besucht und ist damit die zweitgrößte Veranstaltung in Hannover. In einem 2018 erschienenen Ranking des Verbraucherportals testberichte.de gehört der Weihnachtsmarkt Hannover zu den Top 5 der beliebtesten Weihnachtsmärkte Deutschlands. Weitere Weihnachtsmärkte sind das vom Circus Theater Roncalli veranstaltete Weihnachtsdorf Hannover auf dem Ernst-August-Platz vor dem Hauptbahnhof und der Weihnachtsmarkt auf der Lister Meile (70 Stände, seit 1989). Am Kröpcke steht die 18 Meter hohe größte begehbare Weihnachtspyramide der Welt. Zudem werden in verschiedenen Stadtteilen rund 30 weitere Weihnachtsmärkte veranstaltet.
Das Schützenfest Hannover im Juli rangiert mit rund 900.000 Besuchern auf Platz drei. Es findet auf dem zehn Hektar großen Schützenplatz am südlichen Rand der Innenstadt statt. Es ist heute mit rund 200 Schaustellern (darunter knapp 40 Fahr- und Laufgeschäfte, drei große Festzelte und drei Eventbereiche) und einem großen Rahmenprogramm das größte Schützenfest der Welt. Seine Ursprünge gehen bis auf das Jahr 1529 zurück. Der große Schützenausmarsch Hannover ist mit einer Länge von zehn Kilometern sowie mit über 10.000 Teilnehmern (darunter Schützenvereine, Folklore- und Karnevalsgruppen, Firmen, Institutionen, rund 100 Musikkapellen aus dem In- und Ausland und über 50 Festwagen, Kutschen und sonstige Fahrzeuge) der größte Schützenausmarsch der Welt, 2025 waren rund 180.000 Zuschauer an der Strecke. Zur hannoverschen Schützentradition gehören aber auch die sechs Stadtteilschützenfeste, die im Frühling und Sommer in Hannover stattfinden.

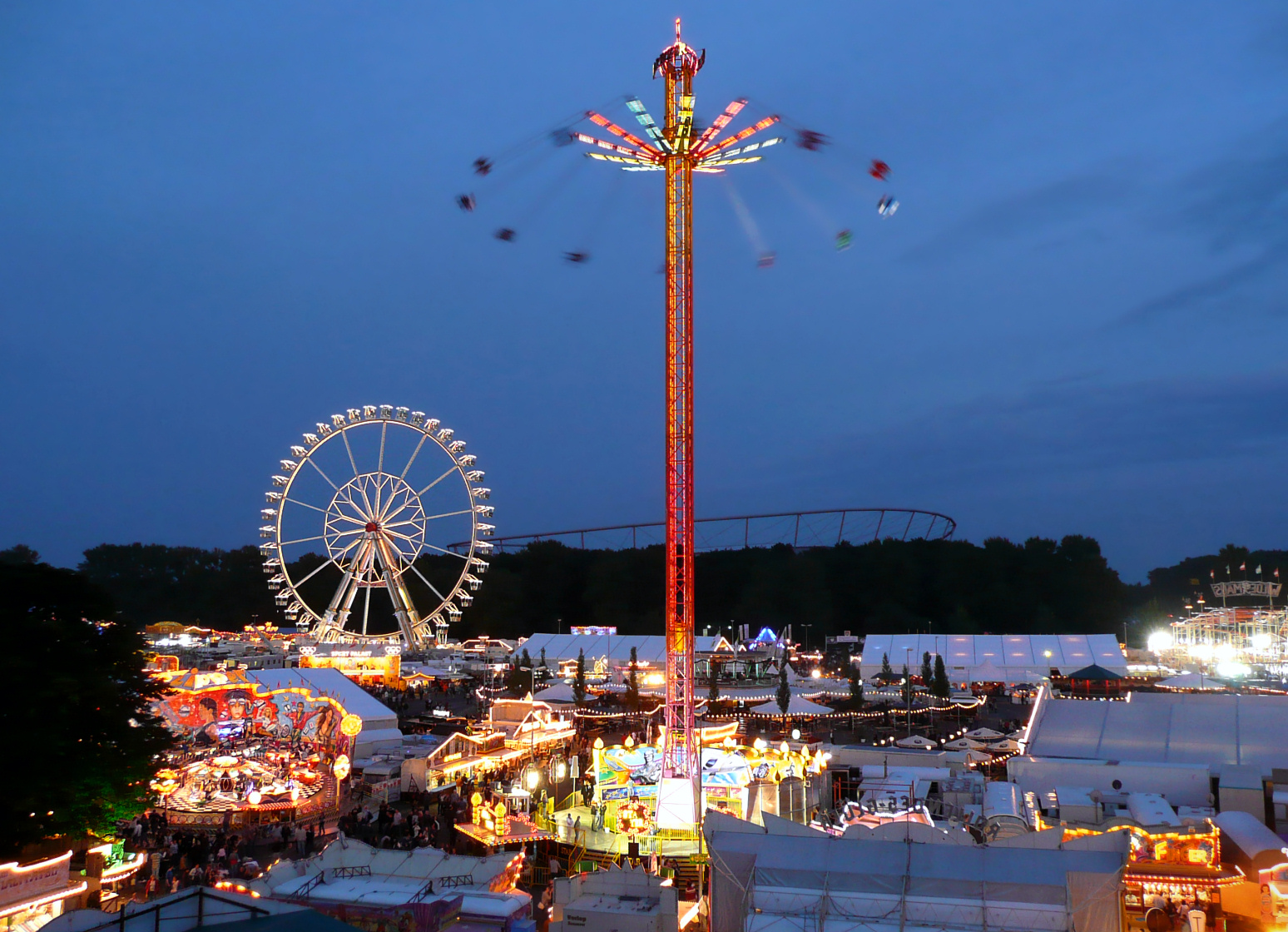
Schützenfest Hannover

Ebenfalls auf dem Schützenplatz finden seit 1954 das Frühlingsfest Hannover (April) und seit 1964 das Oktoberfest Hannover (September/Oktober) statt. Das Frühlingsfest ist heute mit rund 140 Schaustellern (darunter über 30 Fahr- und Laufgeschäfte und ein großes Festzelt) und über 650.000 Besuchern das größte Frühlingsfest Niedersachsens. Das Oktoberfest ist heute mit rund 100 Schaustellern (darunter knapp 30 Fahr- und Laufgeschäfte und zwei große Festzelte) und etwa 500.000 Besuchern das größte Oktoberfest Norddeutschlands. Das Oktoberfest ist nicht zu verwechseln mit der Hannover Wies’n, die seit 2017 im Oktober in einem Festzelt auf der Gilde Parkbühne stattfindet. Seit 2025 findet die City-Kirmes Hannover am Himmelfahrtswochenende in der Innenstadt statt.

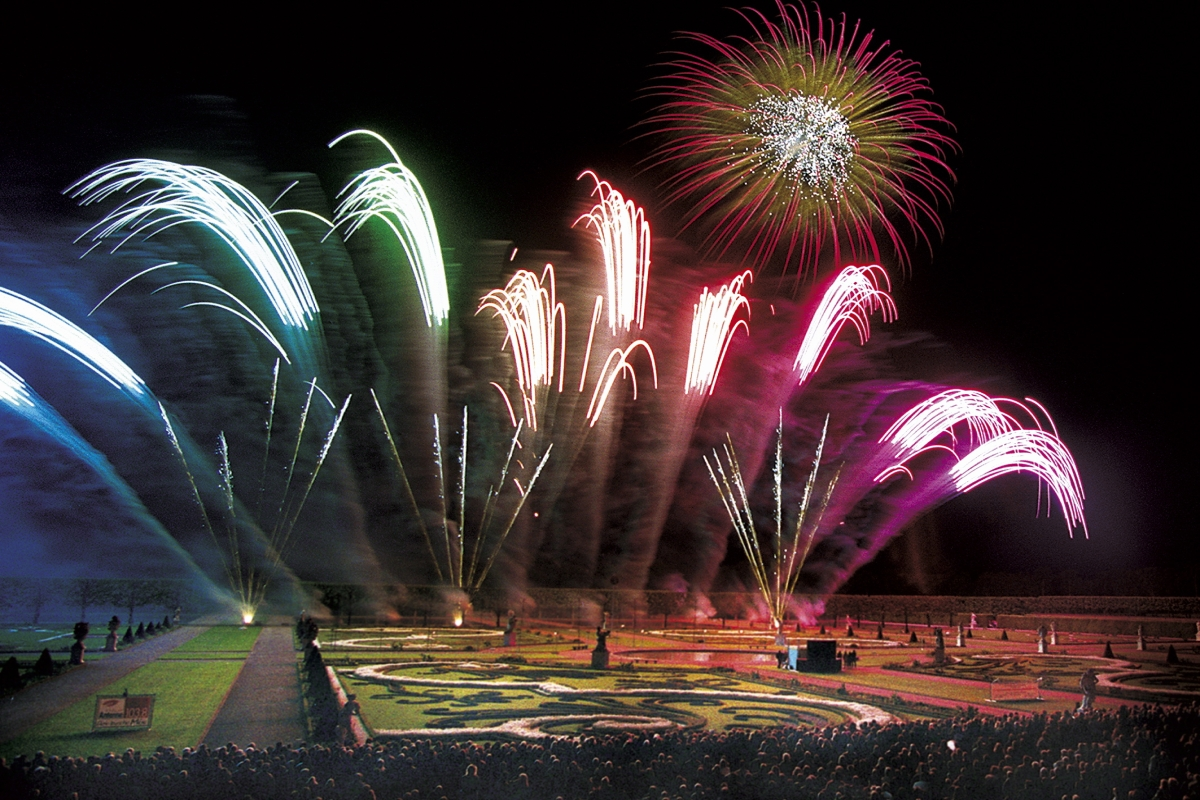
Internationaler Feuerwerkswettbewerb in den Herrenhäuser Gärten

Seit 1992 zieht sich am Samstag vor Rosenmontag ein Karnevalsumzug durch die Innenstadt. An dem Zug sind über 1.000 Karnevalisten mit Festwagen und Musikkapellen beteiligt, wozu sich am Straßenrand etwa 70.000 Zuschauer einfinden. Der Karnevalsumzug ist der Höhepunkt des Karnevals in Hannover. Zum Karnevalsprogramm gehören, neben der Rathausstürmung und verschiedenen Prunksitzungen, auch das Hannover-Turnier (ein bundesoffenes Qualifikationsturnier und die Niedersachsenmeisterschaft im Karnevalistischen Tanzsport) und der niedersächsische Tollitätengipfel.
Das Lister-Meile-Fest (seit 1974) mit rund 100 Schau- und Ausstellern und drei Bühnen wird jedes Jahr von rund 240.000 Menschen besucht. Weitere bedeutende Veranstaltungen sind seit 1991 im Großen Garten der Internationale Feuerwerkswettbewerb (der älteste Feuerwerkswettbewerb Deutschlands) und seit 2010 die Kunstfestspiele Herrenhausen mit viel Musik und Kunst. Der Georgengarten ist einmal im Jahr Gastgeber des Gartenfestivals Herrenhausen. Seit 2016 wird jährlich der Weihnachtscircus Hannover auf dem Schützenplatz veranstaltet. Ebenfalls auf dem Schützenplatz findet jährlich das Street Food Festival Hannover statt, es ist eines der größten in Europa. Über 100 Biere aus der ganzen Welt gibt es alljährlich beim Hannoverschen Bierfest in der Altstadt und auf dem Opernplatz steigt jährlich der Weinsommer Hannover. Auf den Messeparkplätzen West findet jedes Jahr am 1. Mai das seit 1983 organisierte Mai-Käfer-Treffen statt, es ist das größte VW-Käfer-Treffen in Europa mit rund 3000 Käfern und anderen VW-Modellen. Die im Sommer stattfindende Street Mag Show auf dem Schützenplatz gilt als Deutschlands größte American-Car-Show. An Karsamstag werden jedes Jahr rund 40 Osterfeuer in Hannover veranstaltet. Bei der seit 2018 in der Adventszeit stattfindenden Twinkle Light Cruise zieht eine Parade aus rund 150 mit Lichterketten geschmückten Bullis, Käfern, Rollern und weiteren Fahrzeugen durch die Innenstadt. Beim St.-Martins-Umzug im November ziehen rund 5.000 Teilnehmer durch die Innenstadt. Zum CSD Hannover kommen jährlich rund 25.000 Gäste.
Der Altstadt-Flohmarkt am Hohen Ufer der Leine hat seinen Ursprung im Jahr 1967 und ist damit der älteste Flohmarkt in Deutschland. Der seit 1996 stattfindende Markt für Handwerk und Design ist ebenfalls überregional bekannt.

### Nachtleben
Ein Zentrum des Nachtlebens von Hannover ist das Steintorviertel. In fünf Straßen befinden sich hier rund 70 Geschäfte, Diskotheken, Clubs und Restaurants, sowie Bordelle und Sexkinos. Ein weiteres Zentrum ist der Raschplatz. Auf und um den Platz haben sich verschiedene Diskotheken, Kinos und Restaurants sowie die Spielbank Hannover angesiedelt. Bars, Kneipen und Pubs gibt es sowohl in der Altstadt (vornehmlich in der Kramer- und der Knochenhauerstraße) als auch in den Studenten- und Szenevierteln Linden und Nordstadt. Auf der Limmerstraße ist die Kioskdichte besonders hoch und hier ziehen abends und nachts zahlreiche Gruppen von Kiosk zu Kiosk, das nennt man Limmern. Der Club „Weidendamm“ belegte in der Leserumfrage 2017 des Faze Magazin den zweiten Platz in der Kategorie beste Clubs. 1959 eröffnete mit dem heute nicht mehr existierenden „Mocambo Club“ in Hannover die erste Diskothek Deutschlands.

### Sport

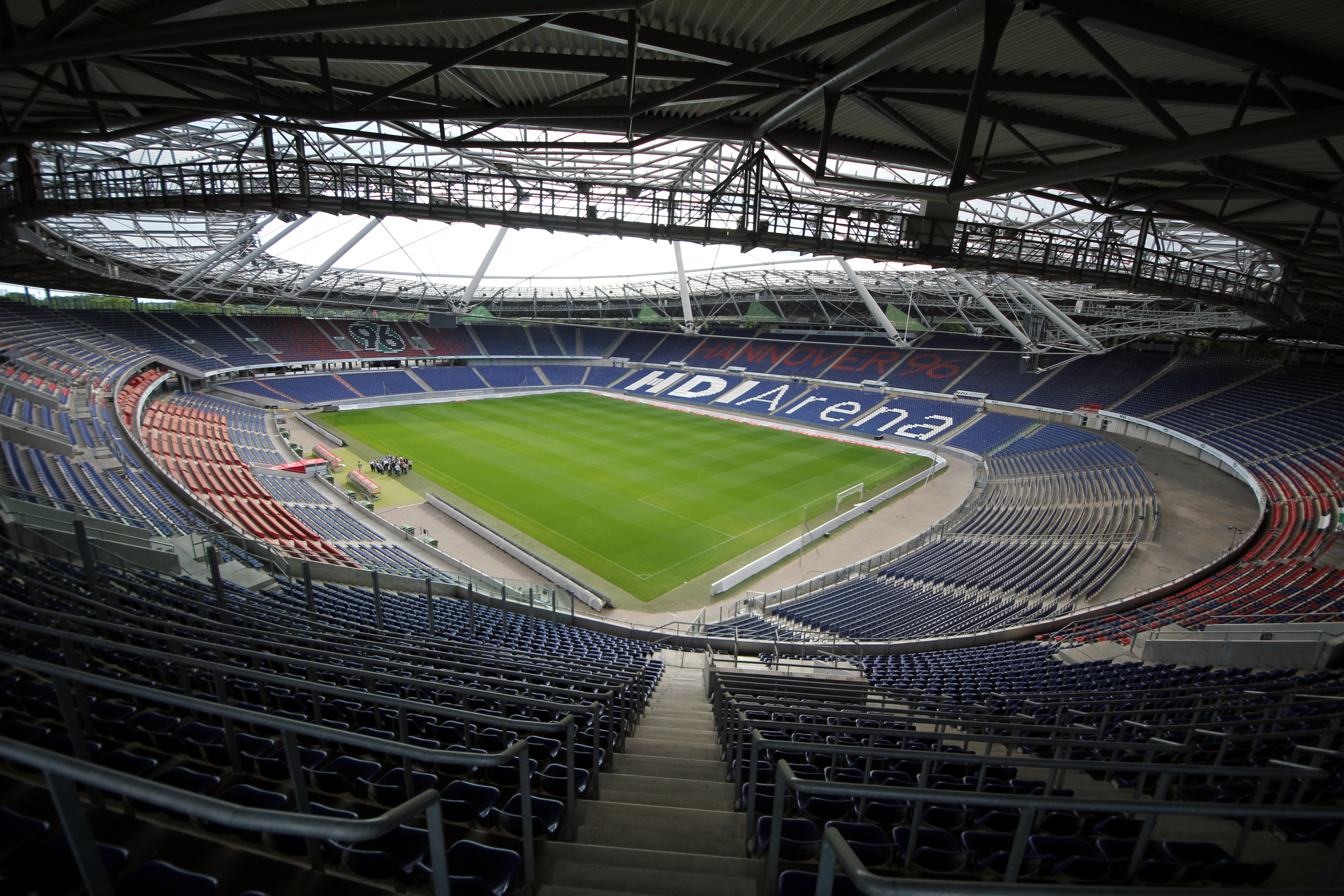
Heinz-von-Heiden-Arena am Maschsee

Mit dem Sportpark Hannover im Stadtteil Calenberger Neustadt besitzt Hannover die größte zusammenhängende Sportfläche einer Großstadt in Deutschland. In dem ca. 45 Hektar großen Gebiet befinden sich das Erika Fisch-Stadion, das Sportleistungszentrum (SLZ), das Stadionbad und die Parkbühne. Hannover hat sich lange Zeit als Sportstadt definiert, da hier ein breites Spektrum an Sportarten auf einem hohen Niveau angeboten wurde/wird. 1950 wurde in Hannover der Deutsche Sportbund gegründet.

#### Vereine

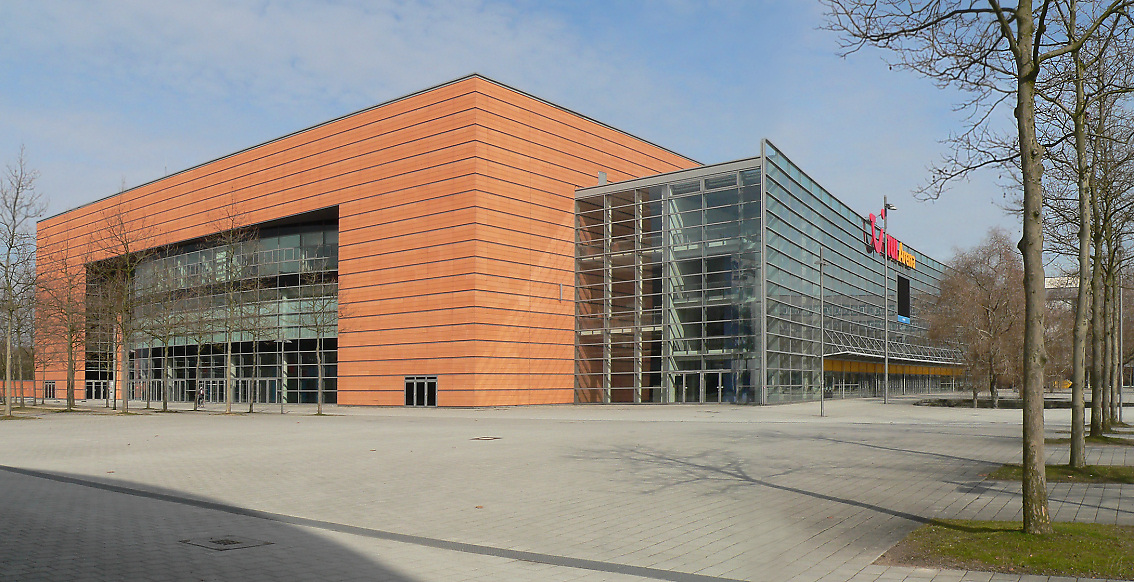
ZAG-Arena

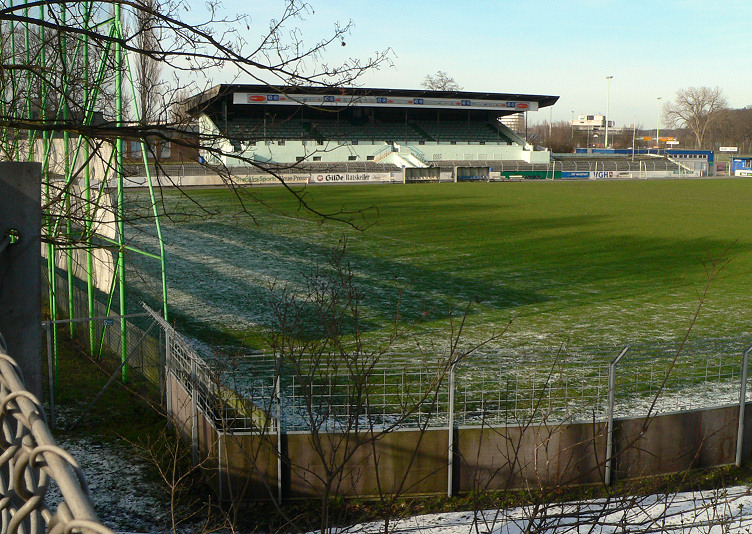
Rudolf-Kalweit-Stadion

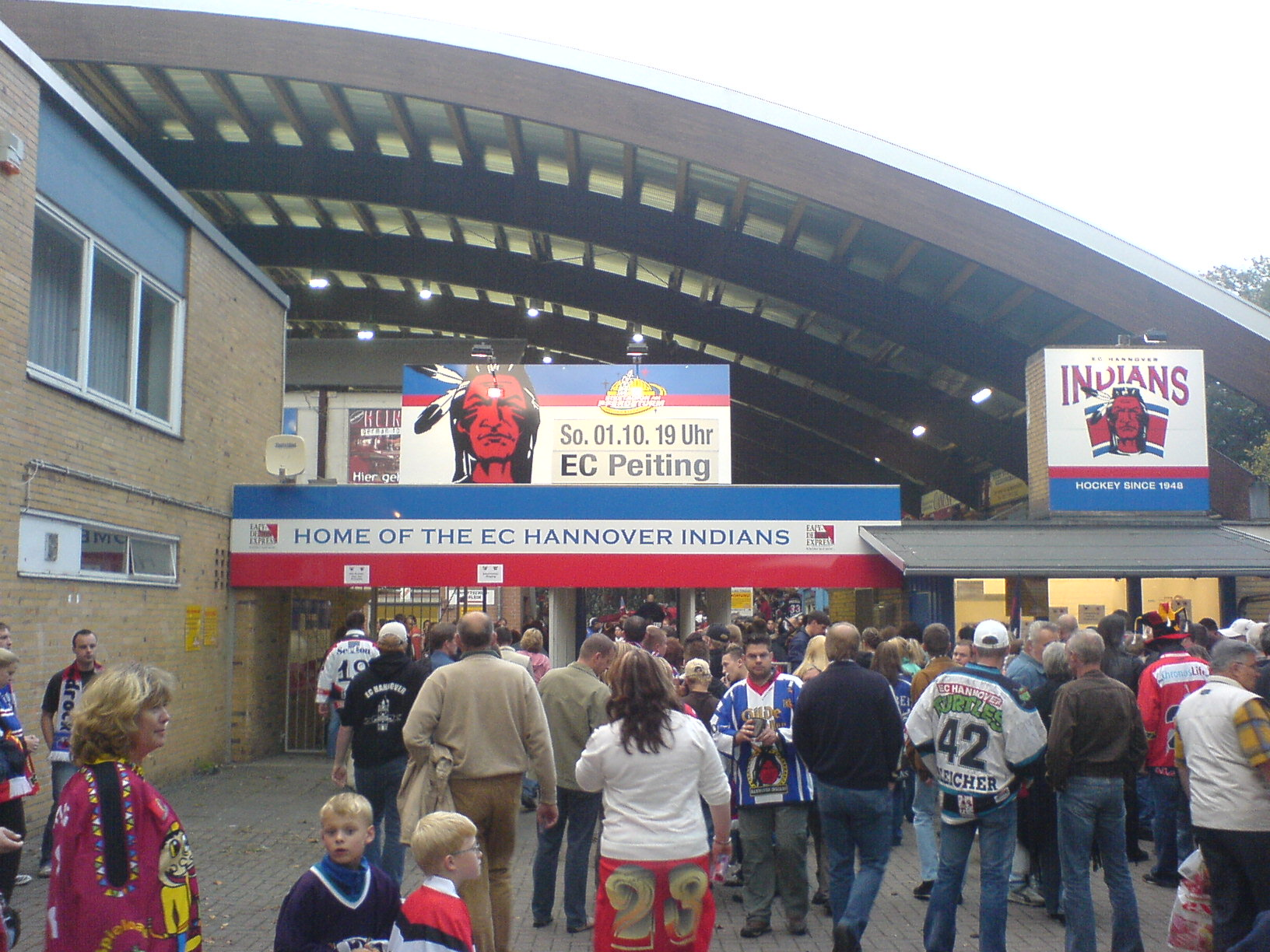
Eisstadion am Pferdeturm

Der erfolgreichste Fußball-Verein Hannovers ist der derzeit in der Zweiten Bundesliga spielende Hannoversche Sportverein von 1896 e. V., kurz „Hannover 96“ oder die Roten, der sein Domizil in der Heinz-von-Heiden-Arena hat. Die in der Regionalliga Nord spielenden Amateure sind im Eilenriedestadion zu Hause. Weitere Vereine sind die ehemaligen Zweitligisten SV Arminia Hannover und OSV Hannover. Der Verein SV Arminia Hannover, genannt die Blauen, spielt in der Oberliga Niedersachsen und ist im Rudolf-Kalweit-Stadion beheimatet. Von 1990 bis 1997 war der TSV Fortuna Sachsenross Hannover Mitglied der Frauen-Bundesliga.
Die Hannover Scorpions spielten von 1996 bis 2013 in der Deutschen Eishockey-Liga. 2013 verkauften sie ihre DEL-Lizenz an die Schwenninger Wild Wings. Spielort des Eishockey-Vereins war ab 2001 die ZAG-Arena (damals TUI Arena). Seit 2013 spielen die Scorpions in der Oberliga Nord und trugen seitdem ihre Heimspiele zunächst in der Eishalle Langenhagen aus, seit 2017 ist die Hus de Groot Eisarena in Mellendorf (Wedemark) die Heimatarena des Vereins. Ebenfalls in der Oberliga aktiv sind die Hannover Indians, deren Domizil das Eisstadion am Pferdeturm in Kleefeld ist.
Der Deutsche Sportverein Hannover gegr. 1878, kurz Hannover 78, wurde 1878 als erster deutscher Rasensportverein gegründet; Rugby war Gründungssportart. Derzeit spielen mit Hannover 78, die Teams vom VfR Döhren und SC Germania List in der 1. Bundesliga. In der 2. Bundesliga spielen Hannover 78 II, der TSV Victoria Linden und der DRC Hannover. Der erfolgreichste Rugby-Verein Deutschlands ist der TSV Victoria Linden mit 20 gewonnenen deutschen Meistertiteln. Insgesamt wurden seit 1909 von hannoverschen Vereinen 62 der bislang 83 ausgetragenen deutschen Meisterschaften nach Hannover geholt. In der Zeit von 1909 bis 2005 trat außer 1913 bei jedem ausgetragenen Endspiel um die Meisterschaft ein hannoverscher Verein an.
Im Handball war der TSV Hannover-Anderten 2007 bis 2010 in der 2. Handball-Bundesliga und seit Sommer 2011 in der 3. Handball-Bundesliga Nord. Seit 2009 spielt die TSV Hannover-Burgdorf (Spitzname die Recken) in der Handball-Bundesliga. Bei den Frauen spielt die HSG Hannover-Badenstedt in der 2. Handball-Bundesliga. Weitere ehemalige Bundesliga-Vereine sind bei den Herren HSG Hannover und Polizei-Sportverein Hannover; bei den Damen SC Germania List und die SG Misburg.
Hannover 78 spielt in der Hallenhockey-Bundesliga (Herren) und in der 2. Feldhockey-Bundesliga (Herren). Der DHC Hannover spielt ebenfalls in der Hallenhockey-Bundesliga (Herren) sowie in der 2. Feldhockey-Bundesliga (Herren) und der 2. Hallenhockey-Bundesliga (Damen).
Am 25. Januar 1862 wurde in Hannover der erste deutsche Fechtverein gegründet, der noch heute existiert. Neben dem Fechtklub Hannover von 1862 gibt es noch drei weitere Vereine, die den Fechtsport anbieten.
Die Waspo 98 Hannover spielen seit 1983 in der Wasserball-Bundesliga und schafften 2012/2013 als erster hannoverscher Verein den Sprung in die Gruppenphase eines Champions-League-Wettbewerbes. Der Klub wird 2019 und 2021 Ausrichter des Final Six der LEN Champions League sein.
An der Leine liegt der 1. Wasserski-Club Hannover. Weitere Wassersportvereine sind der Paddel-Klub Hannover in Döhren, der Hannoversche Kanu-Club von 1921 am Maschsee, der Kanu-Sport-Club Hannover, der Paddelclub Stöcken und der Paddelclub Niedersachsen.
Der Turn-Klubb zu Hannover ist in mehreren Disziplinen vertreten: Die Faustballmannschaft spielt in der ersten Bundesliga. Der Bereich Fechten hat diverse nationale und internationale Titel errungen. Der Verein ist dreifacher Deutscher Meister im Kunstturnen. Die Tischtennis-Damenmannschaft wurde 1960 deutscher Mannschaftsmeister und 1961 deutscher Pokalsieger.
Die UBC Tigers spielten bis zu ihrer Auflösung 2014 in der zweithöchsten Basketball-Liga, der ProA. Die TK Hannover Luchse sind ein Damen-Basketball-Team aus Hannover, die in der höchsten deutschen Spielklasse des Damen-Basketballs, der 1. Damen-Basketball-Bundesliga, antreten.
Die Hannover Grizzlies spielen American Football seit der Saison 2016 mit der Herrenmannschaft in der Oberliga Nord und die Damenmannschaft spielt in der 2. Damenbundesliga.
Der 1947 gegründete Tischtennisverein TTC Helga Hannover schaffte nach vier Vizemeisterschaften in der Saison 1991/92 den Aufstieg in die 1. Bundesliga, wo er die nächsten drei Jahre und nochmals 1997/98 spielte. 2008 gelang der Damen-Tischtennissparte von Hannover 96 der Aufstieg in der 1. Bundesliga.
Die Damen- und Herrenmannschaften im Lacrosse des DHC Hannover spielen in der Bundesliga Nord. Die Damen nahmen 2008 das erste Mal an den deutschen Lacrosse Meisterschaften teil und belegten den dritten Platz.
Der Verein für Leibesübungen von 1848 e. V. (VfL) Hannover ist der älteste Sportverein von Hannover und hat eine Abteilung Rollstuhltanz, dessen Tanzpaare auf nationalem und internationalem Parkett erfolgreich sind.
Im Schach spielen zwei hannoversche Vereine in der Oberliga Nord Staffel West: Schachfreunde Hannover und HSK Lister Turm.
Das All Sports Team Hannover ist eine Topmannschaft im Drachenbootsport, das seit seiner Gründung 2000 über hundert Medaillen auf nationalen und internationalen Meisterschaften errang, allein 2012 zehn deutsche Meistertitel. Es wurde zur „Mannschaft des Jahres 2013“ in Niedersachsen gewählt.
Der 1. DSC Hannover ist seit 1985 Deutschlands erster Snookerverein. Zwischen 2014 und 2019 spielte der Verein in der 1. Bundesliga Snooker und wurde 2015 deutscher Meister. Seit 2019 spielt der 1. DSC Hannover in der 2. Bundesliga Snooker Nord. Mit der Billard-Abteilung von Hannover 96 und dem PBV Anderten spielten zwei Vereine in der 1. Poolbillard-Bundesliga.
Die zwei Sektionen des Deutschen Alpenvereins in Hannover sind die 1885 gegründete Sektion Hannover mit drei vereinseigenen Hütten und der 1997 daraus entstandene AlpinClub Hannover, welcher keine eigenen Hütten besitzt und sich aufs Bouldern und Klettern spezialisiert hat.

#### Veranstaltungen

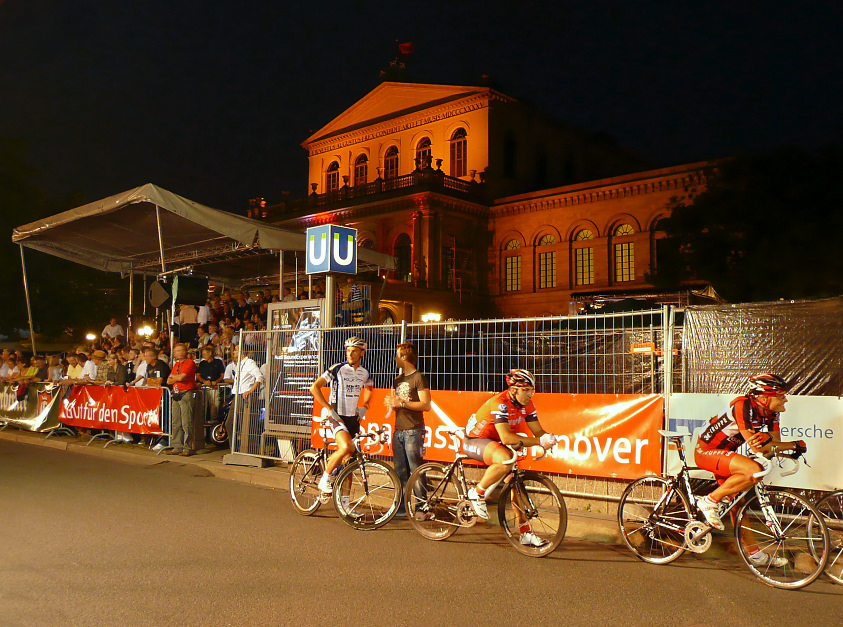
Nacht von Hannover, 2008

Der Hannover-Marathon ist mit regelmäßig rund 30.000 internationalen Teilnehmern in verschiedenen Disziplinen eine der größten Straßenlaufveranstaltungen in Deutschland. Weitere Großveranstaltungen sind u. a. der Hannover Triathlon am Maschsee, der Nachtlauf und der traditionelle Silvesterlauf.
Auf dem Maschsee finden jährlich mehrere Sportereignisse statt, unter anderem das internationale Drachenbootfestival Hannover. Von 1952 bis 1989 fanden auf dem See auch Motorbootrennen statt, darunter Welt- und Europameisterschaften.
Weitere Sportveranstaltungen sind der Beachvolleyball-Cup auf dem Opernplatz, das internationale Jugend-Tennisturnier Radio 21 Open und verschiedene Wrestling-Festivals. Die Wahl zum Behindertensportler des Jahres findet jedes Jahr im Februar im GOP Varieté-Theater statt.
Im Radsport gibt es seit 1975 (mit Unterbrechungen) die Nacht von Hannover, ein nächtliches Profirennen mit prominenter Besetzung.
Hannover hat eine lange Pferdesporttradition, bekannt ist die Pferderasse Hannoveraner. Bekannte Veranstaltungen sind u. a. die verschiedenen Turniere (u. a. Vielseitigkeit, Springturnier, Dressurturnier) im Reiterstadion sowie die Nacht der Pferde und die Ponyshow MiMaMo (beides im Rahmen der Messe „Passion Pferd“) auf dem Messegelände.
Das Feuerwerk der Turnkunst gilt als Europas erfolgreichste Turnshow und wird seit 1989 von der Hannoverschen Turn- und Sportfördergesellschaft mbH (ein Tochterunternehmen des Niedersächsischen Turner-Bundes) organisiert. Heute ist die Turnshow in vielen deutschen Städten zu Gast, in Hannover traditionell an Silvester und noch einmal im Januar.
Hannover war einer der Austragungsorte der Fußball-Weltmeisterschaft 1974, der Fußball-Weltmeisterschaft 2006, der Fußball-Europameisterschaft 1988, des FIFA-Konföderationen-Pokals 2005 und der Eishockey-Weltmeisterschaft 2001. Von 2000 bis 2007 fand hier das internationale Eishockeyturnier Deutschland Cup statt. Im Tennis war Hannover Austragungsort der ATP-Weltmeisterschaft (1996–1999) und des WTA Hannover (1997–2000). Im Radsport gab es den Grand Prix von Hannover auf der Radrennbahn Hannover-Wülfel. Im November 2010 war Hannover Gastgeber für die siebten Weltmeisterschaften im Rollstuhltanz mit 150 Teilnehmern. 2016 fanden die Special Olympics National Games in dieser Stadt statt.

### Inklusion
2021 bewarb sich die Stadt als Beherbergungsstadt für die Gestaltung eines viertägigen Programms für eine internationale Delegation der Special Olympics World Summer Games 2023 in Berlin. 2022 wurde sie als Gastgeberin für Special Olympics Italien ausgewählt. Damit wurde sie Teil des größten kommunalen Inklusionsprojekts in der Geschichte der Bundesrepublik mit mehr als 200 Beherbergungsstädten.

### Religion und Weltanschauung

#### Konfessionsstatistik
Gemäß der Volkszählung 2011 waren 34,7 % der Einwohner evangelisch, 13,7 % römisch-katholisch und 51,6 % waren konfessionslos, gehörten einer anderen Glaubensgemeinschaft an oder machten keine Angabe. Nach einer Berechnung aus den Zensuszahlen für die Personen mit Migrationshintergrund lag der Bevölkerungsanteil der Muslime in Hannover 2011 bei 8,8 % (rund 44.400 Personen).
Zum Jahresende 2022 waren 24,9 % der 552.710 Einwohnern evangelisch und 10,9 % katholisch; 64,3 % gehörten keiner der beiden großen christlichen Konfessionen an. Am Stichtag 31. Dezember 2023 waren nach Recherchen der Forschungsgruppe Weltanschauungen in Deutschland 23,9 % der Einwohner der Stadt evangelisch, 10,5 % römisch-katholisch und 65,6 % waren konfessionsfrei oder gehörten einer sonstigen Religionsgemeinschaft an.
2023 haben insgesamt 5538 Personen ihren Austritt aus der evangelischen oder katholische Kirche erklärt, 3944 aus der evangelischen Kirche und 1494 aus der katholischen Kirche.

#### Geschichte
Die Stadt Hannover gehörte nach der Christianisierung zum Gebiet des Bistums Minden und zum Archidiakonat Pattensen.
In der Altstadt Hannovers wurde 1533/34 und in der Neustadt 1544 die Reformation nach lutherischem Bekenntnis eingeführt. Danach war Hannover über viele Jahrhunderte eine überwiegend lutherische Stadt. Katholiken und reformierte Gemeindeglieder konnten bis 1800 in der Altstadt Hannovers kein Bürgerrecht erwerben, weswegen sie ihre Kirchen in der Neustadt errichteten.
Im Stadtteil Mühlenberg existiert ein ökumenisches Kirchenzentrum, das die Stadtteilgemeinden der evangelisch-lutherischen und der römisch-katholischen Stadtteilgemeinden unter einem Dach vereint.
Die Kirchen der Stadt organisieren regelmäßig die Nacht der Kirchen mit Kirchenkonzerten und Lesungen.

#### Evangelisch-lutherische Kirche

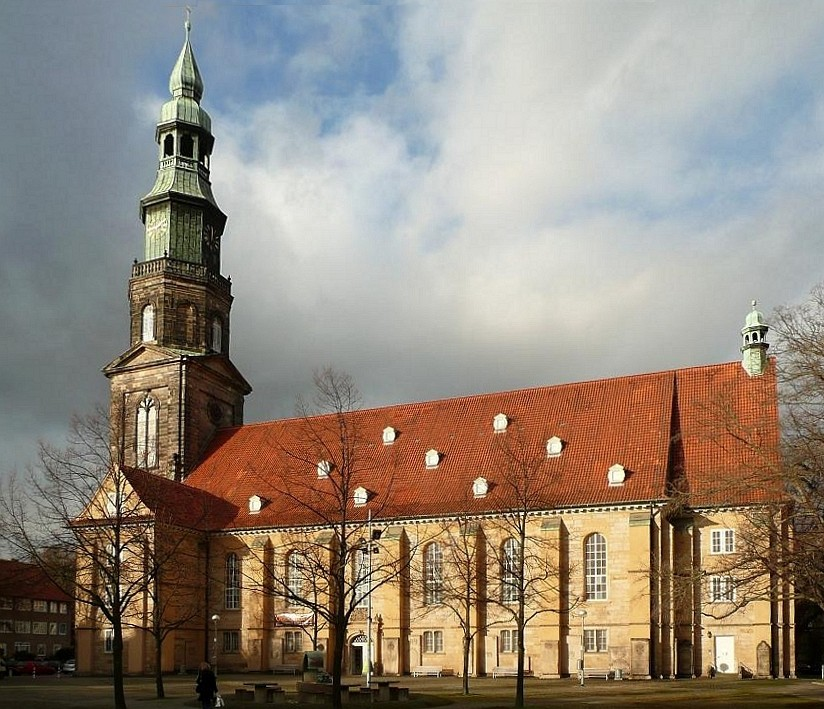
Ev.-luth. Neustädter Hof- und Stadtkirche St. Johannis

Die evangelisch-lutherische Bevölkerung Hannovers gehört der Evangelisch-lutherischen Landeskirche Hannovers an, deren Sitz Hannover ebenso ist wie der des Landeskirchenamtes. Nach dem Zweiten Weltkrieg wurde Hannover Sitz des Kirchenamtes der Evangelischen Kirche in Deutschland (EKD) sowie des Kirchenamtes der Vereinigten Evangelisch-Lutherische Kirche Deutschlands (VELKD). Hannover ist Sitz zahlreicher Organisationen in der hannoverschen Landeskirche und der EKD. Alle landeskirchlichen evangelischen Kirchengemeinden Hannovers gehören zum Stadtkirchenverband Hannover innerhalb des gleichnamigen Sprengels der Evangelisch-lutherischen Landeskirche. In den Jahren 1949, 1967, 1983 und 2005 fand in Hannover der Evangelische Kirchentag statt, 2025 wird er wieder in Hannover stattfinden.
Im Stadtteil Marienwerder befindet sich das Kloster Marienwerder.

#### Evangelisch-reformierte Kirche
1697 entstand eine französisch-reformierte und 1702 eine deutsch-reformierte Gemeinde, die sich 1819 vereinigten. Diese Gemeinde gehört heute zur Evangelisch-reformierten Kirche – Synode evangelisch-reformierter Kirchen in Bayern und Nordwestdeutschland. Der Reformierte Bund ist eine Föderation (Vereinigung) reformierter Kirchen, Gemeinden, Verbände und Einzelpersonen. Er gilt als Dachverband für etwa zwei Millionen reformierte Gemeindeglieder in der Bundesrepublik Deutschland und hat seinen Sitz in Hannover. Seit dem 1. Januar 2014 hat die Weltgemeinschaft Reformierter Kirchen (WGRK) ihren Hauptsitz in Hannover.

#### Römisch-katholische Kirche

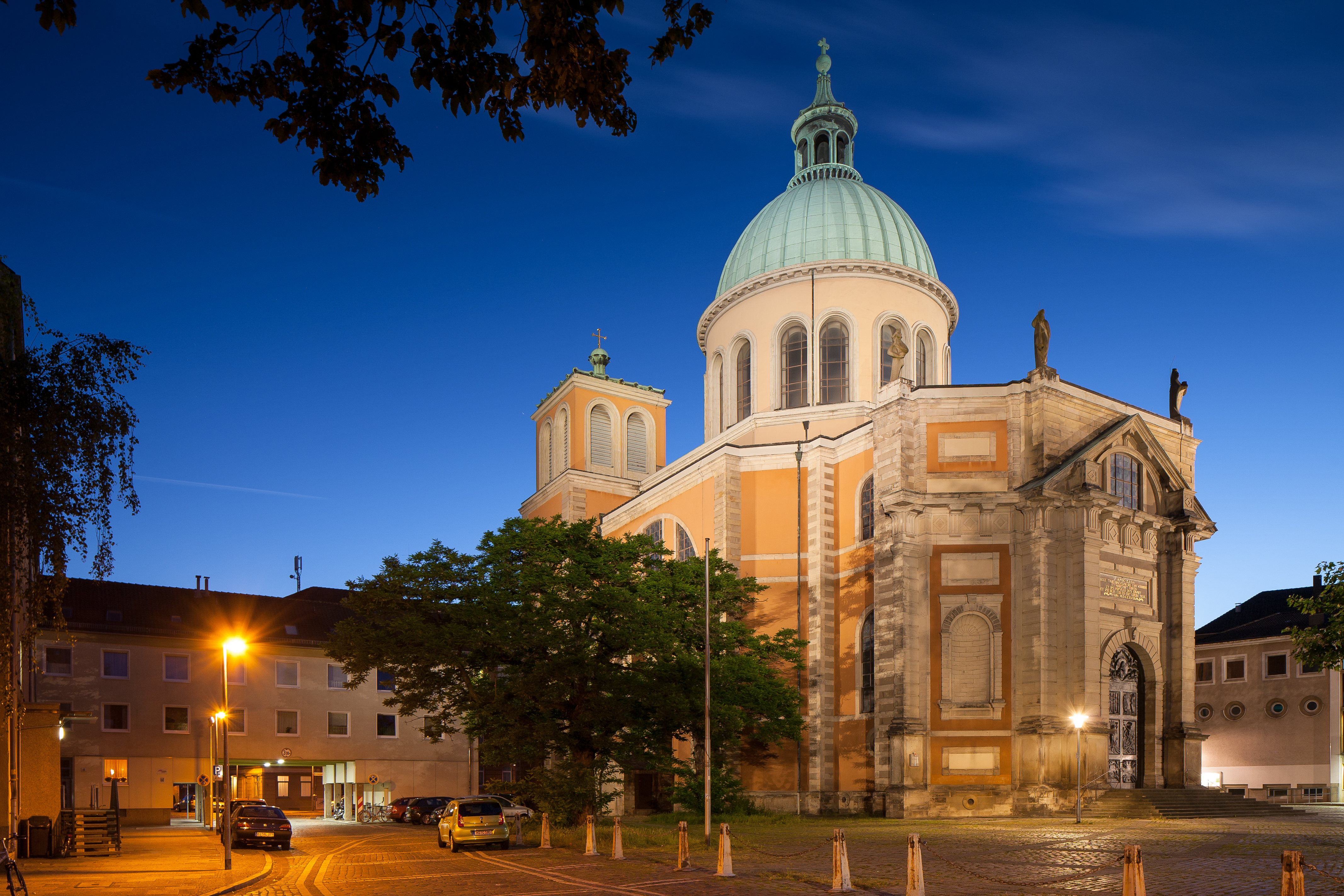
Römisch-Katholische Basilika St. Clemens

Die 1665 entstandene römisch-katholische Gemeinde gehörte anfangs zum Apostolischen Vikariat des Nordens, ab 1824 zum Bistum Hildesheim und mit diesem seit 1995 zur neu gegründeten Kirchenprovinz Hamburg.
Von der Urgemeinde, die die gesamte Region Hannover umfasste, wurden im Zuge von Bevölkerungswachstum, Industrialisierung und Vertriebenenstrom immer neue Gemeinden gelöst. Zuletzt gab es in der Region 43 katholische Pfarreien. Deren Zahl wird durch Zusammenlegungen in nächster Zeit um mehr als die Hälfte zurückgehen.
Die kirchliche Region Hannover wurde am 1. Mai 2007 zum Regionaldekanat Hannover zusammengefasst. Sie deckt sich etwa mit dem Gebiet der politischen Region Hannover und zählt etwa 157.000 Katholiken. Katholische Hauptkirche Hannovers und Sitz des Regionaldechanten ist die Propsteikirche Basilika St. Clemens.

#### Andere Kirchen und christliche Gemeinschaften
Die Selbständige Evangelisch-Lutherische Kirche hat ihren Bischofssitz und die Kirchenleitung in Hannover und ist in der Südstadt mit zwei Kirchengemeinden vertreten. Weitere Freikirchen sind die Apostolische Gemeinschaft, die Koinonia Calvary Chapel Hannover, das Christliche Zentrum Hannover, Evangelisch-Freikirchliche Gemeinden (Baptisten- und Brüdergemeinden), die Freie evangelische Gemeinde, die Evangelisch-methodistische Kirche, die Freikirche der Siebenten-Tags-Adventisten, die Kirche Jesu Christi der Heiligen der Letzten Tage (Mormonen), Mennoniten (Täufer), die Neuapostolische Kirche, die Christengemeinschaft, die Zeugen Jehovas und die Christliche Wissenschaft.
Im September 2011 wurde die altkatholische Kirche St. Maria Angelica in Kirchrode geweiht. Neben der russisch-orthodoxen Kirche und einer serbisch-orthodoxen Kirchengemeinde ist eine griechisch-orthodoxe Kirchengemeinde vertreten.

#### Andere Religionen

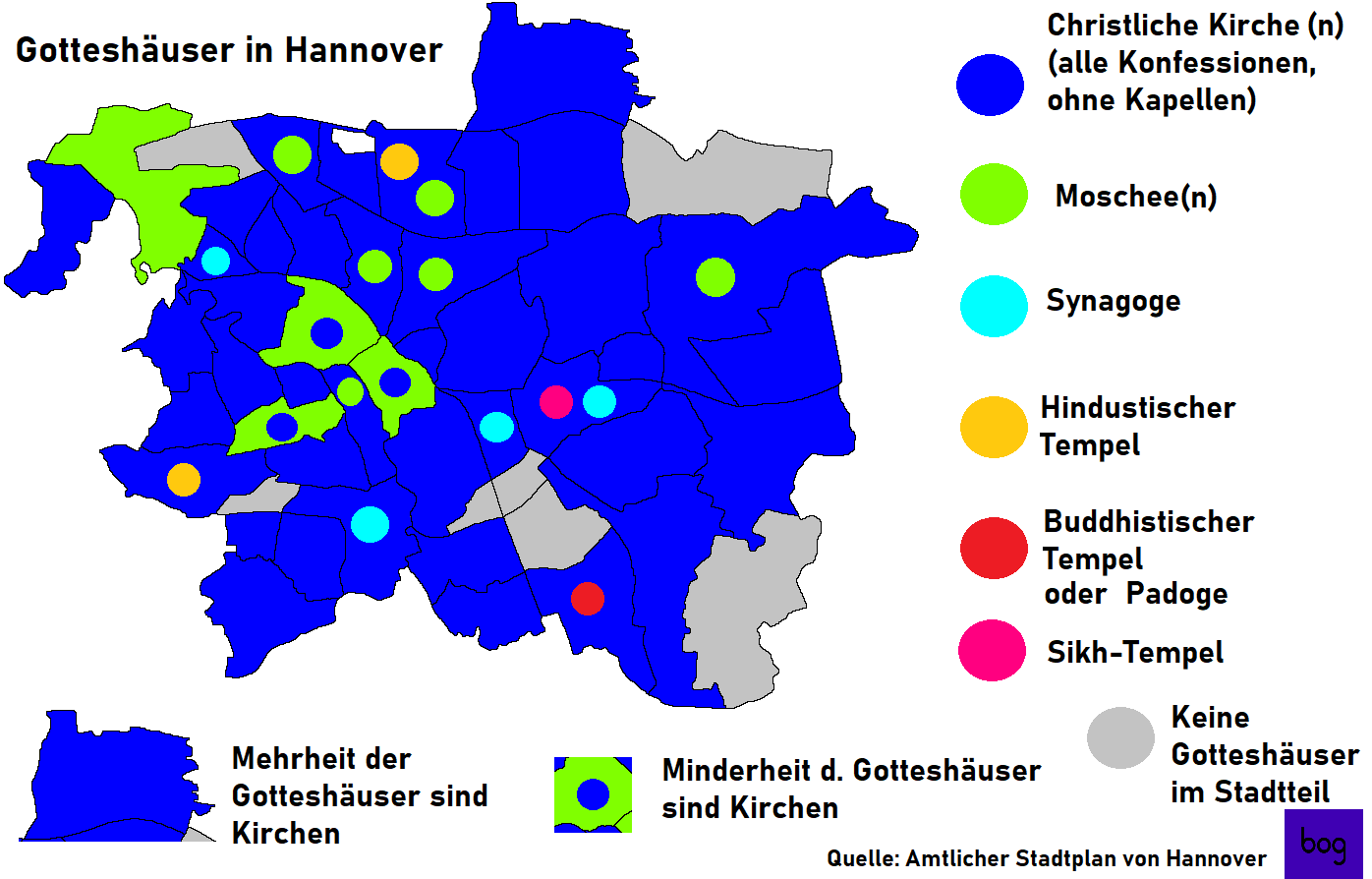
Gotteshäuser in Hannover nach Stadtteilen

Für die in Hannover lebenden Muslime gibt es mehrere Moscheen und weitere Gebetshäuser. Der Stadtfriedhof Stöcken hat ein für Muslime eingerichtetes Gräberfeld. Als erster Moscheeneubau in Hannover besteht im Siedlungsgebiet Schwarze Heide des Stadtteils Stöcken seit 2008 die Sami-Moschee der Ahmadiyya Muslim Jamaat.
Nach dem Zweiten Weltkrieg und der Shoah entstand durch Zuzug langsam neues jüdisches Leben in der Stadt. Heute gibt es vier jüdische Gemeinden mit rund 6000 Mitgliedern sowie drei jüdische Friedhöfe. 1963 entstand die neue Synagoge in der Haeckelstraße. Die Liberale Jüdische Gemeinde besitzt seit 2009 eine Synagoge in der ehemaligen Gustav-Adolf-Kirche in Leinhausen. 2011 gab es eine Straßenbenennung für die jüdische Journalistin Käthe Vordtriede im Stadtteil Wettbergen. Diese wurde durch ihre zeitkritischen Briefe über das Dritte Reich erst posthum bekannt.
Die vietnamesischen Buddhisten in Deutschland haben 1993 mit der Pagode Viên Giác in der Karlsruher Straße in Mittelfeld das größte Bauwerk dieser Art in Europa geschaffen. Die thailändische Gemeinde weihte 2007 ihren buddhistischen Tempel Wat Dhammavihara Hannover im Ahlemer Turm ein. Außerdem gibt es Zentren der tibetischen Richtungen, des Theravada und des Zen-Buddhismus. Hinduistische Gläubige weihten 2009 einen Tempel in einem Industriegebiet im Stadtteil Badenstedt ein. Die Gläubigen sind überwiegend Tamilen aus Sri Lanka.
Um den Austausch zwischen den Religionen zu fördern, gibt es den Veranstaltungs- und Begegnungsort Haus der Religionen.

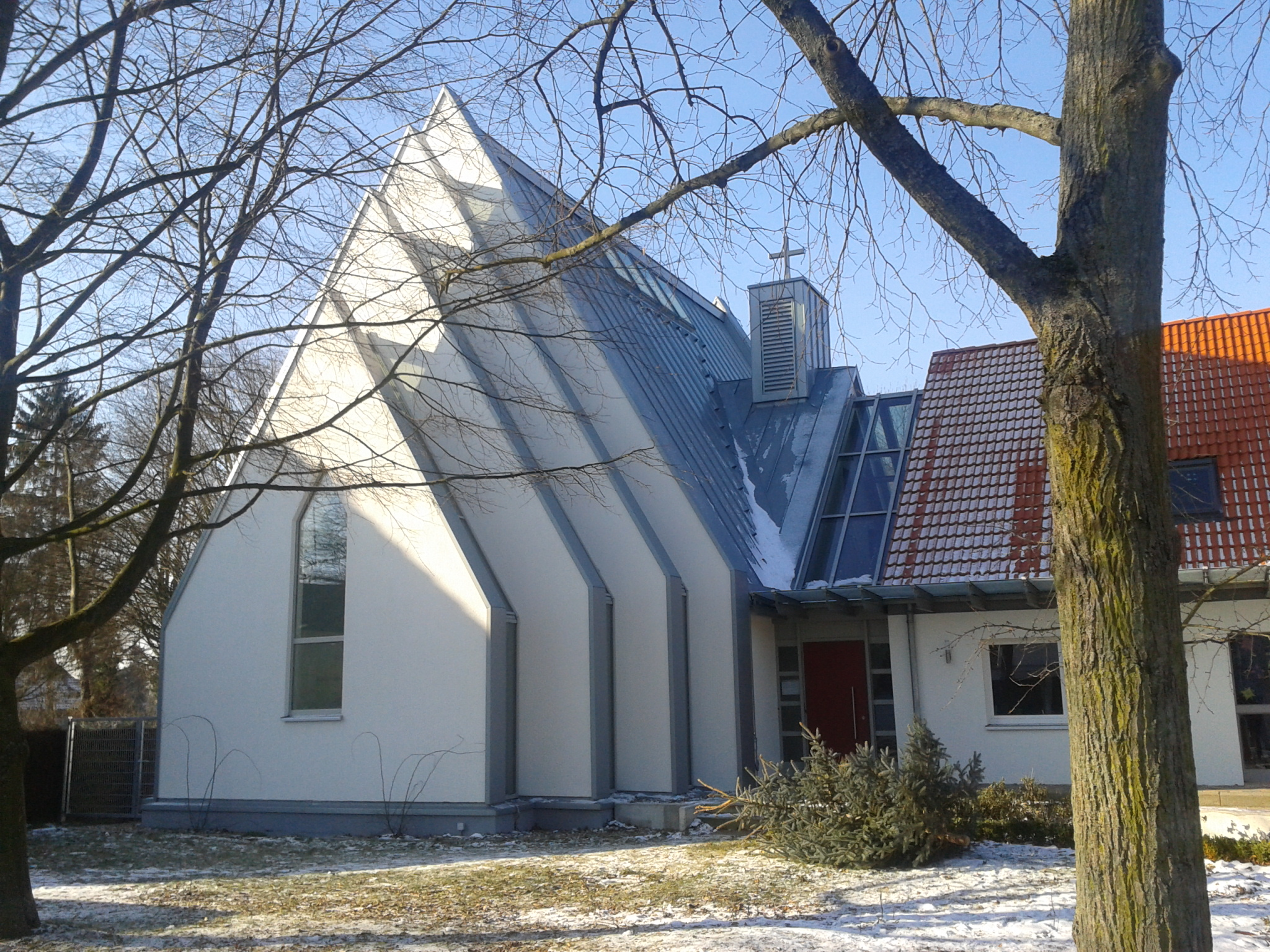
St. Maria Angelica in Kirchrode
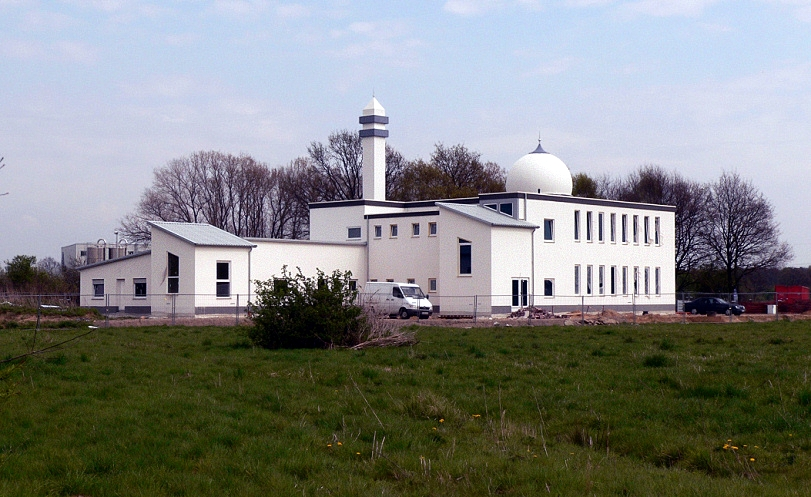
Sami-Moschee in Stöcken
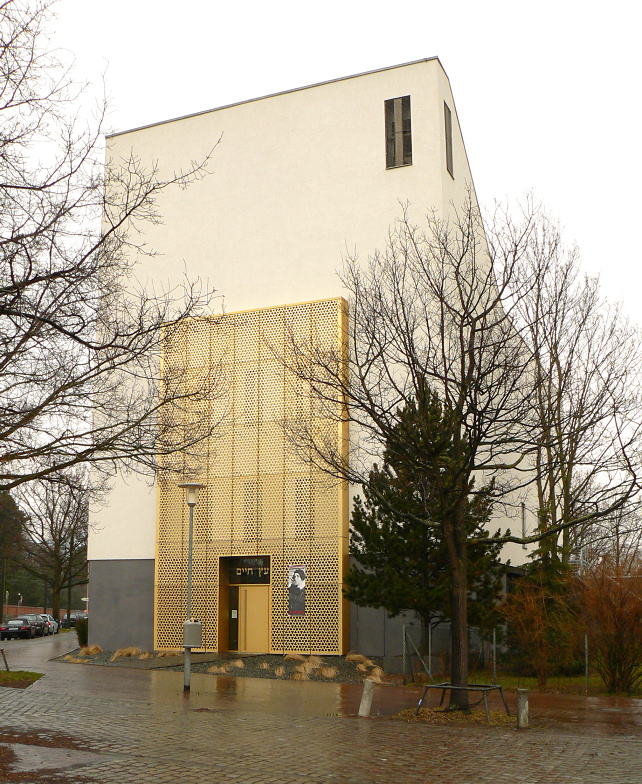
Synagoge der Liberalen Jüdischen Gemeinde Hannover
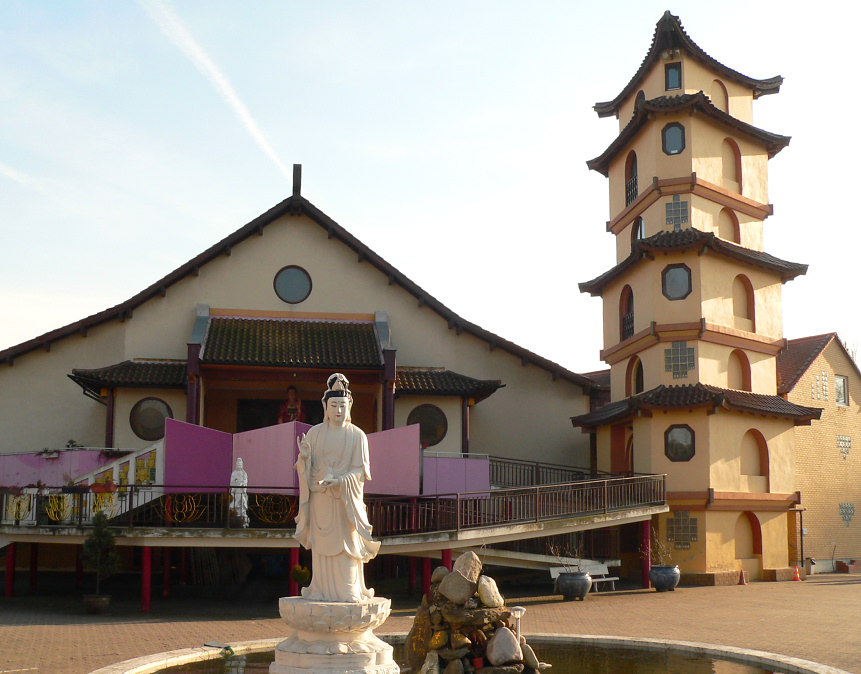
Pagode Viên Giác

#### Humanisten
Humanisten sind im Humanistischen Verband Niedersachsen, einer Weltanschauungsgemeinschaft und Körperschaft des öffentlichen Rechts, zusammengeschlossen. Das Humanistische Zentrum in Hannover bildet den Sitz des Landesverbandes. Der Verband ist unter anderem Träger von drei Kindertagesstätten in Hannover. Außerdem organisieren die Humanisten eine Jugendgruppe, führen Jugendfahrten sowie Kultur- und Bildungsveranstaltungen durch und bieten Namensfeiern, Jugendfeiern, weltliche Hochzeitsfeiern und Trauerfeiern an. Der Landesverband ist Mitglied im Humanistischen Verband Deutschlands.

## Wirtschaft und Infrastruktur

### Kennzahlen
Die Stadt erwirtschaftete 2017 ein Bruttoinlandsprodukt zu Marktpreisen von insgesamt 34,10 Mrd. Euro, dies entspricht 80.228 Euro je Erwerbstätigem. 2012 betrug die Bruttowertschöpfung zu Herstellungskosten 30,74 Mrd. Euro, was 72.330 Euro je Erwerbstätigem entspricht. Die Gesamtverschuldung der Stadt betrug Ende 2021 rund 4,2 Mrd. Euro (7.957 €/Kopf).
Etwa 300.000 sozialversicherungspflichtig Beschäftigte arbeiteten 2014 in der Stadt. Davon hatten etwa 189.000 ihren Erstwohnsitz in Hannover. Während 54.285 Pendler die Stadt verlassen, kommen täglich 164.892 Pendler in die Stadt. Dies ergibt einen Pendlersaldo von etwa 111.000.
Die Kaufkraft je Einwohner in Hannover betrug 21.948 Euro im Jahr 2014. Im selben Zeitraum betrug der Einzelhandelsumsatz 6.960 Euro je Einwohner, während die Einzelhandelskaufkraft bei 5.931,00 Euro je Einwohner lag, was für einen positiven Einkaufstourismus in die Stadt spricht. 2015 stieg die Kaufkraft je Einwohner auf 22.071 Euro, bei einer Einzelhandelskaufkraft von 5.932 Euro je Einwohner und einem Einzelhandelsumsatz von 6.714 Euro je Einwohner.
2015 hat der gesamte Einzelhandelsumsatz einen Wert von 3.793,4 Mio. Euro, was pro Kopf 7.236 Euro, bei einer Einzelhandelskaufkraft von 6.745 Euro je Einwohner bedeutet.
Die Stadt beheimatete Anfang 2014 insgesamt 34.198 Betriebe (Mitglieder der IHK Hannover) ohne die 3.633 unselbständigen Betriebsstätten, davon waren 9.342 im Handelsregister eingetragen und 24.856 Kleingewerbebetriebe. Damit beheimatet die Stadt Hannover mehr als die Hälfte aller im Handelsregister eingetragenen Betriebe der Region Hannover (gesamt: 17.485) und die Hälfte aller nicht dort eingetragenen Betriebe in der Region Hannover (gesamt: 49.081). In der Stadt sind 2015 zudem 5.110 Handwerksbetriebe mit 30.759 Mitarbeitern und einem Umsatz von 2,05 Mrd. Euro angesiedelt.
Die größten Arbeitgeber in Hannover sind unter anderem:
- Volkswagen Nutzfahrzeuge, 15.000 Beschäftigte
- Klinikum Region Hannover (KRH), 8.500 Beschäftigte
- Continental, 7.800 Beschäftigte
- Medizinische Hochschule Hannover (MHH), 7.600 Beschäftigte
- Nord/LB mit Deutsche Hypothekenbank, 4.000 Beschäftigte
- Sparkasse Hannover einschl. Tochterunternehmen, 2.900 Beschäftigte
- VHV Versicherungen, 2.700 Beschäftigte am Standort Hannover[140]
- Talanx, 2.500 Beschäftigte
- WABCO, 2.500 Beschäftigte

In der Region Hannover beschäftigt die Deutsche Bahn rund 5.500 Mitarbeiter, die Deutsche Post DHL rund 4.400 Mitarbeiter.

### Industrie

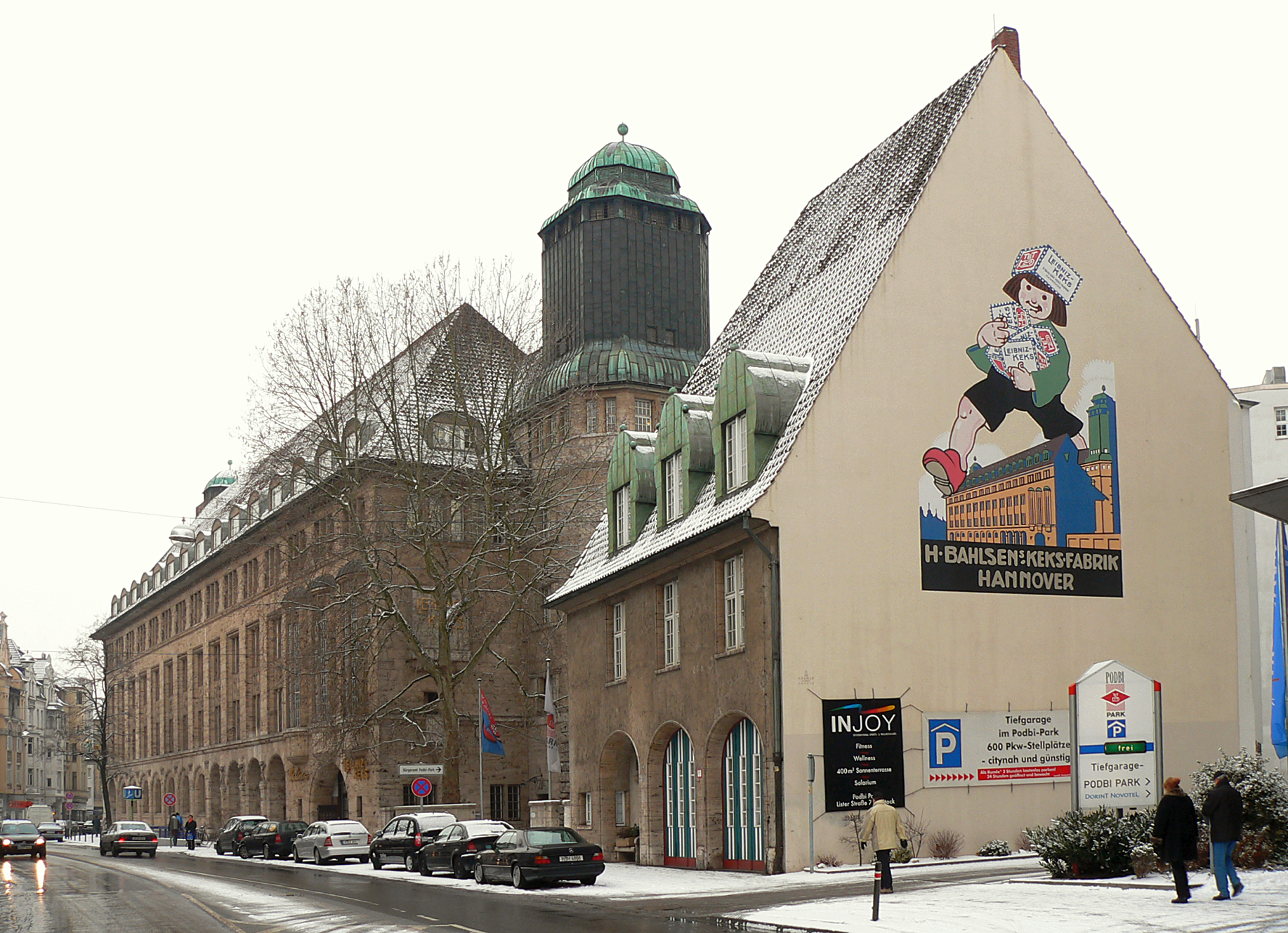
Ehemalige Keksfabrik Bahlsen (heute deren Verwaltung)

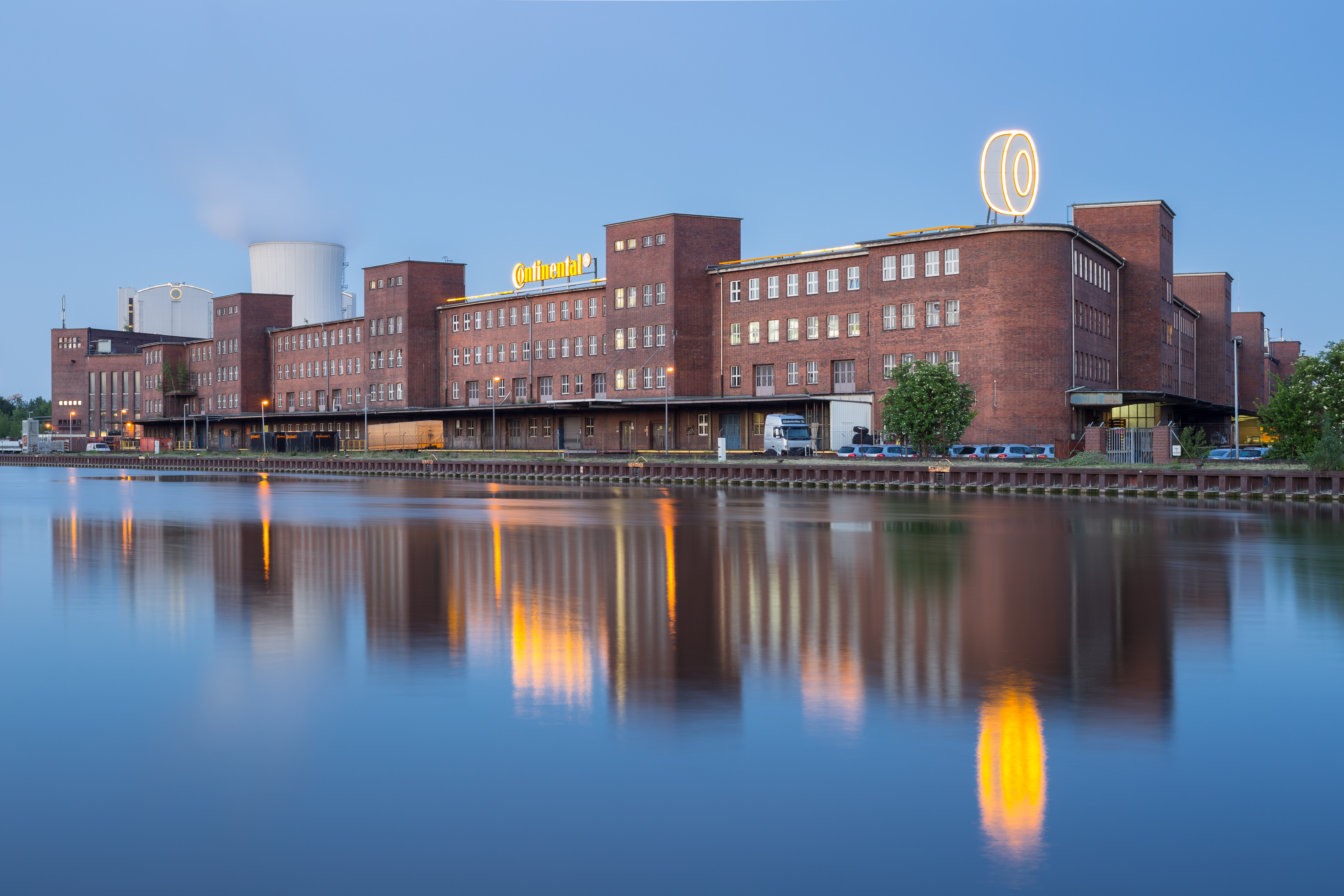
Continental AG (Werk Hannover-Stöcken)

In Hannover haben verschiedene Industriebetriebe ihren Sitz, unter anderem der Automobilzulieferer und DAX-Konzern Continental AG, die Volkswagen Nutzfahrzeuge, der Fahrzeugsystemhersteller WABCO, der Baumaschinenhersteller Komatsu Hanomag, das Johnson-Controls-Werk für Starterbatterien (früher VARTA), der Touristikkonzern TUI und der Schleifmittelhersteller VSM Vereinigte Schmirgel- und Maschinen-Fabriken. Die Lebensmittelindustrie ist mit Bahlsen, Harry-Brot und den Brauereien Gilde Brauerei und Herrenhäuser Brauerei vertreten. Die Ende des 19. Jahrhunderts entstandene Zementindustrie bei Hannover ist Schwerpunkt der niedersächsischen Zementproduktion. Ihr Zentrum liegt im Stadtteil Misburg-Süd und benachbarten Orten.
Früher waren in Hannover weitere bekannte Unternehmen ansässig, wie der Montankonzern Preussag, der Fahrzeughersteller Hanomag, der Schokoladenhersteller Sprengel (1979 von Stollwerck übernommen, 2001 geschlossen), die Schreibwarenhersteller Pelikan und Geha, die Erdölraffinerie Deurag-Nerag (1986 geschlossen) und die Schallplattenfabrik Deutsche Grammophon (ab 1971 Teil von Polygram), seit 1990 geschlossen. Auch die letzte Zentrale des Mineralölunternehmens und Tankstellenbetreibers Gasolin befand sich bis 1971 in Hannover. Hinzu kam die 1923 gegründete PreussenElektra, zeitweise das zweitgrößte Energieversorgungsunternehmen in Deutschland, die 2000 mit dem Bayernwerk zu E.ON fusionierte. Inzwischen ist sie als Preussenelektra GmbH neu gegründet und für den Rückbau von Atomkraftwerken zuständig. 1879 wurde das Unternehmen Appel Feinkost gegründet.

### Dienstleistungen

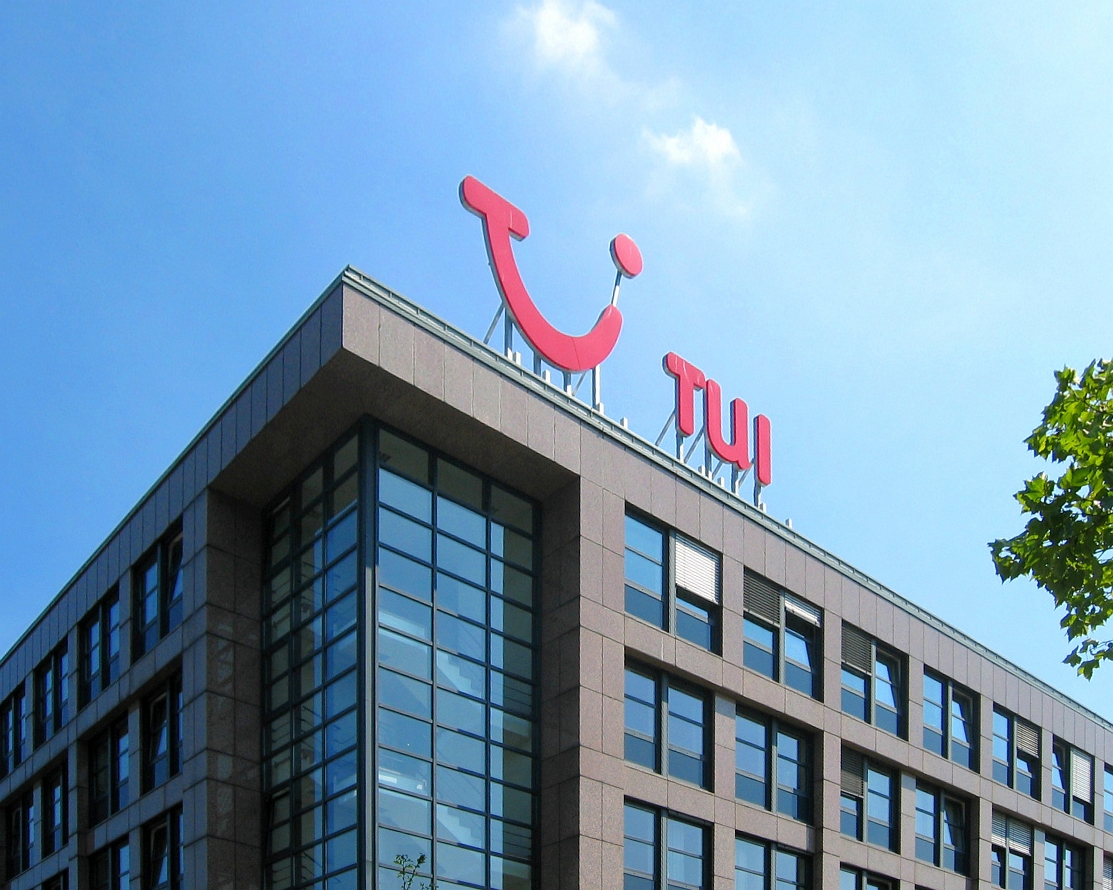
Konzernzentrale der TUI AG

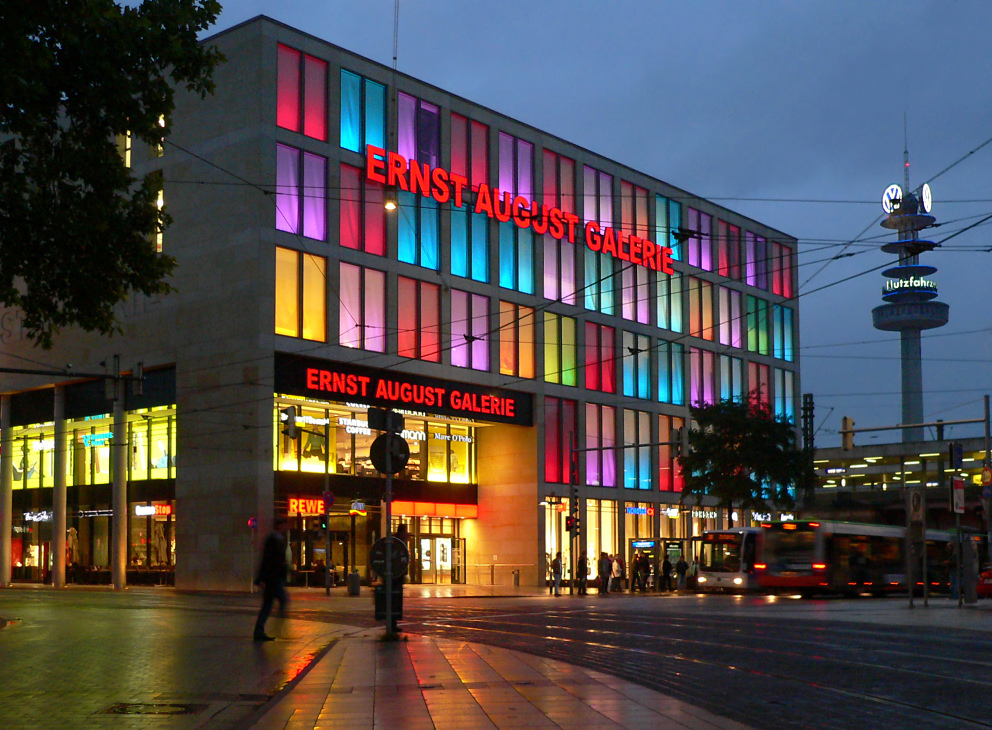
Ernst-August-Galerie und Telemoritz (hier noch als VW-Tower)

Zu den hannoverschen Dienstleistungsunternehmen gehören eine Reihe von Banken, Finanzdienstleistern und Versicherungen wie die Norddeutsche Landesbank (NORD/LB), Sparkasse Hannover, Hannoversche Volksbank, ING-DiBa, Bankhaus Hallbaum, Swiss Life Select, VHV, KKH, LBS, Mecklenburgische Versicherungsgruppe, Hannover Rück, Hannoversche, HDI Versicherungen, Talanx und NBank. Hinzu kommt der Touristikkonzern TUI mit seinen Töchtern TUI Deutschland, 1-2-Fly und Robinson. Enercity versorgt Hannover und Umgebung mit Strom, Gas, Wasser und Fernwärme. Weitere Energiedienstleistungsunternehmen sind BEB, Gasunie Deutschland, E.ON Energie AG und ExxonMobil. Die New Economy ist beispielsweise durch den Internetreifenhändler Delticom vertreten. Die Börse Hannover wurde 1785 gegründet.
Die Firma Siemens hatte mehrere Standorte in Hannover. 1988 zog Siemens an die Hildesheimer Straße nach Alt-Laatzen. Die 2003 gegründete Hannoverimpuls ist die gemeinsame Wirtschaftsentwicklungsgesellschaft der Stadt und der Region Hannover. Sie unterstützt die Gründung, Ansiedlung und das Wachstum von Unternehmen am Wirtschaftsstandort Hannover.

#### Einzelhandel
Hannover ist ein Zentrum des Einzelhandels, dessen Einzugsbereich bis in die Region Ostwestfalen-Lippe reicht. Die Verkaufsfläche in der Stadt Hannover beträgt rund 900.000 Quadratmeter, davon 253.000 Quadratmeter in der Innenstadt. Die innerstädtische Fußgängerzone umfasst mehrere Straßenzüge rund um den Kröpcke. Bei Frequenzzählungen belegt die Georgstraße im Jahr 2019 den dritten und die Bahnhofstraße 2018 den elften Platz (aus technischen Gründen wurde die Bahnhofstraße 2019 nicht mitgezählt) unter den beliebtesten Einkaufsstraßen Deutschlands. Die Große Packhofstraße belegte 2019 den Platz 16 und die Karmarschstraße den Platz 18. Die Einkaufspassagen der Innenstadt sind die 2008 neben dem Hauptbahnhof eröffnete Ernst-August-Galerie der Hamburger ECE Projektmanagement, die Niki-de-Saint-Phalle-Promenade, der „Einkaufsbahnhof Hannover“, das Kaufland Einkaufszentrum, die Kröpcke-Passage und die Galerie Luise mit den Langenschen Höfen. Mit rund 300 Kiosken (in Hannover auch Trinkhalle genannt) besitzt Hannover eine der höchsten Kiosk-Dichten in Deutschland, einige davon stehen unter Denkmalschutz. Zu den großen Einkaufsstraßen außerhalb der Innenstadt gehören die Lister Meile, die Limmerstraße und der Engelbosteler Damm. In vielen Stadtteilen haben sich kleine bis mittelgroße Einkaufszentren herausgebildet, darunter auch der Einkaufspark Klein-Buchholz.

### Tourismus

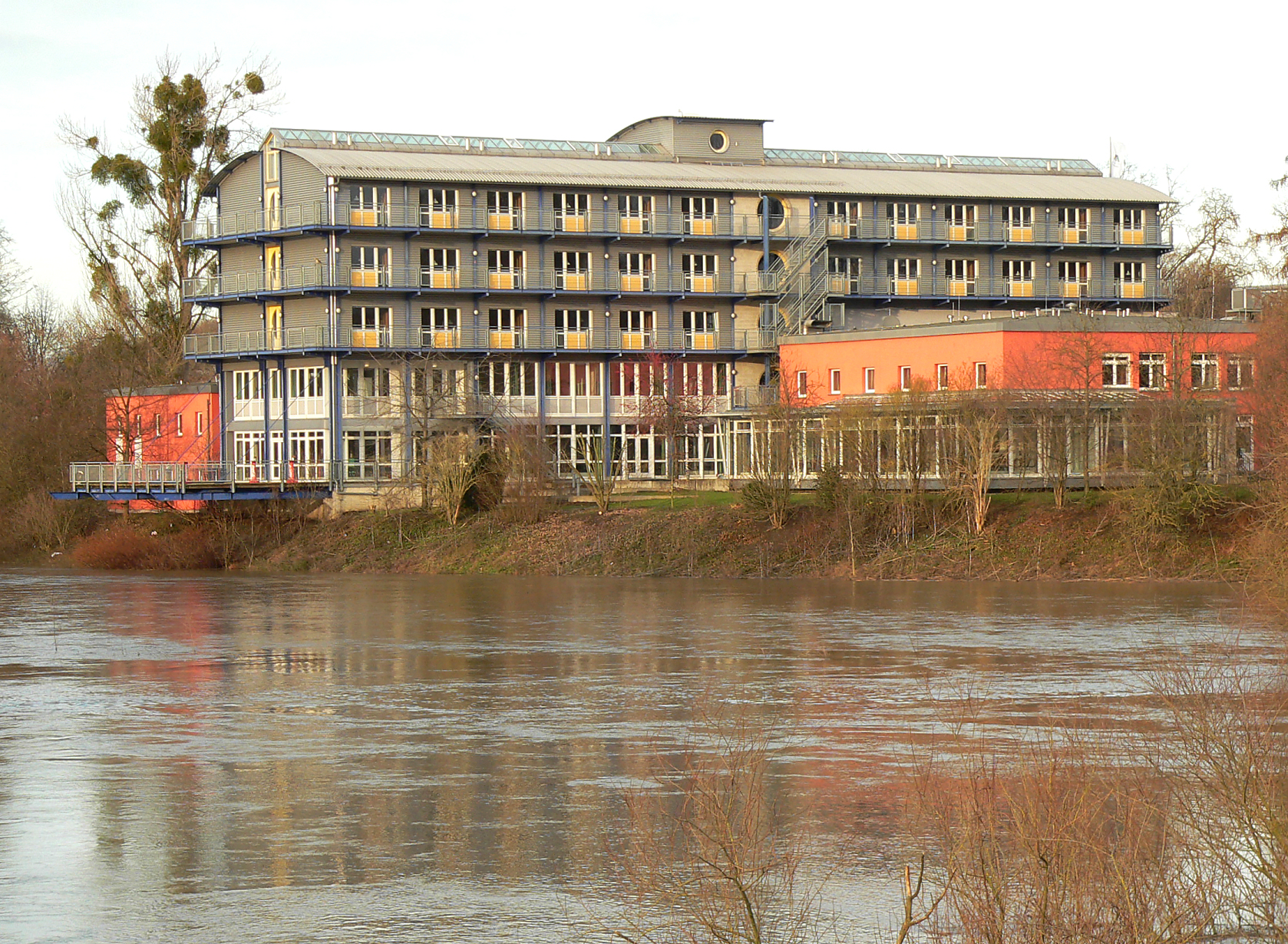
Jugendherberge Hannover beim Weihnachtshochwasser 2023/2024, vom anderen Ufer der Ihme gesehen

In Hannover gibt es 133 Beherbergungsbetriebe mit jeweils mehr als 10 Betten, darunter 47 Hotels, 50 Hotels garni, 6 Gasthöfe, 6 Pensionen, 3 Erholungs- /Ferienheime, 17 Betriebe in der Sparte Ferienhäuser / Ferienwohnungen, 2 Jugendherbergen, 1 Schulungsheim und 1 Reisemobil-Stellplatz mit mehr als 10 Stellplätzen (Stand: Januar 2025). Insgesamt kommen die Betriebe auf 17.251 Betten. Etwa die Hälfte der Betriebe sind zertifiziert, die Bandbreite reicht vom Fünf-Sterne-Superior Luxushotel bis zum Ein-Sterne-Haus. Im Jahr 2024 verzeichnete die Stadt rund 2,4 Millionen Übernachtungen (2001: 1,2 Mio., 2006: 1,6 Mio., 2011: 2,1 Mio., 2019: 2,3 Mio.). Zudem gibt es in Hannover einen kleinen Wohnmobilparkplatz unweit der Herrenhäuser Gärten und die Tradition der „Messemuttis“. Diese Tradition geht auf die Entscheidung der britischen Besatzungsmacht zurück, ab 1947 eine Exportmesse vor den Toren Hannovers auszurichten. Wegen der schwierigen Unterbringungslage in der weitgehend ausgebombten Stadt hatte sie die Bevölkerung aufgerufen, Messegäste bei sich unterzubringen. Heute stellen mehr als 1.000 Personen über verschiedene Zimmervermittlungsagenturen ihren privaten Wohnraum (Privatzimmer, Ferienwohnungen und -häuser) in Hannover zur Verfügung, zum großen Teil auch außerhalb der Messezeiten. Diese Unterkünfte werden allerdings in der amtlichen Übernachtungsstatistik nicht berücksichtigt. Darüber hinaus kommt Hannover laut einer Grundlagenstudie der dwif-Consulting auf 41 Mio. Tagesgäste pro Jahr. Mit einem Bruttoumsatz von rund 2 Milliarden Euro ist der Tourismus für Hannover einer der wichtigsten Wirtschaftsfaktoren. Als Richtwert lässt sich sagen, dass über 37.000 Personen in Hannover ihren Lebensunterhalt durch den Tourismus verdienen.
Die Stadt verfügt über viel Frei- und Grünraum, weshalb manche Berichterstatter ihr geringen „Dichtestress“ und Entspanntheit im Alltag zuschreiben. 2021 belegte Hannover unter den entspanntesten Städten der Welt den ersten Platz in Deutschland und den neunten Platz weltweit. Das Buchungsportal Booking.com führte Hannover 2018 wegen der „vielen Museen, Parks und Kulturveranstaltungen“ unter den zehn aufstrebenden Reisezielen. Der renommierte Location Award wurde fünfmal an hannoversche Einrichtungen vergeben, darunter zweimal an das nach Rekonstruktion 2013 wiedereröffnete Schloss Herrenhausen. 2021 wurden beim Location Award in allen Kategorien Hannoversche Einrichtungen auf den ersten Platz gewählt, das macht Hannover zum besten Veranstaltungsort im deutschsprachigen Raum. Bei den 25 beliebtesten Fotomotiven in Niedersachsen belegt Hannover 2021 in einem Ranking von Sightsmap den ersten Platz. Am meisten wurden in Hannover das Neue Rathaus, die Marktkirche und der Maschsee fotografiert.
Der Radfernweg Leine-Heide-Radweg, der Fahrradweg Kulturroute, der Rund-Fahrrad- und Wanderweg Grüner Ring, die Niedersächsische Mühlenstraße, der Pilgerweg Via Scandinavica und die European Route of Historic Gardens, eine Kulturroute des Europarates sind touristisch bedeutende Wege, die direkt durch Hannover verlaufen.

### Öffentliche Einrichtungen
Hannover ist Sitz der Niedersächsischen Landesregierung und des Niedersächsischen Landtages. Außerdem befinden sich hier der Sitz des THW Länderverbandes Bremen und Niedersachsen der Bundesanstalt Technisches Hilfswerk, das Landeskommando Niedersachsen der Bundeswehr sowie das Landeskriminalamt Niedersachsen. In Hannover haben zwei Bundesbehörden ihren Hauptsitz, die Bundesanstalt für Geowissenschaften und Rohstoffe und das Bundessortenamt. Zudem hat das Fernstraßen-Bundesamt einen seiner vier Standorte in der Stadt. Die Polizeidirektion Hannover ist für die Stadt und die Region Hannover zuständig. Die Deutsche Bundesbank ist in Hannover mit ihrer Hauptverwaltung in Bremen, Niedersachsen und Sachsen-Anhalt vertreten. Die Sozialversicherung für Landwirtschaft, Forsten und Gartenbau (SVLFG) hat eine Geschäftsstelle in Hannover.

### Messen und Kongresse

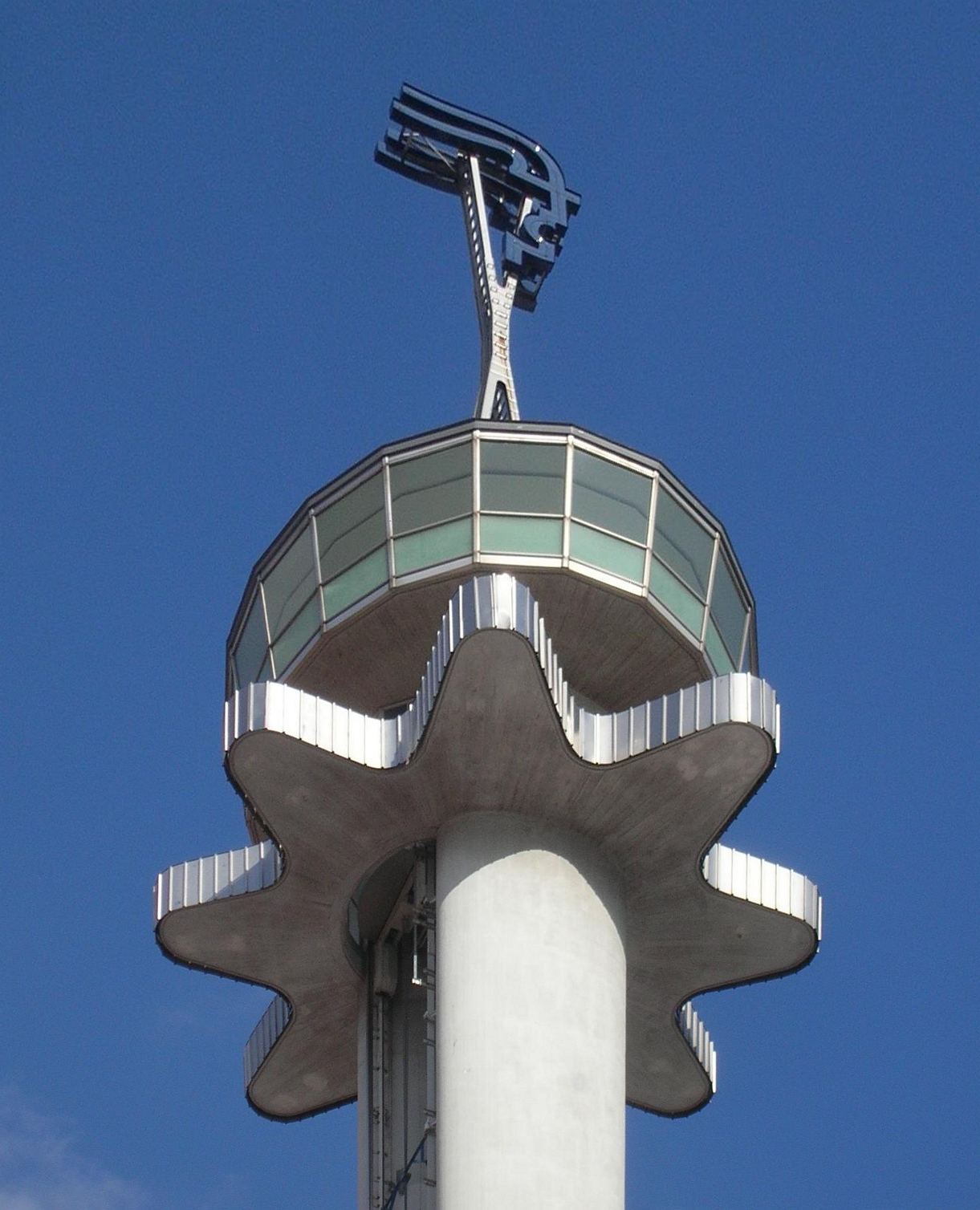
Die Spitze des Hermesturms auf dem Messegelände

Das Messegelände Hannover ist heute mit einer Hallenfläche von 392.453 m², einer Freifläche von 58.000 m² sowie mit 24 Hallen das zweitgrößte Messegelände der Welt. Betreiber ist die Deutsche Messe AG, deren Geschichte bis in das Jahr 1947 zurückreicht. Jährlich werden hier rund 60 Messen und Fachveranstaltungen durchgeführt, die jährlich von über 1 Million Menschen besucht werden.
Die  bedeutendsten Messen (Weltleitmessen) in Hannover sind:
- Hannover-Messe
- Agritechnica
- IAA Transportation
- EMO (im Wechsel mit Mailand)
- EuroBLECH
- Domotex
- LIGNA
- Interschutz
- EuroTier
- EUHA Kongress mit Industrieausstellung (im Wechsel mit anderen Städten)

Zu den europaweit führenden Messen gehören die eroFame, die Tire Technology Expo, die IdeenExpo und im Wechsel mit Köln und Stuttgart die Didacta. Bundesweit führend ist die Infa. Zu den weiteren Messen gehören unter anderem die Passion Pferd, die ABF, die B.I.G., die Real Estate Arena, die Pro Care, die Fachmesse Besser Schlafen, die Performance & Style Days, die Gamevasion powered by DreamHack, die Rüstungsmesse DSEI Germany, die Trau Dich Hannover und im Wechsel mit anderen Städten der bpt-Kongress & Fachmesse Veterinärmedizin. Zu den jährlichen Kongressen gehört der Robotics Kongress.
Im Jahr 2000 war Hannover Gastgeber der Weltausstellung Expo 2000. Mit rund 18 Mio. Besuchern ist die Expo 2000 bis heute die besucherstärkste Veranstaltung in Deutschland. Von 1957 bis 1990 war Hannover ebenfalls Gastgeber der ILA. Die Cebit wurde von 1986 bis 2018 veranstaltet und war viele Jahre lang die weltgrößte Computermesse.
Im Hannover Congress Centrum (HCC), zu dem auch die 1914 eröffnete Stadthalle gehört, werden jährlich rund 1.000 Veranstaltungen mit rund 400.000 Besuchern durchgeführt, dazu zählen zahlreiche Kongresse und auch Messen (darunter u. a. die Maker Faire Hannover, die Hannover kreativ, die Terrarienbörse, die Hochzeitstage, die Edelsteintage Hannover und die Spiritualität & Heilen). Im benachbarten Stadtpark finden seit 1999 jährlich die Hannoverschen Pflanzentage statt.
Zahlreiche weitere Messen und Kongresse finden weder auf dem Messegelände noch im HCC statt. Dazu gehören u. a. die Buchlust im Künstlerhaus, die E-Days Hannover in der Alten Druckerei, die Jüdische Buchmesse Deutschland im Haus Benjamin und die Vanlife & Camper Event Messe auf dem Gelände der Eilers Werke.
Die Eventmanagementplattform Cvent zählt Hannover seit 2015 zu den Top 25 der Meetingstädte Europas.

### Medien

#### Rundfunk und Film
Das Landesfunkhaus des NDR befindet sich am Maschsee, wo unter anderem die Regionalmagazine Hallo Niedersachsen und Niedersachsen 18.00, die Reisemagazine Nordtour und Nordseereport und seit 2011 auch die 21:45 Uhr-Ausgabe von NDR Info (zuvor: NDR Aktuell) produziert werden. Seit 2021 produziert der NDR im Erlebnis-Zoo Hannover die Dokuserie Seelöwe & Co. – tierisch beliebt. Von 2006 bis 2020 zeichnete der NDR in Hannover auch eine Talkshow auf, zunächst in der Königlichen Reithalle, dann ab 2008 in dem NDR-Studio auf dem Messegelände. Die Talkshow hatte im Laufe der Zeit verschiedene Namen: „Herman und Tietjen“ (2006–2007), Talk mit Tietjen (2007), Die Tietjen und Dibaba (2008–2009), Tietjen und Hirschhausen (2009–2014), „Bettina und Bommes“ (2015–2017), „Tietjen und Bommes“ (2017–2019) und „NDR Talk Show“ (2019–2020). Von 1965 bis 1974 wurde die Musikshow Musik aus Studio B aus dem Landesfunkhaus gesendet. Ebenfalls am Maschsee befindet sich das „Landesstudio Niedersachsen“ des ZDF. Die TVN Group produziert in zwei Fernsehstudios unter anderem die NDR-Spielshow Bingo!. Die Sat.1 Norddeutschland GmbH hat ihren Hauptsitz im Anzeiger-Hochhaus und das RTL Nord Studio Hannover befindet sich im angrenzenden Medienzentrum. Die TV+ Fernsehproduktion produziert Fernsehsendungen für den NDR, die AZ Media für RTL und n-tv. Die ARD.ZDF medienakademie betreibt in Hannover eines der beiden deutschen Trainingszentren. Hier ansässig ist auch der Fernseh-Shoppingsender Channel 21 (ehemals RTL Shop). Außerdem gibt es das nichtkommerzielle Bürgerfernsehen h-eins. Die X-City-Medien produzieren das Fahrgastfernsehen in mehreren deutschen Städten. Hannover ist und war auch regelmäßig Gastgeber großer Fernsehunterhaltungsshows, so war zum Beispiel Einer wird gewinnen mindestens siebzehnmal zu Gast, Wetten, dass..? war achtmal, The Dome viermal, Melodien für Millionen und Willkommen bei Carmen Nebel jeweils dreimal, Musik ist Trumpf und die Starparade jeweils zweimal und jeweils einmal der Musikantenstadl und Show & Co. mit Carlo. In Hannover wurden auch mehrmals Beiträge für Verstehen Sie Spaß? gedreht sowie im Jahr 2000 auch eine Folge der ZDF-Reihe Das Literarische Quartett. Außerdem gastierten auch die Shows Der goldene Schuß, Zum Blauen Bock, 1:0 für Sie, Nase vorn, Das aktuelle Sportstudio und das ARD Wunschkonzert in Hannover. Zu den weiteren Fernsehsendungen, die regelmäßig in Hannover zu Gast sind oder waren, gehören Jux und Dallerei, Quiz Taxi, Shopping Queen und Das perfekte Dinner. Die Talkshow Tacheles – Talk am roten Tisch wurde von 1999 bis 2006 sowie von 2009 bis 2014 in der Marktkirche aufgezeichnet. Im Jahr 2010 erfolgte die Aufzeichnung der mehrteiligen NDR-Variety-Show Die Thomas & Helga Show im Werkhof.
Das im August 1967 in Westdeutschland und West-Berlin eingeführte PAL-Farbfernsehsystem wurde bei Telefunken in Hannover unter der Federführung von Walter Bruch entwickelt und dort Anfang 1963 vorgestellt.
Filmförderung wird von der Nordmedia Niedersachsen/Bremen betrieben. In Hannover wurden bereits über 200 Kino- und Fernsehfilme gedreht (Stand: 2021). Zu den bekanntesten Produktionen zählt der Tatort, darunter einige Szenen der ersten Folge Taxi nach Leipzig; von 1974 bis 1977 ermittelte Heinz Brammer (Knut Hinz), von 2002 bis 2017 und ab 2025 ermittelt Charlotte Lindholm in und um Hannover. Auch das Tatort-Team Falke und Grosz ermittelte 2016, 2022 und 2023 in Hannover. Zwei Filme der Krimireihe Stahlnetz wurden 1962 und 1999 in Hannover gedreht, wie auch 1979 die erste Staffel der Kinderserie Hallo Spencer und 2020 die NDR-Comedyserie Big Dating. Außerdem wurden alle 626 Zeichentrickepisoden der Serie Frühstück bei Stefanie in Hannover produziert. Von 2015 bis 2022 wurde die Zeichentrickreihe Freese 1 an alle, ein Spin-off der Radio-Comedy-Serie Wir sind die Freeses, in Hannover produziert. Zu den in Hannover gedrehten Fernsehfilmen gehören Der Mann, der alles kann (2012), Mein alter Freund Fritz (2007), Familie verpflichtet (2015) und Willi und die Windzors (1996), zu den Kinofilmen 23 – Nichts ist so wie es scheint (1998), Yella (2007), Playground: Love (2013) und The Surprise (2014). Auch Teile des Vierteilers Der große Bellheim (1992) und des Dreiteilers Alle Jahre wieder – Die Familie Semmeling (1976) wurden in Hannover gedreht. Der 1932 in Hannover gedrehte Stummfilm Das Gesicht einer Stadt wurde auch auf Überseedampfern gezeigt (hierzu wurde der Film mit englischen und spanischen Untertiteln versehen). Die Firma Ambient Entertainment produziert in Hannover Animationsfilme fürs Kino, zum Beispiel Back to Gaya (2004), Urmel aus dem Eis (2006) und Konferenz der Tiere.
Große hannoversche Radiosender sind NDR 1 Niedersachsen, NDR Schlager, Hit-Radio Antenne und Radio ffn. Bei letzterem starteten unter anderem Oliver Kalkofe, Oliver Welke und Dietmar Wischmeyer mit dem Frühstyxradio ihre Karrieren. Daneben gibt es den privaten Lokalsender Radio Hannover, den Radiosender Leibniz.fm und das nichtkommerzielle Lokalradio Radio flora, welches allerdings seit April 2009 nur noch als Internetradio sendet. Der Sender Maschseewelle sendet ebenfalls als Internetradio.

#### Presse
Die in Hannover erscheinenden Tageszeitungen Hannoversche Allgemeine Zeitung und Neue Presse werden von der Verlagsgesellschaft Madsack herausgegeben. Daneben gibt es die Lokal-Ausgabe der Bild-Zeitung. Die Deutsche Presse-Agentur (dpa) betreibt ein Landesdienstbüro in Hannover. Der Heise-Verlag, der Vincentz-Verlag und die Schlütersche Verlagsgesellschaft vertreiben Fachzeitschriften und Telefonbücher. Ebenso ist das T3n Magazin des Yeebase-Verlags in Hannover beheimatet. Rudolf Augstein gründete in Hannover 1947 das Magazin Der Spiegel, und im Jahr darauf gründete Henri Nannen in Hannover die Zeitschrift Stern.

### Hochschulen

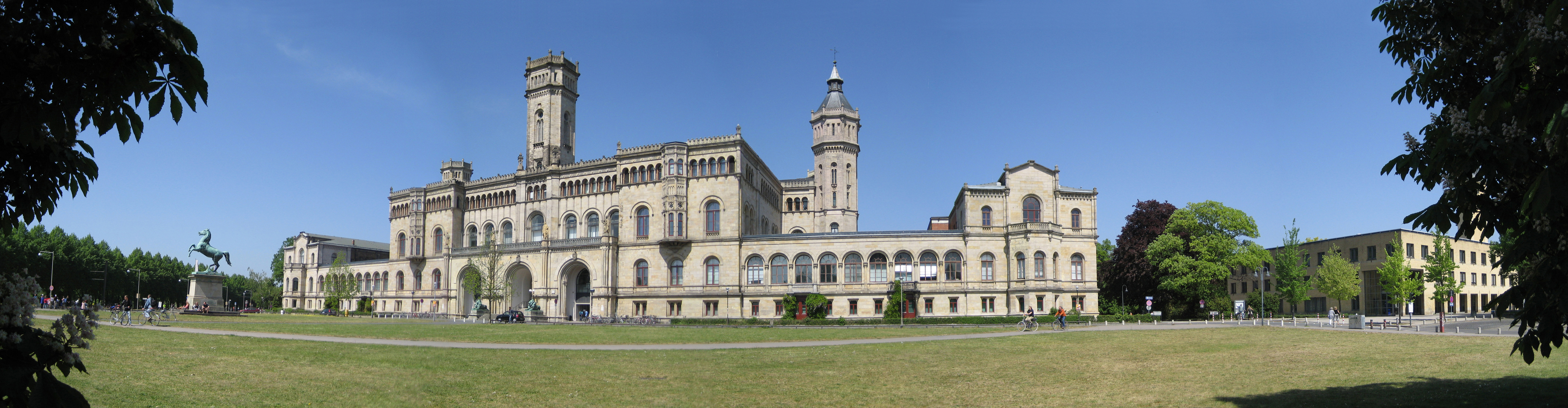
Hauptgebäude der Universität Hannover im Welfenschloss

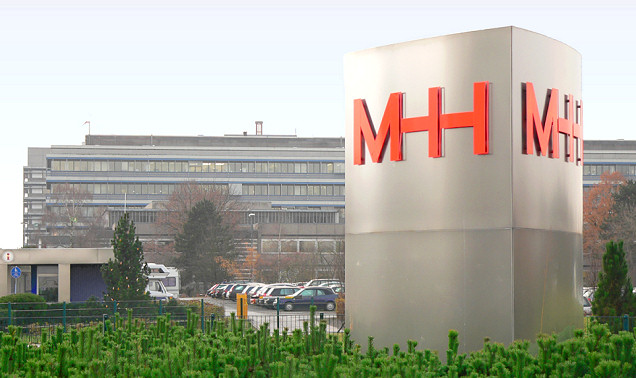
Medizinische Hochschule Hannover

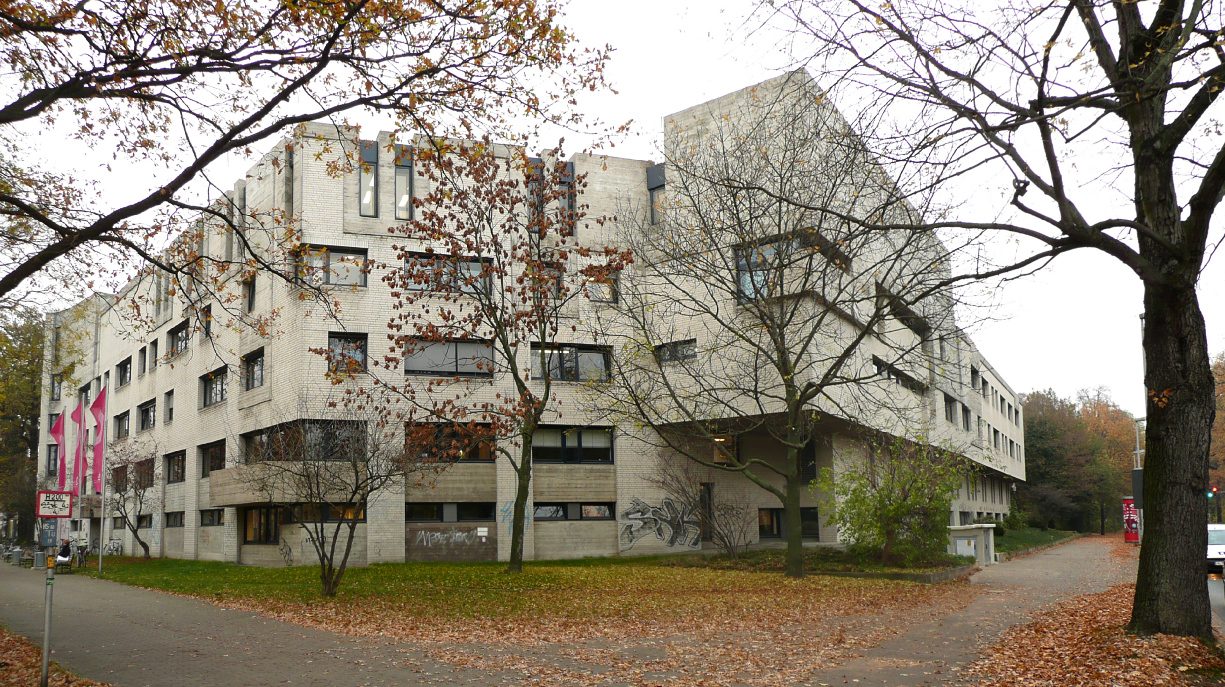
Hochschule für Musik, Theater und Medien Hannover

Die Gottfried Wilhelm Leibniz Universität Hannover in der Nordstadt geht zurück auf die 1831 eröffnete Höhere Gewerbeschule, aus der sich die Königlich-Technische Hochschule entwickelte, die 1899 zur Technischen Hochschule erhoben wurde. Nach dem Zweiten Weltkrieg wurde die Hochschule für Gartenbau und Landeskultur und 1968 die Pädagogische Hochschule Hannover eingegliedert.
Die Medizinische Hochschule Hannover (MHH) wurde 1965 gegründet. Die Organisationsstruktur der MHH weicht von der einer klassischen Universität ab und orientiert sich an der Department-Struktur amerikanischer Universitäten. Die einzelnen Abteilungen der MHH wurden Zentren zugeordnet, die wiederum in vier Sektionen (Vorklinische Fächer, Große Klinische Fächer, Kleine Klinische Fächer, Klinisch-Theoretische Fächer) zusammengefasst sind. Die MHH arbeitet mit dem von Professor Madjid Samii gegründeten neurowissenschaftlichen Forschungsinstitut International Neuroscience Institute zusammen.
Die Tierärztliche Hochschule Hannover wurde 1778 als Königliche Roß-Arzney-Schule eröffnet und 1887 zur Hochschule erhoben. Sie ist die älteste Hochschule in Hannover und wirkt heute in der Initiative Wissenschaft Hannover mit.
Die Hochschule für Musik, Theater und Medien Hannover geht zurück auf die Landesmusikschule und die private Hannoversche Schauspielschule, welche beide 1978 zusammen den Status einer Künstlerisch-Wissenschaftlichen Hochschule erhielten. Zur Hochschule gehört auch das Institut für Journalistik und Kommunikationsforschung sowie das Europäische Zentrum für Jüdische Musik in der Villa Seligmann. Berühmte Absolventinnen sind Ulrike Folkerts und Katja Riemann.
Die Hochschule Hannover (bis 2010 Fachhochschule Hannover) entstand aus verschiedenen Institutionen, unter anderem der Werkkunstschule, der Ingenieurakademie und der Staatlichen Baugewerkschule Nienburg. 1978 kam der Fachbereich Informations- und Kommunikationswesen hinzu. Die Hochschule gliedert sich in fünf Fakultäten: Fakultät I (Elektro- und Informationstechnik), Fakultät II (Maschinenbau und Bioverfahrenstechnik), Fakultät III (Medien, Information und Design), Fakultät IV (Wirtschaft und Informatik) und Fakultät V (Diakonie, Gesundheit und Soziales). Letztere ist aus der Evangelischen Fachhochschule hervorgegangen, welche 2007 in die damalige Fachhochschule eingegliedert wurde.
Weitere Hochschulen sind die Fachhochschule für die Wirtschaft, die Kommunale Hochschule für Verwaltung in Niedersachsen, die FOM – Hochschule für Oekonomie und Management, die GISMA Business School, die Leibniz-Fachhochschule an der Expo Plaza, die Fachhochschule des Mittelstands, die IU Internationale Hochschule, die Iba – Internationale Berufsakademie, die Diploma Hochschule und die Berufsakademie für Bankwirtschaft.
Weitere wirtschaftsnahe Bildungseinrichtungen sind zum Beispiel die Leibniz-Akademie oder die Europa Fachakademie Dr. Buhmann.

### Bibliotheken und Archive

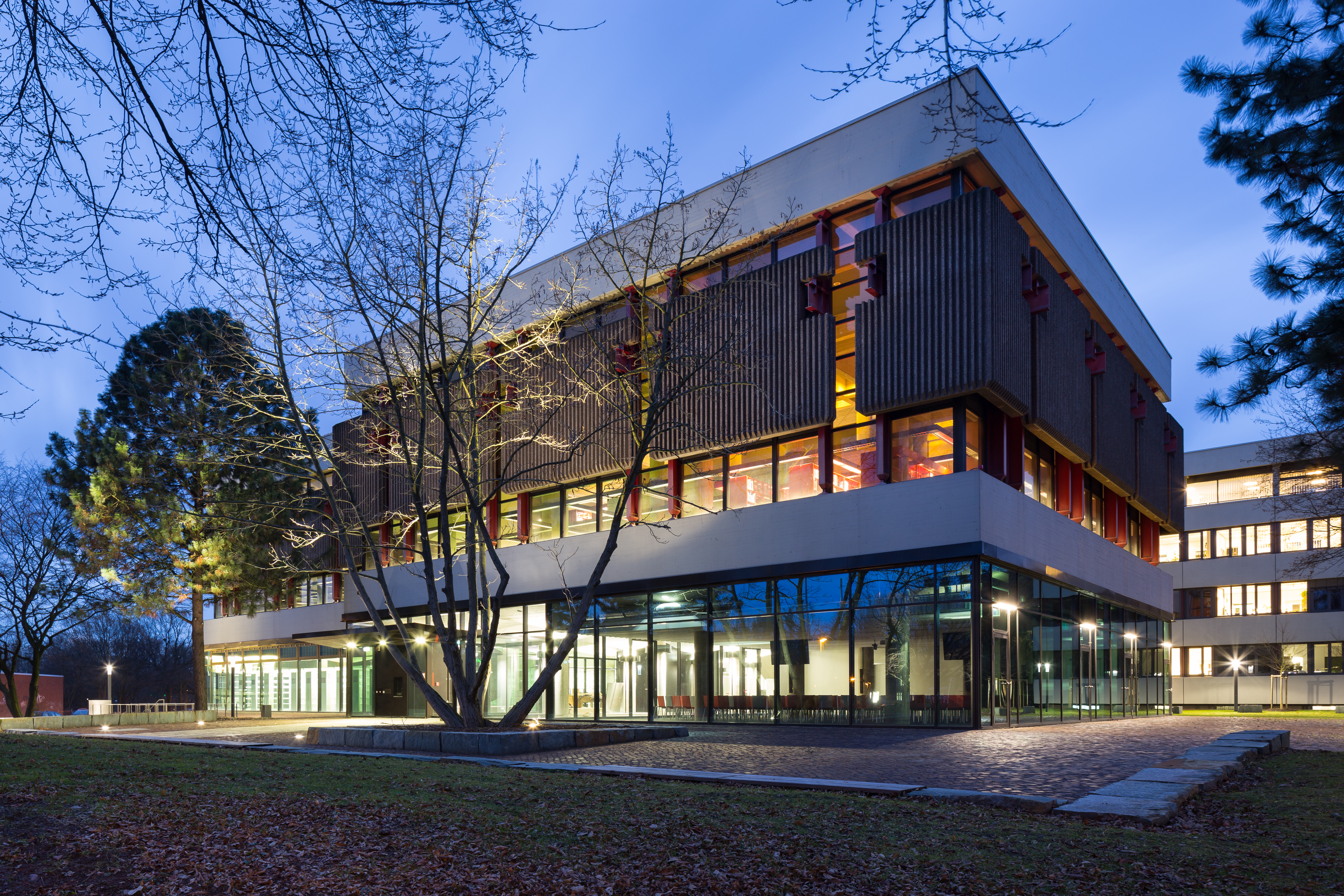
Gottfried Wilhelm Leibniz Bibliothek – Niedersächsische Landesbibliothek

Die Gottfried Wilhelm Leibniz Bibliothek ist die niedersächsische Landesbibliothek und zugleich eine wissenschaftliche Bibliothek mit großem Ausstellungs- und Kulturprogramm. Sie ist die ehemalige Königliche Bibliothek mit einem bedeutenden Altbestand mit alten Drucken und Handschriften, die bis in das Jahr 800 n. Chr. reichen. Hier befindet sich der Nachlass von Leibniz. Seine Briefe, die seit 2007 zum Weltdokumentenerbe der UNESCO (UNESCO-Programm Memory of the World) gehören, werden hier ebenso wie der Goldene Brief (seit 2015 ein UNESCO-Weltdokumentenerbe) und Teile der Monseer Fragmente aufbewahrt.
Die Stadtbibliothek Hannover wurde 1440 erstmals urkundlich erwähnt. Neben der Zentralbibliothek an der Hildesheimer Straße gehören zu ihr 17 Stadtteilbüchereien sowie die Fahrbücherei.
Die Technische Informationsbibliothek (TIB) ist die deutsche zentrale Fachbibliothek für Technik und Naturwissenschaften. Mit ihren Fachbibliotheken erfüllt sie auch die Rolle der Universitätsbibliothek für die Gottfried Wilhelm Leibniz Universität Hannover.
Weitere bedeutende Bibliotheken befinden sich an der Medizinischen Hochschule, der Tierärztlichen Hochschule, der Hochschule Hannover sowie beim Landeskirchenamt Hannover.
Hannover ist Sitz mehrerer Archive, darunter das Niedersächsische Landesarchiv, das Stadtarchiv Hannover, das Landeskirchliche Archiv der Evangelisch-lutherischen Landeskirche Hannovers, das Universitätsarchiv Hannover, das Leibniz-Archiv in der Gottfried-Wilhelm-Leibniz-Bibliothek, die Bibliothek und das Archiv der Bundesanstalt für Geowissenschaften und Rohstoffe und das Pressearchiv der Verlagsgruppe Madsack.

### Weitere Forschungs- und Bildungseinrichtungen

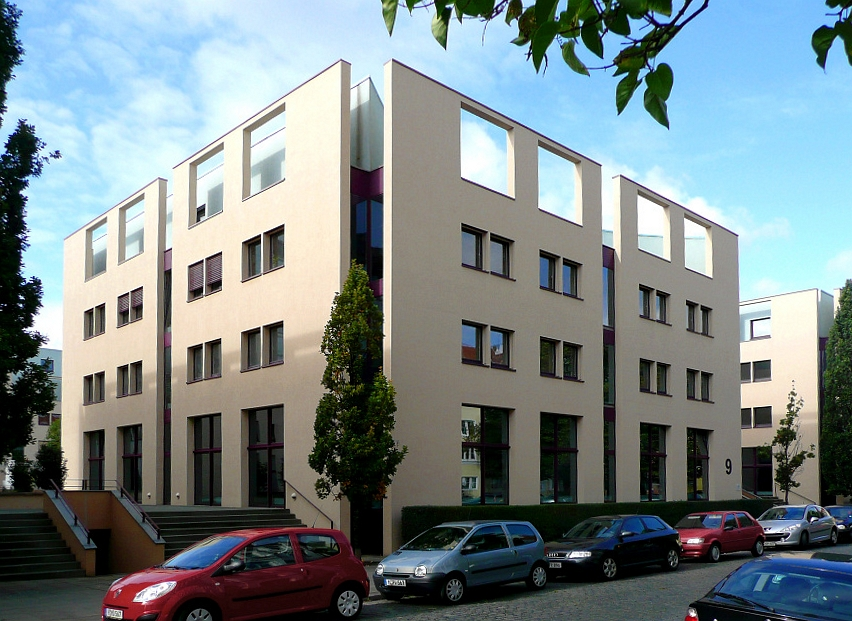
Kriminologisches Forschungsinstitut Niedersachsen am Welfenplatz

Das Geozentrum Hannover besteht aus der Bundesanstalt für Geowissenschaften und Rohstoffe, dem Landesamt für Bergbau, Energie und Geologie und dem Leibniz-Institut für Angewandte Geophysik. Das Max-Planck-Institut für Gravitationsphysik (Albert-Einstein-Institut), Teilinstitut Hannover, befindet sich auf dem Campus der Gottfried-Wilhelm-Leibniz-Universität Hannover. Das Kriminologische Forschungsinstitut Niedersachsen wird geleitet vom früheren niedersächsischen Justizminister Christian Pfeiffer. Das Fraunhofer-Institut für Toxikologie und Experimentelle Medizin befindet sich in der Nähe der Medizinischen Hochschule. Forschung, Entwicklung und Beratung im Bereich der Lasertechnik führt das Laser Zentrum Hannover durch.
Das Landesbildungszentrum für Blinde Hannover ist eine soziale Einrichtung des Landes für Sehbehinderte und Blinde. Institutionen für die Allgemeinbildung sind die Volkshochschule Hannover und der Bildungsverein Soziales Lernen und Kommunikation.
Im September 2012 eröffnete das Pharmaunternehmen Boehringer Ingelheim das Europäische Forschungszentrum für Tierimpfstoffe, Boehringer Ingelheim Veterinary Research Center.

### Gesundheitswesen
Außer dem Klinikum der Medizinischen Hochschule Hannover (MHH) und der Klinik für Dermatologie, Allergologie und Venerologie der Medizinischen Hochschule Hannover (ehemals Hautklinik Linden) gibt es in Hannover weitere Krankenhäuser in unterschiedlicher Trägerschaft, zum Beispiel das Belegkrankenhaus Lister Krankenhaus im Lister Kirchweg, getragen vom Deutschen Berufsverband für Krankenpflege. Zum Verbund Klinikum Region Hannover gehören das Klinikum Nordstadt und das Klinikum Siloah. Zu kirchlichen Trägern gehören das Friederikenstift mit der Unfallklinik, das Henriettenstift, das Annastift sowie das Vinzenzkrankenhaus. Die drei erstgenannten haben sich 2015 zur Diakovere zusammengeschlossen. Das Deutsche Rote Kreuz betreibt das Krankenhaus Clementinenhaus. Des Weiteren gibt es noch das Kinderkrankenhaus auf der Bult und einige Privatkliniken, beispielsweise das International Neuroscience Institute, das zu Asklepios gehört.

### Verkehr

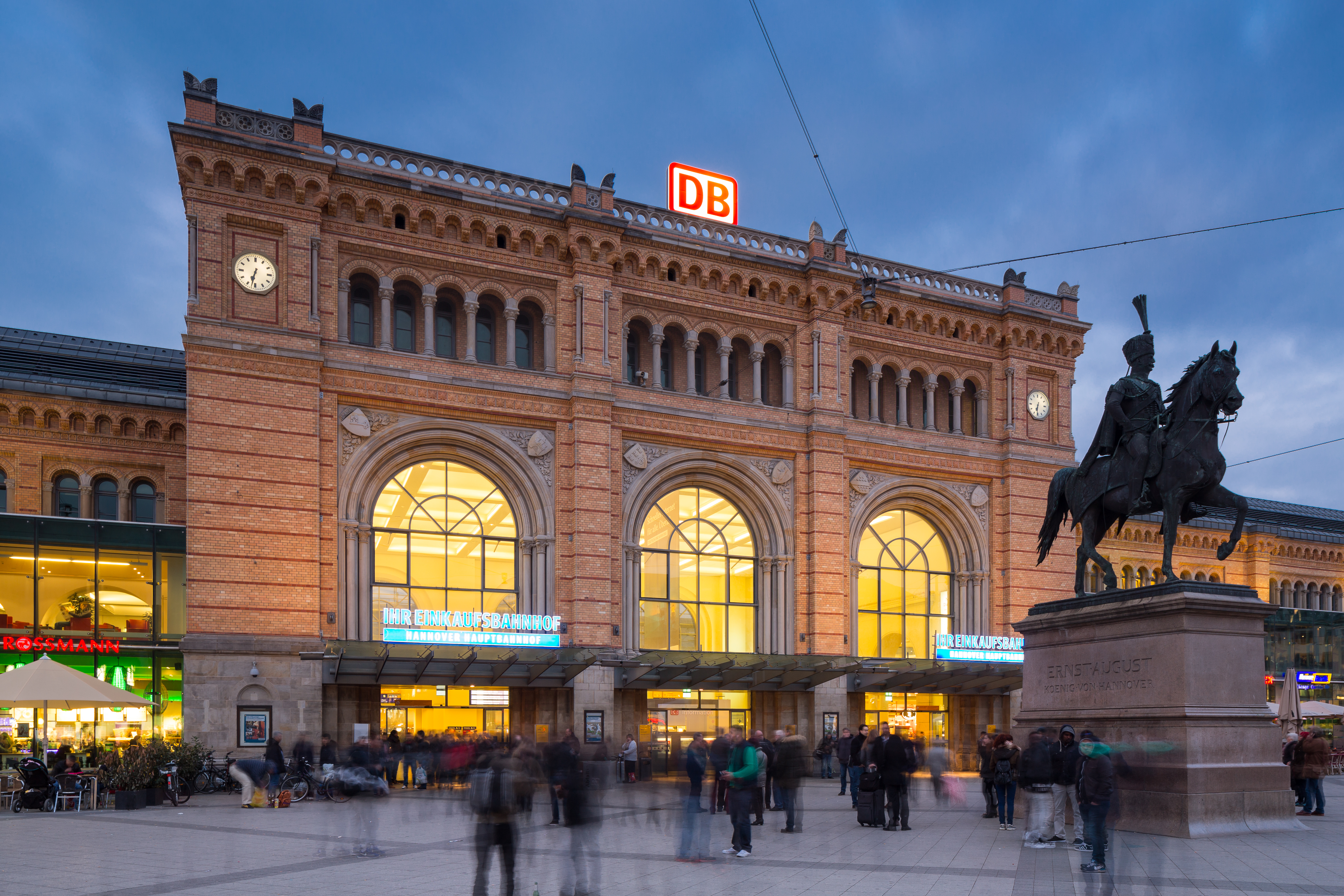
Hannover Hauptbahnhof

Hannover liegt am Übergang von der norddeutschen Tiefebene zum niedersächsischen Bergland, unweit der Stadt tritt das Leinetal aus der Mittelgebirgsschwelle heraus. Daher kreuzen sich hier bedeutende Verkehrsachsen der Nord-Süd-Richtung mit denen der Ost-West-Richtung. Der alte Handelsweg Hellweg vor dem Santforde verlief südlich der Stadt. Statistische Studien zeigen, dass Hannover eine außergewöhnlich gute Erreichbarkeit aufweist. Des Weiteren war Hannover die erste Stadt in Niedersachsen, die zum 1. Januar 2008 Umweltzonen einführte, um den Feinstaub- und Stickstoffdioxid-Gehalt in der Luft zu vermindern. Seit diesem Zeitpunkt konnte der seit 2005 bestehende Grenzwert für die Jahresmittelwerte, der bei 40 µg/m³ liegt, immer eingehalten werden.
In Hannover befindet sich neben Dresden die einzige Verkehrsunfallforschung, die unabhängig von Versicherern und der Polizei arbeitet. Diese Einheit untersucht Verkehrsunfälle in der gesamten Region Hannover und existiert bereits seit den 1970er-Jahren. Angegliedert ist sie der unfallchirurgischen Abteilung der Medizinischen Hochschule Hannover.

#### Verkehrsmittelverteilung
Der öffentliche Personennahverkehr (ÖPNV) hatte 2011 bei den Einwohnern der Stadt Hannover einen Anteil von 19 % bei der Verkehrsmittelwahl (Daten von 2011; motorisierter Individualverkehr (MIV) 38 %, Fußgänger 25 %, Radfahrer 19 %).
Im Vergleich mit anderen deutschen Großstädten, für die aktuelle Daten vorlagen, hatte Hannover damit zusammen mit Bremen den höchsten Radverkehrsanteil, den niedrigsten MIV-Wert nach München und den höchsten Anteil des ÖPNV an der Verkehrsmittelwahl nach Berlin und München mit jeweils 21 %. Gegenüber 2001 waren eine deutliche Steigerung bei Rad- und öffentlichem Verkehr zu verzeichnen, eine starke Verringerung beim MIV (2001: 44 %) und eine geringere beim Fußverkehr (2001: 28 %).

#### Straße

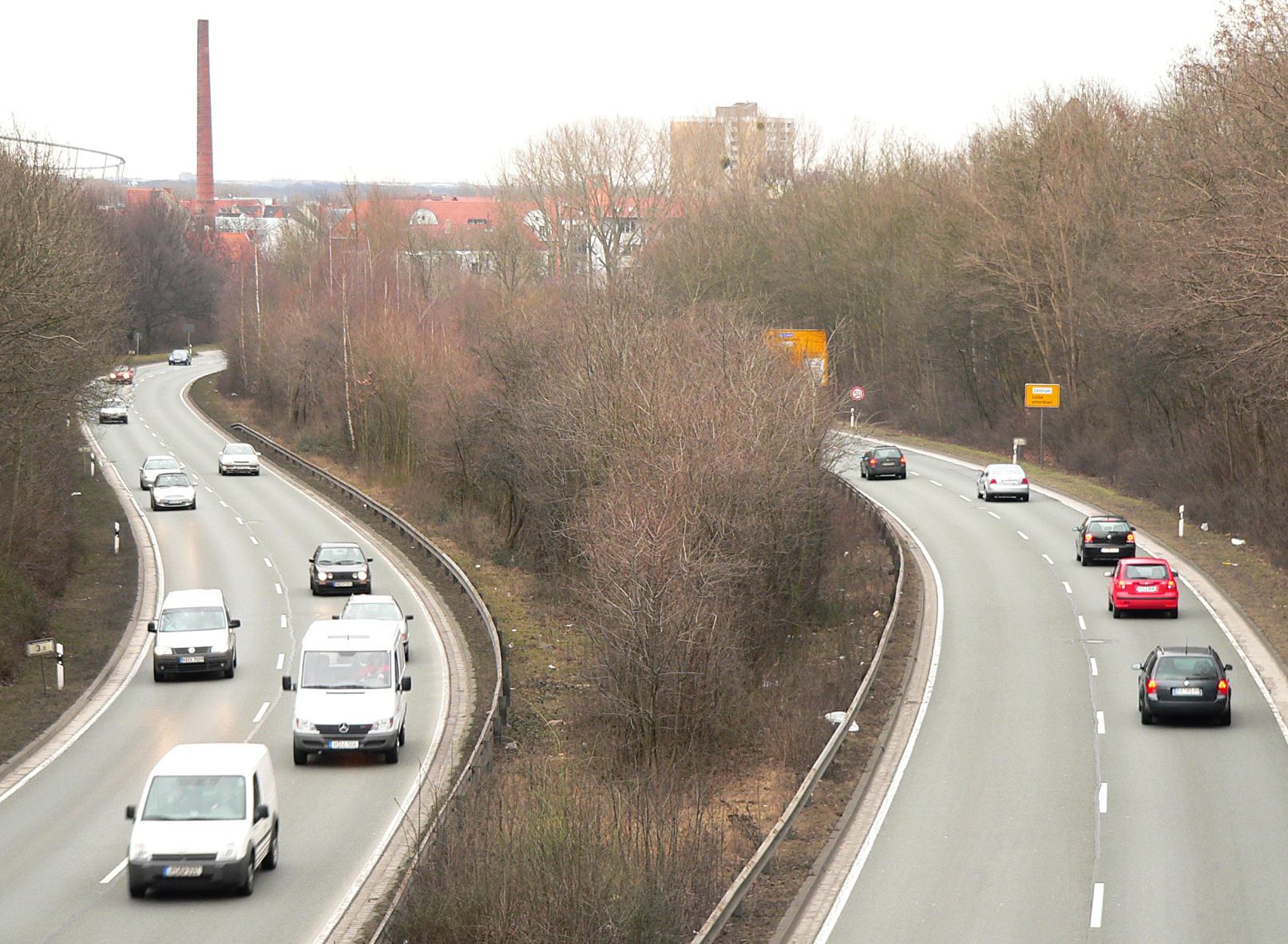
Westschnellweg

Durch Hannover verlaufen die Bundesautobahn A 2 (Europastraße E 30) und die A 7 (E 45). Darüber hinaus verlaufen über hannoversches Stadtgebiet die A 37 und die A 352 sowie die Bundesstraßen B 3, B 6, B 65, B 217, B 441, B 443 und B 522. Um das Zentrum führt ein U-förmiges Netz von als Kraftfahrstraßen angelegten Schnellwegen: Westschnellweg, Südschnellweg und der östlich gelegene Messeschnellweg. Die in den 1950er Jahren geplante Nordtangente („Niedersachsenring“) wurde nicht verwirklicht. Mit dem in den 1950er Jahren umgesetzten System von breiten Straßen als Umfahrung der Innenstadt (heute Cityring), die ursprünglich mit großen Kreisverkehren verbunden waren, schaffte es Hannover auf den Titel des Spiegel mit der Überschrift Das Wunder von Hannover. 1825 war Hannover die erste Stadt auf dem europäischen Kontinent, in der die Straßen mit Gaslaternen beleuchtet wurden. Zur Lieferung des Leuchtgases wurde ein Liefervertrag mit der Imperial Continental Gas Association abgeschlossen. 1902 wurde in Hannover der erste mobile Feuerlöschzug der Welt übergeben. Der spöttisch „Kommissbrot“ genannte Kleinwagen 2/10 PS wurde ab 1924 von der Hanomag produziert und war eines der ersten am Fließband hergestellten Autos in Deutschland. Seit 1956 wird der VW Bulli im VW-Werk Hannover-Stöcken gebaut. Auch der VW Käfer wurde in Hannover produziert, zunächst 1973 im VW Autohaus Hannover-Nordstadt der Nordstadt-Käfer (Die Form eines Käfers auf einer Bodenplatte des Porsche 914/6) und später 1974 bis 1975 im VW-Werk Hannover-Stöcken der Typ-1-Käfer. Insgesamt wurden in Hannover 43.000 Käfer produziert.
Von 3801 im Jahr 2023 mit Namen versehenen Straßen im Stadtgebiet waren 1314 nach Personen benannt. Der Frauenanteil betrug 14,38 % (189 Straßen).

#### Eisenbahn

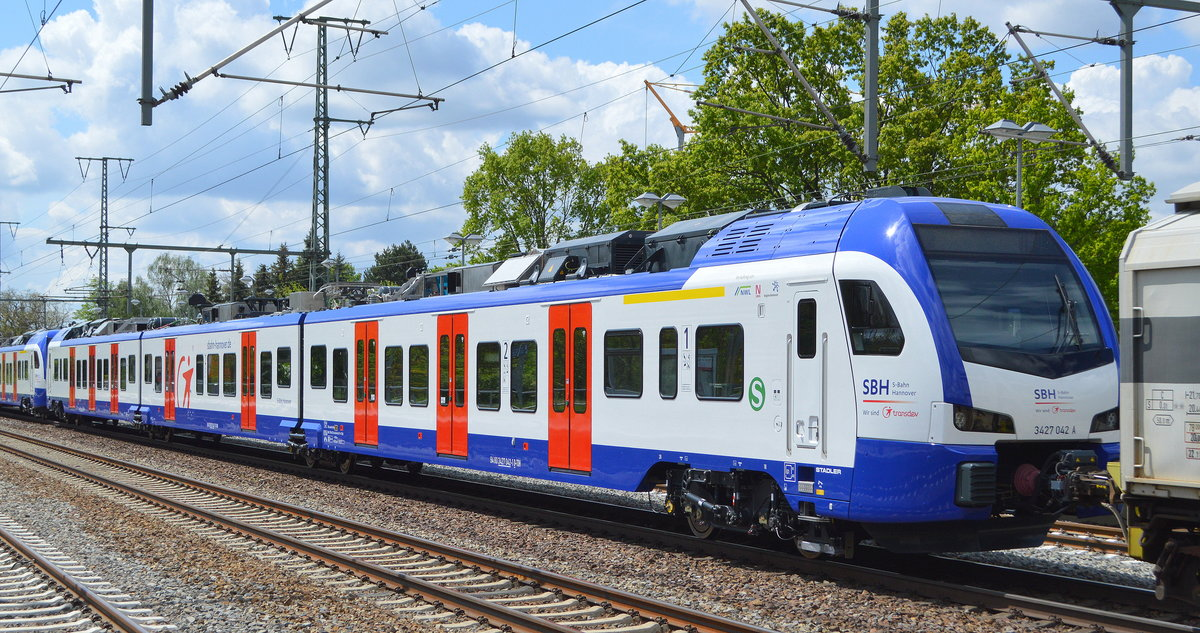
Zug der S-Bahn Hannover

1847 wurde in Hannover der erste Bahnhof eröffnet. Es fanden über die Jahre zahlreiche Um- und Neubauten statt. Der Hauptbahnhof in seiner heutigen Form entstand 1879. Heute ist er ein Fernverkehrsknoten der ersten Preisklasse. Er zählt mit 280.000 Reisenden pro Tag zu den zehn am meisten frequentierten Bahnhöfen in Deutschland. 2020 belegte der Hauptbahnhof Hannover bei einem Ranking des Reiseliteraturanbieters Travelbook den zweiten Platz unter den schönsten Bahnhöfen Deutschlands. Neben den Regionalzügen der DB Regio, Metronom Eisenbahngesellschaft (auch mit ihrer Marke Enno), Start, Westfalenbahn und Erixx und den S-Bahnen von Transdev Hannover halten hier ganzjährig Fernzüge der DB Fernverkehr, des ÖBB Nightjets und des Flixtrain, saisonal kommen noch Verbindungen des UrlaubsExpress (Train4you) hinzu. Daneben gibt es noch zehn weitere Personenbahnhöfe, die aber nur von der S-Bahn angefahren werden. Der letzte zentrale Güterbahnhof in Hannover ist der Güterbahnhof Hannover-Linden. Darüber hinaus gibt es noch vier weitere Güterbahnhöfe, einen Rangierbahnhof und einen Betriebsbahnhof. Von 1846 bis 1931 wurden bei der Hanomag Dampflokomotiven und auch 1880 eine der ersten Motorlokomotiven gebaut. In der HAWA entstanden rund 30 Jahre lang Eisenbahnwaggons. 1930 wurde im Ausbesserungswerk Hannover-Leinhausen der Schienenzeppelin gebaut.

#### Öffentlicher Personennahverkehr

Streckennetz der Stadtbahn Hannover

Die Üstra betreibt die 1975 eröffnete Stadtbahn Hannover. Sie ist aus der Straßenbahn Hannover hervorgegangen und befährt heute mit vierzehn Linien ein rund 125 Kilometer langes Streckennetz mit 202 Stationen, darunter 19 Tunnelstationen. Die S-Bahn Hannover ist aus der City-Bahn entstanden und wurde im Jahr 2000 eröffnet. Sie wurde zunächst von der DB Regio betrieben. Im Dezember 2021 hat die Transdev Hannover drei Linien und ab dem 13. Juni 2022 schließlich alle Linien übernommen. Die S-Bahn Hannover befährt heute mit sieben regulären, zwei Sprinter- und einer Messesonderlinie ein 385 Kilometer langes Streckennetz mit 74 Stationen, darunter eine Tunnelstation. Die üstra und die RegioBus betreiben darüber hinaus 56 Buslinien, darunter 7 Nachtliner und eine Veranstaltungslinie. Stadtbahnen, S-Bahnen und Busse gewährleisten gemeinsam den öffentlichen Personennahverkehr (ÖPNV) der Stadt und binden das engere Umland an. Für alle Busse und Bahnen des Nahverkehrs gilt der Gemeinschaftstarif des Verkehrsverbunds Großraum-Verkehr Hannover (GVH).

#### Fernbusse
1975 wurde in Hannover der erste ZOB errichtet. 2014 wurde auf der gegenüberliegenden Seite ein neuer Zentraler Omnibusbahnhof Hannover (ZOB) eröffnet, der den alten abgelöst hat. Rund 30 Fern- und Reisebusunternehmen steuern Ziele in ganz Deutschland und Europa an. 2020 testete der ADAC die größten Fernbusterminals in Deutschland, dabei kam der ZOB Hannover auf den zweiten Platz.

#### Binnenschifffahrt

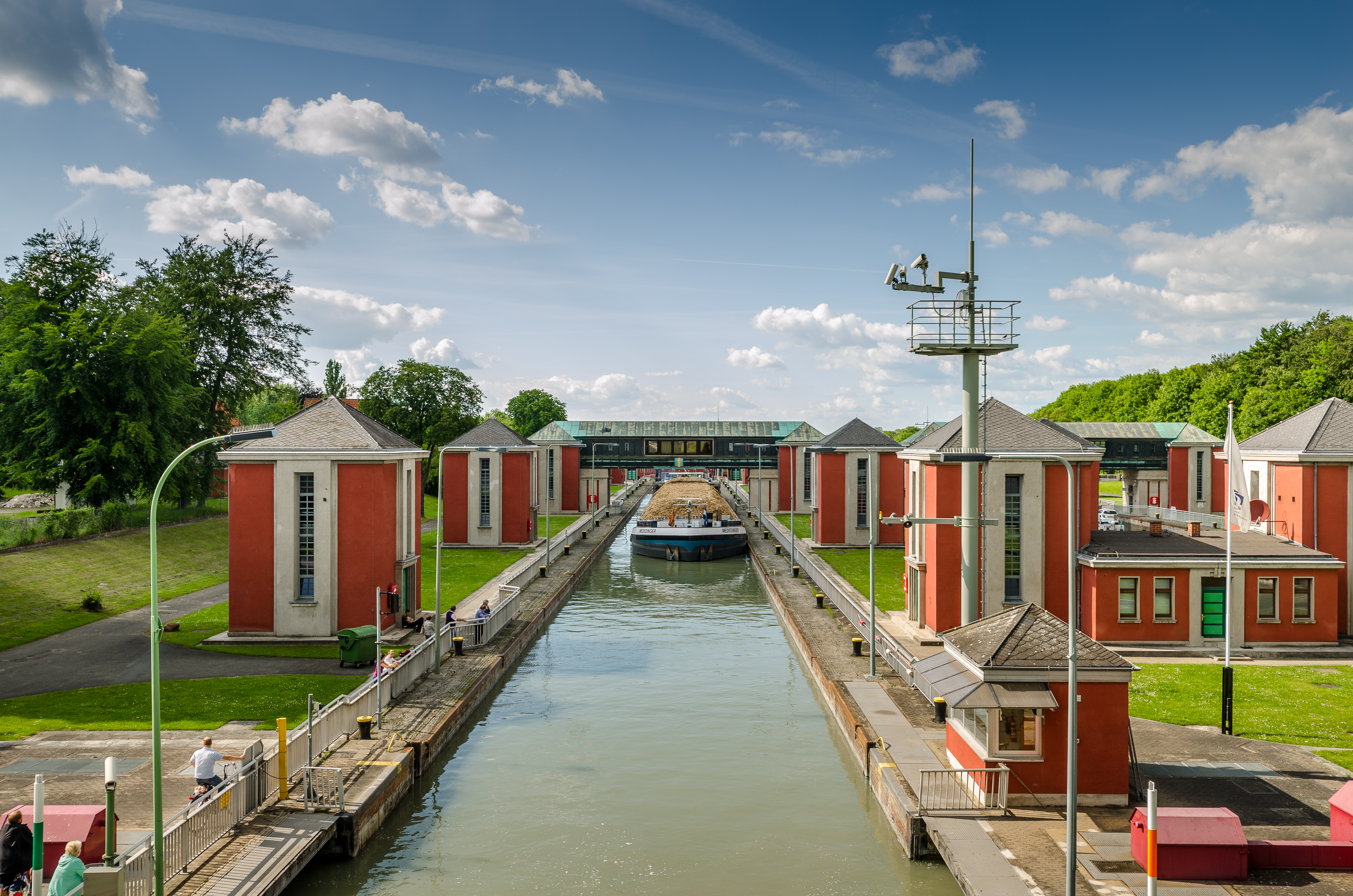
Schleuse Anderten

Der Stapel war im Mittelalter ein Binnenhafen an der Leine vor den Toren Hannovers. Ab Ende des 14. Jahrhunderts bis zum Anfang des 16. Jahrhunderts hatte der Hafen eine gewisse Bedeutung im Schiffsverkehr von Hannover nach Bremen. Der Name des ehemaligen Lokals Bremer Schiff zeugte von der einstigen Bedeutung der Schifffahrtsverbindung. Im 18. Jahrhundert wurde der Stapel nach Linden verlegt, von wo aus bis Mitte des 19. Jahrhunderts noch Schifffahrt betrieben wurde. 1917 wurde der Leinehafen eröffnet. Obwohl der Hafen bereits Ende der 1930er Jahre den Betrieb einstellte, wurde Hannover trotzdem eine der wichtigsten Binnenhafenstandorte Norddeutschlands. Heute verbindet der Mittellandkanal Hannover für die Binnenschifffahrt über weitere Kanäle mit dem Ruhrgebiet, Hamburg und Berlin. Die Schleuse Anderten, bei ihrer Eröffnung 1928 die größte Binnenschleuse Europas, überwindet in ihren zwei Schleusenkammern eine Fallhöhe von 14,7 Metern.
Die „Städtischen Häfen Hannover“ betreiben in Hannover vier Hafenstandorte. Nordhafen und Brinker Hafen liegen direkt am Mittellandkanal. Der in Seelze abzweigende Stichkanal Hannover-Linden endet nach elf Kilometern im Lindener Hafen. Der Misburger Hafen liegt am Stichkanal Misburg, der vom Mittellandkanal abzweigt. 2018 wurden über 1,2 Mio. Tonnen Schiffsgüter und über 2,3 Mio. Tonnen Bahngüter umgeschlagen, der Containerumschlag betrug rund 77.000 TEU.
Die Häfen Hannover umfassen, neben den bereits erwähnten vier Industriehäfen, mehrere weitere Binnen-, Yacht-, Sport- und Betriebshäfen am Mittellandkanal, dem Stichkanal Linden, dem Leine-Verbindungskanal, der Leine, der Ihme und am Stichkanal Misburg.
Seit 1936 wird auf dem Maschsee Fahrgastschifffahrt betrieben. Heute fahren von April bis November vier Fahrgastschiffe entlang des Ufers sechs Anlegestellen im Liniendienst an. Vereinzelt wird Hannover über den Mittellandkanal auch von Flusskreuzfahrtschiffen angefahren. Von Ende April bis Ende September führt das Kulturboot „ZuKunst“ Kaffeefahrten auf der Leine und der Ihme durch. Von 1873 bis 2021 wurde auf den Flüssen und später auch auf den Kanälen Hannovers Fahrgastschifffahrt betrieben. Viele Jahrzehnte war der Anleger am Schwarzen Bären an der Ihme der Hauptanleger. 2008 wurde er durch den Anleger an der Leinertbrücke, ebenfalls an der Ihme, ersetzt. Zwei weitere regelmäßig angefahrene Anleger im Stadtgebiet befanden sich am Mittellandkanal in Vahrenwald und am Nordhafen.

#### Luftverkehr

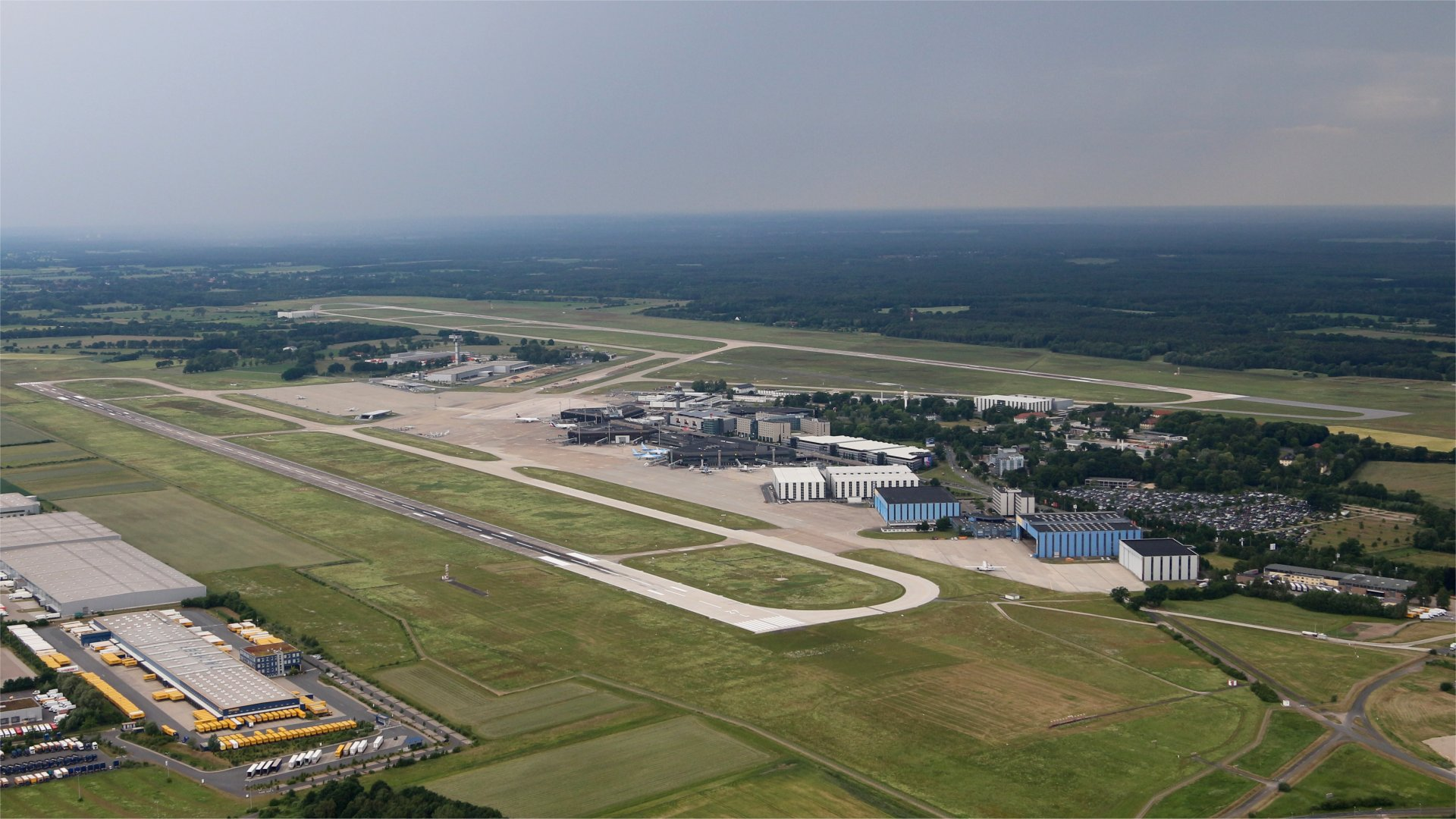
Start- und Landebahn des Flughafens Hannover

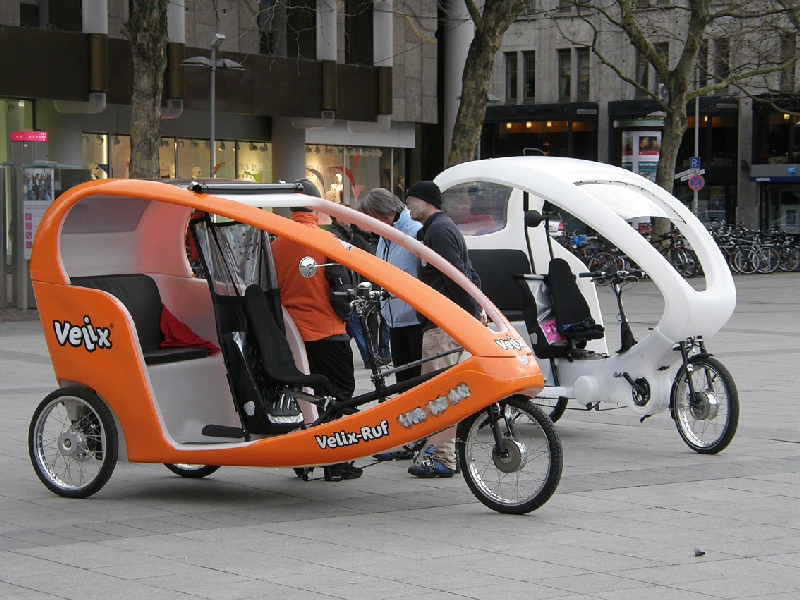
Fahrradtaxis am Hauptbahnhof

1790 startete Jean-Pierre Blanchard in Hannover mit einem Ballon zu einem Vorführungsflug und wurde direkt nach der Landung zum Ehrenbürger Hannovers ernannt. 1912 landete das erste Verkehrsluftschiff (LZ 11) auf der Großen Bult und markierte den Beginn der Verkehrsfliegerei in Hannover. Bereits 1910 fand auf der Großen Bult die erste hannoversche Flugwoche statt. Von 1913 bis 1933 war der Waterlooplatz der traditionelle Startplatz für Freiballons mit vielen Massenstarts. Seit 1919 ist Hannover an das Flugzeug-Linienflugnetz angebunden. Der erste offizielle Verkehrsflughafen Hannovers war ab 1919 der bereits seit 1915 genutzte HAWA-Werksflughafen in Linden. Die HAWA baute hier unter anderem den HAWA Vampyr und die Kampfflugzeuge des Hannover CL-Typs. 1928 wurde der Flughafen in Linden vom Flughafen Hannover-Vahrenwald abgelöst, welcher bereits seit 1907 in Betrieb war. Der Flugpionier Karl Jatho arbeitete hier bereits seit spätestens 1900 an Flugappararaten und legte 1907 eine befestigte Start- und Landebahn an. 1909 führte er hier mit dem „Drachenflieger Nr. 4“ seinen ersten von der Presse bestätigten Motorflug durch (angeblich gelang ihm bereits 1903 ein Motorflug), baute später mehrere weitere Flugzeugtypen (darunter die Stahltaube und der Jatho-Eindecker) und eröffnete eine Flugschule und die Hannoverschen Flugzeugwerke. Von 1912 bis 1928 wurde der Flughafen hauptsächlich vom Militär genutzt, so gab es neben den Einrichtungen für Kampfflugzeuge auch von 1914 bis 1917 eine Zeppelinhalle (etwa 10 Heeresluftschiffe waren in Hannover stationiert). 1932 war Hannover eine der Stationen auf Elly Beinhorns Weltumrundung im Alleinflug. Zwischen 1933 und 1935 wurden in Hannover unter der Leitung von Albert Püllenberg auch Postraketen getestet, dafür nutzte man einen Teil des Flughafengeländes, das als „Raketenhafen“ bezeichnet wurde. Das Ende des Zweiten Weltkrieges war auch gleichzeitig das Ende des Flughafens in Vahrenwald. Insbesondere auch durch die ab 1947 stattfindende Hannover-Messe wurde 1952 der heutige Flughafen Hannover eröffnet. Der Flughafen liegt sowohl auf einer Exklave der Stadt Hannover (PLZ 30669), als auch auf dem Stadtgebiet von Langenhagen. Heute (Stand: Februar 2024) bestehen Flugverbindungen zu Deutschlands internationalem Drehkreuz Frankfurt sowie zu rund 70 weiteren nationalen und internationalen Zielen im Linien- und Tourismusverkehr. 35 Fluggesellschaften fliegen den Flughafen an, der 2024 über 5,2 Millionen Fluggäste (vor der COVID-19-Pandemie waren es über 6 Mio. Fluggäste) und über 27.000 Tonnen Luftfracht abgefertigt hat. Der Flughafen ist Norddeutschlands führender Flughafen im Tourismusverkehr und Heimatbasis der Fluggesellschaft TUIfly. Im Frachtverkehr ist der Flughafen ein Air-Gate von FedEx und ein Prime-Air-Hub von Amazon. Darüber hinaus sind am Flughafen die Polizeihubschrauberstaffel Niedersachsen sowie „Christoph Niedersachsen“ stationiert, und der Flughafen dient als Ausweichflughafen für die militärischen Alarmrotten in Norddeutschland. Direkt am Messegelände gab es viele Jahre einen Flugplatz. In den Anfangsjahren landeten dort noch Flugzeuge der allgemeinen Luftfahrt, später wurde er durch einen Heliport ersetzt, der dann 2012 geschlossen wurde.

#### Fahrrad
Der Anteil des Fahrradverkehrs am Modal Split beträgt im innerstädtischen Bereich 19 %. Die Stadt möchte diesen Anteil künftig erhöhen. In Wohnviertel sind häufig Tempo-30-Zonen eingerichtet. An einigen Stellen wurden Fahrradstraßen angelegt. Im Innenstadtbereich verkehren in den Sommermonaten Fahrradtaxis. Bei den zweijährlich stattfindenden Fahrradklimatests des ADFC hat Hannover seit 2012 mit geringen Schwankungen Gesamtbewertungen zwischen 3,4 und 3,8 (nach Schulnoten 1–6) erhalten und belegt 2020 Platz 2 unter bundesweit 14 bewerteten Städten in der Größenklasse über 500.000 Einwohner.

#### Fußgänger
Alle Fußgängerzonen Hannovers zusammen haben eine Länge von 40 Kilometern (fast so viel wie Berlin), beim Verhältnis zur Gesamtlänge aller Straßen in Hannover belegt Hannover den Platz drei unter den 2018 verglichenen Städten.

## Persönlichkeiten

### Ehrenbürger
Personen, die sich um Hannover verdient machen, werden mit der Ehrenbürgerwürde ausgezeichnet. Ursprünglich gewährte man ihnen unentgeltliche Bürgerrechte. Ehrenbürger sind unter anderem Georg Friedrich Grotefend (Entzifferer der Keilschrift), der nationalliberale Politiker Rudolf von Bennigsen und Reichspräsident Paul von Hindenburg, der von 1911 bis 1914 und von 1919 bis 1925 seinen Wohnsitz in Hannover hatte.

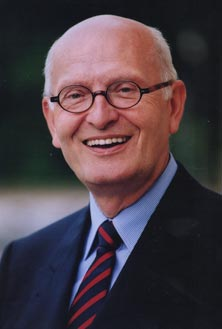
Herbert Schmalstieg: Langjähriger Oberbürgermeister, Ehrenbürger und gebürtiger Hannoveraner

Seit dem Zweiten Weltkrieg erhielten insgesamt zehn Persönlichkeiten die Ehrenbürgerwürde, darunter der ehemalige Bundeskanzler und Ministerpräsident Gerhard Schröder und die Künstlerin Niki de Saint Phalle. Als bislang letzter Ehrenbürger ist seit dem 2. Februar 2007 der langjährige Oberbürgermeister Herbert Schmalstieg ausgezeichnet. Schröder gab die Ehrenbürgerwürde am 15. März 2022 zurück, nachdem der Rat der Stadt ihm aufgrund seiner prorussischen Aktivitäten im Rahmen des Russisch-Ukrainischen Kriegs damit gedroht hatte, ihm diese zu entziehen.

### Plakette für Verdienste um die Landeshauptstadt Hannover
Die Plakette für Verdienste um die Landeshauptstadt Hannover, kurz Stadtplakette genannt, ist nach der Ehrenbürgerwürde die höchste Auszeichnung der Stadt Hannover. Sie wurde nach Beschluss des Rates der Stadt 1959 geschaffen. Sie wird jeweils in der Mitte und Ende einer Ratsperiode verliehen. Bis 2024 wurden 179 Personen, Vereine und Organisationen ausgezeichnet.

### Gebürtige Hannoveraner
- Der Brauereimeister Cord Broyhan war der Erfinder eines neuen hellen Bieres.
- Die Geschwister Friedrich Wilhelm Herschel und Caroline Herschel waren Forscher und Astronomen.
- Dem Mathematiker Ferdinand von Lindemann gelang 1882 der Beweis, dass die Quadratur des Kreises unmöglich ist.
- Der Bruder des Erfinders der Schallplatte und des Grammophons Emil Berliner, Joseph Berliner, gründete in Hannover die erste Grammophon-Fabrik der Welt.
- Theodor Lessing und seine hier geborene Frau Ada Lessing gründeten in Linden die Volkshochschule.
- Der Künstler Kurt Schwitters entwickelte in Hannover seine Form des Dadaismus.
- Die politische Philosophin Hannah Arendt wurde im damals eigenständigen Linden geboren und verbrachte ihre ersten Lebensjahre in der Stadt.
- Curt Frankenstein, späterer US-amerikanischer bildender Künstler, wuchs an der Eilenriede auf.
- Der Serienmörder Fritz Haarmann beging in Hannover 27 Morde.
- An den Dichter Gerrit Engelke erinnerte der bis 2007 von der Stadt Hannover vergebene Gerrit-Engelke-Preis.
- Rudolf Augstein gründete 1947 in Hannover die Zeitschrift Der Spiegel.

Weitere gebürtige Hannoveraner sind der Dramatiker Frank Wedekind, der Künstler und Schriftsteller Karl Jakob Hirsch, die Luftfahrtpioniere Elly Beinhorn und Karl Jatho, der Physiker und Mitentdecker der Quantenmechanik Pascual Jordan, die erste deutsche Diplom-Ingenieurin Ilse ter Meer, die Tanz-Avantgardistin Mary Wigman sowie die Schauspieler August Wilhelm Iffland (nach ihm ist der Iffland-Ring benannt) und Theo Lingen.
Zu den bekannten gebürtigen Hannoveranern der Gegenwart zählen Ernst August Prinz von Hannover, der Cartoonist Uli Stein, die Regisseurin Doris Dörrie, die Autoren Friedhelm Kändler und Alexa Hennig von Lange, die Schauspieler Renate Becker, Otto Sander, Kai Wiesinger und Maria Schrader, der Maler Heimar Fischer-Gaaden, die Fußballspieler Fabian Ernst und Per Mertesacker, der Radrennfahrer Grischa Niermann, die Sänger Klaus Meine und Mark Morrison, der Comedian Oliver Pocher, der Konzeptkünstler Manfred Kohrs, die Sängerin Lena Meyer-Landrut und die Politikerin Annalena Baerbock.

### Weitere Hannoveraner
Mit Gottfried Wilhelm Leibniz lebte einer der bekanntesten Philosophen und Universalgelehrten seiner Zeit in Hannover. Der Architekt Georg Ludwig Friedrich Laves prägte Hannover im Stil des Klassizismus. Der Gründer der Hannoverschen Architekturschule Conrad Wilhelm Hase zog im 19. Jahrhundert Architekten wie Paul Rowald und Edwin Oppler nach Hannover. Die Nachkriegsarchitektur der Stadt prägte Dieter Oesterlen. Weitere zugezogene Hannoveraner waren unter anderem der Zentrumspolitiker und Minister Ludwig Windthorst, der Zeichner, Maler und Dichter Wilhelm Busch, der Maler und Graphiker Ernst Marow, der Maler, Zeichner, Graphiker und Bildhauer Kurt Sohns, der Kulturpolitiker Adolf Grimme (Grimme-Preis), der Erfinder des PAL-Systems Walter Bruch und der frühere Rektor der TiHo Hannover Karl Enigk.
Zurzeit in Hannover wohnhaft sind der frühere Bundeskanzler Gerhard Schröder, die ehemalige Bundesministerin Edelgard Bulmahn, der ungarische Musiker und Leiter des Europäischen Zentrums für jüdische Musik Andor Izsák, der Kabarettist Matthias Brodowy sowie der Musikproduzent Mousse T. Bis zu seinem Tod war der Soziologe und Politikwissenschaftler Oskar Negt in Hannover wohnhaft.